# Glossaire du jeu d'échecs
Cet article utilise la notation algébrique pour décrire des coups du jeu d'échecs.
Ce glossaire du jeu d'échecs énumère par ordre alphabétique les termes les plus couramment utilisés au jeu d'échecs. Dans certains cas, il existe des pages propres à ces termes.
- Pour une liste des joueurs, voir Liste de joueurs d'échecs.
- Pour le lexique spécifique aux problèmes d'échecs, voir Lexique de la composition échiquéenne.

## A
- Haut – A
- B
- C
- D
- E
- F
- G
- H
- I
- J
- K
- L
- M
- N
- O
- P
- Q
- R
- S
- T
- U
- V
- W
- X
- Y
- Z

Abandonindication qu'un camp accepte la défaite. Dans le cadre d'une compétition, le joueur déclare oralement qu'il abandonne ou couche son roi. Il arrive qu'un joueur tende la main à son adversaire car la poignée de main conclut traditionnellement la partie, mais ce geste seul est déconseillé parce qu'il peut être confondu avec une proposition de nulle. D'autre part, arrêter la pendule ne signifie pas l'abandon, car un joueur au trait a toujours le droit d'arrêter la pendule pour solliciter l'aide de l'arbitre.
ad libitum ou ad lib.(locution latine qui signifie « au choix ») se dit d'un coup dont la case d'arrivée n'est pas précisée car elle n'a pas d'importance sur le résultat obtenu : « Roi ad lib., Dxf7 mat ».
Adouberajuster une pièce sur sa case ; on annonce « j'adoube » à l'adversaire afin de ne pas être obligé de jouer la pièce, suivant la règle de la pièce touchée.
Actifse dit d'une pièce qui contrôle de nombreuses cases, ou des cases importantes. Concernant notamment les fous ou les dames, on dit que ces pièces « rayonnent » lorsqu'elles sont actives au centre de l'échiquier. Un jeu « actif » vise à obtenir l'initiative.
Adjudicationprise de décision - rare dans l'histoire - au sujet du résultat d'une partie qui n'a pas pu arriver à son terme.
Aile dame (ou flanc dame)désigne l'espace de l'échiquier du côté dame, à savoir les colonnes a, b, c et d.
Aile roi (ou flanc roi)désigne l'espace de l'échiquier du côté roi, à savoir les colonnes e, f, g et h.
Ajournementprocédure, inusitée aujourd'hui, d'interruption d'une partie qui doit être reprise ultérieurement.
Alpha-bêtanom d'un algorithme utilisé par les programmes d'échecs, qui optimise la recherche systématique dite minimax.
Tournoi d'échecs Ambertournoi d'échecs privé de haut niveau mêlant le jeu à l'aveugle et les parties rapides.
Analyseévaluation objective des possibilités stratégiques et tactiques rencontrées dans une partie ou pour une position donnée.
Annotationcommentaire d'une partie faisant appel à du texte, des suites de coups, ou des symboles.
Appariementprocédé d'attribution d'un adversaire à chaque joueur (ou chaque équipe) participant à un tournoi. cf. système suisse et table de Berger.
Arbitrepersonne officiellement désignée pour faire respecter les règles du jeu lors d'une compétition (tournoi, match, etc.).
Armageddonnom donné à une partie réglant un cas d'égalité ; voir « Mort subite ».
Arnaquemanœuvres en vue de compliquer la position dans une partie où l'on a un désavantage (Swindle en anglais).
Attaquemesure agressive contre le camp ennemi, par un ou plusieurs coups. On dit qu'une pièce est « attaquée » quand on menace de la capturer le tour suivant.
Attaque doubleattaque simultanée d'une pièce adverse par deux pièces ennemies. Peut se combiner avec l'attaque à la Découverte (voir « Découverte »).
Attaque de minoritéavancée de pion sur un flanc où le joueur a moins de pions que son adversaire ; l'objectif est d'affaiblir la structure de pions adverse.
a tempo(latin) se dit d'un coup joué immédiatement après un coup adverse, sans délai de réflexion.
|   | a | b | c | d | e | f | g | h |   |
| 8 | Tour noire sur case blanche g8 · Dame blanche sur case noire a7 · Dame noire sur case blanche b7 · Roi noir sur case noire c7 · Tour blanche sur case noire d2 · Roi blanc sur case blanche d1 | Tour noire sur case blanche g8 · Dame blanche sur case noire a7 · Dame noire sur case blanche b7 · Roi noir sur case noire c7 · Tour blanche sur case noire d2 · Roi blanc sur case blanche d1 | Tour noire sur case blanche g8 · Dame blanche sur case noire a7 · Dame noire sur case blanche b7 · Roi noir sur case noire c7 · Tour blanche sur case noire d2 · Roi blanc sur case blanche d1 | Tour noire sur case blanche g8 · Dame blanche sur case noire a7 · Dame noire sur case blanche b7 · Roi noir sur case noire c7 · Tour blanche sur case noire d2 · Roi blanc sur case blanche d1 | Tour noire sur case blanche g8 · Dame blanche sur case noire a7 · Dame noire sur case blanche b7 · Roi noir sur case noire c7 · Tour blanche sur case noire d2 · Roi blanc sur case blanche d1 | Tour noire sur case blanche g8 · Dame blanche sur case noire a7 · Dame noire sur case blanche b7 · Roi noir sur case noire c7 · Tour blanche sur case noire d2 · Roi blanc sur case blanche d1 | Tour noire sur case blanche g8 · Dame blanche sur case noire a7 · Dame noire sur case blanche b7 · Roi noir sur case noire c7 · Tour blanche sur case noire d2 · Roi blanc sur case blanche d1 | Tour noire sur case blanche g8 · Dame blanche sur case noire a7 · Dame noire sur case blanche b7 · Roi noir sur case noire c7 · Tour blanche sur case noire d2 · Roi blanc sur case blanche d1 | 8 |
| 7 | Tour noire sur case blanche g8 · Dame blanche sur case noire a7 · Dame noire sur case blanche b7 · Roi noir sur case noire c7 · Tour blanche sur case noire d2 · Roi blanc sur case blanche d1 | Tour noire sur case blanche g8 · Dame blanche sur case noire a7 · Dame noire sur case blanche b7 · Roi noir sur case noire c7 · Tour blanche sur case noire d2 · Roi blanc sur case blanche d1 | Tour noire sur case blanche g8 · Dame blanche sur case noire a7 · Dame noire sur case blanche b7 · Roi noir sur case noire c7 · Tour blanche sur case noire d2 · Roi blanc sur case blanche d1 | Tour noire sur case blanche g8 · Dame blanche sur case noire a7 · Dame noire sur case blanche b7 · Roi noir sur case noire c7 · Tour blanche sur case noire d2 · Roi blanc sur case blanche d1 | Tour noire sur case blanche g8 · Dame blanche sur case noire a7 · Dame noire sur case blanche b7 · Roi noir sur case noire c7 · Tour blanche sur case noire d2 · Roi blanc sur case blanche d1 | Tour noire sur case blanche g8 · Dame blanche sur case noire a7 · Dame noire sur case blanche b7 · Roi noir sur case noire c7 · Tour blanche sur case noire d2 · Roi blanc sur case blanche d1 | Tour noire sur case blanche g8 · Dame blanche sur case noire a7 · Dame noire sur case blanche b7 · Roi noir sur case noire c7 · Tour blanche sur case noire d2 · Roi blanc sur case blanche d1 | Tour noire sur case blanche g8 · Dame blanche sur case noire a7 · Dame noire sur case blanche b7 · Roi noir sur case noire c7 · Tour blanche sur case noire d2 · Roi blanc sur case blanche d1 | 7 |
| 6 | Tour noire sur case blanche g8 · Dame blanche sur case noire a7 · Dame noire sur case blanche b7 · Roi noir sur case noire c7 · Tour blanche sur case noire d2 · Roi blanc sur case blanche d1 | Tour noire sur case blanche g8 · Dame blanche sur case noire a7 · Dame noire sur case blanche b7 · Roi noir sur case noire c7 · Tour blanche sur case noire d2 · Roi blanc sur case blanche d1 | Tour noire sur case blanche g8 · Dame blanche sur case noire a7 · Dame noire sur case blanche b7 · Roi noir sur case noire c7 · Tour blanche sur case noire d2 · Roi blanc sur case blanche d1 | Tour noire sur case blanche g8 · Dame blanche sur case noire a7 · Dame noire sur case blanche b7 · Roi noir sur case noire c7 · Tour blanche sur case noire d2 · Roi blanc sur case blanche d1 | Tour noire sur case blanche g8 · Dame blanche sur case noire a7 · Dame noire sur case blanche b7 · Roi noir sur case noire c7 · Tour blanche sur case noire d2 · Roi blanc sur case blanche d1 | Tour noire sur case blanche g8 · Dame blanche sur case noire a7 · Dame noire sur case blanche b7 · Roi noir sur case noire c7 · Tour blanche sur case noire d2 · Roi blanc sur case blanche d1 | Tour noire sur case blanche g8 · Dame blanche sur case noire a7 · Dame noire sur case blanche b7 · Roi noir sur case noire c7 · Tour blanche sur case noire d2 · Roi blanc sur case blanche d1 | Tour noire sur case blanche g8 · Dame blanche sur case noire a7 · Dame noire sur case blanche b7 · Roi noir sur case noire c7 · Tour blanche sur case noire d2 · Roi blanc sur case blanche d1 | 6 |
| 5 | Tour noire sur case blanche g8 · Dame blanche sur case noire a7 · Dame noire sur case blanche b7 · Roi noir sur case noire c7 · Tour blanche sur case noire d2 · Roi blanc sur case blanche d1 | Tour noire sur case blanche g8 · Dame blanche sur case noire a7 · Dame noire sur case blanche b7 · Roi noir sur case noire c7 · Tour blanche sur case noire d2 · Roi blanc sur case blanche d1 | Tour noire sur case blanche g8 · Dame blanche sur case noire a7 · Dame noire sur case blanche b7 · Roi noir sur case noire c7 · Tour blanche sur case noire d2 · Roi blanc sur case blanche d1 | Tour noire sur case blanche g8 · Dame blanche sur case noire a7 · Dame noire sur case blanche b7 · Roi noir sur case noire c7 · Tour blanche sur case noire d2 · Roi blanc sur case blanche d1 | Tour noire sur case blanche g8 · Dame blanche sur case noire a7 · Dame noire sur case blanche b7 · Roi noir sur case noire c7 · Tour blanche sur case noire d2 · Roi blanc sur case blanche d1 | Tour noire sur case blanche g8 · Dame blanche sur case noire a7 · Dame noire sur case blanche b7 · Roi noir sur case noire c7 · Tour blanche sur case noire d2 · Roi blanc sur case blanche d1 | Tour noire sur case blanche g8 · Dame blanche sur case noire a7 · Dame noire sur case blanche b7 · Roi noir sur case noire c7 · Tour blanche sur case noire d2 · Roi blanc sur case blanche d1 | Tour noire sur case blanche g8 · Dame blanche sur case noire a7 · Dame noire sur case blanche b7 · Roi noir sur case noire c7 · Tour blanche sur case noire d2 · Roi blanc sur case blanche d1 | 5 |
| 4 | Tour noire sur case blanche g8 · Dame blanche sur case noire a7 · Dame noire sur case blanche b7 · Roi noir sur case noire c7 · Tour blanche sur case noire d2 · Roi blanc sur case blanche d1 | Tour noire sur case blanche g8 · Dame blanche sur case noire a7 · Dame noire sur case blanche b7 · Roi noir sur case noire c7 · Tour blanche sur case noire d2 · Roi blanc sur case blanche d1 | Tour noire sur case blanche g8 · Dame blanche sur case noire a7 · Dame noire sur case blanche b7 · Roi noir sur case noire c7 · Tour blanche sur case noire d2 · Roi blanc sur case blanche d1 | Tour noire sur case blanche g8 · Dame blanche sur case noire a7 · Dame noire sur case blanche b7 · Roi noir sur case noire c7 · Tour blanche sur case noire d2 · Roi blanc sur case blanche d1 | Tour noire sur case blanche g8 · Dame blanche sur case noire a7 · Dame noire sur case blanche b7 · Roi noir sur case noire c7 · Tour blanche sur case noire d2 · Roi blanc sur case blanche d1 | Tour noire sur case blanche g8 · Dame blanche sur case noire a7 · Dame noire sur case blanche b7 · Roi noir sur case noire c7 · Tour blanche sur case noire d2 · Roi blanc sur case blanche d1 | Tour noire sur case blanche g8 · Dame blanche sur case noire a7 · Dame noire sur case blanche b7 · Roi noir sur case noire c7 · Tour blanche sur case noire d2 · Roi blanc sur case blanche d1 | Tour noire sur case blanche g8 · Dame blanche sur case noire a7 · Dame noire sur case blanche b7 · Roi noir sur case noire c7 · Tour blanche sur case noire d2 · Roi blanc sur case blanche d1 | 4 |
| 3 | Tour noire sur case blanche g8 · Dame blanche sur case noire a7 · Dame noire sur case blanche b7 · Roi noir sur case noire c7 · Tour blanche sur case noire d2 · Roi blanc sur case blanche d1 | Tour noire sur case blanche g8 · Dame blanche sur case noire a7 · Dame noire sur case blanche b7 · Roi noir sur case noire c7 · Tour blanche sur case noire d2 · Roi blanc sur case blanche d1 | Tour noire sur case blanche g8 · Dame blanche sur case noire a7 · Dame noire sur case blanche b7 · Roi noir sur case noire c7 · Tour blanche sur case noire d2 · Roi blanc sur case blanche d1 | Tour noire sur case blanche g8 · Dame blanche sur case noire a7 · Dame noire sur case blanche b7 · Roi noir sur case noire c7 · Tour blanche sur case noire d2 · Roi blanc sur case blanche d1 | Tour noire sur case blanche g8 · Dame blanche sur case noire a7 · Dame noire sur case blanche b7 · Roi noir sur case noire c7 · Tour blanche sur case noire d2 · Roi blanc sur case blanche d1 | Tour noire sur case blanche g8 · Dame blanche sur case noire a7 · Dame noire sur case blanche b7 · Roi noir sur case noire c7 · Tour blanche sur case noire d2 · Roi blanc sur case blanche d1 | Tour noire sur case blanche g8 · Dame blanche sur case noire a7 · Dame noire sur case blanche b7 · Roi noir sur case noire c7 · Tour blanche sur case noire d2 · Roi blanc sur case blanche d1 | Tour noire sur case blanche g8 · Dame blanche sur case noire a7 · Dame noire sur case blanche b7 · Roi noir sur case noire c7 · Tour blanche sur case noire d2 · Roi blanc sur case blanche d1 | 3 |
| 2 | Tour noire sur case blanche g8 · Dame blanche sur case noire a7 · Dame noire sur case blanche b7 · Roi noir sur case noire c7 · Tour blanche sur case noire d2 · Roi blanc sur case blanche d1 | Tour noire sur case blanche g8 · Dame blanche sur case noire a7 · Dame noire sur case blanche b7 · Roi noir sur case noire c7 · Tour blanche sur case noire d2 · Roi blanc sur case blanche d1 | Tour noire sur case blanche g8 · Dame blanche sur case noire a7 · Dame noire sur case blanche b7 · Roi noir sur case noire c7 · Tour blanche sur case noire d2 · Roi blanc sur case blanche d1 | Tour noire sur case blanche g8 · Dame blanche sur case noire a7 · Dame noire sur case blanche b7 · Roi noir sur case noire c7 · Tour blanche sur case noire d2 · Roi blanc sur case blanche d1 | Tour noire sur case blanche g8 · Dame blanche sur case noire a7 · Dame noire sur case blanche b7 · Roi noir sur case noire c7 · Tour blanche sur case noire d2 · Roi blanc sur case blanche d1 | Tour noire sur case blanche g8 · Dame blanche sur case noire a7 · Dame noire sur case blanche b7 · Roi noir sur case noire c7 · Tour blanche sur case noire d2 · Roi blanc sur case blanche d1 | Tour noire sur case blanche g8 · Dame blanche sur case noire a7 · Dame noire sur case blanche b7 · Roi noir sur case noire c7 · Tour blanche sur case noire d2 · Roi blanc sur case blanche d1 | Tour noire sur case blanche g8 · Dame blanche sur case noire a7 · Dame noire sur case blanche b7 · Roi noir sur case noire c7 · Tour blanche sur case noire d2 · Roi blanc sur case blanche d1 | 2 |
| 1 | Tour noire sur case blanche g8 · Dame blanche sur case noire a7 · Dame noire sur case blanche b7 · Roi noir sur case noire c7 · Tour blanche sur case noire d2 · Roi blanc sur case blanche d1 | Tour noire sur case blanche g8 · Dame blanche sur case noire a7 · Dame noire sur case blanche b7 · Roi noir sur case noire c7 · Tour blanche sur case noire d2 · Roi blanc sur case blanche d1 | Tour noire sur case blanche g8 · Dame blanche sur case noire a7 · Dame noire sur case blanche b7 · Roi noir sur case noire c7 · Tour blanche sur case noire d2 · Roi blanc sur case blanche d1 | Tour noire sur case blanche g8 · Dame blanche sur case noire a7 · Dame noire sur case blanche b7 · Roi noir sur case noire c7 · Tour blanche sur case noire d2 · Roi blanc sur case blanche d1 | Tour noire sur case blanche g8 · Dame blanche sur case noire a7 · Dame noire sur case blanche b7 · Roi noir sur case noire c7 · Tour blanche sur case noire d2 · Roi blanc sur case blanche d1 | Tour noire sur case blanche g8 · Dame blanche sur case noire a7 · Dame noire sur case blanche b7 · Roi noir sur case noire c7 · Tour blanche sur case noire d2 · Roi blanc sur case blanche d1 | Tour noire sur case blanche g8 · Dame blanche sur case noire a7 · Dame noire sur case blanche b7 · Roi noir sur case noire c7 · Tour blanche sur case noire d2 · Roi blanc sur case blanche d1 | Tour noire sur case blanche g8 · Dame blanche sur case noire a7 · Dame noire sur case blanche b7 · Roi noir sur case noire c7 · Tour blanche sur case noire d2 · Roi blanc sur case blanche d1 | 1 |
|   | a | b | c | d | e | f | g | h |   |

Attractionaction qui vise à attirer ou forcer à jouer une pièce sur une case (en général à l’aide d’un sacrifice) pour pouvoir ensuite l’attaquer.
Avant-postecase importante située dans le camp adverse, sur laquelle on a déjà joué une pièce ou sur laquelle on a la possibilité d'en jouer une. Généralement, cette case est occupée par un cavalier, car cette pièce est difficilement délogeable par les pions ennemis.
Avance de développementse dit lorsqu’un camp a développé plus de pièces que l'autre. C'est souvent un avantage.
Avantagesupériorité d'un camp sur l'autre en raison d'un déséquilibre positionnel, d'un avantage matériel, voire d'un avantage à la pendule (plus de temps de réflexion pour jouer la partie).
Avantage (partie à)voir « Partie à handicap ».
Aveugle (jeu ou partie à l'aveugle)partie qui se déroule sans qu'un ou les deux joueurs ne voient l'échiquier. Spécialité notamment de l’ancien champion du monde Alexandre Alekhine.
Automateun automate est une machine automatique. Aux échecs, il s’agit de machines que l'on présentait comme pouvant jouer aux échecs de façon autonome, mais qui n'étaient en réalité que des canulars, l'automate étant sous le contrôle d’un joueur humain caché à l'intérieur (voir le Turc mécanique). Les automates suscitèrent un grand intérêt aux XVIIIe siècle et XIXe siècle et inspirèrent les premières réflexions sur la possibilité d’une intelligence artificielle.

## B
- Haut – A
- B
- C
- D
- E
- F
- G
- H
- I
- J
- K
- L
- M
- N
- O
- P
- Q
- R
- S
- T
- U
- V
- W
- X
- Y
- Z

Bandechacun des quatre bords de l'échiquier (colonnes « a » et « h », rangées « 1 » et « 8 »). Lorsqu'une pièce (autre qu'une tour) se trouve à la bande, sa capacité de mouvement s'en trouve réduite, même en l'absence de pièces bloquantes.
|   | a | b | c | d | e | f | g | h |   |
| 8 | Tour noire sur case blanche a8 · Tour noire sur case blanche e8 · Pion noir sur case noire a7 · Roi noir sur case blanche b7 · Pion noir sur case noire g7 · Pion noir sur case blanche h7 · Pion noir sur case noire b6 · Pion noir sur case blanche d5 · Tour blanche sur case noire e5 · Pion noir sur case blanche f5 · Pion blanc sur case noire d4 · Pion blanc sur case noire f4 · Pion blanc sur case noire g3 · Pion blanc sur case noire h2 · Tour blanche sur case noire e1 · Roi blanc sur case noire g1 | Tour noire sur case blanche a8 · Tour noire sur case blanche e8 · Pion noir sur case noire a7 · Roi noir sur case blanche b7 · Pion noir sur case noire g7 · Pion noir sur case blanche h7 · Pion noir sur case noire b6 · Pion noir sur case blanche d5 · Tour blanche sur case noire e5 · Pion noir sur case blanche f5 · Pion blanc sur case noire d4 · Pion blanc sur case noire f4 · Pion blanc sur case noire g3 · Pion blanc sur case noire h2 · Tour blanche sur case noire e1 · Roi blanc sur case noire g1 | Tour noire sur case blanche a8 · Tour noire sur case blanche e8 · Pion noir sur case noire a7 · Roi noir sur case blanche b7 · Pion noir sur case noire g7 · Pion noir sur case blanche h7 · Pion noir sur case noire b6 · Pion noir sur case blanche d5 · Tour blanche sur case noire e5 · Pion noir sur case blanche f5 · Pion blanc sur case noire d4 · Pion blanc sur case noire f4 · Pion blanc sur case noire g3 · Pion blanc sur case noire h2 · Tour blanche sur case noire e1 · Roi blanc sur case noire g1 | Tour noire sur case blanche a8 · Tour noire sur case blanche e8 · Pion noir sur case noire a7 · Roi noir sur case blanche b7 · Pion noir sur case noire g7 · Pion noir sur case blanche h7 · Pion noir sur case noire b6 · Pion noir sur case blanche d5 · Tour blanche sur case noire e5 · Pion noir sur case blanche f5 · Pion blanc sur case noire d4 · Pion blanc sur case noire f4 · Pion blanc sur case noire g3 · Pion blanc sur case noire h2 · Tour blanche sur case noire e1 · Roi blanc sur case noire g1 | Tour noire sur case blanche a8 · Tour noire sur case blanche e8 · Pion noir sur case noire a7 · Roi noir sur case blanche b7 · Pion noir sur case noire g7 · Pion noir sur case blanche h7 · Pion noir sur case noire b6 · Pion noir sur case blanche d5 · Tour blanche sur case noire e5 · Pion noir sur case blanche f5 · Pion blanc sur case noire d4 · Pion blanc sur case noire f4 · Pion blanc sur case noire g3 · Pion blanc sur case noire h2 · Tour blanche sur case noire e1 · Roi blanc sur case noire g1 | Tour noire sur case blanche a8 · Tour noire sur case blanche e8 · Pion noir sur case noire a7 · Roi noir sur case blanche b7 · Pion noir sur case noire g7 · Pion noir sur case blanche h7 · Pion noir sur case noire b6 · Pion noir sur case blanche d5 · Tour blanche sur case noire e5 · Pion noir sur case blanche f5 · Pion blanc sur case noire d4 · Pion blanc sur case noire f4 · Pion blanc sur case noire g3 · Pion blanc sur case noire h2 · Tour blanche sur case noire e1 · Roi blanc sur case noire g1 | Tour noire sur case blanche a8 · Tour noire sur case blanche e8 · Pion noir sur case noire a7 · Roi noir sur case blanche b7 · Pion noir sur case noire g7 · Pion noir sur case blanche h7 · Pion noir sur case noire b6 · Pion noir sur case blanche d5 · Tour blanche sur case noire e5 · Pion noir sur case blanche f5 · Pion blanc sur case noire d4 · Pion blanc sur case noire f4 · Pion blanc sur case noire g3 · Pion blanc sur case noire h2 · Tour blanche sur case noire e1 · Roi blanc sur case noire g1 | Tour noire sur case blanche a8 · Tour noire sur case blanche e8 · Pion noir sur case noire a7 · Roi noir sur case blanche b7 · Pion noir sur case noire g7 · Pion noir sur case blanche h7 · Pion noir sur case noire b6 · Pion noir sur case blanche d5 · Tour blanche sur case noire e5 · Pion noir sur case blanche f5 · Pion blanc sur case noire d4 · Pion blanc sur case noire f4 · Pion blanc sur case noire g3 · Pion blanc sur case noire h2 · Tour blanche sur case noire e1 · Roi blanc sur case noire g1 | 8 |
| 7 | Tour noire sur case blanche a8 · Tour noire sur case blanche e8 · Pion noir sur case noire a7 · Roi noir sur case blanche b7 · Pion noir sur case noire g7 · Pion noir sur case blanche h7 · Pion noir sur case noire b6 · Pion noir sur case blanche d5 · Tour blanche sur case noire e5 · Pion noir sur case blanche f5 · Pion blanc sur case noire d4 · Pion blanc sur case noire f4 · Pion blanc sur case noire g3 · Pion blanc sur case noire h2 · Tour blanche sur case noire e1 · Roi blanc sur case noire g1 | Tour noire sur case blanche a8 · Tour noire sur case blanche e8 · Pion noir sur case noire a7 · Roi noir sur case blanche b7 · Pion noir sur case noire g7 · Pion noir sur case blanche h7 · Pion noir sur case noire b6 · Pion noir sur case blanche d5 · Tour blanche sur case noire e5 · Pion noir sur case blanche f5 · Pion blanc sur case noire d4 · Pion blanc sur case noire f4 · Pion blanc sur case noire g3 · Pion blanc sur case noire h2 · Tour blanche sur case noire e1 · Roi blanc sur case noire g1 | Tour noire sur case blanche a8 · Tour noire sur case blanche e8 · Pion noir sur case noire a7 · Roi noir sur case blanche b7 · Pion noir sur case noire g7 · Pion noir sur case blanche h7 · Pion noir sur case noire b6 · Pion noir sur case blanche d5 · Tour blanche sur case noire e5 · Pion noir sur case blanche f5 · Pion blanc sur case noire d4 · Pion blanc sur case noire f4 · Pion blanc sur case noire g3 · Pion blanc sur case noire h2 · Tour blanche sur case noire e1 · Roi blanc sur case noire g1 | Tour noire sur case blanche a8 · Tour noire sur case blanche e8 · Pion noir sur case noire a7 · Roi noir sur case blanche b7 · Pion noir sur case noire g7 · Pion noir sur case blanche h7 · Pion noir sur case noire b6 · Pion noir sur case blanche d5 · Tour blanche sur case noire e5 · Pion noir sur case blanche f5 · Pion blanc sur case noire d4 · Pion blanc sur case noire f4 · Pion blanc sur case noire g3 · Pion blanc sur case noire h2 · Tour blanche sur case noire e1 · Roi blanc sur case noire g1 | Tour noire sur case blanche a8 · Tour noire sur case blanche e8 · Pion noir sur case noire a7 · Roi noir sur case blanche b7 · Pion noir sur case noire g7 · Pion noir sur case blanche h7 · Pion noir sur case noire b6 · Pion noir sur case blanche d5 · Tour blanche sur case noire e5 · Pion noir sur case blanche f5 · Pion blanc sur case noire d4 · Pion blanc sur case noire f4 · Pion blanc sur case noire g3 · Pion blanc sur case noire h2 · Tour blanche sur case noire e1 · Roi blanc sur case noire g1 | Tour noire sur case blanche a8 · Tour noire sur case blanche e8 · Pion noir sur case noire a7 · Roi noir sur case blanche b7 · Pion noir sur case noire g7 · Pion noir sur case blanche h7 · Pion noir sur case noire b6 · Pion noir sur case blanche d5 · Tour blanche sur case noire e5 · Pion noir sur case blanche f5 · Pion blanc sur case noire d4 · Pion blanc sur case noire f4 · Pion blanc sur case noire g3 · Pion blanc sur case noire h2 · Tour blanche sur case noire e1 · Roi blanc sur case noire g1 | Tour noire sur case blanche a8 · Tour noire sur case blanche e8 · Pion noir sur case noire a7 · Roi noir sur case blanche b7 · Pion noir sur case noire g7 · Pion noir sur case blanche h7 · Pion noir sur case noire b6 · Pion noir sur case blanche d5 · Tour blanche sur case noire e5 · Pion noir sur case blanche f5 · Pion blanc sur case noire d4 · Pion blanc sur case noire f4 · Pion blanc sur case noire g3 · Pion blanc sur case noire h2 · Tour blanche sur case noire e1 · Roi blanc sur case noire g1 | Tour noire sur case blanche a8 · Tour noire sur case blanche e8 · Pion noir sur case noire a7 · Roi noir sur case blanche b7 · Pion noir sur case noire g7 · Pion noir sur case blanche h7 · Pion noir sur case noire b6 · Pion noir sur case blanche d5 · Tour blanche sur case noire e5 · Pion noir sur case blanche f5 · Pion blanc sur case noire d4 · Pion blanc sur case noire f4 · Pion blanc sur case noire g3 · Pion blanc sur case noire h2 · Tour blanche sur case noire e1 · Roi blanc sur case noire g1 | 7 |
| 6 | Tour noire sur case blanche a8 · Tour noire sur case blanche e8 · Pion noir sur case noire a7 · Roi noir sur case blanche b7 · Pion noir sur case noire g7 · Pion noir sur case blanche h7 · Pion noir sur case noire b6 · Pion noir sur case blanche d5 · Tour blanche sur case noire e5 · Pion noir sur case blanche f5 · Pion blanc sur case noire d4 · Pion blanc sur case noire f4 · Pion blanc sur case noire g3 · Pion blanc sur case noire h2 · Tour blanche sur case noire e1 · Roi blanc sur case noire g1 | Tour noire sur case blanche a8 · Tour noire sur case blanche e8 · Pion noir sur case noire a7 · Roi noir sur case blanche b7 · Pion noir sur case noire g7 · Pion noir sur case blanche h7 · Pion noir sur case noire b6 · Pion noir sur case blanche d5 · Tour blanche sur case noire e5 · Pion noir sur case blanche f5 · Pion blanc sur case noire d4 · Pion blanc sur case noire f4 · Pion blanc sur case noire g3 · Pion blanc sur case noire h2 · Tour blanche sur case noire e1 · Roi blanc sur case noire g1 | Tour noire sur case blanche a8 · Tour noire sur case blanche e8 · Pion noir sur case noire a7 · Roi noir sur case blanche b7 · Pion noir sur case noire g7 · Pion noir sur case blanche h7 · Pion noir sur case noire b6 · Pion noir sur case blanche d5 · Tour blanche sur case noire e5 · Pion noir sur case blanche f5 · Pion blanc sur case noire d4 · Pion blanc sur case noire f4 · Pion blanc sur case noire g3 · Pion blanc sur case noire h2 · Tour blanche sur case noire e1 · Roi blanc sur case noire g1 | Tour noire sur case blanche a8 · Tour noire sur case blanche e8 · Pion noir sur case noire a7 · Roi noir sur case blanche b7 · Pion noir sur case noire g7 · Pion noir sur case blanche h7 · Pion noir sur case noire b6 · Pion noir sur case blanche d5 · Tour blanche sur case noire e5 · Pion noir sur case blanche f5 · Pion blanc sur case noire d4 · Pion blanc sur case noire f4 · Pion blanc sur case noire g3 · Pion blanc sur case noire h2 · Tour blanche sur case noire e1 · Roi blanc sur case noire g1 | Tour noire sur case blanche a8 · Tour noire sur case blanche e8 · Pion noir sur case noire a7 · Roi noir sur case blanche b7 · Pion noir sur case noire g7 · Pion noir sur case blanche h7 · Pion noir sur case noire b6 · Pion noir sur case blanche d5 · Tour blanche sur case noire e5 · Pion noir sur case blanche f5 · Pion blanc sur case noire d4 · Pion blanc sur case noire f4 · Pion blanc sur case noire g3 · Pion blanc sur case noire h2 · Tour blanche sur case noire e1 · Roi blanc sur case noire g1 | Tour noire sur case blanche a8 · Tour noire sur case blanche e8 · Pion noir sur case noire a7 · Roi noir sur case blanche b7 · Pion noir sur case noire g7 · Pion noir sur case blanche h7 · Pion noir sur case noire b6 · Pion noir sur case blanche d5 · Tour blanche sur case noire e5 · Pion noir sur case blanche f5 · Pion blanc sur case noire d4 · Pion blanc sur case noire f4 · Pion blanc sur case noire g3 · Pion blanc sur case noire h2 · Tour blanche sur case noire e1 · Roi blanc sur case noire g1 | Tour noire sur case blanche a8 · Tour noire sur case blanche e8 · Pion noir sur case noire a7 · Roi noir sur case blanche b7 · Pion noir sur case noire g7 · Pion noir sur case blanche h7 · Pion noir sur case noire b6 · Pion noir sur case blanche d5 · Tour blanche sur case noire e5 · Pion noir sur case blanche f5 · Pion blanc sur case noire d4 · Pion blanc sur case noire f4 · Pion blanc sur case noire g3 · Pion blanc sur case noire h2 · Tour blanche sur case noire e1 · Roi blanc sur case noire g1 | Tour noire sur case blanche a8 · Tour noire sur case blanche e8 · Pion noir sur case noire a7 · Roi noir sur case blanche b7 · Pion noir sur case noire g7 · Pion noir sur case blanche h7 · Pion noir sur case noire b6 · Pion noir sur case blanche d5 · Tour blanche sur case noire e5 · Pion noir sur case blanche f5 · Pion blanc sur case noire d4 · Pion blanc sur case noire f4 · Pion blanc sur case noire g3 · Pion blanc sur case noire h2 · Tour blanche sur case noire e1 · Roi blanc sur case noire g1 | 6 |
| 5 | Tour noire sur case blanche a8 · Tour noire sur case blanche e8 · Pion noir sur case noire a7 · Roi noir sur case blanche b7 · Pion noir sur case noire g7 · Pion noir sur case blanche h7 · Pion noir sur case noire b6 · Pion noir sur case blanche d5 · Tour blanche sur case noire e5 · Pion noir sur case blanche f5 · Pion blanc sur case noire d4 · Pion blanc sur case noire f4 · Pion blanc sur case noire g3 · Pion blanc sur case noire h2 · Tour blanche sur case noire e1 · Roi blanc sur case noire g1 | Tour noire sur case blanche a8 · Tour noire sur case blanche e8 · Pion noir sur case noire a7 · Roi noir sur case blanche b7 · Pion noir sur case noire g7 · Pion noir sur case blanche h7 · Pion noir sur case noire b6 · Pion noir sur case blanche d5 · Tour blanche sur case noire e5 · Pion noir sur case blanche f5 · Pion blanc sur case noire d4 · Pion blanc sur case noire f4 · Pion blanc sur case noire g3 · Pion blanc sur case noire h2 · Tour blanche sur case noire e1 · Roi blanc sur case noire g1 | Tour noire sur case blanche a8 · Tour noire sur case blanche e8 · Pion noir sur case noire a7 · Roi noir sur case blanche b7 · Pion noir sur case noire g7 · Pion noir sur case blanche h7 · Pion noir sur case noire b6 · Pion noir sur case blanche d5 · Tour blanche sur case noire e5 · Pion noir sur case blanche f5 · Pion blanc sur case noire d4 · Pion blanc sur case noire f4 · Pion blanc sur case noire g3 · Pion blanc sur case noire h2 · Tour blanche sur case noire e1 · Roi blanc sur case noire g1 | Tour noire sur case blanche a8 · Tour noire sur case blanche e8 · Pion noir sur case noire a7 · Roi noir sur case blanche b7 · Pion noir sur case noire g7 · Pion noir sur case blanche h7 · Pion noir sur case noire b6 · Pion noir sur case blanche d5 · Tour blanche sur case noire e5 · Pion noir sur case blanche f5 · Pion blanc sur case noire d4 · Pion blanc sur case noire f4 · Pion blanc sur case noire g3 · Pion blanc sur case noire h2 · Tour blanche sur case noire e1 · Roi blanc sur case noire g1 | Tour noire sur case blanche a8 · Tour noire sur case blanche e8 · Pion noir sur case noire a7 · Roi noir sur case blanche b7 · Pion noir sur case noire g7 · Pion noir sur case blanche h7 · Pion noir sur case noire b6 · Pion noir sur case blanche d5 · Tour blanche sur case noire e5 · Pion noir sur case blanche f5 · Pion blanc sur case noire d4 · Pion blanc sur case noire f4 · Pion blanc sur case noire g3 · Pion blanc sur case noire h2 · Tour blanche sur case noire e1 · Roi blanc sur case noire g1 | Tour noire sur case blanche a8 · Tour noire sur case blanche e8 · Pion noir sur case noire a7 · Roi noir sur case blanche b7 · Pion noir sur case noire g7 · Pion noir sur case blanche h7 · Pion noir sur case noire b6 · Pion noir sur case blanche d5 · Tour blanche sur case noire e5 · Pion noir sur case blanche f5 · Pion blanc sur case noire d4 · Pion blanc sur case noire f4 · Pion blanc sur case noire g3 · Pion blanc sur case noire h2 · Tour blanche sur case noire e1 · Roi blanc sur case noire g1 | Tour noire sur case blanche a8 · Tour noire sur case blanche e8 · Pion noir sur case noire a7 · Roi noir sur case blanche b7 · Pion noir sur case noire g7 · Pion noir sur case blanche h7 · Pion noir sur case noire b6 · Pion noir sur case blanche d5 · Tour blanche sur case noire e5 · Pion noir sur case blanche f5 · Pion blanc sur case noire d4 · Pion blanc sur case noire f4 · Pion blanc sur case noire g3 · Pion blanc sur case noire h2 · Tour blanche sur case noire e1 · Roi blanc sur case noire g1 | Tour noire sur case blanche a8 · Tour noire sur case blanche e8 · Pion noir sur case noire a7 · Roi noir sur case blanche b7 · Pion noir sur case noire g7 · Pion noir sur case blanche h7 · Pion noir sur case noire b6 · Pion noir sur case blanche d5 · Tour blanche sur case noire e5 · Pion noir sur case blanche f5 · Pion blanc sur case noire d4 · Pion blanc sur case noire f4 · Pion blanc sur case noire g3 · Pion blanc sur case noire h2 · Tour blanche sur case noire e1 · Roi blanc sur case noire g1 | 5 |
| 4 | Tour noire sur case blanche a8 · Tour noire sur case blanche e8 · Pion noir sur case noire a7 · Roi noir sur case blanche b7 · Pion noir sur case noire g7 · Pion noir sur case blanche h7 · Pion noir sur case noire b6 · Pion noir sur case blanche d5 · Tour blanche sur case noire e5 · Pion noir sur case blanche f5 · Pion blanc sur case noire d4 · Pion blanc sur case noire f4 · Pion blanc sur case noire g3 · Pion blanc sur case noire h2 · Tour blanche sur case noire e1 · Roi blanc sur case noire g1 | Tour noire sur case blanche a8 · Tour noire sur case blanche e8 · Pion noir sur case noire a7 · Roi noir sur case blanche b7 · Pion noir sur case noire g7 · Pion noir sur case blanche h7 · Pion noir sur case noire b6 · Pion noir sur case blanche d5 · Tour blanche sur case noire e5 · Pion noir sur case blanche f5 · Pion blanc sur case noire d4 · Pion blanc sur case noire f4 · Pion blanc sur case noire g3 · Pion blanc sur case noire h2 · Tour blanche sur case noire e1 · Roi blanc sur case noire g1 | Tour noire sur case blanche a8 · Tour noire sur case blanche e8 · Pion noir sur case noire a7 · Roi noir sur case blanche b7 · Pion noir sur case noire g7 · Pion noir sur case blanche h7 · Pion noir sur case noire b6 · Pion noir sur case blanche d5 · Tour blanche sur case noire e5 · Pion noir sur case blanche f5 · Pion blanc sur case noire d4 · Pion blanc sur case noire f4 · Pion blanc sur case noire g3 · Pion blanc sur case noire h2 · Tour blanche sur case noire e1 · Roi blanc sur case noire g1 | Tour noire sur case blanche a8 · Tour noire sur case blanche e8 · Pion noir sur case noire a7 · Roi noir sur case blanche b7 · Pion noir sur case noire g7 · Pion noir sur case blanche h7 · Pion noir sur case noire b6 · Pion noir sur case blanche d5 · Tour blanche sur case noire e5 · Pion noir sur case blanche f5 · Pion blanc sur case noire d4 · Pion blanc sur case noire f4 · Pion blanc sur case noire g3 · Pion blanc sur case noire h2 · Tour blanche sur case noire e1 · Roi blanc sur case noire g1 | Tour noire sur case blanche a8 · Tour noire sur case blanche e8 · Pion noir sur case noire a7 · Roi noir sur case blanche b7 · Pion noir sur case noire g7 · Pion noir sur case blanche h7 · Pion noir sur case noire b6 · Pion noir sur case blanche d5 · Tour blanche sur case noire e5 · Pion noir sur case blanche f5 · Pion blanc sur case noire d4 · Pion blanc sur case noire f4 · Pion blanc sur case noire g3 · Pion blanc sur case noire h2 · Tour blanche sur case noire e1 · Roi blanc sur case noire g1 | Tour noire sur case blanche a8 · Tour noire sur case blanche e8 · Pion noir sur case noire a7 · Roi noir sur case blanche b7 · Pion noir sur case noire g7 · Pion noir sur case blanche h7 · Pion noir sur case noire b6 · Pion noir sur case blanche d5 · Tour blanche sur case noire e5 · Pion noir sur case blanche f5 · Pion blanc sur case noire d4 · Pion blanc sur case noire f4 · Pion blanc sur case noire g3 · Pion blanc sur case noire h2 · Tour blanche sur case noire e1 · Roi blanc sur case noire g1 | Tour noire sur case blanche a8 · Tour noire sur case blanche e8 · Pion noir sur case noire a7 · Roi noir sur case blanche b7 · Pion noir sur case noire g7 · Pion noir sur case blanche h7 · Pion noir sur case noire b6 · Pion noir sur case blanche d5 · Tour blanche sur case noire e5 · Pion noir sur case blanche f5 · Pion blanc sur case noire d4 · Pion blanc sur case noire f4 · Pion blanc sur case noire g3 · Pion blanc sur case noire h2 · Tour blanche sur case noire e1 · Roi blanc sur case noire g1 | Tour noire sur case blanche a8 · Tour noire sur case blanche e8 · Pion noir sur case noire a7 · Roi noir sur case blanche b7 · Pion noir sur case noire g7 · Pion noir sur case blanche h7 · Pion noir sur case noire b6 · Pion noir sur case blanche d5 · Tour blanche sur case noire e5 · Pion noir sur case blanche f5 · Pion blanc sur case noire d4 · Pion blanc sur case noire f4 · Pion blanc sur case noire g3 · Pion blanc sur case noire h2 · Tour blanche sur case noire e1 · Roi blanc sur case noire g1 | 4 |
| 3 | Tour noire sur case blanche a8 · Tour noire sur case blanche e8 · Pion noir sur case noire a7 · Roi noir sur case blanche b7 · Pion noir sur case noire g7 · Pion noir sur case blanche h7 · Pion noir sur case noire b6 · Pion noir sur case blanche d5 · Tour blanche sur case noire e5 · Pion noir sur case blanche f5 · Pion blanc sur case noire d4 · Pion blanc sur case noire f4 · Pion blanc sur case noire g3 · Pion blanc sur case noire h2 · Tour blanche sur case noire e1 · Roi blanc sur case noire g1 | Tour noire sur case blanche a8 · Tour noire sur case blanche e8 · Pion noir sur case noire a7 · Roi noir sur case blanche b7 · Pion noir sur case noire g7 · Pion noir sur case blanche h7 · Pion noir sur case noire b6 · Pion noir sur case blanche d5 · Tour blanche sur case noire e5 · Pion noir sur case blanche f5 · Pion blanc sur case noire d4 · Pion blanc sur case noire f4 · Pion blanc sur case noire g3 · Pion blanc sur case noire h2 · Tour blanche sur case noire e1 · Roi blanc sur case noire g1 | Tour noire sur case blanche a8 · Tour noire sur case blanche e8 · Pion noir sur case noire a7 · Roi noir sur case blanche b7 · Pion noir sur case noire g7 · Pion noir sur case blanche h7 · Pion noir sur case noire b6 · Pion noir sur case blanche d5 · Tour blanche sur case noire e5 · Pion noir sur case blanche f5 · Pion blanc sur case noire d4 · Pion blanc sur case noire f4 · Pion blanc sur case noire g3 · Pion blanc sur case noire h2 · Tour blanche sur case noire e1 · Roi blanc sur case noire g1 | Tour noire sur case blanche a8 · Tour noire sur case blanche e8 · Pion noir sur case noire a7 · Roi noir sur case blanche b7 · Pion noir sur case noire g7 · Pion noir sur case blanche h7 · Pion noir sur case noire b6 · Pion noir sur case blanche d5 · Tour blanche sur case noire e5 · Pion noir sur case blanche f5 · Pion blanc sur case noire d4 · Pion blanc sur case noire f4 · Pion blanc sur case noire g3 · Pion blanc sur case noire h2 · Tour blanche sur case noire e1 · Roi blanc sur case noire g1 | Tour noire sur case blanche a8 · Tour noire sur case blanche e8 · Pion noir sur case noire a7 · Roi noir sur case blanche b7 · Pion noir sur case noire g7 · Pion noir sur case blanche h7 · Pion noir sur case noire b6 · Pion noir sur case blanche d5 · Tour blanche sur case noire e5 · Pion noir sur case blanche f5 · Pion blanc sur case noire d4 · Pion blanc sur case noire f4 · Pion blanc sur case noire g3 · Pion blanc sur case noire h2 · Tour blanche sur case noire e1 · Roi blanc sur case noire g1 | Tour noire sur case blanche a8 · Tour noire sur case blanche e8 · Pion noir sur case noire a7 · Roi noir sur case blanche b7 · Pion noir sur case noire g7 · Pion noir sur case blanche h7 · Pion noir sur case noire b6 · Pion noir sur case blanche d5 · Tour blanche sur case noire e5 · Pion noir sur case blanche f5 · Pion blanc sur case noire d4 · Pion blanc sur case noire f4 · Pion blanc sur case noire g3 · Pion blanc sur case noire h2 · Tour blanche sur case noire e1 · Roi blanc sur case noire g1 | Tour noire sur case blanche a8 · Tour noire sur case blanche e8 · Pion noir sur case noire a7 · Roi noir sur case blanche b7 · Pion noir sur case noire g7 · Pion noir sur case blanche h7 · Pion noir sur case noire b6 · Pion noir sur case blanche d5 · Tour blanche sur case noire e5 · Pion noir sur case blanche f5 · Pion blanc sur case noire d4 · Pion blanc sur case noire f4 · Pion blanc sur case noire g3 · Pion blanc sur case noire h2 · Tour blanche sur case noire e1 · Roi blanc sur case noire g1 | Tour noire sur case blanche a8 · Tour noire sur case blanche e8 · Pion noir sur case noire a7 · Roi noir sur case blanche b7 · Pion noir sur case noire g7 · Pion noir sur case blanche h7 · Pion noir sur case noire b6 · Pion noir sur case blanche d5 · Tour blanche sur case noire e5 · Pion noir sur case blanche f5 · Pion blanc sur case noire d4 · Pion blanc sur case noire f4 · Pion blanc sur case noire g3 · Pion blanc sur case noire h2 · Tour blanche sur case noire e1 · Roi blanc sur case noire g1 | 3 |
| 2 | Tour noire sur case blanche a8 · Tour noire sur case blanche e8 · Pion noir sur case noire a7 · Roi noir sur case blanche b7 · Pion noir sur case noire g7 · Pion noir sur case blanche h7 · Pion noir sur case noire b6 · Pion noir sur case blanche d5 · Tour blanche sur case noire e5 · Pion noir sur case blanche f5 · Pion blanc sur case noire d4 · Pion blanc sur case noire f4 · Pion blanc sur case noire g3 · Pion blanc sur case noire h2 · Tour blanche sur case noire e1 · Roi blanc sur case noire g1 | Tour noire sur case blanche a8 · Tour noire sur case blanche e8 · Pion noir sur case noire a7 · Roi noir sur case blanche b7 · Pion noir sur case noire g7 · Pion noir sur case blanche h7 · Pion noir sur case noire b6 · Pion noir sur case blanche d5 · Tour blanche sur case noire e5 · Pion noir sur case blanche f5 · Pion blanc sur case noire d4 · Pion blanc sur case noire f4 · Pion blanc sur case noire g3 · Pion blanc sur case noire h2 · Tour blanche sur case noire e1 · Roi blanc sur case noire g1 | Tour noire sur case blanche a8 · Tour noire sur case blanche e8 · Pion noir sur case noire a7 · Roi noir sur case blanche b7 · Pion noir sur case noire g7 · Pion noir sur case blanche h7 · Pion noir sur case noire b6 · Pion noir sur case blanche d5 · Tour blanche sur case noire e5 · Pion noir sur case blanche f5 · Pion blanc sur case noire d4 · Pion blanc sur case noire f4 · Pion blanc sur case noire g3 · Pion blanc sur case noire h2 · Tour blanche sur case noire e1 · Roi blanc sur case noire g1 | Tour noire sur case blanche a8 · Tour noire sur case blanche e8 · Pion noir sur case noire a7 · Roi noir sur case blanche b7 · Pion noir sur case noire g7 · Pion noir sur case blanche h7 · Pion noir sur case noire b6 · Pion noir sur case blanche d5 · Tour blanche sur case noire e5 · Pion noir sur case blanche f5 · Pion blanc sur case noire d4 · Pion blanc sur case noire f4 · Pion blanc sur case noire g3 · Pion blanc sur case noire h2 · Tour blanche sur case noire e1 · Roi blanc sur case noire g1 | Tour noire sur case blanche a8 · Tour noire sur case blanche e8 · Pion noir sur case noire a7 · Roi noir sur case blanche b7 · Pion noir sur case noire g7 · Pion noir sur case blanche h7 · Pion noir sur case noire b6 · Pion noir sur case blanche d5 · Tour blanche sur case noire e5 · Pion noir sur case blanche f5 · Pion blanc sur case noire d4 · Pion blanc sur case noire f4 · Pion blanc sur case noire g3 · Pion blanc sur case noire h2 · Tour blanche sur case noire e1 · Roi blanc sur case noire g1 | Tour noire sur case blanche a8 · Tour noire sur case blanche e8 · Pion noir sur case noire a7 · Roi noir sur case blanche b7 · Pion noir sur case noire g7 · Pion noir sur case blanche h7 · Pion noir sur case noire b6 · Pion noir sur case blanche d5 · Tour blanche sur case noire e5 · Pion noir sur case blanche f5 · Pion blanc sur case noire d4 · Pion blanc sur case noire f4 · Pion blanc sur case noire g3 · Pion blanc sur case noire h2 · Tour blanche sur case noire e1 · Roi blanc sur case noire g1 | Tour noire sur case blanche a8 · Tour noire sur case blanche e8 · Pion noir sur case noire a7 · Roi noir sur case blanche b7 · Pion noir sur case noire g7 · Pion noir sur case blanche h7 · Pion noir sur case noire b6 · Pion noir sur case blanche d5 · Tour blanche sur case noire e5 · Pion noir sur case blanche f5 · Pion blanc sur case noire d4 · Pion blanc sur case noire f4 · Pion blanc sur case noire g3 · Pion blanc sur case noire h2 · Tour blanche sur case noire e1 · Roi blanc sur case noire g1 | Tour noire sur case blanche a8 · Tour noire sur case blanche e8 · Pion noir sur case noire a7 · Roi noir sur case blanche b7 · Pion noir sur case noire g7 · Pion noir sur case blanche h7 · Pion noir sur case noire b6 · Pion noir sur case blanche d5 · Tour blanche sur case noire e5 · Pion noir sur case blanche f5 · Pion blanc sur case noire d4 · Pion blanc sur case noire f4 · Pion blanc sur case noire g3 · Pion blanc sur case noire h2 · Tour blanche sur case noire e1 · Roi blanc sur case noire g1 | 2 |
| 1 | Tour noire sur case blanche a8 · Tour noire sur case blanche e8 · Pion noir sur case noire a7 · Roi noir sur case blanche b7 · Pion noir sur case noire g7 · Pion noir sur case blanche h7 · Pion noir sur case noire b6 · Pion noir sur case blanche d5 · Tour blanche sur case noire e5 · Pion noir sur case blanche f5 · Pion blanc sur case noire d4 · Pion blanc sur case noire f4 · Pion blanc sur case noire g3 · Pion blanc sur case noire h2 · Tour blanche sur case noire e1 · Roi blanc sur case noire g1 | Tour noire sur case blanche a8 · Tour noire sur case blanche e8 · Pion noir sur case noire a7 · Roi noir sur case blanche b7 · Pion noir sur case noire g7 · Pion noir sur case blanche h7 · Pion noir sur case noire b6 · Pion noir sur case blanche d5 · Tour blanche sur case noire e5 · Pion noir sur case blanche f5 · Pion blanc sur case noire d4 · Pion blanc sur case noire f4 · Pion blanc sur case noire g3 · Pion blanc sur case noire h2 · Tour blanche sur case noire e1 · Roi blanc sur case noire g1 | Tour noire sur case blanche a8 · Tour noire sur case blanche e8 · Pion noir sur case noire a7 · Roi noir sur case blanche b7 · Pion noir sur case noire g7 · Pion noir sur case blanche h7 · Pion noir sur case noire b6 · Pion noir sur case blanche d5 · Tour blanche sur case noire e5 · Pion noir sur case blanche f5 · Pion blanc sur case noire d4 · Pion blanc sur case noire f4 · Pion blanc sur case noire g3 · Pion blanc sur case noire h2 · Tour blanche sur case noire e1 · Roi blanc sur case noire g1 | Tour noire sur case blanche a8 · Tour noire sur case blanche e8 · Pion noir sur case noire a7 · Roi noir sur case blanche b7 · Pion noir sur case noire g7 · Pion noir sur case blanche h7 · Pion noir sur case noire b6 · Pion noir sur case blanche d5 · Tour blanche sur case noire e5 · Pion noir sur case blanche f5 · Pion blanc sur case noire d4 · Pion blanc sur case noire f4 · Pion blanc sur case noire g3 · Pion blanc sur case noire h2 · Tour blanche sur case noire e1 · Roi blanc sur case noire g1 | Tour noire sur case blanche a8 · Tour noire sur case blanche e8 · Pion noir sur case noire a7 · Roi noir sur case blanche b7 · Pion noir sur case noire g7 · Pion noir sur case blanche h7 · Pion noir sur case noire b6 · Pion noir sur case blanche d5 · Tour blanche sur case noire e5 · Pion noir sur case blanche f5 · Pion blanc sur case noire d4 · Pion blanc sur case noire f4 · Pion blanc sur case noire g3 · Pion blanc sur case noire h2 · Tour blanche sur case noire e1 · Roi blanc sur case noire g1 | Tour noire sur case blanche a8 · Tour noire sur case blanche e8 · Pion noir sur case noire a7 · Roi noir sur case blanche b7 · Pion noir sur case noire g7 · Pion noir sur case blanche h7 · Pion noir sur case noire b6 · Pion noir sur case blanche d5 · Tour blanche sur case noire e5 · Pion noir sur case blanche f5 · Pion blanc sur case noire d4 · Pion blanc sur case noire f4 · Pion blanc sur case noire g3 · Pion blanc sur case noire h2 · Tour blanche sur case noire e1 · Roi blanc sur case noire g1 | Tour noire sur case blanche a8 · Tour noire sur case blanche e8 · Pion noir sur case noire a7 · Roi noir sur case blanche b7 · Pion noir sur case noire g7 · Pion noir sur case blanche h7 · Pion noir sur case noire b6 · Pion noir sur case blanche d5 · Tour blanche sur case noire e5 · Pion noir sur case blanche f5 · Pion blanc sur case noire d4 · Pion blanc sur case noire f4 · Pion blanc sur case noire g3 · Pion blanc sur case noire h2 · Tour blanche sur case noire e1 · Roi blanc sur case noire g1 | Tour noire sur case blanche a8 · Tour noire sur case blanche e8 · Pion noir sur case noire a7 · Roi noir sur case blanche b7 · Pion noir sur case noire g7 · Pion noir sur case blanche h7 · Pion noir sur case noire b6 · Pion noir sur case blanche d5 · Tour blanche sur case noire e5 · Pion noir sur case blanche f5 · Pion blanc sur case noire d4 · Pion blanc sur case noire f4 · Pion blanc sur case noire g3 · Pion blanc sur case noire h2 · Tour blanche sur case noire e1 · Roi blanc sur case noire g1 | 1 |
|   | a | b | c | d | e | f | g | h |   |

Batterieutilisation coordonnée de deux pièces (de marche différente ou identiques), le départ de la pièce avant (masquante) découvrant une attaque de la pièce arrière. Une attaque à la découverte résulte obligatoirement d’une « batterie ».
Certaines batteries sont réputées particulièrement efficaces, par exemple le duo dame (pièce arrière) et cavalier (pièce avant), qui combine la marche de toutes les pièces, ou bien les deux tours alignées ; on parle alors de « doublement des tours » (voir plus bas).
Belleun superordinateur d'échecs créé par Ken Thompson.
Bibliothèque d'ouverturesbase de données de parties utilisée par un programme d'échecs pour déterminer rapidement les meilleurs coups dans l'ouverture.
Blancnom donné au joueur qui commence la partie et qui a les pièces blanches ; l'autre joueur étant Noir. Par métonymie on désigne par les blancs, soit, les pièces blanches, ce joueur et les noirs son adversaire.
Blitzjeu rapide à la pendule où chacun des joueurs dispose de moins de 15 minutes. Dans le cas d'une cadence à incrément, chaque joueur a moins de 15 minutes pour jouer 60 coups.
Blitz à quatrevariante du jeu d'échecs dans laquelle deux équipes de deux joueurs s'affrontent, et où les équipiers peuvent se transmettre des pièces capturées. Cette variante s'appelle aussi « alimentation ».
|   | a | b | c | d | e | f | g | h |   |
| 8 | Tour noire sur case blanche a8 · Pion sur case blanche b7 · Pion sur case blanche d7 · Pion noir sur case noire g7 · Roi noir sur case blanche h7 · Pion noir sur case blanche a6 · Cavalier noir sur case blanche c6 · Pion sur case blanche e6 · Pion blanc sur case noire c5 · Fou noir sur case blanche d5 · Pion blanc sur case noire e5 · Pion sur case blanche f5 · Fou blanc sur case noire g5 · Pion blanc sur case blanche a2 · Pion blanc sur case noire b2 · Pion blanc sur case blanche g2 · Pion blanc sur case noire h2 · Tour blanche sur case noire c1 · Tour blanche sur case noire e1 · Roi blanc sur case noire g1 | Tour noire sur case blanche a8 · Pion sur case blanche b7 · Pion sur case blanche d7 · Pion noir sur case noire g7 · Roi noir sur case blanche h7 · Pion noir sur case blanche a6 · Cavalier noir sur case blanche c6 · Pion sur case blanche e6 · Pion blanc sur case noire c5 · Fou noir sur case blanche d5 · Pion blanc sur case noire e5 · Pion sur case blanche f5 · Fou blanc sur case noire g5 · Pion blanc sur case blanche a2 · Pion blanc sur case noire b2 · Pion blanc sur case blanche g2 · Pion blanc sur case noire h2 · Tour blanche sur case noire c1 · Tour blanche sur case noire e1 · Roi blanc sur case noire g1 | Tour noire sur case blanche a8 · Pion sur case blanche b7 · Pion sur case blanche d7 · Pion noir sur case noire g7 · Roi noir sur case blanche h7 · Pion noir sur case blanche a6 · Cavalier noir sur case blanche c6 · Pion sur case blanche e6 · Pion blanc sur case noire c5 · Fou noir sur case blanche d5 · Pion blanc sur case noire e5 · Pion sur case blanche f5 · Fou blanc sur case noire g5 · Pion blanc sur case blanche a2 · Pion blanc sur case noire b2 · Pion blanc sur case blanche g2 · Pion blanc sur case noire h2 · Tour blanche sur case noire c1 · Tour blanche sur case noire e1 · Roi blanc sur case noire g1 | Tour noire sur case blanche a8 · Pion sur case blanche b7 · Pion sur case blanche d7 · Pion noir sur case noire g7 · Roi noir sur case blanche h7 · Pion noir sur case blanche a6 · Cavalier noir sur case blanche c6 · Pion sur case blanche e6 · Pion blanc sur case noire c5 · Fou noir sur case blanche d5 · Pion blanc sur case noire e5 · Pion sur case blanche f5 · Fou blanc sur case noire g5 · Pion blanc sur case blanche a2 · Pion blanc sur case noire b2 · Pion blanc sur case blanche g2 · Pion blanc sur case noire h2 · Tour blanche sur case noire c1 · Tour blanche sur case noire e1 · Roi blanc sur case noire g1 | Tour noire sur case blanche a8 · Pion sur case blanche b7 · Pion sur case blanche d7 · Pion noir sur case noire g7 · Roi noir sur case blanche h7 · Pion noir sur case blanche a6 · Cavalier noir sur case blanche c6 · Pion sur case blanche e6 · Pion blanc sur case noire c5 · Fou noir sur case blanche d5 · Pion blanc sur case noire e5 · Pion sur case blanche f5 · Fou blanc sur case noire g5 · Pion blanc sur case blanche a2 · Pion blanc sur case noire b2 · Pion blanc sur case blanche g2 · Pion blanc sur case noire h2 · Tour blanche sur case noire c1 · Tour blanche sur case noire e1 · Roi blanc sur case noire g1 | Tour noire sur case blanche a8 · Pion sur case blanche b7 · Pion sur case blanche d7 · Pion noir sur case noire g7 · Roi noir sur case blanche h7 · Pion noir sur case blanche a6 · Cavalier noir sur case blanche c6 · Pion sur case blanche e6 · Pion blanc sur case noire c5 · Fou noir sur case blanche d5 · Pion blanc sur case noire e5 · Pion sur case blanche f5 · Fou blanc sur case noire g5 · Pion blanc sur case blanche a2 · Pion blanc sur case noire b2 · Pion blanc sur case blanche g2 · Pion blanc sur case noire h2 · Tour blanche sur case noire c1 · Tour blanche sur case noire e1 · Roi blanc sur case noire g1 | Tour noire sur case blanche a8 · Pion sur case blanche b7 · Pion sur case blanche d7 · Pion noir sur case noire g7 · Roi noir sur case blanche h7 · Pion noir sur case blanche a6 · Cavalier noir sur case blanche c6 · Pion sur case blanche e6 · Pion blanc sur case noire c5 · Fou noir sur case blanche d5 · Pion blanc sur case noire e5 · Pion sur case blanche f5 · Fou blanc sur case noire g5 · Pion blanc sur case blanche a2 · Pion blanc sur case noire b2 · Pion blanc sur case blanche g2 · Pion blanc sur case noire h2 · Tour blanche sur case noire c1 · Tour blanche sur case noire e1 · Roi blanc sur case noire g1 | Tour noire sur case blanche a8 · Pion sur case blanche b7 · Pion sur case blanche d7 · Pion noir sur case noire g7 · Roi noir sur case blanche h7 · Pion noir sur case blanche a6 · Cavalier noir sur case blanche c6 · Pion sur case blanche e6 · Pion blanc sur case noire c5 · Fou noir sur case blanche d5 · Pion blanc sur case noire e5 · Pion sur case blanche f5 · Fou blanc sur case noire g5 · Pion blanc sur case blanche a2 · Pion blanc sur case noire b2 · Pion blanc sur case blanche g2 · Pion blanc sur case noire h2 · Tour blanche sur case noire c1 · Tour blanche sur case noire e1 · Roi blanc sur case noire g1 | 8 |
| 7 | Tour noire sur case blanche a8 · Pion sur case blanche b7 · Pion sur case blanche d7 · Pion noir sur case noire g7 · Roi noir sur case blanche h7 · Pion noir sur case blanche a6 · Cavalier noir sur case blanche c6 · Pion sur case blanche e6 · Pion blanc sur case noire c5 · Fou noir sur case blanche d5 · Pion blanc sur case noire e5 · Pion sur case blanche f5 · Fou blanc sur case noire g5 · Pion blanc sur case blanche a2 · Pion blanc sur case noire b2 · Pion blanc sur case blanche g2 · Pion blanc sur case noire h2 · Tour blanche sur case noire c1 · Tour blanche sur case noire e1 · Roi blanc sur case noire g1 | Tour noire sur case blanche a8 · Pion sur case blanche b7 · Pion sur case blanche d7 · Pion noir sur case noire g7 · Roi noir sur case blanche h7 · Pion noir sur case blanche a6 · Cavalier noir sur case blanche c6 · Pion sur case blanche e6 · Pion blanc sur case noire c5 · Fou noir sur case blanche d5 · Pion blanc sur case noire e5 · Pion sur case blanche f5 · Fou blanc sur case noire g5 · Pion blanc sur case blanche a2 · Pion blanc sur case noire b2 · Pion blanc sur case blanche g2 · Pion blanc sur case noire h2 · Tour blanche sur case noire c1 · Tour blanche sur case noire e1 · Roi blanc sur case noire g1 | Tour noire sur case blanche a8 · Pion sur case blanche b7 · Pion sur case blanche d7 · Pion noir sur case noire g7 · Roi noir sur case blanche h7 · Pion noir sur case blanche a6 · Cavalier noir sur case blanche c6 · Pion sur case blanche e6 · Pion blanc sur case noire c5 · Fou noir sur case blanche d5 · Pion blanc sur case noire e5 · Pion sur case blanche f5 · Fou blanc sur case noire g5 · Pion blanc sur case blanche a2 · Pion blanc sur case noire b2 · Pion blanc sur case blanche g2 · Pion blanc sur case noire h2 · Tour blanche sur case noire c1 · Tour blanche sur case noire e1 · Roi blanc sur case noire g1 | Tour noire sur case blanche a8 · Pion sur case blanche b7 · Pion sur case blanche d7 · Pion noir sur case noire g7 · Roi noir sur case blanche h7 · Pion noir sur case blanche a6 · Cavalier noir sur case blanche c6 · Pion sur case blanche e6 · Pion blanc sur case noire c5 · Fou noir sur case blanche d5 · Pion blanc sur case noire e5 · Pion sur case blanche f5 · Fou blanc sur case noire g5 · Pion blanc sur case blanche a2 · Pion blanc sur case noire b2 · Pion blanc sur case blanche g2 · Pion blanc sur case noire h2 · Tour blanche sur case noire c1 · Tour blanche sur case noire e1 · Roi blanc sur case noire g1 | Tour noire sur case blanche a8 · Pion sur case blanche b7 · Pion sur case blanche d7 · Pion noir sur case noire g7 · Roi noir sur case blanche h7 · Pion noir sur case blanche a6 · Cavalier noir sur case blanche c6 · Pion sur case blanche e6 · Pion blanc sur case noire c5 · Fou noir sur case blanche d5 · Pion blanc sur case noire e5 · Pion sur case blanche f5 · Fou blanc sur case noire g5 · Pion blanc sur case blanche a2 · Pion blanc sur case noire b2 · Pion blanc sur case blanche g2 · Pion blanc sur case noire h2 · Tour blanche sur case noire c1 · Tour blanche sur case noire e1 · Roi blanc sur case noire g1 | Tour noire sur case blanche a8 · Pion sur case blanche b7 · Pion sur case blanche d7 · Pion noir sur case noire g7 · Roi noir sur case blanche h7 · Pion noir sur case blanche a6 · Cavalier noir sur case blanche c6 · Pion sur case blanche e6 · Pion blanc sur case noire c5 · Fou noir sur case blanche d5 · Pion blanc sur case noire e5 · Pion sur case blanche f5 · Fou blanc sur case noire g5 · Pion blanc sur case blanche a2 · Pion blanc sur case noire b2 · Pion blanc sur case blanche g2 · Pion blanc sur case noire h2 · Tour blanche sur case noire c1 · Tour blanche sur case noire e1 · Roi blanc sur case noire g1 | Tour noire sur case blanche a8 · Pion sur case blanche b7 · Pion sur case blanche d7 · Pion noir sur case noire g7 · Roi noir sur case blanche h7 · Pion noir sur case blanche a6 · Cavalier noir sur case blanche c6 · Pion sur case blanche e6 · Pion blanc sur case noire c5 · Fou noir sur case blanche d5 · Pion blanc sur case noire e5 · Pion sur case blanche f5 · Fou blanc sur case noire g5 · Pion blanc sur case blanche a2 · Pion blanc sur case noire b2 · Pion blanc sur case blanche g2 · Pion blanc sur case noire h2 · Tour blanche sur case noire c1 · Tour blanche sur case noire e1 · Roi blanc sur case noire g1 | Tour noire sur case blanche a8 · Pion sur case blanche b7 · Pion sur case blanche d7 · Pion noir sur case noire g7 · Roi noir sur case blanche h7 · Pion noir sur case blanche a6 · Cavalier noir sur case blanche c6 · Pion sur case blanche e6 · Pion blanc sur case noire c5 · Fou noir sur case blanche d5 · Pion blanc sur case noire e5 · Pion sur case blanche f5 · Fou blanc sur case noire g5 · Pion blanc sur case blanche a2 · Pion blanc sur case noire b2 · Pion blanc sur case blanche g2 · Pion blanc sur case noire h2 · Tour blanche sur case noire c1 · Tour blanche sur case noire e1 · Roi blanc sur case noire g1 | 7 |
| 6 | Tour noire sur case blanche a8 · Pion sur case blanche b7 · Pion sur case blanche d7 · Pion noir sur case noire g7 · Roi noir sur case blanche h7 · Pion noir sur case blanche a6 · Cavalier noir sur case blanche c6 · Pion sur case blanche e6 · Pion blanc sur case noire c5 · Fou noir sur case blanche d5 · Pion blanc sur case noire e5 · Pion sur case blanche f5 · Fou blanc sur case noire g5 · Pion blanc sur case blanche a2 · Pion blanc sur case noire b2 · Pion blanc sur case blanche g2 · Pion blanc sur case noire h2 · Tour blanche sur case noire c1 · Tour blanche sur case noire e1 · Roi blanc sur case noire g1 | Tour noire sur case blanche a8 · Pion sur case blanche b7 · Pion sur case blanche d7 · Pion noir sur case noire g7 · Roi noir sur case blanche h7 · Pion noir sur case blanche a6 · Cavalier noir sur case blanche c6 · Pion sur case blanche e6 · Pion blanc sur case noire c5 · Fou noir sur case blanche d5 · Pion blanc sur case noire e5 · Pion sur case blanche f5 · Fou blanc sur case noire g5 · Pion blanc sur case blanche a2 · Pion blanc sur case noire b2 · Pion blanc sur case blanche g2 · Pion blanc sur case noire h2 · Tour blanche sur case noire c1 · Tour blanche sur case noire e1 · Roi blanc sur case noire g1 | Tour noire sur case blanche a8 · Pion sur case blanche b7 · Pion sur case blanche d7 · Pion noir sur case noire g7 · Roi noir sur case blanche h7 · Pion noir sur case blanche a6 · Cavalier noir sur case blanche c6 · Pion sur case blanche e6 · Pion blanc sur case noire c5 · Fou noir sur case blanche d5 · Pion blanc sur case noire e5 · Pion sur case blanche f5 · Fou blanc sur case noire g5 · Pion blanc sur case blanche a2 · Pion blanc sur case noire b2 · Pion blanc sur case blanche g2 · Pion blanc sur case noire h2 · Tour blanche sur case noire c1 · Tour blanche sur case noire e1 · Roi blanc sur case noire g1 | Tour noire sur case blanche a8 · Pion sur case blanche b7 · Pion sur case blanche d7 · Pion noir sur case noire g7 · Roi noir sur case blanche h7 · Pion noir sur case blanche a6 · Cavalier noir sur case blanche c6 · Pion sur case blanche e6 · Pion blanc sur case noire c5 · Fou noir sur case blanche d5 · Pion blanc sur case noire e5 · Pion sur case blanche f5 · Fou blanc sur case noire g5 · Pion blanc sur case blanche a2 · Pion blanc sur case noire b2 · Pion blanc sur case blanche g2 · Pion blanc sur case noire h2 · Tour blanche sur case noire c1 · Tour blanche sur case noire e1 · Roi blanc sur case noire g1 | Tour noire sur case blanche a8 · Pion sur case blanche b7 · Pion sur case blanche d7 · Pion noir sur case noire g7 · Roi noir sur case blanche h7 · Pion noir sur case blanche a6 · Cavalier noir sur case blanche c6 · Pion sur case blanche e6 · Pion blanc sur case noire c5 · Fou noir sur case blanche d5 · Pion blanc sur case noire e5 · Pion sur case blanche f5 · Fou blanc sur case noire g5 · Pion blanc sur case blanche a2 · Pion blanc sur case noire b2 · Pion blanc sur case blanche g2 · Pion blanc sur case noire h2 · Tour blanche sur case noire c1 · Tour blanche sur case noire e1 · Roi blanc sur case noire g1 | Tour noire sur case blanche a8 · Pion sur case blanche b7 · Pion sur case blanche d7 · Pion noir sur case noire g7 · Roi noir sur case blanche h7 · Pion noir sur case blanche a6 · Cavalier noir sur case blanche c6 · Pion sur case blanche e6 · Pion blanc sur case noire c5 · Fou noir sur case blanche d5 · Pion blanc sur case noire e5 · Pion sur case blanche f5 · Fou blanc sur case noire g5 · Pion blanc sur case blanche a2 · Pion blanc sur case noire b2 · Pion blanc sur case blanche g2 · Pion blanc sur case noire h2 · Tour blanche sur case noire c1 · Tour blanche sur case noire e1 · Roi blanc sur case noire g1 | Tour noire sur case blanche a8 · Pion sur case blanche b7 · Pion sur case blanche d7 · Pion noir sur case noire g7 · Roi noir sur case blanche h7 · Pion noir sur case blanche a6 · Cavalier noir sur case blanche c6 · Pion sur case blanche e6 · Pion blanc sur case noire c5 · Fou noir sur case blanche d5 · Pion blanc sur case noire e5 · Pion sur case blanche f5 · Fou blanc sur case noire g5 · Pion blanc sur case blanche a2 · Pion blanc sur case noire b2 · Pion blanc sur case blanche g2 · Pion blanc sur case noire h2 · Tour blanche sur case noire c1 · Tour blanche sur case noire e1 · Roi blanc sur case noire g1 | Tour noire sur case blanche a8 · Pion sur case blanche b7 · Pion sur case blanche d7 · Pion noir sur case noire g7 · Roi noir sur case blanche h7 · Pion noir sur case blanche a6 · Cavalier noir sur case blanche c6 · Pion sur case blanche e6 · Pion blanc sur case noire c5 · Fou noir sur case blanche d5 · Pion blanc sur case noire e5 · Pion sur case blanche f5 · Fou blanc sur case noire g5 · Pion blanc sur case blanche a2 · Pion blanc sur case noire b2 · Pion blanc sur case blanche g2 · Pion blanc sur case noire h2 · Tour blanche sur case noire c1 · Tour blanche sur case noire e1 · Roi blanc sur case noire g1 | 6 |
| 5 | Tour noire sur case blanche a8 · Pion sur case blanche b7 · Pion sur case blanche d7 · Pion noir sur case noire g7 · Roi noir sur case blanche h7 · Pion noir sur case blanche a6 · Cavalier noir sur case blanche c6 · Pion sur case blanche e6 · Pion blanc sur case noire c5 · Fou noir sur case blanche d5 · Pion blanc sur case noire e5 · Pion sur case blanche f5 · Fou blanc sur case noire g5 · Pion blanc sur case blanche a2 · Pion blanc sur case noire b2 · Pion blanc sur case blanche g2 · Pion blanc sur case noire h2 · Tour blanche sur case noire c1 · Tour blanche sur case noire e1 · Roi blanc sur case noire g1 | Tour noire sur case blanche a8 · Pion sur case blanche b7 · Pion sur case blanche d7 · Pion noir sur case noire g7 · Roi noir sur case blanche h7 · Pion noir sur case blanche a6 · Cavalier noir sur case blanche c6 · Pion sur case blanche e6 · Pion blanc sur case noire c5 · Fou noir sur case blanche d5 · Pion blanc sur case noire e5 · Pion sur case blanche f5 · Fou blanc sur case noire g5 · Pion blanc sur case blanche a2 · Pion blanc sur case noire b2 · Pion blanc sur case blanche g2 · Pion blanc sur case noire h2 · Tour blanche sur case noire c1 · Tour blanche sur case noire e1 · Roi blanc sur case noire g1 | Tour noire sur case blanche a8 · Pion sur case blanche b7 · Pion sur case blanche d7 · Pion noir sur case noire g7 · Roi noir sur case blanche h7 · Pion noir sur case blanche a6 · Cavalier noir sur case blanche c6 · Pion sur case blanche e6 · Pion blanc sur case noire c5 · Fou noir sur case blanche d5 · Pion blanc sur case noire e5 · Pion sur case blanche f5 · Fou blanc sur case noire g5 · Pion blanc sur case blanche a2 · Pion blanc sur case noire b2 · Pion blanc sur case blanche g2 · Pion blanc sur case noire h2 · Tour blanche sur case noire c1 · Tour blanche sur case noire e1 · Roi blanc sur case noire g1 | Tour noire sur case blanche a8 · Pion sur case blanche b7 · Pion sur case blanche d7 · Pion noir sur case noire g7 · Roi noir sur case blanche h7 · Pion noir sur case blanche a6 · Cavalier noir sur case blanche c6 · Pion sur case blanche e6 · Pion blanc sur case noire c5 · Fou noir sur case blanche d5 · Pion blanc sur case noire e5 · Pion sur case blanche f5 · Fou blanc sur case noire g5 · Pion blanc sur case blanche a2 · Pion blanc sur case noire b2 · Pion blanc sur case blanche g2 · Pion blanc sur case noire h2 · Tour blanche sur case noire c1 · Tour blanche sur case noire e1 · Roi blanc sur case noire g1 | Tour noire sur case blanche a8 · Pion sur case blanche b7 · Pion sur case blanche d7 · Pion noir sur case noire g7 · Roi noir sur case blanche h7 · Pion noir sur case blanche a6 · Cavalier noir sur case blanche c6 · Pion sur case blanche e6 · Pion blanc sur case noire c5 · Fou noir sur case blanche d5 · Pion blanc sur case noire e5 · Pion sur case blanche f5 · Fou blanc sur case noire g5 · Pion blanc sur case blanche a2 · Pion blanc sur case noire b2 · Pion blanc sur case blanche g2 · Pion blanc sur case noire h2 · Tour blanche sur case noire c1 · Tour blanche sur case noire e1 · Roi blanc sur case noire g1 | Tour noire sur case blanche a8 · Pion sur case blanche b7 · Pion sur case blanche d7 · Pion noir sur case noire g7 · Roi noir sur case blanche h7 · Pion noir sur case blanche a6 · Cavalier noir sur case blanche c6 · Pion sur case blanche e6 · Pion blanc sur case noire c5 · Fou noir sur case blanche d5 · Pion blanc sur case noire e5 · Pion sur case blanche f5 · Fou blanc sur case noire g5 · Pion blanc sur case blanche a2 · Pion blanc sur case noire b2 · Pion blanc sur case blanche g2 · Pion blanc sur case noire h2 · Tour blanche sur case noire c1 · Tour blanche sur case noire e1 · Roi blanc sur case noire g1 | Tour noire sur case blanche a8 · Pion sur case blanche b7 · Pion sur case blanche d7 · Pion noir sur case noire g7 · Roi noir sur case blanche h7 · Pion noir sur case blanche a6 · Cavalier noir sur case blanche c6 · Pion sur case blanche e6 · Pion blanc sur case noire c5 · Fou noir sur case blanche d5 · Pion blanc sur case noire e5 · Pion sur case blanche f5 · Fou blanc sur case noire g5 · Pion blanc sur case blanche a2 · Pion blanc sur case noire b2 · Pion blanc sur case blanche g2 · Pion blanc sur case noire h2 · Tour blanche sur case noire c1 · Tour blanche sur case noire e1 · Roi blanc sur case noire g1 | Tour noire sur case blanche a8 · Pion sur case blanche b7 · Pion sur case blanche d7 · Pion noir sur case noire g7 · Roi noir sur case blanche h7 · Pion noir sur case blanche a6 · Cavalier noir sur case blanche c6 · Pion sur case blanche e6 · Pion blanc sur case noire c5 · Fou noir sur case blanche d5 · Pion blanc sur case noire e5 · Pion sur case blanche f5 · Fou blanc sur case noire g5 · Pion blanc sur case blanche a2 · Pion blanc sur case noire b2 · Pion blanc sur case blanche g2 · Pion blanc sur case noire h2 · Tour blanche sur case noire c1 · Tour blanche sur case noire e1 · Roi blanc sur case noire g1 | 5 |
| 4 | Tour noire sur case blanche a8 · Pion sur case blanche b7 · Pion sur case blanche d7 · Pion noir sur case noire g7 · Roi noir sur case blanche h7 · Pion noir sur case blanche a6 · Cavalier noir sur case blanche c6 · Pion sur case blanche e6 · Pion blanc sur case noire c5 · Fou noir sur case blanche d5 · Pion blanc sur case noire e5 · Pion sur case blanche f5 · Fou blanc sur case noire g5 · Pion blanc sur case blanche a2 · Pion blanc sur case noire b2 · Pion blanc sur case blanche g2 · Pion blanc sur case noire h2 · Tour blanche sur case noire c1 · Tour blanche sur case noire e1 · Roi blanc sur case noire g1 | Tour noire sur case blanche a8 · Pion sur case blanche b7 · Pion sur case blanche d7 · Pion noir sur case noire g7 · Roi noir sur case blanche h7 · Pion noir sur case blanche a6 · Cavalier noir sur case blanche c6 · Pion sur case blanche e6 · Pion blanc sur case noire c5 · Fou noir sur case blanche d5 · Pion blanc sur case noire e5 · Pion sur case blanche f5 · Fou blanc sur case noire g5 · Pion blanc sur case blanche a2 · Pion blanc sur case noire b2 · Pion blanc sur case blanche g2 · Pion blanc sur case noire h2 · Tour blanche sur case noire c1 · Tour blanche sur case noire e1 · Roi blanc sur case noire g1 | Tour noire sur case blanche a8 · Pion sur case blanche b7 · Pion sur case blanche d7 · Pion noir sur case noire g7 · Roi noir sur case blanche h7 · Pion noir sur case blanche a6 · Cavalier noir sur case blanche c6 · Pion sur case blanche e6 · Pion blanc sur case noire c5 · Fou noir sur case blanche d5 · Pion blanc sur case noire e5 · Pion sur case blanche f5 · Fou blanc sur case noire g5 · Pion blanc sur case blanche a2 · Pion blanc sur case noire b2 · Pion blanc sur case blanche g2 · Pion blanc sur case noire h2 · Tour blanche sur case noire c1 · Tour blanche sur case noire e1 · Roi blanc sur case noire g1 | Tour noire sur case blanche a8 · Pion sur case blanche b7 · Pion sur case blanche d7 · Pion noir sur case noire g7 · Roi noir sur case blanche h7 · Pion noir sur case blanche a6 · Cavalier noir sur case blanche c6 · Pion sur case blanche e6 · Pion blanc sur case noire c5 · Fou noir sur case blanche d5 · Pion blanc sur case noire e5 · Pion sur case blanche f5 · Fou blanc sur case noire g5 · Pion blanc sur case blanche a2 · Pion blanc sur case noire b2 · Pion blanc sur case blanche g2 · Pion blanc sur case noire h2 · Tour blanche sur case noire c1 · Tour blanche sur case noire e1 · Roi blanc sur case noire g1 | Tour noire sur case blanche a8 · Pion sur case blanche b7 · Pion sur case blanche d7 · Pion noir sur case noire g7 · Roi noir sur case blanche h7 · Pion noir sur case blanche a6 · Cavalier noir sur case blanche c6 · Pion sur case blanche e6 · Pion blanc sur case noire c5 · Fou noir sur case blanche d5 · Pion blanc sur case noire e5 · Pion sur case blanche f5 · Fou blanc sur case noire g5 · Pion blanc sur case blanche a2 · Pion blanc sur case noire b2 · Pion blanc sur case blanche g2 · Pion blanc sur case noire h2 · Tour blanche sur case noire c1 · Tour blanche sur case noire e1 · Roi blanc sur case noire g1 | Tour noire sur case blanche a8 · Pion sur case blanche b7 · Pion sur case blanche d7 · Pion noir sur case noire g7 · Roi noir sur case blanche h7 · Pion noir sur case blanche a6 · Cavalier noir sur case blanche c6 · Pion sur case blanche e6 · Pion blanc sur case noire c5 · Fou noir sur case blanche d5 · Pion blanc sur case noire e5 · Pion sur case blanche f5 · Fou blanc sur case noire g5 · Pion blanc sur case blanche a2 · Pion blanc sur case noire b2 · Pion blanc sur case blanche g2 · Pion blanc sur case noire h2 · Tour blanche sur case noire c1 · Tour blanche sur case noire e1 · Roi blanc sur case noire g1 | Tour noire sur case blanche a8 · Pion sur case blanche b7 · Pion sur case blanche d7 · Pion noir sur case noire g7 · Roi noir sur case blanche h7 · Pion noir sur case blanche a6 · Cavalier noir sur case blanche c6 · Pion sur case blanche e6 · Pion blanc sur case noire c5 · Fou noir sur case blanche d5 · Pion blanc sur case noire e5 · Pion sur case blanche f5 · Fou blanc sur case noire g5 · Pion blanc sur case blanche a2 · Pion blanc sur case noire b2 · Pion blanc sur case blanche g2 · Pion blanc sur case noire h2 · Tour blanche sur case noire c1 · Tour blanche sur case noire e1 · Roi blanc sur case noire g1 | Tour noire sur case blanche a8 · Pion sur case blanche b7 · Pion sur case blanche d7 · Pion noir sur case noire g7 · Roi noir sur case blanche h7 · Pion noir sur case blanche a6 · Cavalier noir sur case blanche c6 · Pion sur case blanche e6 · Pion blanc sur case noire c5 · Fou noir sur case blanche d5 · Pion blanc sur case noire e5 · Pion sur case blanche f5 · Fou blanc sur case noire g5 · Pion blanc sur case blanche a2 · Pion blanc sur case noire b2 · Pion blanc sur case blanche g2 · Pion blanc sur case noire h2 · Tour blanche sur case noire c1 · Tour blanche sur case noire e1 · Roi blanc sur case noire g1 | 4 |
| 3 | Tour noire sur case blanche a8 · Pion sur case blanche b7 · Pion sur case blanche d7 · Pion noir sur case noire g7 · Roi noir sur case blanche h7 · Pion noir sur case blanche a6 · Cavalier noir sur case blanche c6 · Pion sur case blanche e6 · Pion blanc sur case noire c5 · Fou noir sur case blanche d5 · Pion blanc sur case noire e5 · Pion sur case blanche f5 · Fou blanc sur case noire g5 · Pion blanc sur case blanche a2 · Pion blanc sur case noire b2 · Pion blanc sur case blanche g2 · Pion blanc sur case noire h2 · Tour blanche sur case noire c1 · Tour blanche sur case noire e1 · Roi blanc sur case noire g1 | Tour noire sur case blanche a8 · Pion sur case blanche b7 · Pion sur case blanche d7 · Pion noir sur case noire g7 · Roi noir sur case blanche h7 · Pion noir sur case blanche a6 · Cavalier noir sur case blanche c6 · Pion sur case blanche e6 · Pion blanc sur case noire c5 · Fou noir sur case blanche d5 · Pion blanc sur case noire e5 · Pion sur case blanche f5 · Fou blanc sur case noire g5 · Pion blanc sur case blanche a2 · Pion blanc sur case noire b2 · Pion blanc sur case blanche g2 · Pion blanc sur case noire h2 · Tour blanche sur case noire c1 · Tour blanche sur case noire e1 · Roi blanc sur case noire g1 | Tour noire sur case blanche a8 · Pion sur case blanche b7 · Pion sur case blanche d7 · Pion noir sur case noire g7 · Roi noir sur case blanche h7 · Pion noir sur case blanche a6 · Cavalier noir sur case blanche c6 · Pion sur case blanche e6 · Pion blanc sur case noire c5 · Fou noir sur case blanche d5 · Pion blanc sur case noire e5 · Pion sur case blanche f5 · Fou blanc sur case noire g5 · Pion blanc sur case blanche a2 · Pion blanc sur case noire b2 · Pion blanc sur case blanche g2 · Pion blanc sur case noire h2 · Tour blanche sur case noire c1 · Tour blanche sur case noire e1 · Roi blanc sur case noire g1 | Tour noire sur case blanche a8 · Pion sur case blanche b7 · Pion sur case blanche d7 · Pion noir sur case noire g7 · Roi noir sur case blanche h7 · Pion noir sur case blanche a6 · Cavalier noir sur case blanche c6 · Pion sur case blanche e6 · Pion blanc sur case noire c5 · Fou noir sur case blanche d5 · Pion blanc sur case noire e5 · Pion sur case blanche f5 · Fou blanc sur case noire g5 · Pion blanc sur case blanche a2 · Pion blanc sur case noire b2 · Pion blanc sur case blanche g2 · Pion blanc sur case noire h2 · Tour blanche sur case noire c1 · Tour blanche sur case noire e1 · Roi blanc sur case noire g1 | Tour noire sur case blanche a8 · Pion sur case blanche b7 · Pion sur case blanche d7 · Pion noir sur case noire g7 · Roi noir sur case blanche h7 · Pion noir sur case blanche a6 · Cavalier noir sur case blanche c6 · Pion sur case blanche e6 · Pion blanc sur case noire c5 · Fou noir sur case blanche d5 · Pion blanc sur case noire e5 · Pion sur case blanche f5 · Fou blanc sur case noire g5 · Pion blanc sur case blanche a2 · Pion blanc sur case noire b2 · Pion blanc sur case blanche g2 · Pion blanc sur case noire h2 · Tour blanche sur case noire c1 · Tour blanche sur case noire e1 · Roi blanc sur case noire g1 | Tour noire sur case blanche a8 · Pion sur case blanche b7 · Pion sur case blanche d7 · Pion noir sur case noire g7 · Roi noir sur case blanche h7 · Pion noir sur case blanche a6 · Cavalier noir sur case blanche c6 · Pion sur case blanche e6 · Pion blanc sur case noire c5 · Fou noir sur case blanche d5 · Pion blanc sur case noire e5 · Pion sur case blanche f5 · Fou blanc sur case noire g5 · Pion blanc sur case blanche a2 · Pion blanc sur case noire b2 · Pion blanc sur case blanche g2 · Pion blanc sur case noire h2 · Tour blanche sur case noire c1 · Tour blanche sur case noire e1 · Roi blanc sur case noire g1 | Tour noire sur case blanche a8 · Pion sur case blanche b7 · Pion sur case blanche d7 · Pion noir sur case noire g7 · Roi noir sur case blanche h7 · Pion noir sur case blanche a6 · Cavalier noir sur case blanche c6 · Pion sur case blanche e6 · Pion blanc sur case noire c5 · Fou noir sur case blanche d5 · Pion blanc sur case noire e5 · Pion sur case blanche f5 · Fou blanc sur case noire g5 · Pion blanc sur case blanche a2 · Pion blanc sur case noire b2 · Pion blanc sur case blanche g2 · Pion blanc sur case noire h2 · Tour blanche sur case noire c1 · Tour blanche sur case noire e1 · Roi blanc sur case noire g1 | Tour noire sur case blanche a8 · Pion sur case blanche b7 · Pion sur case blanche d7 · Pion noir sur case noire g7 · Roi noir sur case blanche h7 · Pion noir sur case blanche a6 · Cavalier noir sur case blanche c6 · Pion sur case blanche e6 · Pion blanc sur case noire c5 · Fou noir sur case blanche d5 · Pion blanc sur case noire e5 · Pion sur case blanche f5 · Fou blanc sur case noire g5 · Pion blanc sur case blanche a2 · Pion blanc sur case noire b2 · Pion blanc sur case blanche g2 · Pion blanc sur case noire h2 · Tour blanche sur case noire c1 · Tour blanche sur case noire e1 · Roi blanc sur case noire g1 | 3 |
| 2 | Tour noire sur case blanche a8 · Pion sur case blanche b7 · Pion sur case blanche d7 · Pion noir sur case noire g7 · Roi noir sur case blanche h7 · Pion noir sur case blanche a6 · Cavalier noir sur case blanche c6 · Pion sur case blanche e6 · Pion blanc sur case noire c5 · Fou noir sur case blanche d5 · Pion blanc sur case noire e5 · Pion sur case blanche f5 · Fou blanc sur case noire g5 · Pion blanc sur case blanche a2 · Pion blanc sur case noire b2 · Pion blanc sur case blanche g2 · Pion blanc sur case noire h2 · Tour blanche sur case noire c1 · Tour blanche sur case noire e1 · Roi blanc sur case noire g1 | Tour noire sur case blanche a8 · Pion sur case blanche b7 · Pion sur case blanche d7 · Pion noir sur case noire g7 · Roi noir sur case blanche h7 · Pion noir sur case blanche a6 · Cavalier noir sur case blanche c6 · Pion sur case blanche e6 · Pion blanc sur case noire c5 · Fou noir sur case blanche d5 · Pion blanc sur case noire e5 · Pion sur case blanche f5 · Fou blanc sur case noire g5 · Pion blanc sur case blanche a2 · Pion blanc sur case noire b2 · Pion blanc sur case blanche g2 · Pion blanc sur case noire h2 · Tour blanche sur case noire c1 · Tour blanche sur case noire e1 · Roi blanc sur case noire g1 | Tour noire sur case blanche a8 · Pion sur case blanche b7 · Pion sur case blanche d7 · Pion noir sur case noire g7 · Roi noir sur case blanche h7 · Pion noir sur case blanche a6 · Cavalier noir sur case blanche c6 · Pion sur case blanche e6 · Pion blanc sur case noire c5 · Fou noir sur case blanche d5 · Pion blanc sur case noire e5 · Pion sur case blanche f5 · Fou blanc sur case noire g5 · Pion blanc sur case blanche a2 · Pion blanc sur case noire b2 · Pion blanc sur case blanche g2 · Pion blanc sur case noire h2 · Tour blanche sur case noire c1 · Tour blanche sur case noire e1 · Roi blanc sur case noire g1 | Tour noire sur case blanche a8 · Pion sur case blanche b7 · Pion sur case blanche d7 · Pion noir sur case noire g7 · Roi noir sur case blanche h7 · Pion noir sur case blanche a6 · Cavalier noir sur case blanche c6 · Pion sur case blanche e6 · Pion blanc sur case noire c5 · Fou noir sur case blanche d5 · Pion blanc sur case noire e5 · Pion sur case blanche f5 · Fou blanc sur case noire g5 · Pion blanc sur case blanche a2 · Pion blanc sur case noire b2 · Pion blanc sur case blanche g2 · Pion blanc sur case noire h2 · Tour blanche sur case noire c1 · Tour blanche sur case noire e1 · Roi blanc sur case noire g1 | Tour noire sur case blanche a8 · Pion sur case blanche b7 · Pion sur case blanche d7 · Pion noir sur case noire g7 · Roi noir sur case blanche h7 · Pion noir sur case blanche a6 · Cavalier noir sur case blanche c6 · Pion sur case blanche e6 · Pion blanc sur case noire c5 · Fou noir sur case blanche d5 · Pion blanc sur case noire e5 · Pion sur case blanche f5 · Fou blanc sur case noire g5 · Pion blanc sur case blanche a2 · Pion blanc sur case noire b2 · Pion blanc sur case blanche g2 · Pion blanc sur case noire h2 · Tour blanche sur case noire c1 · Tour blanche sur case noire e1 · Roi blanc sur case noire g1 | Tour noire sur case blanche a8 · Pion sur case blanche b7 · Pion sur case blanche d7 · Pion noir sur case noire g7 · Roi noir sur case blanche h7 · Pion noir sur case blanche a6 · Cavalier noir sur case blanche c6 · Pion sur case blanche e6 · Pion blanc sur case noire c5 · Fou noir sur case blanche d5 · Pion blanc sur case noire e5 · Pion sur case blanche f5 · Fou blanc sur case noire g5 · Pion blanc sur case blanche a2 · Pion blanc sur case noire b2 · Pion blanc sur case blanche g2 · Pion blanc sur case noire h2 · Tour blanche sur case noire c1 · Tour blanche sur case noire e1 · Roi blanc sur case noire g1 | Tour noire sur case blanche a8 · Pion sur case blanche b7 · Pion sur case blanche d7 · Pion noir sur case noire g7 · Roi noir sur case blanche h7 · Pion noir sur case blanche a6 · Cavalier noir sur case blanche c6 · Pion sur case blanche e6 · Pion blanc sur case noire c5 · Fou noir sur case blanche d5 · Pion blanc sur case noire e5 · Pion sur case blanche f5 · Fou blanc sur case noire g5 · Pion blanc sur case blanche a2 · Pion blanc sur case noire b2 · Pion blanc sur case blanche g2 · Pion blanc sur case noire h2 · Tour blanche sur case noire c1 · Tour blanche sur case noire e1 · Roi blanc sur case noire g1 | Tour noire sur case blanche a8 · Pion sur case blanche b7 · Pion sur case blanche d7 · Pion noir sur case noire g7 · Roi noir sur case blanche h7 · Pion noir sur case blanche a6 · Cavalier noir sur case blanche c6 · Pion sur case blanche e6 · Pion blanc sur case noire c5 · Fou noir sur case blanche d5 · Pion blanc sur case noire e5 · Pion sur case blanche f5 · Fou blanc sur case noire g5 · Pion blanc sur case blanche a2 · Pion blanc sur case noire b2 · Pion blanc sur case blanche g2 · Pion blanc sur case noire h2 · Tour blanche sur case noire c1 · Tour blanche sur case noire e1 · Roi blanc sur case noire g1 | 2 |
| 1 | Tour noire sur case blanche a8 · Pion sur case blanche b7 · Pion sur case blanche d7 · Pion noir sur case noire g7 · Roi noir sur case blanche h7 · Pion noir sur case blanche a6 · Cavalier noir sur case blanche c6 · Pion sur case blanche e6 · Pion blanc sur case noire c5 · Fou noir sur case blanche d5 · Pion blanc sur case noire e5 · Pion sur case blanche f5 · Fou blanc sur case noire g5 · Pion blanc sur case blanche a2 · Pion blanc sur case noire b2 · Pion blanc sur case blanche g2 · Pion blanc sur case noire h2 · Tour blanche sur case noire c1 · Tour blanche sur case noire e1 · Roi blanc sur case noire g1 | Tour noire sur case blanche a8 · Pion sur case blanche b7 · Pion sur case blanche d7 · Pion noir sur case noire g7 · Roi noir sur case blanche h7 · Pion noir sur case blanche a6 · Cavalier noir sur case blanche c6 · Pion sur case blanche e6 · Pion blanc sur case noire c5 · Fou noir sur case blanche d5 · Pion blanc sur case noire e5 · Pion sur case blanche f5 · Fou blanc sur case noire g5 · Pion blanc sur case blanche a2 · Pion blanc sur case noire b2 · Pion blanc sur case blanche g2 · Pion blanc sur case noire h2 · Tour blanche sur case noire c1 · Tour blanche sur case noire e1 · Roi blanc sur case noire g1 | Tour noire sur case blanche a8 · Pion sur case blanche b7 · Pion sur case blanche d7 · Pion noir sur case noire g7 · Roi noir sur case blanche h7 · Pion noir sur case blanche a6 · Cavalier noir sur case blanche c6 · Pion sur case blanche e6 · Pion blanc sur case noire c5 · Fou noir sur case blanche d5 · Pion blanc sur case noire e5 · Pion sur case blanche f5 · Fou blanc sur case noire g5 · Pion blanc sur case blanche a2 · Pion blanc sur case noire b2 · Pion blanc sur case blanche g2 · Pion blanc sur case noire h2 · Tour blanche sur case noire c1 · Tour blanche sur case noire e1 · Roi blanc sur case noire g1 | Tour noire sur case blanche a8 · Pion sur case blanche b7 · Pion sur case blanche d7 · Pion noir sur case noire g7 · Roi noir sur case blanche h7 · Pion noir sur case blanche a6 · Cavalier noir sur case blanche c6 · Pion sur case blanche e6 · Pion blanc sur case noire c5 · Fou noir sur case blanche d5 · Pion blanc sur case noire e5 · Pion sur case blanche f5 · Fou blanc sur case noire g5 · Pion blanc sur case blanche a2 · Pion blanc sur case noire b2 · Pion blanc sur case blanche g2 · Pion blanc sur case noire h2 · Tour blanche sur case noire c1 · Tour blanche sur case noire e1 · Roi blanc sur case noire g1 | Tour noire sur case blanche a8 · Pion sur case blanche b7 · Pion sur case blanche d7 · Pion noir sur case noire g7 · Roi noir sur case blanche h7 · Pion noir sur case blanche a6 · Cavalier noir sur case blanche c6 · Pion sur case blanche e6 · Pion blanc sur case noire c5 · Fou noir sur case blanche d5 · Pion blanc sur case noire e5 · Pion sur case blanche f5 · Fou blanc sur case noire g5 · Pion blanc sur case blanche a2 · Pion blanc sur case noire b2 · Pion blanc sur case blanche g2 · Pion blanc sur case noire h2 · Tour blanche sur case noire c1 · Tour blanche sur case noire e1 · Roi blanc sur case noire g1 | Tour noire sur case blanche a8 · Pion sur case blanche b7 · Pion sur case blanche d7 · Pion noir sur case noire g7 · Roi noir sur case blanche h7 · Pion noir sur case blanche a6 · Cavalier noir sur case blanche c6 · Pion sur case blanche e6 · Pion blanc sur case noire c5 · Fou noir sur case blanche d5 · Pion blanc sur case noire e5 · Pion sur case blanche f5 · Fou blanc sur case noire g5 · Pion blanc sur case blanche a2 · Pion blanc sur case noire b2 · Pion blanc sur case blanche g2 · Pion blanc sur case noire h2 · Tour blanche sur case noire c1 · Tour blanche sur case noire e1 · Roi blanc sur case noire g1 | Tour noire sur case blanche a8 · Pion sur case blanche b7 · Pion sur case blanche d7 · Pion noir sur case noire g7 · Roi noir sur case blanche h7 · Pion noir sur case blanche a6 · Cavalier noir sur case blanche c6 · Pion sur case blanche e6 · Pion blanc sur case noire c5 · Fou noir sur case blanche d5 · Pion blanc sur case noire e5 · Pion sur case blanche f5 · Fou blanc sur case noire g5 · Pion blanc sur case blanche a2 · Pion blanc sur case noire b2 · Pion blanc sur case blanche g2 · Pion blanc sur case noire h2 · Tour blanche sur case noire c1 · Tour blanche sur case noire e1 · Roi blanc sur case noire g1 | Tour noire sur case blanche a8 · Pion sur case blanche b7 · Pion sur case blanche d7 · Pion noir sur case noire g7 · Roi noir sur case blanche h7 · Pion noir sur case blanche a6 · Cavalier noir sur case blanche c6 · Pion sur case blanche e6 · Pion blanc sur case noire c5 · Fou noir sur case blanche d5 · Pion blanc sur case noire e5 · Pion sur case blanche f5 · Fou blanc sur case noire g5 · Pion blanc sur case blanche a2 · Pion blanc sur case noire b2 · Pion blanc sur case blanche g2 · Pion blanc sur case noire h2 · Tour blanche sur case noire c1 · Tour blanche sur case noire e1 · Roi blanc sur case noire g1 | 1 |
|   | a | b | c | d | e | f | g | h |   |

Blocageaction de placer une pièce devant un pion adverse de façon à bloquer son avance. Le pion ennemi fournit un abri à la pièce qui la bloque, le protégeant ainsi des attaques de pièces ennemies. Un blocus est plus efficace contre les pions passés ou isolés. Le cavalier est la pièce idéale à utiliser comme bloqueur.
Dans le domaine des problèmes d'échecs, la clé (cf. ci-dessous) est dite de « blocus » si elle ne crée pas une menace directe mais après laquelle tous les coups possibles des noirs entraînent un dommage dans leur position qui permet le mat.
Bloqueurpièce qui empêche l'avancée d'une pièce de l'adversaire. Généralement un cavalier (ou un fou) devant un pion ennemi.
Bon foufou mobile, qui est sur la couleur opposée de sa propre chaîne de pions, et donc qui n'est pas bloqué par elle.
Byedans un tournoi toutes rondes ou un système suisse dans lequel le nombre de joueurs est impair, désigne le joueur qui n'a pas d'adversaire (on dit aussi « exempt »). Le mot s'emploie aussi pour désigner une partie volontairement non jouée pour laquelle le participant reçoit tout de même un point ou un demi-point. Cette pratique n'est autorisée que par certaines fédérations nationales, surtout dans les pays anglo-saxons, et exclusivement dans les tournois en système suisse.

## C

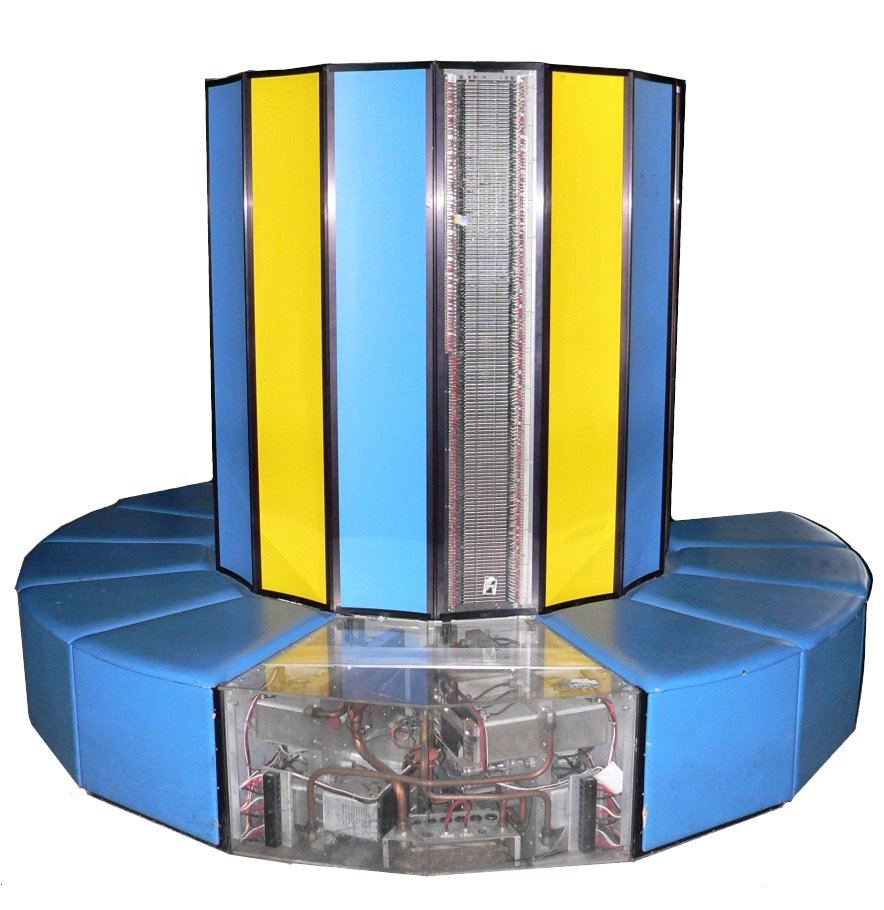
Superordinateur Cray.

- Haut – A
- B
- C
- D
- E
- F
- G
- H
- I
- J
- K
- L
- M
- N
- O
- P
- Q
- R
- S
- T
- U
- V
- W
- X
- Y
- Z

Cadence de jeusystème d'allocation et de contrôle du temps de réflexion de chacun des joueurs au cours d'une partie. On distingue les cadences lentes des cadences rapides (par exemple le blitz).
Cadence Bronsteincadence dans laquelle le temps d'un joueur n'est décompté qu'après un délai fixe à chaque coup ; invention du champion russe David Bronstein.
Cadence Fischercadence dans laquelle du temps est rajouté au crédit de chaque joueur après chaque coup ; invention de l’ancien champion du monde Bobby Fischer.
Café (joueur de)terme péjoratif pour désigner un joueur de faible niveau, qui joue dans les cafés pour se distraire.
En anglais, le terme coffehouse (café, l'établissement) est un adjectif utilisé pour décrire un mouvement, un joueur ou un style de jeu risqué, douteux du point de vue de la position, qui crée des pièges pour l'adversaire. Le nom vient de l'idée que l'on pourrait s'attendre à voir un tel comportement dans les parties de jeux de quilles dans un café ou un cadre similaire, en particulier lors de parties ayant des enjeux, ou en blitz. Le gambit Blackburne est un exemple typique de style de joueur de café.
Café de la Régenceun célèbre café parisien ouvert de 1681 à 1910, qui fut pendant cent vingt ans le centre du jeu d’échecs en France et en Europe. Les joueurs d’échecs les plus talentueux et les plus connus de cette époque y disputèrent tous un jour une partie.
Caïssadéesse ou muse mythique du jeu d'échecs, d'après le poème Caissa : or The Game of Chess de William Jones, écrit en 1763.
Campportion de échiquier ou se trouvent au début de la partie les pièces d'une même couleur, respectivement constitués des pièces claires ou foncées. On parle du « camp des blancs » et du « camp des noirs ».
Candidatparticipant au tournoi des candidats ou au match des candidats, compétiteur qui arrive aux phases finales du championnat du monde. (Voir aussi « Coup candidat » ci-dessous).
Candidat maîtretitre attribué par la Fédération internationale des échecs aux joueurs qui atteignent un classement Elo de 2200 et qui en font la demande.
Capturerle fait de jouer un coup avec une pièce sur une case occupée par une pièce de l’adversaire, entraînant la prise de celle-ci, la pièce ennemie étant retirée du jeu. En notation algébrique, la capture est désignée au moyen d'un « x ». Ex. : « DxCf6 ».
|   | a | b | c | d | e | f | g | h |   |
| 8 | haut sur case noire b8 · croix noire sur case blanche c8 · croix noire sur case noire d8 · croix noire sur case blanche e8 · haut sur case blanche b7 · haut gauche sur case noire c7 · croix noire sur case blanche d7 · croix noire sur case noire e7 · haut sur case noire b6 · croix noire sur case blanche c6 · haut gauche sur case noire d6 · croix noire sur case blanche e6 · Pion blanc sur case blanche b5 · croix noire sur case noire c5 · croix noire sur case blanche d5 · haut gauche sur case noire e5 · Roi sur case noire f4 · Roi blanc sur case noire c1 | haut sur case noire b8 · croix noire sur case blanche c8 · croix noire sur case noire d8 · croix noire sur case blanche e8 · haut sur case blanche b7 · haut gauche sur case noire c7 · croix noire sur case blanche d7 · croix noire sur case noire e7 · haut sur case noire b6 · croix noire sur case blanche c6 · haut gauche sur case noire d6 · croix noire sur case blanche e6 · Pion blanc sur case blanche b5 · croix noire sur case noire c5 · croix noire sur case blanche d5 · haut gauche sur case noire e5 · Roi sur case noire f4 · Roi blanc sur case noire c1 | haut sur case noire b8 · croix noire sur case blanche c8 · croix noire sur case noire d8 · croix noire sur case blanche e8 · haut sur case blanche b7 · haut gauche sur case noire c7 · croix noire sur case blanche d7 · croix noire sur case noire e7 · haut sur case noire b6 · croix noire sur case blanche c6 · haut gauche sur case noire d6 · croix noire sur case blanche e6 · Pion blanc sur case blanche b5 · croix noire sur case noire c5 · croix noire sur case blanche d5 · haut gauche sur case noire e5 · Roi sur case noire f4 · Roi blanc sur case noire c1 | haut sur case noire b8 · croix noire sur case blanche c8 · croix noire sur case noire d8 · croix noire sur case blanche e8 · haut sur case blanche b7 · haut gauche sur case noire c7 · croix noire sur case blanche d7 · croix noire sur case noire e7 · haut sur case noire b6 · croix noire sur case blanche c6 · haut gauche sur case noire d6 · croix noire sur case blanche e6 · Pion blanc sur case blanche b5 · croix noire sur case noire c5 · croix noire sur case blanche d5 · haut gauche sur case noire e5 · Roi sur case noire f4 · Roi blanc sur case noire c1 | haut sur case noire b8 · croix noire sur case blanche c8 · croix noire sur case noire d8 · croix noire sur case blanche e8 · haut sur case blanche b7 · haut gauche sur case noire c7 · croix noire sur case blanche d7 · croix noire sur case noire e7 · haut sur case noire b6 · croix noire sur case blanche c6 · haut gauche sur case noire d6 · croix noire sur case blanche e6 · Pion blanc sur case blanche b5 · croix noire sur case noire c5 · croix noire sur case blanche d5 · haut gauche sur case noire e5 · Roi sur case noire f4 · Roi blanc sur case noire c1 | haut sur case noire b8 · croix noire sur case blanche c8 · croix noire sur case noire d8 · croix noire sur case blanche e8 · haut sur case blanche b7 · haut gauche sur case noire c7 · croix noire sur case blanche d7 · croix noire sur case noire e7 · haut sur case noire b6 · croix noire sur case blanche c6 · haut gauche sur case noire d6 · croix noire sur case blanche e6 · Pion blanc sur case blanche b5 · croix noire sur case noire c5 · croix noire sur case blanche d5 · haut gauche sur case noire e5 · Roi sur case noire f4 · Roi blanc sur case noire c1 | haut sur case noire b8 · croix noire sur case blanche c8 · croix noire sur case noire d8 · croix noire sur case blanche e8 · haut sur case blanche b7 · haut gauche sur case noire c7 · croix noire sur case blanche d7 · croix noire sur case noire e7 · haut sur case noire b6 · croix noire sur case blanche c6 · haut gauche sur case noire d6 · croix noire sur case blanche e6 · Pion blanc sur case blanche b5 · croix noire sur case noire c5 · croix noire sur case blanche d5 · haut gauche sur case noire e5 · Roi sur case noire f4 · Roi blanc sur case noire c1 | haut sur case noire b8 · croix noire sur case blanche c8 · croix noire sur case noire d8 · croix noire sur case blanche e8 · haut sur case blanche b7 · haut gauche sur case noire c7 · croix noire sur case blanche d7 · croix noire sur case noire e7 · haut sur case noire b6 · croix noire sur case blanche c6 · haut gauche sur case noire d6 · croix noire sur case blanche e6 · Pion blanc sur case blanche b5 · croix noire sur case noire c5 · croix noire sur case blanche d5 · haut gauche sur case noire e5 · Roi sur case noire f4 · Roi blanc sur case noire c1 | 8 |
| 7 | haut sur case noire b8 · croix noire sur case blanche c8 · croix noire sur case noire d8 · croix noire sur case blanche e8 · haut sur case blanche b7 · haut gauche sur case noire c7 · croix noire sur case blanche d7 · croix noire sur case noire e7 · haut sur case noire b6 · croix noire sur case blanche c6 · haut gauche sur case noire d6 · croix noire sur case blanche e6 · Pion blanc sur case blanche b5 · croix noire sur case noire c5 · croix noire sur case blanche d5 · haut gauche sur case noire e5 · Roi sur case noire f4 · Roi blanc sur case noire c1 | haut sur case noire b8 · croix noire sur case blanche c8 · croix noire sur case noire d8 · croix noire sur case blanche e8 · haut sur case blanche b7 · haut gauche sur case noire c7 · croix noire sur case blanche d7 · croix noire sur case noire e7 · haut sur case noire b6 · croix noire sur case blanche c6 · haut gauche sur case noire d6 · croix noire sur case blanche e6 · Pion blanc sur case blanche b5 · croix noire sur case noire c5 · croix noire sur case blanche d5 · haut gauche sur case noire e5 · Roi sur case noire f4 · Roi blanc sur case noire c1 | haut sur case noire b8 · croix noire sur case blanche c8 · croix noire sur case noire d8 · croix noire sur case blanche e8 · haut sur case blanche b7 · haut gauche sur case noire c7 · croix noire sur case blanche d7 · croix noire sur case noire e7 · haut sur case noire b6 · croix noire sur case blanche c6 · haut gauche sur case noire d6 · croix noire sur case blanche e6 · Pion blanc sur case blanche b5 · croix noire sur case noire c5 · croix noire sur case blanche d5 · haut gauche sur case noire e5 · Roi sur case noire f4 · Roi blanc sur case noire c1 | haut sur case noire b8 · croix noire sur case blanche c8 · croix noire sur case noire d8 · croix noire sur case blanche e8 · haut sur case blanche b7 · haut gauche sur case noire c7 · croix noire sur case blanche d7 · croix noire sur case noire e7 · haut sur case noire b6 · croix noire sur case blanche c6 · haut gauche sur case noire d6 · croix noire sur case blanche e6 · Pion blanc sur case blanche b5 · croix noire sur case noire c5 · croix noire sur case blanche d5 · haut gauche sur case noire e5 · Roi sur case noire f4 · Roi blanc sur case noire c1 | haut sur case noire b8 · croix noire sur case blanche c8 · croix noire sur case noire d8 · croix noire sur case blanche e8 · haut sur case blanche b7 · haut gauche sur case noire c7 · croix noire sur case blanche d7 · croix noire sur case noire e7 · haut sur case noire b6 · croix noire sur case blanche c6 · haut gauche sur case noire d6 · croix noire sur case blanche e6 · Pion blanc sur case blanche b5 · croix noire sur case noire c5 · croix noire sur case blanche d5 · haut gauche sur case noire e5 · Roi sur case noire f4 · Roi blanc sur case noire c1 | haut sur case noire b8 · croix noire sur case blanche c8 · croix noire sur case noire d8 · croix noire sur case blanche e8 · haut sur case blanche b7 · haut gauche sur case noire c7 · croix noire sur case blanche d7 · croix noire sur case noire e7 · haut sur case noire b6 · croix noire sur case blanche c6 · haut gauche sur case noire d6 · croix noire sur case blanche e6 · Pion blanc sur case blanche b5 · croix noire sur case noire c5 · croix noire sur case blanche d5 · haut gauche sur case noire e5 · Roi sur case noire f4 · Roi blanc sur case noire c1 | haut sur case noire b8 · croix noire sur case blanche c8 · croix noire sur case noire d8 · croix noire sur case blanche e8 · haut sur case blanche b7 · haut gauche sur case noire c7 · croix noire sur case blanche d7 · croix noire sur case noire e7 · haut sur case noire b6 · croix noire sur case blanche c6 · haut gauche sur case noire d6 · croix noire sur case blanche e6 · Pion blanc sur case blanche b5 · croix noire sur case noire c5 · croix noire sur case blanche d5 · haut gauche sur case noire e5 · Roi sur case noire f4 · Roi blanc sur case noire c1 | haut sur case noire b8 · croix noire sur case blanche c8 · croix noire sur case noire d8 · croix noire sur case blanche e8 · haut sur case blanche b7 · haut gauche sur case noire c7 · croix noire sur case blanche d7 · croix noire sur case noire e7 · haut sur case noire b6 · croix noire sur case blanche c6 · haut gauche sur case noire d6 · croix noire sur case blanche e6 · Pion blanc sur case blanche b5 · croix noire sur case noire c5 · croix noire sur case blanche d5 · haut gauche sur case noire e5 · Roi sur case noire f4 · Roi blanc sur case noire c1 | 7 |
| 6 | haut sur case noire b8 · croix noire sur case blanche c8 · croix noire sur case noire d8 · croix noire sur case blanche e8 · haut sur case blanche b7 · haut gauche sur case noire c7 · croix noire sur case blanche d7 · croix noire sur case noire e7 · haut sur case noire b6 · croix noire sur case blanche c6 · haut gauche sur case noire d6 · croix noire sur case blanche e6 · Pion blanc sur case blanche b5 · croix noire sur case noire c5 · croix noire sur case blanche d5 · haut gauche sur case noire e5 · Roi sur case noire f4 · Roi blanc sur case noire c1 | haut sur case noire b8 · croix noire sur case blanche c8 · croix noire sur case noire d8 · croix noire sur case blanche e8 · haut sur case blanche b7 · haut gauche sur case noire c7 · croix noire sur case blanche d7 · croix noire sur case noire e7 · haut sur case noire b6 · croix noire sur case blanche c6 · haut gauche sur case noire d6 · croix noire sur case blanche e6 · Pion blanc sur case blanche b5 · croix noire sur case noire c5 · croix noire sur case blanche d5 · haut gauche sur case noire e5 · Roi sur case noire f4 · Roi blanc sur case noire c1 | haut sur case noire b8 · croix noire sur case blanche c8 · croix noire sur case noire d8 · croix noire sur case blanche e8 · haut sur case blanche b7 · haut gauche sur case noire c7 · croix noire sur case blanche d7 · croix noire sur case noire e7 · haut sur case noire b6 · croix noire sur case blanche c6 · haut gauche sur case noire d6 · croix noire sur case blanche e6 · Pion blanc sur case blanche b5 · croix noire sur case noire c5 · croix noire sur case blanche d5 · haut gauche sur case noire e5 · Roi sur case noire f4 · Roi blanc sur case noire c1 | haut sur case noire b8 · croix noire sur case blanche c8 · croix noire sur case noire d8 · croix noire sur case blanche e8 · haut sur case blanche b7 · haut gauche sur case noire c7 · croix noire sur case blanche d7 · croix noire sur case noire e7 · haut sur case noire b6 · croix noire sur case blanche c6 · haut gauche sur case noire d6 · croix noire sur case blanche e6 · Pion blanc sur case blanche b5 · croix noire sur case noire c5 · croix noire sur case blanche d5 · haut gauche sur case noire e5 · Roi sur case noire f4 · Roi blanc sur case noire c1 | haut sur case noire b8 · croix noire sur case blanche c8 · croix noire sur case noire d8 · croix noire sur case blanche e8 · haut sur case blanche b7 · haut gauche sur case noire c7 · croix noire sur case blanche d7 · croix noire sur case noire e7 · haut sur case noire b6 · croix noire sur case blanche c6 · haut gauche sur case noire d6 · croix noire sur case blanche e6 · Pion blanc sur case blanche b5 · croix noire sur case noire c5 · croix noire sur case blanche d5 · haut gauche sur case noire e5 · Roi sur case noire f4 · Roi blanc sur case noire c1 | haut sur case noire b8 · croix noire sur case blanche c8 · croix noire sur case noire d8 · croix noire sur case blanche e8 · haut sur case blanche b7 · haut gauche sur case noire c7 · croix noire sur case blanche d7 · croix noire sur case noire e7 · haut sur case noire b6 · croix noire sur case blanche c6 · haut gauche sur case noire d6 · croix noire sur case blanche e6 · Pion blanc sur case blanche b5 · croix noire sur case noire c5 · croix noire sur case blanche d5 · haut gauche sur case noire e5 · Roi sur case noire f4 · Roi blanc sur case noire c1 | haut sur case noire b8 · croix noire sur case blanche c8 · croix noire sur case noire d8 · croix noire sur case blanche e8 · haut sur case blanche b7 · haut gauche sur case noire c7 · croix noire sur case blanche d7 · croix noire sur case noire e7 · haut sur case noire b6 · croix noire sur case blanche c6 · haut gauche sur case noire d6 · croix noire sur case blanche e6 · Pion blanc sur case blanche b5 · croix noire sur case noire c5 · croix noire sur case blanche d5 · haut gauche sur case noire e5 · Roi sur case noire f4 · Roi blanc sur case noire c1 | haut sur case noire b8 · croix noire sur case blanche c8 · croix noire sur case noire d8 · croix noire sur case blanche e8 · haut sur case blanche b7 · haut gauche sur case noire c7 · croix noire sur case blanche d7 · croix noire sur case noire e7 · haut sur case noire b6 · croix noire sur case blanche c6 · haut gauche sur case noire d6 · croix noire sur case blanche e6 · Pion blanc sur case blanche b5 · croix noire sur case noire c5 · croix noire sur case blanche d5 · haut gauche sur case noire e5 · Roi sur case noire f4 · Roi blanc sur case noire c1 | 6 |
| 5 | haut sur case noire b8 · croix noire sur case blanche c8 · croix noire sur case noire d8 · croix noire sur case blanche e8 · haut sur case blanche b7 · haut gauche sur case noire c7 · croix noire sur case blanche d7 · croix noire sur case noire e7 · haut sur case noire b6 · croix noire sur case blanche c6 · haut gauche sur case noire d6 · croix noire sur case blanche e6 · Pion blanc sur case blanche b5 · croix noire sur case noire c5 · croix noire sur case blanche d5 · haut gauche sur case noire e5 · Roi sur case noire f4 · Roi blanc sur case noire c1 | haut sur case noire b8 · croix noire sur case blanche c8 · croix noire sur case noire d8 · croix noire sur case blanche e8 · haut sur case blanche b7 · haut gauche sur case noire c7 · croix noire sur case blanche d7 · croix noire sur case noire e7 · haut sur case noire b6 · croix noire sur case blanche c6 · haut gauche sur case noire d6 · croix noire sur case blanche e6 · Pion blanc sur case blanche b5 · croix noire sur case noire c5 · croix noire sur case blanche d5 · haut gauche sur case noire e5 · Roi sur case noire f4 · Roi blanc sur case noire c1 | haut sur case noire b8 · croix noire sur case blanche c8 · croix noire sur case noire d8 · croix noire sur case blanche e8 · haut sur case blanche b7 · haut gauche sur case noire c7 · croix noire sur case blanche d7 · croix noire sur case noire e7 · haut sur case noire b6 · croix noire sur case blanche c6 · haut gauche sur case noire d6 · croix noire sur case blanche e6 · Pion blanc sur case blanche b5 · croix noire sur case noire c5 · croix noire sur case blanche d5 · haut gauche sur case noire e5 · Roi sur case noire f4 · Roi blanc sur case noire c1 | haut sur case noire b8 · croix noire sur case blanche c8 · croix noire sur case noire d8 · croix noire sur case blanche e8 · haut sur case blanche b7 · haut gauche sur case noire c7 · croix noire sur case blanche d7 · croix noire sur case noire e7 · haut sur case noire b6 · croix noire sur case blanche c6 · haut gauche sur case noire d6 · croix noire sur case blanche e6 · Pion blanc sur case blanche b5 · croix noire sur case noire c5 · croix noire sur case blanche d5 · haut gauche sur case noire e5 · Roi sur case noire f4 · Roi blanc sur case noire c1 | haut sur case noire b8 · croix noire sur case blanche c8 · croix noire sur case noire d8 · croix noire sur case blanche e8 · haut sur case blanche b7 · haut gauche sur case noire c7 · croix noire sur case blanche d7 · croix noire sur case noire e7 · haut sur case noire b6 · croix noire sur case blanche c6 · haut gauche sur case noire d6 · croix noire sur case blanche e6 · Pion blanc sur case blanche b5 · croix noire sur case noire c5 · croix noire sur case blanche d5 · haut gauche sur case noire e5 · Roi sur case noire f4 · Roi blanc sur case noire c1 | haut sur case noire b8 · croix noire sur case blanche c8 · croix noire sur case noire d8 · croix noire sur case blanche e8 · haut sur case blanche b7 · haut gauche sur case noire c7 · croix noire sur case blanche d7 · croix noire sur case noire e7 · haut sur case noire b6 · croix noire sur case blanche c6 · haut gauche sur case noire d6 · croix noire sur case blanche e6 · Pion blanc sur case blanche b5 · croix noire sur case noire c5 · croix noire sur case blanche d5 · haut gauche sur case noire e5 · Roi sur case noire f4 · Roi blanc sur case noire c1 | haut sur case noire b8 · croix noire sur case blanche c8 · croix noire sur case noire d8 · croix noire sur case blanche e8 · haut sur case blanche b7 · haut gauche sur case noire c7 · croix noire sur case blanche d7 · croix noire sur case noire e7 · haut sur case noire b6 · croix noire sur case blanche c6 · haut gauche sur case noire d6 · croix noire sur case blanche e6 · Pion blanc sur case blanche b5 · croix noire sur case noire c5 · croix noire sur case blanche d5 · haut gauche sur case noire e5 · Roi sur case noire f4 · Roi blanc sur case noire c1 | haut sur case noire b8 · croix noire sur case blanche c8 · croix noire sur case noire d8 · croix noire sur case blanche e8 · haut sur case blanche b7 · haut gauche sur case noire c7 · croix noire sur case blanche d7 · croix noire sur case noire e7 · haut sur case noire b6 · croix noire sur case blanche c6 · haut gauche sur case noire d6 · croix noire sur case blanche e6 · Pion blanc sur case blanche b5 · croix noire sur case noire c5 · croix noire sur case blanche d5 · haut gauche sur case noire e5 · Roi sur case noire f4 · Roi blanc sur case noire c1 | 5 |
| 4 | haut sur case noire b8 · croix noire sur case blanche c8 · croix noire sur case noire d8 · croix noire sur case blanche e8 · haut sur case blanche b7 · haut gauche sur case noire c7 · croix noire sur case blanche d7 · croix noire sur case noire e7 · haut sur case noire b6 · croix noire sur case blanche c6 · haut gauche sur case noire d6 · croix noire sur case blanche e6 · Pion blanc sur case blanche b5 · croix noire sur case noire c5 · croix noire sur case blanche d5 · haut gauche sur case noire e5 · Roi sur case noire f4 · Roi blanc sur case noire c1 | haut sur case noire b8 · croix noire sur case blanche c8 · croix noire sur case noire d8 · croix noire sur case blanche e8 · haut sur case blanche b7 · haut gauche sur case noire c7 · croix noire sur case blanche d7 · croix noire sur case noire e7 · haut sur case noire b6 · croix noire sur case blanche c6 · haut gauche sur case noire d6 · croix noire sur case blanche e6 · Pion blanc sur case blanche b5 · croix noire sur case noire c5 · croix noire sur case blanche d5 · haut gauche sur case noire e5 · Roi sur case noire f4 · Roi blanc sur case noire c1 | haut sur case noire b8 · croix noire sur case blanche c8 · croix noire sur case noire d8 · croix noire sur case blanche e8 · haut sur case blanche b7 · haut gauche sur case noire c7 · croix noire sur case blanche d7 · croix noire sur case noire e7 · haut sur case noire b6 · croix noire sur case blanche c6 · haut gauche sur case noire d6 · croix noire sur case blanche e6 · Pion blanc sur case blanche b5 · croix noire sur case noire c5 · croix noire sur case blanche d5 · haut gauche sur case noire e5 · Roi sur case noire f4 · Roi blanc sur case noire c1 | haut sur case noire b8 · croix noire sur case blanche c8 · croix noire sur case noire d8 · croix noire sur case blanche e8 · haut sur case blanche b7 · haut gauche sur case noire c7 · croix noire sur case blanche d7 · croix noire sur case noire e7 · haut sur case noire b6 · croix noire sur case blanche c6 · haut gauche sur case noire d6 · croix noire sur case blanche e6 · Pion blanc sur case blanche b5 · croix noire sur case noire c5 · croix noire sur case blanche d5 · haut gauche sur case noire e5 · Roi sur case noire f4 · Roi blanc sur case noire c1 | haut sur case noire b8 · croix noire sur case blanche c8 · croix noire sur case noire d8 · croix noire sur case blanche e8 · haut sur case blanche b7 · haut gauche sur case noire c7 · croix noire sur case blanche d7 · croix noire sur case noire e7 · haut sur case noire b6 · croix noire sur case blanche c6 · haut gauche sur case noire d6 · croix noire sur case blanche e6 · Pion blanc sur case blanche b5 · croix noire sur case noire c5 · croix noire sur case blanche d5 · haut gauche sur case noire e5 · Roi sur case noire f4 · Roi blanc sur case noire c1 | haut sur case noire b8 · croix noire sur case blanche c8 · croix noire sur case noire d8 · croix noire sur case blanche e8 · haut sur case blanche b7 · haut gauche sur case noire c7 · croix noire sur case blanche d7 · croix noire sur case noire e7 · haut sur case noire b6 · croix noire sur case blanche c6 · haut gauche sur case noire d6 · croix noire sur case blanche e6 · Pion blanc sur case blanche b5 · croix noire sur case noire c5 · croix noire sur case blanche d5 · haut gauche sur case noire e5 · Roi sur case noire f4 · Roi blanc sur case noire c1 | haut sur case noire b8 · croix noire sur case blanche c8 · croix noire sur case noire d8 · croix noire sur case blanche e8 · haut sur case blanche b7 · haut gauche sur case noire c7 · croix noire sur case blanche d7 · croix noire sur case noire e7 · haut sur case noire b6 · croix noire sur case blanche c6 · haut gauche sur case noire d6 · croix noire sur case blanche e6 · Pion blanc sur case blanche b5 · croix noire sur case noire c5 · croix noire sur case blanche d5 · haut gauche sur case noire e5 · Roi sur case noire f4 · Roi blanc sur case noire c1 | haut sur case noire b8 · croix noire sur case blanche c8 · croix noire sur case noire d8 · croix noire sur case blanche e8 · haut sur case blanche b7 · haut gauche sur case noire c7 · croix noire sur case blanche d7 · croix noire sur case noire e7 · haut sur case noire b6 · croix noire sur case blanche c6 · haut gauche sur case noire d6 · croix noire sur case blanche e6 · Pion blanc sur case blanche b5 · croix noire sur case noire c5 · croix noire sur case blanche d5 · haut gauche sur case noire e5 · Roi sur case noire f4 · Roi blanc sur case noire c1 | 4 |
| 3 | haut sur case noire b8 · croix noire sur case blanche c8 · croix noire sur case noire d8 · croix noire sur case blanche e8 · haut sur case blanche b7 · haut gauche sur case noire c7 · croix noire sur case blanche d7 · croix noire sur case noire e7 · haut sur case noire b6 · croix noire sur case blanche c6 · haut gauche sur case noire d6 · croix noire sur case blanche e6 · Pion blanc sur case blanche b5 · croix noire sur case noire c5 · croix noire sur case blanche d5 · haut gauche sur case noire e5 · Roi sur case noire f4 · Roi blanc sur case noire c1 | haut sur case noire b8 · croix noire sur case blanche c8 · croix noire sur case noire d8 · croix noire sur case blanche e8 · haut sur case blanche b7 · haut gauche sur case noire c7 · croix noire sur case blanche d7 · croix noire sur case noire e7 · haut sur case noire b6 · croix noire sur case blanche c6 · haut gauche sur case noire d6 · croix noire sur case blanche e6 · Pion blanc sur case blanche b5 · croix noire sur case noire c5 · croix noire sur case blanche d5 · haut gauche sur case noire e5 · Roi sur case noire f4 · Roi blanc sur case noire c1 | haut sur case noire b8 · croix noire sur case blanche c8 · croix noire sur case noire d8 · croix noire sur case blanche e8 · haut sur case blanche b7 · haut gauche sur case noire c7 · croix noire sur case blanche d7 · croix noire sur case noire e7 · haut sur case noire b6 · croix noire sur case blanche c6 · haut gauche sur case noire d6 · croix noire sur case blanche e6 · Pion blanc sur case blanche b5 · croix noire sur case noire c5 · croix noire sur case blanche d5 · haut gauche sur case noire e5 · Roi sur case noire f4 · Roi blanc sur case noire c1 | haut sur case noire b8 · croix noire sur case blanche c8 · croix noire sur case noire d8 · croix noire sur case blanche e8 · haut sur case blanche b7 · haut gauche sur case noire c7 · croix noire sur case blanche d7 · croix noire sur case noire e7 · haut sur case noire b6 · croix noire sur case blanche c6 · haut gauche sur case noire d6 · croix noire sur case blanche e6 · Pion blanc sur case blanche b5 · croix noire sur case noire c5 · croix noire sur case blanche d5 · haut gauche sur case noire e5 · Roi sur case noire f4 · Roi blanc sur case noire c1 | haut sur case noire b8 · croix noire sur case blanche c8 · croix noire sur case noire d8 · croix noire sur case blanche e8 · haut sur case blanche b7 · haut gauche sur case noire c7 · croix noire sur case blanche d7 · croix noire sur case noire e7 · haut sur case noire b6 · croix noire sur case blanche c6 · haut gauche sur case noire d6 · croix noire sur case blanche e6 · Pion blanc sur case blanche b5 · croix noire sur case noire c5 · croix noire sur case blanche d5 · haut gauche sur case noire e5 · Roi sur case noire f4 · Roi blanc sur case noire c1 | haut sur case noire b8 · croix noire sur case blanche c8 · croix noire sur case noire d8 · croix noire sur case blanche e8 · haut sur case blanche b7 · haut gauche sur case noire c7 · croix noire sur case blanche d7 · croix noire sur case noire e7 · haut sur case noire b6 · croix noire sur case blanche c6 · haut gauche sur case noire d6 · croix noire sur case blanche e6 · Pion blanc sur case blanche b5 · croix noire sur case noire c5 · croix noire sur case blanche d5 · haut gauche sur case noire e5 · Roi sur case noire f4 · Roi blanc sur case noire c1 | haut sur case noire b8 · croix noire sur case blanche c8 · croix noire sur case noire d8 · croix noire sur case blanche e8 · haut sur case blanche b7 · haut gauche sur case noire c7 · croix noire sur case blanche d7 · croix noire sur case noire e7 · haut sur case noire b6 · croix noire sur case blanche c6 · haut gauche sur case noire d6 · croix noire sur case blanche e6 · Pion blanc sur case blanche b5 · croix noire sur case noire c5 · croix noire sur case blanche d5 · haut gauche sur case noire e5 · Roi sur case noire f4 · Roi blanc sur case noire c1 | haut sur case noire b8 · croix noire sur case blanche c8 · croix noire sur case noire d8 · croix noire sur case blanche e8 · haut sur case blanche b7 · haut gauche sur case noire c7 · croix noire sur case blanche d7 · croix noire sur case noire e7 · haut sur case noire b6 · croix noire sur case blanche c6 · haut gauche sur case noire d6 · croix noire sur case blanche e6 · Pion blanc sur case blanche b5 · croix noire sur case noire c5 · croix noire sur case blanche d5 · haut gauche sur case noire e5 · Roi sur case noire f4 · Roi blanc sur case noire c1 | 3 |
| 2 | haut sur case noire b8 · croix noire sur case blanche c8 · croix noire sur case noire d8 · croix noire sur case blanche e8 · haut sur case blanche b7 · haut gauche sur case noire c7 · croix noire sur case blanche d7 · croix noire sur case noire e7 · haut sur case noire b6 · croix noire sur case blanche c6 · haut gauche sur case noire d6 · croix noire sur case blanche e6 · Pion blanc sur case blanche b5 · croix noire sur case noire c5 · croix noire sur case blanche d5 · haut gauche sur case noire e5 · Roi sur case noire f4 · Roi blanc sur case noire c1 | haut sur case noire b8 · croix noire sur case blanche c8 · croix noire sur case noire d8 · croix noire sur case blanche e8 · haut sur case blanche b7 · haut gauche sur case noire c7 · croix noire sur case blanche d7 · croix noire sur case noire e7 · haut sur case noire b6 · croix noire sur case blanche c6 · haut gauche sur case noire d6 · croix noire sur case blanche e6 · Pion blanc sur case blanche b5 · croix noire sur case noire c5 · croix noire sur case blanche d5 · haut gauche sur case noire e5 · Roi sur case noire f4 · Roi blanc sur case noire c1 | haut sur case noire b8 · croix noire sur case blanche c8 · croix noire sur case noire d8 · croix noire sur case blanche e8 · haut sur case blanche b7 · haut gauche sur case noire c7 · croix noire sur case blanche d7 · croix noire sur case noire e7 · haut sur case noire b6 · croix noire sur case blanche c6 · haut gauche sur case noire d6 · croix noire sur case blanche e6 · Pion blanc sur case blanche b5 · croix noire sur case noire c5 · croix noire sur case blanche d5 · haut gauche sur case noire e5 · Roi sur case noire f4 · Roi blanc sur case noire c1 | haut sur case noire b8 · croix noire sur case blanche c8 · croix noire sur case noire d8 · croix noire sur case blanche e8 · haut sur case blanche b7 · haut gauche sur case noire c7 · croix noire sur case blanche d7 · croix noire sur case noire e7 · haut sur case noire b6 · croix noire sur case blanche c6 · haut gauche sur case noire d6 · croix noire sur case blanche e6 · Pion blanc sur case blanche b5 · croix noire sur case noire c5 · croix noire sur case blanche d5 · haut gauche sur case noire e5 · Roi sur case noire f4 · Roi blanc sur case noire c1 | haut sur case noire b8 · croix noire sur case blanche c8 · croix noire sur case noire d8 · croix noire sur case blanche e8 · haut sur case blanche b7 · haut gauche sur case noire c7 · croix noire sur case blanche d7 · croix noire sur case noire e7 · haut sur case noire b6 · croix noire sur case blanche c6 · haut gauche sur case noire d6 · croix noire sur case blanche e6 · Pion blanc sur case blanche b5 · croix noire sur case noire c5 · croix noire sur case blanche d5 · haut gauche sur case noire e5 · Roi sur case noire f4 · Roi blanc sur case noire c1 | haut sur case noire b8 · croix noire sur case blanche c8 · croix noire sur case noire d8 · croix noire sur case blanche e8 · haut sur case blanche b7 · haut gauche sur case noire c7 · croix noire sur case blanche d7 · croix noire sur case noire e7 · haut sur case noire b6 · croix noire sur case blanche c6 · haut gauche sur case noire d6 · croix noire sur case blanche e6 · Pion blanc sur case blanche b5 · croix noire sur case noire c5 · croix noire sur case blanche d5 · haut gauche sur case noire e5 · Roi sur case noire f4 · Roi blanc sur case noire c1 | haut sur case noire b8 · croix noire sur case blanche c8 · croix noire sur case noire d8 · croix noire sur case blanche e8 · haut sur case blanche b7 · haut gauche sur case noire c7 · croix noire sur case blanche d7 · croix noire sur case noire e7 · haut sur case noire b6 · croix noire sur case blanche c6 · haut gauche sur case noire d6 · croix noire sur case blanche e6 · Pion blanc sur case blanche b5 · croix noire sur case noire c5 · croix noire sur case blanche d5 · haut gauche sur case noire e5 · Roi sur case noire f4 · Roi blanc sur case noire c1 | haut sur case noire b8 · croix noire sur case blanche c8 · croix noire sur case noire d8 · croix noire sur case blanche e8 · haut sur case blanche b7 · haut gauche sur case noire c7 · croix noire sur case blanche d7 · croix noire sur case noire e7 · haut sur case noire b6 · croix noire sur case blanche c6 · haut gauche sur case noire d6 · croix noire sur case blanche e6 · Pion blanc sur case blanche b5 · croix noire sur case noire c5 · croix noire sur case blanche d5 · haut gauche sur case noire e5 · Roi sur case noire f4 · Roi blanc sur case noire c1 | 2 |
| 1 | haut sur case noire b8 · croix noire sur case blanche c8 · croix noire sur case noire d8 · croix noire sur case blanche e8 · haut sur case blanche b7 · haut gauche sur case noire c7 · croix noire sur case blanche d7 · croix noire sur case noire e7 · haut sur case noire b6 · croix noire sur case blanche c6 · haut gauche sur case noire d6 · croix noire sur case blanche e6 · Pion blanc sur case blanche b5 · croix noire sur case noire c5 · croix noire sur case blanche d5 · haut gauche sur case noire e5 · Roi sur case noire f4 · Roi blanc sur case noire c1 | haut sur case noire b8 · croix noire sur case blanche c8 · croix noire sur case noire d8 · croix noire sur case blanche e8 · haut sur case blanche b7 · haut gauche sur case noire c7 · croix noire sur case blanche d7 · croix noire sur case noire e7 · haut sur case noire b6 · croix noire sur case blanche c6 · haut gauche sur case noire d6 · croix noire sur case blanche e6 · Pion blanc sur case blanche b5 · croix noire sur case noire c5 · croix noire sur case blanche d5 · haut gauche sur case noire e5 · Roi sur case noire f4 · Roi blanc sur case noire c1 | haut sur case noire b8 · croix noire sur case blanche c8 · croix noire sur case noire d8 · croix noire sur case blanche e8 · haut sur case blanche b7 · haut gauche sur case noire c7 · croix noire sur case blanche d7 · croix noire sur case noire e7 · haut sur case noire b6 · croix noire sur case blanche c6 · haut gauche sur case noire d6 · croix noire sur case blanche e6 · Pion blanc sur case blanche b5 · croix noire sur case noire c5 · croix noire sur case blanche d5 · haut gauche sur case noire e5 · Roi sur case noire f4 · Roi blanc sur case noire c1 | haut sur case noire b8 · croix noire sur case blanche c8 · croix noire sur case noire d8 · croix noire sur case blanche e8 · haut sur case blanche b7 · haut gauche sur case noire c7 · croix noire sur case blanche d7 · croix noire sur case noire e7 · haut sur case noire b6 · croix noire sur case blanche c6 · haut gauche sur case noire d6 · croix noire sur case blanche e6 · Pion blanc sur case blanche b5 · croix noire sur case noire c5 · croix noire sur case blanche d5 · haut gauche sur case noire e5 · Roi sur case noire f4 · Roi blanc sur case noire c1 | haut sur case noire b8 · croix noire sur case blanche c8 · croix noire sur case noire d8 · croix noire sur case blanche e8 · haut sur case blanche b7 · haut gauche sur case noire c7 · croix noire sur case blanche d7 · croix noire sur case noire e7 · haut sur case noire b6 · croix noire sur case blanche c6 · haut gauche sur case noire d6 · croix noire sur case blanche e6 · Pion blanc sur case blanche b5 · croix noire sur case noire c5 · croix noire sur case blanche d5 · haut gauche sur case noire e5 · Roi sur case noire f4 · Roi blanc sur case noire c1 | haut sur case noire b8 · croix noire sur case blanche c8 · croix noire sur case noire d8 · croix noire sur case blanche e8 · haut sur case blanche b7 · haut gauche sur case noire c7 · croix noire sur case blanche d7 · croix noire sur case noire e7 · haut sur case noire b6 · croix noire sur case blanche c6 · haut gauche sur case noire d6 · croix noire sur case blanche e6 · Pion blanc sur case blanche b5 · croix noire sur case noire c5 · croix noire sur case blanche d5 · haut gauche sur case noire e5 · Roi sur case noire f4 · Roi blanc sur case noire c1 | haut sur case noire b8 · croix noire sur case blanche c8 · croix noire sur case noire d8 · croix noire sur case blanche e8 · haut sur case blanche b7 · haut gauche sur case noire c7 · croix noire sur case blanche d7 · croix noire sur case noire e7 · haut sur case noire b6 · croix noire sur case blanche c6 · haut gauche sur case noire d6 · croix noire sur case blanche e6 · Pion blanc sur case blanche b5 · croix noire sur case noire c5 · croix noire sur case blanche d5 · haut gauche sur case noire e5 · Roi sur case noire f4 · Roi blanc sur case noire c1 | haut sur case noire b8 · croix noire sur case blanche c8 · croix noire sur case noire d8 · croix noire sur case blanche e8 · haut sur case blanche b7 · haut gauche sur case noire c7 · croix noire sur case blanche d7 · croix noire sur case noire e7 · haut sur case noire b6 · croix noire sur case blanche c6 · haut gauche sur case noire d6 · croix noire sur case blanche e6 · Pion blanc sur case blanche b5 · croix noire sur case noire c5 · croix noire sur case blanche d5 · haut gauche sur case noire e5 · Roi sur case noire f4 · Roi blanc sur case noire c1 | 1 |
|   | a | b | c | d | e | f | g | h |   |

Carré du piondésigne une figure géométrique imaginaire servant à déterminer si le roi seul peut capturer un pion adverse avant qu'il n'arrive à sa case de promotion. Pour cela, le joueur trace mentalement une ligne qui va du pion jusqu'à sa case de promotion, cette ligne étant le côté d’un carré imaginaire orienté en direction du roi adverse ; si le roi adverse réussit à entrer à l'intérieur du « carré », le pion se fera capturer quand il sera promu.
Case-clécase d'importance stratégique majeure dans une finale.
Case faiblecase qui ne peut pas être défendue facilement contre une attaque. Si la case ne peut être défendue par un pion, on l'appelle aussi « trou ». L'échange d'un fou peut rendre difficile la défense ultérieure des cases de la couleur visitée par ce fou, aboutissant à une « faiblesse des cases blanches » (ou noires, selon le cas).
Cases blanchesles 32 cases de couleur claire du plateau de jeu.
Cases noiresles 32 cases de couleur sombre du plateau de jeu.
Catégorie d'un tournoinombre qui caractérise la force d'un tournoi de haut niveau en fonction de la moyenne du classement Elo des participants.
Cavalier pièce du jeu qui a la particularité de pouvoir sauter par-dessus des pièces pour se déplacer. Vaut à peu près trois pions.
Cavalier de la nuitpièce des échecs féériques que l'on rencontre dans certaines variantes du jeu d'échecs, appelé aussi « noctambule ».
Centralisationle fait d'amener des forces en convergence vers le centre de l'échiquier ; en finale, il est souvent recommandé de centraliser le roi.
|   | a | b | c | d | e | f | g | h |   |
| 8 | Tour noire sur case blanche a8 · Cavalier noir sur case noire b8 · Fou noir sur case blanche c8 · Dame noire sur case noire d8 · Roi noir sur case blanche e8 · Fou noir sur case noire f8 · Cavalier noir sur case blanche g8 · Tour noire sur case noire h8 · Pion noir sur case noire a7 · Pion noir sur case blanche b7 · Pion noir sur case noire c7 · Pion noir sur case blanche d7 · Pion noir sur case noire e7 · Pion noir sur case blanche f7 · Pion noir sur case noire g7 · Pion noir sur case blanche h7 · cercle noir sur case blanche d5 · cercle noir sur case noire e5 · cercle noir sur case noire d4 · cercle noir sur case blanche e4 · Pion blanc sur case blanche a2 · Pion blanc sur case noire b2 · Pion blanc sur case blanche c2 · Pion blanc sur case noire d2 · Pion blanc sur case blanche e2 · Pion blanc sur case noire f2 · Pion blanc sur case blanche g2 · Pion blanc sur case noire h2 · Tour blanche sur case noire a1 · Cavalier blanc sur case blanche b1 · Fou blanc sur case noire c1 · Dame blanche sur case blanche d1 · Roi blanc sur case noire e1 · Fou blanc sur case blanche f1 · Cavalier blanc sur case noire g1 · Tour blanche sur case blanche h1 | Tour noire sur case blanche a8 · Cavalier noir sur case noire b8 · Fou noir sur case blanche c8 · Dame noire sur case noire d8 · Roi noir sur case blanche e8 · Fou noir sur case noire f8 · Cavalier noir sur case blanche g8 · Tour noire sur case noire h8 · Pion noir sur case noire a7 · Pion noir sur case blanche b7 · Pion noir sur case noire c7 · Pion noir sur case blanche d7 · Pion noir sur case noire e7 · Pion noir sur case blanche f7 · Pion noir sur case noire g7 · Pion noir sur case blanche h7 · cercle noir sur case blanche d5 · cercle noir sur case noire e5 · cercle noir sur case noire d4 · cercle noir sur case blanche e4 · Pion blanc sur case blanche a2 · Pion blanc sur case noire b2 · Pion blanc sur case blanche c2 · Pion blanc sur case noire d2 · Pion blanc sur case blanche e2 · Pion blanc sur case noire f2 · Pion blanc sur case blanche g2 · Pion blanc sur case noire h2 · Tour blanche sur case noire a1 · Cavalier blanc sur case blanche b1 · Fou blanc sur case noire c1 · Dame blanche sur case blanche d1 · Roi blanc sur case noire e1 · Fou blanc sur case blanche f1 · Cavalier blanc sur case noire g1 · Tour blanche sur case blanche h1 | Tour noire sur case blanche a8 · Cavalier noir sur case noire b8 · Fou noir sur case blanche c8 · Dame noire sur case noire d8 · Roi noir sur case blanche e8 · Fou noir sur case noire f8 · Cavalier noir sur case blanche g8 · Tour noire sur case noire h8 · Pion noir sur case noire a7 · Pion noir sur case blanche b7 · Pion noir sur case noire c7 · Pion noir sur case blanche d7 · Pion noir sur case noire e7 · Pion noir sur case blanche f7 · Pion noir sur case noire g7 · Pion noir sur case blanche h7 · cercle noir sur case blanche d5 · cercle noir sur case noire e5 · cercle noir sur case noire d4 · cercle noir sur case blanche e4 · Pion blanc sur case blanche a2 · Pion blanc sur case noire b2 · Pion blanc sur case blanche c2 · Pion blanc sur case noire d2 · Pion blanc sur case blanche e2 · Pion blanc sur case noire f2 · Pion blanc sur case blanche g2 · Pion blanc sur case noire h2 · Tour blanche sur case noire a1 · Cavalier blanc sur case blanche b1 · Fou blanc sur case noire c1 · Dame blanche sur case blanche d1 · Roi blanc sur case noire e1 · Fou blanc sur case blanche f1 · Cavalier blanc sur case noire g1 · Tour blanche sur case blanche h1 | Tour noire sur case blanche a8 · Cavalier noir sur case noire b8 · Fou noir sur case blanche c8 · Dame noire sur case noire d8 · Roi noir sur case blanche e8 · Fou noir sur case noire f8 · Cavalier noir sur case blanche g8 · Tour noire sur case noire h8 · Pion noir sur case noire a7 · Pion noir sur case blanche b7 · Pion noir sur case noire c7 · Pion noir sur case blanche d7 · Pion noir sur case noire e7 · Pion noir sur case blanche f7 · Pion noir sur case noire g7 · Pion noir sur case blanche h7 · cercle noir sur case blanche d5 · cercle noir sur case noire e5 · cercle noir sur case noire d4 · cercle noir sur case blanche e4 · Pion blanc sur case blanche a2 · Pion blanc sur case noire b2 · Pion blanc sur case blanche c2 · Pion blanc sur case noire d2 · Pion blanc sur case blanche e2 · Pion blanc sur case noire f2 · Pion blanc sur case blanche g2 · Pion blanc sur case noire h2 · Tour blanche sur case noire a1 · Cavalier blanc sur case blanche b1 · Fou blanc sur case noire c1 · Dame blanche sur case blanche d1 · Roi blanc sur case noire e1 · Fou blanc sur case blanche f1 · Cavalier blanc sur case noire g1 · Tour blanche sur case blanche h1 | Tour noire sur case blanche a8 · Cavalier noir sur case noire b8 · Fou noir sur case blanche c8 · Dame noire sur case noire d8 · Roi noir sur case blanche e8 · Fou noir sur case noire f8 · Cavalier noir sur case blanche g8 · Tour noire sur case noire h8 · Pion noir sur case noire a7 · Pion noir sur case blanche b7 · Pion noir sur case noire c7 · Pion noir sur case blanche d7 · Pion noir sur case noire e7 · Pion noir sur case blanche f7 · Pion noir sur case noire g7 · Pion noir sur case blanche h7 · cercle noir sur case blanche d5 · cercle noir sur case noire e5 · cercle noir sur case noire d4 · cercle noir sur case blanche e4 · Pion blanc sur case blanche a2 · Pion blanc sur case noire b2 · Pion blanc sur case blanche c2 · Pion blanc sur case noire d2 · Pion blanc sur case blanche e2 · Pion blanc sur case noire f2 · Pion blanc sur case blanche g2 · Pion blanc sur case noire h2 · Tour blanche sur case noire a1 · Cavalier blanc sur case blanche b1 · Fou blanc sur case noire c1 · Dame blanche sur case blanche d1 · Roi blanc sur case noire e1 · Fou blanc sur case blanche f1 · Cavalier blanc sur case noire g1 · Tour blanche sur case blanche h1 | Tour noire sur case blanche a8 · Cavalier noir sur case noire b8 · Fou noir sur case blanche c8 · Dame noire sur case noire d8 · Roi noir sur case blanche e8 · Fou noir sur case noire f8 · Cavalier noir sur case blanche g8 · Tour noire sur case noire h8 · Pion noir sur case noire a7 · Pion noir sur case blanche b7 · Pion noir sur case noire c7 · Pion noir sur case blanche d7 · Pion noir sur case noire e7 · Pion noir sur case blanche f7 · Pion noir sur case noire g7 · Pion noir sur case blanche h7 · cercle noir sur case blanche d5 · cercle noir sur case noire e5 · cercle noir sur case noire d4 · cercle noir sur case blanche e4 · Pion blanc sur case blanche a2 · Pion blanc sur case noire b2 · Pion blanc sur case blanche c2 · Pion blanc sur case noire d2 · Pion blanc sur case blanche e2 · Pion blanc sur case noire f2 · Pion blanc sur case blanche g2 · Pion blanc sur case noire h2 · Tour blanche sur case noire a1 · Cavalier blanc sur case blanche b1 · Fou blanc sur case noire c1 · Dame blanche sur case blanche d1 · Roi blanc sur case noire e1 · Fou blanc sur case blanche f1 · Cavalier blanc sur case noire g1 · Tour blanche sur case blanche h1 | Tour noire sur case blanche a8 · Cavalier noir sur case noire b8 · Fou noir sur case blanche c8 · Dame noire sur case noire d8 · Roi noir sur case blanche e8 · Fou noir sur case noire f8 · Cavalier noir sur case blanche g8 · Tour noire sur case noire h8 · Pion noir sur case noire a7 · Pion noir sur case blanche b7 · Pion noir sur case noire c7 · Pion noir sur case blanche d7 · Pion noir sur case noire e7 · Pion noir sur case blanche f7 · Pion noir sur case noire g7 · Pion noir sur case blanche h7 · cercle noir sur case blanche d5 · cercle noir sur case noire e5 · cercle noir sur case noire d4 · cercle noir sur case blanche e4 · Pion blanc sur case blanche a2 · Pion blanc sur case noire b2 · Pion blanc sur case blanche c2 · Pion blanc sur case noire d2 · Pion blanc sur case blanche e2 · Pion blanc sur case noire f2 · Pion blanc sur case blanche g2 · Pion blanc sur case noire h2 · Tour blanche sur case noire a1 · Cavalier blanc sur case blanche b1 · Fou blanc sur case noire c1 · Dame blanche sur case blanche d1 · Roi blanc sur case noire e1 · Fou blanc sur case blanche f1 · Cavalier blanc sur case noire g1 · Tour blanche sur case blanche h1 | Tour noire sur case blanche a8 · Cavalier noir sur case noire b8 · Fou noir sur case blanche c8 · Dame noire sur case noire d8 · Roi noir sur case blanche e8 · Fou noir sur case noire f8 · Cavalier noir sur case blanche g8 · Tour noire sur case noire h8 · Pion noir sur case noire a7 · Pion noir sur case blanche b7 · Pion noir sur case noire c7 · Pion noir sur case blanche d7 · Pion noir sur case noire e7 · Pion noir sur case blanche f7 · Pion noir sur case noire g7 · Pion noir sur case blanche h7 · cercle noir sur case blanche d5 · cercle noir sur case noire e5 · cercle noir sur case noire d4 · cercle noir sur case blanche e4 · Pion blanc sur case blanche a2 · Pion blanc sur case noire b2 · Pion blanc sur case blanche c2 · Pion blanc sur case noire d2 · Pion blanc sur case blanche e2 · Pion blanc sur case noire f2 · Pion blanc sur case blanche g2 · Pion blanc sur case noire h2 · Tour blanche sur case noire a1 · Cavalier blanc sur case blanche b1 · Fou blanc sur case noire c1 · Dame blanche sur case blanche d1 · Roi blanc sur case noire e1 · Fou blanc sur case blanche f1 · Cavalier blanc sur case noire g1 · Tour blanche sur case blanche h1 | 8 |
| 7 | Tour noire sur case blanche a8 · Cavalier noir sur case noire b8 · Fou noir sur case blanche c8 · Dame noire sur case noire d8 · Roi noir sur case blanche e8 · Fou noir sur case noire f8 · Cavalier noir sur case blanche g8 · Tour noire sur case noire h8 · Pion noir sur case noire a7 · Pion noir sur case blanche b7 · Pion noir sur case noire c7 · Pion noir sur case blanche d7 · Pion noir sur case noire e7 · Pion noir sur case blanche f7 · Pion noir sur case noire g7 · Pion noir sur case blanche h7 · cercle noir sur case blanche d5 · cercle noir sur case noire e5 · cercle noir sur case noire d4 · cercle noir sur case blanche e4 · Pion blanc sur case blanche a2 · Pion blanc sur case noire b2 · Pion blanc sur case blanche c2 · Pion blanc sur case noire d2 · Pion blanc sur case blanche e2 · Pion blanc sur case noire f2 · Pion blanc sur case blanche g2 · Pion blanc sur case noire h2 · Tour blanche sur case noire a1 · Cavalier blanc sur case blanche b1 · Fou blanc sur case noire c1 · Dame blanche sur case blanche d1 · Roi blanc sur case noire e1 · Fou blanc sur case blanche f1 · Cavalier blanc sur case noire g1 · Tour blanche sur case blanche h1 | Tour noire sur case blanche a8 · Cavalier noir sur case noire b8 · Fou noir sur case blanche c8 · Dame noire sur case noire d8 · Roi noir sur case blanche e8 · Fou noir sur case noire f8 · Cavalier noir sur case blanche g8 · Tour noire sur case noire h8 · Pion noir sur case noire a7 · Pion noir sur case blanche b7 · Pion noir sur case noire c7 · Pion noir sur case blanche d7 · Pion noir sur case noire e7 · Pion noir sur case blanche f7 · Pion noir sur case noire g7 · Pion noir sur case blanche h7 · cercle noir sur case blanche d5 · cercle noir sur case noire e5 · cercle noir sur case noire d4 · cercle noir sur case blanche e4 · Pion blanc sur case blanche a2 · Pion blanc sur case noire b2 · Pion blanc sur case blanche c2 · Pion blanc sur case noire d2 · Pion blanc sur case blanche e2 · Pion blanc sur case noire f2 · Pion blanc sur case blanche g2 · Pion blanc sur case noire h2 · Tour blanche sur case noire a1 · Cavalier blanc sur case blanche b1 · Fou blanc sur case noire c1 · Dame blanche sur case blanche d1 · Roi blanc sur case noire e1 · Fou blanc sur case blanche f1 · Cavalier blanc sur case noire g1 · Tour blanche sur case blanche h1 | Tour noire sur case blanche a8 · Cavalier noir sur case noire b8 · Fou noir sur case blanche c8 · Dame noire sur case noire d8 · Roi noir sur case blanche e8 · Fou noir sur case noire f8 · Cavalier noir sur case blanche g8 · Tour noire sur case noire h8 · Pion noir sur case noire a7 · Pion noir sur case blanche b7 · Pion noir sur case noire c7 · Pion noir sur case blanche d7 · Pion noir sur case noire e7 · Pion noir sur case blanche f7 · Pion noir sur case noire g7 · Pion noir sur case blanche h7 · cercle noir sur case blanche d5 · cercle noir sur case noire e5 · cercle noir sur case noire d4 · cercle noir sur case blanche e4 · Pion blanc sur case blanche a2 · Pion blanc sur case noire b2 · Pion blanc sur case blanche c2 · Pion blanc sur case noire d2 · Pion blanc sur case blanche e2 · Pion blanc sur case noire f2 · Pion blanc sur case blanche g2 · Pion blanc sur case noire h2 · Tour blanche sur case noire a1 · Cavalier blanc sur case blanche b1 · Fou blanc sur case noire c1 · Dame blanche sur case blanche d1 · Roi blanc sur case noire e1 · Fou blanc sur case blanche f1 · Cavalier blanc sur case noire g1 · Tour blanche sur case blanche h1 | Tour noire sur case blanche a8 · Cavalier noir sur case noire b8 · Fou noir sur case blanche c8 · Dame noire sur case noire d8 · Roi noir sur case blanche e8 · Fou noir sur case noire f8 · Cavalier noir sur case blanche g8 · Tour noire sur case noire h8 · Pion noir sur case noire a7 · Pion noir sur case blanche b7 · Pion noir sur case noire c7 · Pion noir sur case blanche d7 · Pion noir sur case noire e7 · Pion noir sur case blanche f7 · Pion noir sur case noire g7 · Pion noir sur case blanche h7 · cercle noir sur case blanche d5 · cercle noir sur case noire e5 · cercle noir sur case noire d4 · cercle noir sur case blanche e4 · Pion blanc sur case blanche a2 · Pion blanc sur case noire b2 · Pion blanc sur case blanche c2 · Pion blanc sur case noire d2 · Pion blanc sur case blanche e2 · Pion blanc sur case noire f2 · Pion blanc sur case blanche g2 · Pion blanc sur case noire h2 · Tour blanche sur case noire a1 · Cavalier blanc sur case blanche b1 · Fou blanc sur case noire c1 · Dame blanche sur case blanche d1 · Roi blanc sur case noire e1 · Fou blanc sur case blanche f1 · Cavalier blanc sur case noire g1 · Tour blanche sur case blanche h1 | Tour noire sur case blanche a8 · Cavalier noir sur case noire b8 · Fou noir sur case blanche c8 · Dame noire sur case noire d8 · Roi noir sur case blanche e8 · Fou noir sur case noire f8 · Cavalier noir sur case blanche g8 · Tour noire sur case noire h8 · Pion noir sur case noire a7 · Pion noir sur case blanche b7 · Pion noir sur case noire c7 · Pion noir sur case blanche d7 · Pion noir sur case noire e7 · Pion noir sur case blanche f7 · Pion noir sur case noire g7 · Pion noir sur case blanche h7 · cercle noir sur case blanche d5 · cercle noir sur case noire e5 · cercle noir sur case noire d4 · cercle noir sur case blanche e4 · Pion blanc sur case blanche a2 · Pion blanc sur case noire b2 · Pion blanc sur case blanche c2 · Pion blanc sur case noire d2 · Pion blanc sur case blanche e2 · Pion blanc sur case noire f2 · Pion blanc sur case blanche g2 · Pion blanc sur case noire h2 · Tour blanche sur case noire a1 · Cavalier blanc sur case blanche b1 · Fou blanc sur case noire c1 · Dame blanche sur case blanche d1 · Roi blanc sur case noire e1 · Fou blanc sur case blanche f1 · Cavalier blanc sur case noire g1 · Tour blanche sur case blanche h1 | Tour noire sur case blanche a8 · Cavalier noir sur case noire b8 · Fou noir sur case blanche c8 · Dame noire sur case noire d8 · Roi noir sur case blanche e8 · Fou noir sur case noire f8 · Cavalier noir sur case blanche g8 · Tour noire sur case noire h8 · Pion noir sur case noire a7 · Pion noir sur case blanche b7 · Pion noir sur case noire c7 · Pion noir sur case blanche d7 · Pion noir sur case noire e7 · Pion noir sur case blanche f7 · Pion noir sur case noire g7 · Pion noir sur case blanche h7 · cercle noir sur case blanche d5 · cercle noir sur case noire e5 · cercle noir sur case noire d4 · cercle noir sur case blanche e4 · Pion blanc sur case blanche a2 · Pion blanc sur case noire b2 · Pion blanc sur case blanche c2 · Pion blanc sur case noire d2 · Pion blanc sur case blanche e2 · Pion blanc sur case noire f2 · Pion blanc sur case blanche g2 · Pion blanc sur case noire h2 · Tour blanche sur case noire a1 · Cavalier blanc sur case blanche b1 · Fou blanc sur case noire c1 · Dame blanche sur case blanche d1 · Roi blanc sur case noire e1 · Fou blanc sur case blanche f1 · Cavalier blanc sur case noire g1 · Tour blanche sur case blanche h1 | Tour noire sur case blanche a8 · Cavalier noir sur case noire b8 · Fou noir sur case blanche c8 · Dame noire sur case noire d8 · Roi noir sur case blanche e8 · Fou noir sur case noire f8 · Cavalier noir sur case blanche g8 · Tour noire sur case noire h8 · Pion noir sur case noire a7 · Pion noir sur case blanche b7 · Pion noir sur case noire c7 · Pion noir sur case blanche d7 · Pion noir sur case noire e7 · Pion noir sur case blanche f7 · Pion noir sur case noire g7 · Pion noir sur case blanche h7 · cercle noir sur case blanche d5 · cercle noir sur case noire e5 · cercle noir sur case noire d4 · cercle noir sur case blanche e4 · Pion blanc sur case blanche a2 · Pion blanc sur case noire b2 · Pion blanc sur case blanche c2 · Pion blanc sur case noire d2 · Pion blanc sur case blanche e2 · Pion blanc sur case noire f2 · Pion blanc sur case blanche g2 · Pion blanc sur case noire h2 · Tour blanche sur case noire a1 · Cavalier blanc sur case blanche b1 · Fou blanc sur case noire c1 · Dame blanche sur case blanche d1 · Roi blanc sur case noire e1 · Fou blanc sur case blanche f1 · Cavalier blanc sur case noire g1 · Tour blanche sur case blanche h1 | Tour noire sur case blanche a8 · Cavalier noir sur case noire b8 · Fou noir sur case blanche c8 · Dame noire sur case noire d8 · Roi noir sur case blanche e8 · Fou noir sur case noire f8 · Cavalier noir sur case blanche g8 · Tour noire sur case noire h8 · Pion noir sur case noire a7 · Pion noir sur case blanche b7 · Pion noir sur case noire c7 · Pion noir sur case blanche d7 · Pion noir sur case noire e7 · Pion noir sur case blanche f7 · Pion noir sur case noire g7 · Pion noir sur case blanche h7 · cercle noir sur case blanche d5 · cercle noir sur case noire e5 · cercle noir sur case noire d4 · cercle noir sur case blanche e4 · Pion blanc sur case blanche a2 · Pion blanc sur case noire b2 · Pion blanc sur case blanche c2 · Pion blanc sur case noire d2 · Pion blanc sur case blanche e2 · Pion blanc sur case noire f2 · Pion blanc sur case blanche g2 · Pion blanc sur case noire h2 · Tour blanche sur case noire a1 · Cavalier blanc sur case blanche b1 · Fou blanc sur case noire c1 · Dame blanche sur case blanche d1 · Roi blanc sur case noire e1 · Fou blanc sur case blanche f1 · Cavalier blanc sur case noire g1 · Tour blanche sur case blanche h1 | 7 |
| 6 | Tour noire sur case blanche a8 · Cavalier noir sur case noire b8 · Fou noir sur case blanche c8 · Dame noire sur case noire d8 · Roi noir sur case blanche e8 · Fou noir sur case noire f8 · Cavalier noir sur case blanche g8 · Tour noire sur case noire h8 · Pion noir sur case noire a7 · Pion noir sur case blanche b7 · Pion noir sur case noire c7 · Pion noir sur case blanche d7 · Pion noir sur case noire e7 · Pion noir sur case blanche f7 · Pion noir sur case noire g7 · Pion noir sur case blanche h7 · cercle noir sur case blanche d5 · cercle noir sur case noire e5 · cercle noir sur case noire d4 · cercle noir sur case blanche e4 · Pion blanc sur case blanche a2 · Pion blanc sur case noire b2 · Pion blanc sur case blanche c2 · Pion blanc sur case noire d2 · Pion blanc sur case blanche e2 · Pion blanc sur case noire f2 · Pion blanc sur case blanche g2 · Pion blanc sur case noire h2 · Tour blanche sur case noire a1 · Cavalier blanc sur case blanche b1 · Fou blanc sur case noire c1 · Dame blanche sur case blanche d1 · Roi blanc sur case noire e1 · Fou blanc sur case blanche f1 · Cavalier blanc sur case noire g1 · Tour blanche sur case blanche h1 | Tour noire sur case blanche a8 · Cavalier noir sur case noire b8 · Fou noir sur case blanche c8 · Dame noire sur case noire d8 · Roi noir sur case blanche e8 · Fou noir sur case noire f8 · Cavalier noir sur case blanche g8 · Tour noire sur case noire h8 · Pion noir sur case noire a7 · Pion noir sur case blanche b7 · Pion noir sur case noire c7 · Pion noir sur case blanche d7 · Pion noir sur case noire e7 · Pion noir sur case blanche f7 · Pion noir sur case noire g7 · Pion noir sur case blanche h7 · cercle noir sur case blanche d5 · cercle noir sur case noire e5 · cercle noir sur case noire d4 · cercle noir sur case blanche e4 · Pion blanc sur case blanche a2 · Pion blanc sur case noire b2 · Pion blanc sur case blanche c2 · Pion blanc sur case noire d2 · Pion blanc sur case blanche e2 · Pion blanc sur case noire f2 · Pion blanc sur case blanche g2 · Pion blanc sur case noire h2 · Tour blanche sur case noire a1 · Cavalier blanc sur case blanche b1 · Fou blanc sur case noire c1 · Dame blanche sur case blanche d1 · Roi blanc sur case noire e1 · Fou blanc sur case blanche f1 · Cavalier blanc sur case noire g1 · Tour blanche sur case blanche h1 | Tour noire sur case blanche a8 · Cavalier noir sur case noire b8 · Fou noir sur case blanche c8 · Dame noire sur case noire d8 · Roi noir sur case blanche e8 · Fou noir sur case noire f8 · Cavalier noir sur case blanche g8 · Tour noire sur case noire h8 · Pion noir sur case noire a7 · Pion noir sur case blanche b7 · Pion noir sur case noire c7 · Pion noir sur case blanche d7 · Pion noir sur case noire e7 · Pion noir sur case blanche f7 · Pion noir sur case noire g7 · Pion noir sur case blanche h7 · cercle noir sur case blanche d5 · cercle noir sur case noire e5 · cercle noir sur case noire d4 · cercle noir sur case blanche e4 · Pion blanc sur case blanche a2 · Pion blanc sur case noire b2 · Pion blanc sur case blanche c2 · Pion blanc sur case noire d2 · Pion blanc sur case blanche e2 · Pion blanc sur case noire f2 · Pion blanc sur case blanche g2 · Pion blanc sur case noire h2 · Tour blanche sur case noire a1 · Cavalier blanc sur case blanche b1 · Fou blanc sur case noire c1 · Dame blanche sur case blanche d1 · Roi blanc sur case noire e1 · Fou blanc sur case blanche f1 · Cavalier blanc sur case noire g1 · Tour blanche sur case blanche h1 | Tour noire sur case blanche a8 · Cavalier noir sur case noire b8 · Fou noir sur case blanche c8 · Dame noire sur case noire d8 · Roi noir sur case blanche e8 · Fou noir sur case noire f8 · Cavalier noir sur case blanche g8 · Tour noire sur case noire h8 · Pion noir sur case noire a7 · Pion noir sur case blanche b7 · Pion noir sur case noire c7 · Pion noir sur case blanche d7 · Pion noir sur case noire e7 · Pion noir sur case blanche f7 · Pion noir sur case noire g7 · Pion noir sur case blanche h7 · cercle noir sur case blanche d5 · cercle noir sur case noire e5 · cercle noir sur case noire d4 · cercle noir sur case blanche e4 · Pion blanc sur case blanche a2 · Pion blanc sur case noire b2 · Pion blanc sur case blanche c2 · Pion blanc sur case noire d2 · Pion blanc sur case blanche e2 · Pion blanc sur case noire f2 · Pion blanc sur case blanche g2 · Pion blanc sur case noire h2 · Tour blanche sur case noire a1 · Cavalier blanc sur case blanche b1 · Fou blanc sur case noire c1 · Dame blanche sur case blanche d1 · Roi blanc sur case noire e1 · Fou blanc sur case blanche f1 · Cavalier blanc sur case noire g1 · Tour blanche sur case blanche h1 | Tour noire sur case blanche a8 · Cavalier noir sur case noire b8 · Fou noir sur case blanche c8 · Dame noire sur case noire d8 · Roi noir sur case blanche e8 · Fou noir sur case noire f8 · Cavalier noir sur case blanche g8 · Tour noire sur case noire h8 · Pion noir sur case noire a7 · Pion noir sur case blanche b7 · Pion noir sur case noire c7 · Pion noir sur case blanche d7 · Pion noir sur case noire e7 · Pion noir sur case blanche f7 · Pion noir sur case noire g7 · Pion noir sur case blanche h7 · cercle noir sur case blanche d5 · cercle noir sur case noire e5 · cercle noir sur case noire d4 · cercle noir sur case blanche e4 · Pion blanc sur case blanche a2 · Pion blanc sur case noire b2 · Pion blanc sur case blanche c2 · Pion blanc sur case noire d2 · Pion blanc sur case blanche e2 · Pion blanc sur case noire f2 · Pion blanc sur case blanche g2 · Pion blanc sur case noire h2 · Tour blanche sur case noire a1 · Cavalier blanc sur case blanche b1 · Fou blanc sur case noire c1 · Dame blanche sur case blanche d1 · Roi blanc sur case noire e1 · Fou blanc sur case blanche f1 · Cavalier blanc sur case noire g1 · Tour blanche sur case blanche h1 | Tour noire sur case blanche a8 · Cavalier noir sur case noire b8 · Fou noir sur case blanche c8 · Dame noire sur case noire d8 · Roi noir sur case blanche e8 · Fou noir sur case noire f8 · Cavalier noir sur case blanche g8 · Tour noire sur case noire h8 · Pion noir sur case noire a7 · Pion noir sur case blanche b7 · Pion noir sur case noire c7 · Pion noir sur case blanche d7 · Pion noir sur case noire e7 · Pion noir sur case blanche f7 · Pion noir sur case noire g7 · Pion noir sur case blanche h7 · cercle noir sur case blanche d5 · cercle noir sur case noire e5 · cercle noir sur case noire d4 · cercle noir sur case blanche e4 · Pion blanc sur case blanche a2 · Pion blanc sur case noire b2 · Pion blanc sur case blanche c2 · Pion blanc sur case noire d2 · Pion blanc sur case blanche e2 · Pion blanc sur case noire f2 · Pion blanc sur case blanche g2 · Pion blanc sur case noire h2 · Tour blanche sur case noire a1 · Cavalier blanc sur case blanche b1 · Fou blanc sur case noire c1 · Dame blanche sur case blanche d1 · Roi blanc sur case noire e1 · Fou blanc sur case blanche f1 · Cavalier blanc sur case noire g1 · Tour blanche sur case blanche h1 | Tour noire sur case blanche a8 · Cavalier noir sur case noire b8 · Fou noir sur case blanche c8 · Dame noire sur case noire d8 · Roi noir sur case blanche e8 · Fou noir sur case noire f8 · Cavalier noir sur case blanche g8 · Tour noire sur case noire h8 · Pion noir sur case noire a7 · Pion noir sur case blanche b7 · Pion noir sur case noire c7 · Pion noir sur case blanche d7 · Pion noir sur case noire e7 · Pion noir sur case blanche f7 · Pion noir sur case noire g7 · Pion noir sur case blanche h7 · cercle noir sur case blanche d5 · cercle noir sur case noire e5 · cercle noir sur case noire d4 · cercle noir sur case blanche e4 · Pion blanc sur case blanche a2 · Pion blanc sur case noire b2 · Pion blanc sur case blanche c2 · Pion blanc sur case noire d2 · Pion blanc sur case blanche e2 · Pion blanc sur case noire f2 · Pion blanc sur case blanche g2 · Pion blanc sur case noire h2 · Tour blanche sur case noire a1 · Cavalier blanc sur case blanche b1 · Fou blanc sur case noire c1 · Dame blanche sur case blanche d1 · Roi blanc sur case noire e1 · Fou blanc sur case blanche f1 · Cavalier blanc sur case noire g1 · Tour blanche sur case blanche h1 | Tour noire sur case blanche a8 · Cavalier noir sur case noire b8 · Fou noir sur case blanche c8 · Dame noire sur case noire d8 · Roi noir sur case blanche e8 · Fou noir sur case noire f8 · Cavalier noir sur case blanche g8 · Tour noire sur case noire h8 · Pion noir sur case noire a7 · Pion noir sur case blanche b7 · Pion noir sur case noire c7 · Pion noir sur case blanche d7 · Pion noir sur case noire e7 · Pion noir sur case blanche f7 · Pion noir sur case noire g7 · Pion noir sur case blanche h7 · cercle noir sur case blanche d5 · cercle noir sur case noire e5 · cercle noir sur case noire d4 · cercle noir sur case blanche e4 · Pion blanc sur case blanche a2 · Pion blanc sur case noire b2 · Pion blanc sur case blanche c2 · Pion blanc sur case noire d2 · Pion blanc sur case blanche e2 · Pion blanc sur case noire f2 · Pion blanc sur case blanche g2 · Pion blanc sur case noire h2 · Tour blanche sur case noire a1 · Cavalier blanc sur case blanche b1 · Fou blanc sur case noire c1 · Dame blanche sur case blanche d1 · Roi blanc sur case noire e1 · Fou blanc sur case blanche f1 · Cavalier blanc sur case noire g1 · Tour blanche sur case blanche h1 | 6 |
| 5 | Tour noire sur case blanche a8 · Cavalier noir sur case noire b8 · Fou noir sur case blanche c8 · Dame noire sur case noire d8 · Roi noir sur case blanche e8 · Fou noir sur case noire f8 · Cavalier noir sur case blanche g8 · Tour noire sur case noire h8 · Pion noir sur case noire a7 · Pion noir sur case blanche b7 · Pion noir sur case noire c7 · Pion noir sur case blanche d7 · Pion noir sur case noire e7 · Pion noir sur case blanche f7 · Pion noir sur case noire g7 · Pion noir sur case blanche h7 · cercle noir sur case blanche d5 · cercle noir sur case noire e5 · cercle noir sur case noire d4 · cercle noir sur case blanche e4 · Pion blanc sur case blanche a2 · Pion blanc sur case noire b2 · Pion blanc sur case blanche c2 · Pion blanc sur case noire d2 · Pion blanc sur case blanche e2 · Pion blanc sur case noire f2 · Pion blanc sur case blanche g2 · Pion blanc sur case noire h2 · Tour blanche sur case noire a1 · Cavalier blanc sur case blanche b1 · Fou blanc sur case noire c1 · Dame blanche sur case blanche d1 · Roi blanc sur case noire e1 · Fou blanc sur case blanche f1 · Cavalier blanc sur case noire g1 · Tour blanche sur case blanche h1 | Tour noire sur case blanche a8 · Cavalier noir sur case noire b8 · Fou noir sur case blanche c8 · Dame noire sur case noire d8 · Roi noir sur case blanche e8 · Fou noir sur case noire f8 · Cavalier noir sur case blanche g8 · Tour noire sur case noire h8 · Pion noir sur case noire a7 · Pion noir sur case blanche b7 · Pion noir sur case noire c7 · Pion noir sur case blanche d7 · Pion noir sur case noire e7 · Pion noir sur case blanche f7 · Pion noir sur case noire g7 · Pion noir sur case blanche h7 · cercle noir sur case blanche d5 · cercle noir sur case noire e5 · cercle noir sur case noire d4 · cercle noir sur case blanche e4 · Pion blanc sur case blanche a2 · Pion blanc sur case noire b2 · Pion blanc sur case blanche c2 · Pion blanc sur case noire d2 · Pion blanc sur case blanche e2 · Pion blanc sur case noire f2 · Pion blanc sur case blanche g2 · Pion blanc sur case noire h2 · Tour blanche sur case noire a1 · Cavalier blanc sur case blanche b1 · Fou blanc sur case noire c1 · Dame blanche sur case blanche d1 · Roi blanc sur case noire e1 · Fou blanc sur case blanche f1 · Cavalier blanc sur case noire g1 · Tour blanche sur case blanche h1 | Tour noire sur case blanche a8 · Cavalier noir sur case noire b8 · Fou noir sur case blanche c8 · Dame noire sur case noire d8 · Roi noir sur case blanche e8 · Fou noir sur case noire f8 · Cavalier noir sur case blanche g8 · Tour noire sur case noire h8 · Pion noir sur case noire a7 · Pion noir sur case blanche b7 · Pion noir sur case noire c7 · Pion noir sur case blanche d7 · Pion noir sur case noire e7 · Pion noir sur case blanche f7 · Pion noir sur case noire g7 · Pion noir sur case blanche h7 · cercle noir sur case blanche d5 · cercle noir sur case noire e5 · cercle noir sur case noire d4 · cercle noir sur case blanche e4 · Pion blanc sur case blanche a2 · Pion blanc sur case noire b2 · Pion blanc sur case blanche c2 · Pion blanc sur case noire d2 · Pion blanc sur case blanche e2 · Pion blanc sur case noire f2 · Pion blanc sur case blanche g2 · Pion blanc sur case noire h2 · Tour blanche sur case noire a1 · Cavalier blanc sur case blanche b1 · Fou blanc sur case noire c1 · Dame blanche sur case blanche d1 · Roi blanc sur case noire e1 · Fou blanc sur case blanche f1 · Cavalier blanc sur case noire g1 · Tour blanche sur case blanche h1 | Tour noire sur case blanche a8 · Cavalier noir sur case noire b8 · Fou noir sur case blanche c8 · Dame noire sur case noire d8 · Roi noir sur case blanche e8 · Fou noir sur case noire f8 · Cavalier noir sur case blanche g8 · Tour noire sur case noire h8 · Pion noir sur case noire a7 · Pion noir sur case blanche b7 · Pion noir sur case noire c7 · Pion noir sur case blanche d7 · Pion noir sur case noire e7 · Pion noir sur case blanche f7 · Pion noir sur case noire g7 · Pion noir sur case blanche h7 · cercle noir sur case blanche d5 · cercle noir sur case noire e5 · cercle noir sur case noire d4 · cercle noir sur case blanche e4 · Pion blanc sur case blanche a2 · Pion blanc sur case noire b2 · Pion blanc sur case blanche c2 · Pion blanc sur case noire d2 · Pion blanc sur case blanche e2 · Pion blanc sur case noire f2 · Pion blanc sur case blanche g2 · Pion blanc sur case noire h2 · Tour blanche sur case noire a1 · Cavalier blanc sur case blanche b1 · Fou blanc sur case noire c1 · Dame blanche sur case blanche d1 · Roi blanc sur case noire e1 · Fou blanc sur case blanche f1 · Cavalier blanc sur case noire g1 · Tour blanche sur case blanche h1 | Tour noire sur case blanche a8 · Cavalier noir sur case noire b8 · Fou noir sur case blanche c8 · Dame noire sur case noire d8 · Roi noir sur case blanche e8 · Fou noir sur case noire f8 · Cavalier noir sur case blanche g8 · Tour noire sur case noire h8 · Pion noir sur case noire a7 · Pion noir sur case blanche b7 · Pion noir sur case noire c7 · Pion noir sur case blanche d7 · Pion noir sur case noire e7 · Pion noir sur case blanche f7 · Pion noir sur case noire g7 · Pion noir sur case blanche h7 · cercle noir sur case blanche d5 · cercle noir sur case noire e5 · cercle noir sur case noire d4 · cercle noir sur case blanche e4 · Pion blanc sur case blanche a2 · Pion blanc sur case noire b2 · Pion blanc sur case blanche c2 · Pion blanc sur case noire d2 · Pion blanc sur case blanche e2 · Pion blanc sur case noire f2 · Pion blanc sur case blanche g2 · Pion blanc sur case noire h2 · Tour blanche sur case noire a1 · Cavalier blanc sur case blanche b1 · Fou blanc sur case noire c1 · Dame blanche sur case blanche d1 · Roi blanc sur case noire e1 · Fou blanc sur case blanche f1 · Cavalier blanc sur case noire g1 · Tour blanche sur case blanche h1 | Tour noire sur case blanche a8 · Cavalier noir sur case noire b8 · Fou noir sur case blanche c8 · Dame noire sur case noire d8 · Roi noir sur case blanche e8 · Fou noir sur case noire f8 · Cavalier noir sur case blanche g8 · Tour noire sur case noire h8 · Pion noir sur case noire a7 · Pion noir sur case blanche b7 · Pion noir sur case noire c7 · Pion noir sur case blanche d7 · Pion noir sur case noire e7 · Pion noir sur case blanche f7 · Pion noir sur case noire g7 · Pion noir sur case blanche h7 · cercle noir sur case blanche d5 · cercle noir sur case noire e5 · cercle noir sur case noire d4 · cercle noir sur case blanche e4 · Pion blanc sur case blanche a2 · Pion blanc sur case noire b2 · Pion blanc sur case blanche c2 · Pion blanc sur case noire d2 · Pion blanc sur case blanche e2 · Pion blanc sur case noire f2 · Pion blanc sur case blanche g2 · Pion blanc sur case noire h2 · Tour blanche sur case noire a1 · Cavalier blanc sur case blanche b1 · Fou blanc sur case noire c1 · Dame blanche sur case blanche d1 · Roi blanc sur case noire e1 · Fou blanc sur case blanche f1 · Cavalier blanc sur case noire g1 · Tour blanche sur case blanche h1 | Tour noire sur case blanche a8 · Cavalier noir sur case noire b8 · Fou noir sur case blanche c8 · Dame noire sur case noire d8 · Roi noir sur case blanche e8 · Fou noir sur case noire f8 · Cavalier noir sur case blanche g8 · Tour noire sur case noire h8 · Pion noir sur case noire a7 · Pion noir sur case blanche b7 · Pion noir sur case noire c7 · Pion noir sur case blanche d7 · Pion noir sur case noire e7 · Pion noir sur case blanche f7 · Pion noir sur case noire g7 · Pion noir sur case blanche h7 · cercle noir sur case blanche d5 · cercle noir sur case noire e5 · cercle noir sur case noire d4 · cercle noir sur case blanche e4 · Pion blanc sur case blanche a2 · Pion blanc sur case noire b2 · Pion blanc sur case blanche c2 · Pion blanc sur case noire d2 · Pion blanc sur case blanche e2 · Pion blanc sur case noire f2 · Pion blanc sur case blanche g2 · Pion blanc sur case noire h2 · Tour blanche sur case noire a1 · Cavalier blanc sur case blanche b1 · Fou blanc sur case noire c1 · Dame blanche sur case blanche d1 · Roi blanc sur case noire e1 · Fou blanc sur case blanche f1 · Cavalier blanc sur case noire g1 · Tour blanche sur case blanche h1 | Tour noire sur case blanche a8 · Cavalier noir sur case noire b8 · Fou noir sur case blanche c8 · Dame noire sur case noire d8 · Roi noir sur case blanche e8 · Fou noir sur case noire f8 · Cavalier noir sur case blanche g8 · Tour noire sur case noire h8 · Pion noir sur case noire a7 · Pion noir sur case blanche b7 · Pion noir sur case noire c7 · Pion noir sur case blanche d7 · Pion noir sur case noire e7 · Pion noir sur case blanche f7 · Pion noir sur case noire g7 · Pion noir sur case blanche h7 · cercle noir sur case blanche d5 · cercle noir sur case noire e5 · cercle noir sur case noire d4 · cercle noir sur case blanche e4 · Pion blanc sur case blanche a2 · Pion blanc sur case noire b2 · Pion blanc sur case blanche c2 · Pion blanc sur case noire d2 · Pion blanc sur case blanche e2 · Pion blanc sur case noire f2 · Pion blanc sur case blanche g2 · Pion blanc sur case noire h2 · Tour blanche sur case noire a1 · Cavalier blanc sur case blanche b1 · Fou blanc sur case noire c1 · Dame blanche sur case blanche d1 · Roi blanc sur case noire e1 · Fou blanc sur case blanche f1 · Cavalier blanc sur case noire g1 · Tour blanche sur case blanche h1 | 5 |
| 4 | Tour noire sur case blanche a8 · Cavalier noir sur case noire b8 · Fou noir sur case blanche c8 · Dame noire sur case noire d8 · Roi noir sur case blanche e8 · Fou noir sur case noire f8 · Cavalier noir sur case blanche g8 · Tour noire sur case noire h8 · Pion noir sur case noire a7 · Pion noir sur case blanche b7 · Pion noir sur case noire c7 · Pion noir sur case blanche d7 · Pion noir sur case noire e7 · Pion noir sur case blanche f7 · Pion noir sur case noire g7 · Pion noir sur case blanche h7 · cercle noir sur case blanche d5 · cercle noir sur case noire e5 · cercle noir sur case noire d4 · cercle noir sur case blanche e4 · Pion blanc sur case blanche a2 · Pion blanc sur case noire b2 · Pion blanc sur case blanche c2 · Pion blanc sur case noire d2 · Pion blanc sur case blanche e2 · Pion blanc sur case noire f2 · Pion blanc sur case blanche g2 · Pion blanc sur case noire h2 · Tour blanche sur case noire a1 · Cavalier blanc sur case blanche b1 · Fou blanc sur case noire c1 · Dame blanche sur case blanche d1 · Roi blanc sur case noire e1 · Fou blanc sur case blanche f1 · Cavalier blanc sur case noire g1 · Tour blanche sur case blanche h1 | Tour noire sur case blanche a8 · Cavalier noir sur case noire b8 · Fou noir sur case blanche c8 · Dame noire sur case noire d8 · Roi noir sur case blanche e8 · Fou noir sur case noire f8 · Cavalier noir sur case blanche g8 · Tour noire sur case noire h8 · Pion noir sur case noire a7 · Pion noir sur case blanche b7 · Pion noir sur case noire c7 · Pion noir sur case blanche d7 · Pion noir sur case noire e7 · Pion noir sur case blanche f7 · Pion noir sur case noire g7 · Pion noir sur case blanche h7 · cercle noir sur case blanche d5 · cercle noir sur case noire e5 · cercle noir sur case noire d4 · cercle noir sur case blanche e4 · Pion blanc sur case blanche a2 · Pion blanc sur case noire b2 · Pion blanc sur case blanche c2 · Pion blanc sur case noire d2 · Pion blanc sur case blanche e2 · Pion blanc sur case noire f2 · Pion blanc sur case blanche g2 · Pion blanc sur case noire h2 · Tour blanche sur case noire a1 · Cavalier blanc sur case blanche b1 · Fou blanc sur case noire c1 · Dame blanche sur case blanche d1 · Roi blanc sur case noire e1 · Fou blanc sur case blanche f1 · Cavalier blanc sur case noire g1 · Tour blanche sur case blanche h1 | Tour noire sur case blanche a8 · Cavalier noir sur case noire b8 · Fou noir sur case blanche c8 · Dame noire sur case noire d8 · Roi noir sur case blanche e8 · Fou noir sur case noire f8 · Cavalier noir sur case blanche g8 · Tour noire sur case noire h8 · Pion noir sur case noire a7 · Pion noir sur case blanche b7 · Pion noir sur case noire c7 · Pion noir sur case blanche d7 · Pion noir sur case noire e7 · Pion noir sur case blanche f7 · Pion noir sur case noire g7 · Pion noir sur case blanche h7 · cercle noir sur case blanche d5 · cercle noir sur case noire e5 · cercle noir sur case noire d4 · cercle noir sur case blanche e4 · Pion blanc sur case blanche a2 · Pion blanc sur case noire b2 · Pion blanc sur case blanche c2 · Pion blanc sur case noire d2 · Pion blanc sur case blanche e2 · Pion blanc sur case noire f2 · Pion blanc sur case blanche g2 · Pion blanc sur case noire h2 · Tour blanche sur case noire a1 · Cavalier blanc sur case blanche b1 · Fou blanc sur case noire c1 · Dame blanche sur case blanche d1 · Roi blanc sur case noire e1 · Fou blanc sur case blanche f1 · Cavalier blanc sur case noire g1 · Tour blanche sur case blanche h1 | Tour noire sur case blanche a8 · Cavalier noir sur case noire b8 · Fou noir sur case blanche c8 · Dame noire sur case noire d8 · Roi noir sur case blanche e8 · Fou noir sur case noire f8 · Cavalier noir sur case blanche g8 · Tour noire sur case noire h8 · Pion noir sur case noire a7 · Pion noir sur case blanche b7 · Pion noir sur case noire c7 · Pion noir sur case blanche d7 · Pion noir sur case noire e7 · Pion noir sur case blanche f7 · Pion noir sur case noire g7 · Pion noir sur case blanche h7 · cercle noir sur case blanche d5 · cercle noir sur case noire e5 · cercle noir sur case noire d4 · cercle noir sur case blanche e4 · Pion blanc sur case blanche a2 · Pion blanc sur case noire b2 · Pion blanc sur case blanche c2 · Pion blanc sur case noire d2 · Pion blanc sur case blanche e2 · Pion blanc sur case noire f2 · Pion blanc sur case blanche g2 · Pion blanc sur case noire h2 · Tour blanche sur case noire a1 · Cavalier blanc sur case blanche b1 · Fou blanc sur case noire c1 · Dame blanche sur case blanche d1 · Roi blanc sur case noire e1 · Fou blanc sur case blanche f1 · Cavalier blanc sur case noire g1 · Tour blanche sur case blanche h1 | Tour noire sur case blanche a8 · Cavalier noir sur case noire b8 · Fou noir sur case blanche c8 · Dame noire sur case noire d8 · Roi noir sur case blanche e8 · Fou noir sur case noire f8 · Cavalier noir sur case blanche g8 · Tour noire sur case noire h8 · Pion noir sur case noire a7 · Pion noir sur case blanche b7 · Pion noir sur case noire c7 · Pion noir sur case blanche d7 · Pion noir sur case noire e7 · Pion noir sur case blanche f7 · Pion noir sur case noire g7 · Pion noir sur case blanche h7 · cercle noir sur case blanche d5 · cercle noir sur case noire e5 · cercle noir sur case noire d4 · cercle noir sur case blanche e4 · Pion blanc sur case blanche a2 · Pion blanc sur case noire b2 · Pion blanc sur case blanche c2 · Pion blanc sur case noire d2 · Pion blanc sur case blanche e2 · Pion blanc sur case noire f2 · Pion blanc sur case blanche g2 · Pion blanc sur case noire h2 · Tour blanche sur case noire a1 · Cavalier blanc sur case blanche b1 · Fou blanc sur case noire c1 · Dame blanche sur case blanche d1 · Roi blanc sur case noire e1 · Fou blanc sur case blanche f1 · Cavalier blanc sur case noire g1 · Tour blanche sur case blanche h1 | Tour noire sur case blanche a8 · Cavalier noir sur case noire b8 · Fou noir sur case blanche c8 · Dame noire sur case noire d8 · Roi noir sur case blanche e8 · Fou noir sur case noire f8 · Cavalier noir sur case blanche g8 · Tour noire sur case noire h8 · Pion noir sur case noire a7 · Pion noir sur case blanche b7 · Pion noir sur case noire c7 · Pion noir sur case blanche d7 · Pion noir sur case noire e7 · Pion noir sur case blanche f7 · Pion noir sur case noire g7 · Pion noir sur case blanche h7 · cercle noir sur case blanche d5 · cercle noir sur case noire e5 · cercle noir sur case noire d4 · cercle noir sur case blanche e4 · Pion blanc sur case blanche a2 · Pion blanc sur case noire b2 · Pion blanc sur case blanche c2 · Pion blanc sur case noire d2 · Pion blanc sur case blanche e2 · Pion blanc sur case noire f2 · Pion blanc sur case blanche g2 · Pion blanc sur case noire h2 · Tour blanche sur case noire a1 · Cavalier blanc sur case blanche b1 · Fou blanc sur case noire c1 · Dame blanche sur case blanche d1 · Roi blanc sur case noire e1 · Fou blanc sur case blanche f1 · Cavalier blanc sur case noire g1 · Tour blanche sur case blanche h1 | Tour noire sur case blanche a8 · Cavalier noir sur case noire b8 · Fou noir sur case blanche c8 · Dame noire sur case noire d8 · Roi noir sur case blanche e8 · Fou noir sur case noire f8 · Cavalier noir sur case blanche g8 · Tour noire sur case noire h8 · Pion noir sur case noire a7 · Pion noir sur case blanche b7 · Pion noir sur case noire c7 · Pion noir sur case blanche d7 · Pion noir sur case noire e7 · Pion noir sur case blanche f7 · Pion noir sur case noire g7 · Pion noir sur case blanche h7 · cercle noir sur case blanche d5 · cercle noir sur case noire e5 · cercle noir sur case noire d4 · cercle noir sur case blanche e4 · Pion blanc sur case blanche a2 · Pion blanc sur case noire b2 · Pion blanc sur case blanche c2 · Pion blanc sur case noire d2 · Pion blanc sur case blanche e2 · Pion blanc sur case noire f2 · Pion blanc sur case blanche g2 · Pion blanc sur case noire h2 · Tour blanche sur case noire a1 · Cavalier blanc sur case blanche b1 · Fou blanc sur case noire c1 · Dame blanche sur case blanche d1 · Roi blanc sur case noire e1 · Fou blanc sur case blanche f1 · Cavalier blanc sur case noire g1 · Tour blanche sur case blanche h1 | Tour noire sur case blanche a8 · Cavalier noir sur case noire b8 · Fou noir sur case blanche c8 · Dame noire sur case noire d8 · Roi noir sur case blanche e8 · Fou noir sur case noire f8 · Cavalier noir sur case blanche g8 · Tour noire sur case noire h8 · Pion noir sur case noire a7 · Pion noir sur case blanche b7 · Pion noir sur case noire c7 · Pion noir sur case blanche d7 · Pion noir sur case noire e7 · Pion noir sur case blanche f7 · Pion noir sur case noire g7 · Pion noir sur case blanche h7 · cercle noir sur case blanche d5 · cercle noir sur case noire e5 · cercle noir sur case noire d4 · cercle noir sur case blanche e4 · Pion blanc sur case blanche a2 · Pion blanc sur case noire b2 · Pion blanc sur case blanche c2 · Pion blanc sur case noire d2 · Pion blanc sur case blanche e2 · Pion blanc sur case noire f2 · Pion blanc sur case blanche g2 · Pion blanc sur case noire h2 · Tour blanche sur case noire a1 · Cavalier blanc sur case blanche b1 · Fou blanc sur case noire c1 · Dame blanche sur case blanche d1 · Roi blanc sur case noire e1 · Fou blanc sur case blanche f1 · Cavalier blanc sur case noire g1 · Tour blanche sur case blanche h1 | 4 |
| 3 | Tour noire sur case blanche a8 · Cavalier noir sur case noire b8 · Fou noir sur case blanche c8 · Dame noire sur case noire d8 · Roi noir sur case blanche e8 · Fou noir sur case noire f8 · Cavalier noir sur case blanche g8 · Tour noire sur case noire h8 · Pion noir sur case noire a7 · Pion noir sur case blanche b7 · Pion noir sur case noire c7 · Pion noir sur case blanche d7 · Pion noir sur case noire e7 · Pion noir sur case blanche f7 · Pion noir sur case noire g7 · Pion noir sur case blanche h7 · cercle noir sur case blanche d5 · cercle noir sur case noire e5 · cercle noir sur case noire d4 · cercle noir sur case blanche e4 · Pion blanc sur case blanche a2 · Pion blanc sur case noire b2 · Pion blanc sur case blanche c2 · Pion blanc sur case noire d2 · Pion blanc sur case blanche e2 · Pion blanc sur case noire f2 · Pion blanc sur case blanche g2 · Pion blanc sur case noire h2 · Tour blanche sur case noire a1 · Cavalier blanc sur case blanche b1 · Fou blanc sur case noire c1 · Dame blanche sur case blanche d1 · Roi blanc sur case noire e1 · Fou blanc sur case blanche f1 · Cavalier blanc sur case noire g1 · Tour blanche sur case blanche h1 | Tour noire sur case blanche a8 · Cavalier noir sur case noire b8 · Fou noir sur case blanche c8 · Dame noire sur case noire d8 · Roi noir sur case blanche e8 · Fou noir sur case noire f8 · Cavalier noir sur case blanche g8 · Tour noire sur case noire h8 · Pion noir sur case noire a7 · Pion noir sur case blanche b7 · Pion noir sur case noire c7 · Pion noir sur case blanche d7 · Pion noir sur case noire e7 · Pion noir sur case blanche f7 · Pion noir sur case noire g7 · Pion noir sur case blanche h7 · cercle noir sur case blanche d5 · cercle noir sur case noire e5 · cercle noir sur case noire d4 · cercle noir sur case blanche e4 · Pion blanc sur case blanche a2 · Pion blanc sur case noire b2 · Pion blanc sur case blanche c2 · Pion blanc sur case noire d2 · Pion blanc sur case blanche e2 · Pion blanc sur case noire f2 · Pion blanc sur case blanche g2 · Pion blanc sur case noire h2 · Tour blanche sur case noire a1 · Cavalier blanc sur case blanche b1 · Fou blanc sur case noire c1 · Dame blanche sur case blanche d1 · Roi blanc sur case noire e1 · Fou blanc sur case blanche f1 · Cavalier blanc sur case noire g1 · Tour blanche sur case blanche h1 | Tour noire sur case blanche a8 · Cavalier noir sur case noire b8 · Fou noir sur case blanche c8 · Dame noire sur case noire d8 · Roi noir sur case blanche e8 · Fou noir sur case noire f8 · Cavalier noir sur case blanche g8 · Tour noire sur case noire h8 · Pion noir sur case noire a7 · Pion noir sur case blanche b7 · Pion noir sur case noire c7 · Pion noir sur case blanche d7 · Pion noir sur case noire e7 · Pion noir sur case blanche f7 · Pion noir sur case noire g7 · Pion noir sur case blanche h7 · cercle noir sur case blanche d5 · cercle noir sur case noire e5 · cercle noir sur case noire d4 · cercle noir sur case blanche e4 · Pion blanc sur case blanche a2 · Pion blanc sur case noire b2 · Pion blanc sur case blanche c2 · Pion blanc sur case noire d2 · Pion blanc sur case blanche e2 · Pion blanc sur case noire f2 · Pion blanc sur case blanche g2 · Pion blanc sur case noire h2 · Tour blanche sur case noire a1 · Cavalier blanc sur case blanche b1 · Fou blanc sur case noire c1 · Dame blanche sur case blanche d1 · Roi blanc sur case noire e1 · Fou blanc sur case blanche f1 · Cavalier blanc sur case noire g1 · Tour blanche sur case blanche h1 | Tour noire sur case blanche a8 · Cavalier noir sur case noire b8 · Fou noir sur case blanche c8 · Dame noire sur case noire d8 · Roi noir sur case blanche e8 · Fou noir sur case noire f8 · Cavalier noir sur case blanche g8 · Tour noire sur case noire h8 · Pion noir sur case noire a7 · Pion noir sur case blanche b7 · Pion noir sur case noire c7 · Pion noir sur case blanche d7 · Pion noir sur case noire e7 · Pion noir sur case blanche f7 · Pion noir sur case noire g7 · Pion noir sur case blanche h7 · cercle noir sur case blanche d5 · cercle noir sur case noire e5 · cercle noir sur case noire d4 · cercle noir sur case blanche e4 · Pion blanc sur case blanche a2 · Pion blanc sur case noire b2 · Pion blanc sur case blanche c2 · Pion blanc sur case noire d2 · Pion blanc sur case blanche e2 · Pion blanc sur case noire f2 · Pion blanc sur case blanche g2 · Pion blanc sur case noire h2 · Tour blanche sur case noire a1 · Cavalier blanc sur case blanche b1 · Fou blanc sur case noire c1 · Dame blanche sur case blanche d1 · Roi blanc sur case noire e1 · Fou blanc sur case blanche f1 · Cavalier blanc sur case noire g1 · Tour blanche sur case blanche h1 | Tour noire sur case blanche a8 · Cavalier noir sur case noire b8 · Fou noir sur case blanche c8 · Dame noire sur case noire d8 · Roi noir sur case blanche e8 · Fou noir sur case noire f8 · Cavalier noir sur case blanche g8 · Tour noire sur case noire h8 · Pion noir sur case noire a7 · Pion noir sur case blanche b7 · Pion noir sur case noire c7 · Pion noir sur case blanche d7 · Pion noir sur case noire e7 · Pion noir sur case blanche f7 · Pion noir sur case noire g7 · Pion noir sur case blanche h7 · cercle noir sur case blanche d5 · cercle noir sur case noire e5 · cercle noir sur case noire d4 · cercle noir sur case blanche e4 · Pion blanc sur case blanche a2 · Pion blanc sur case noire b2 · Pion blanc sur case blanche c2 · Pion blanc sur case noire d2 · Pion blanc sur case blanche e2 · Pion blanc sur case noire f2 · Pion blanc sur case blanche g2 · Pion blanc sur case noire h2 · Tour blanche sur case noire a1 · Cavalier blanc sur case blanche b1 · Fou blanc sur case noire c1 · Dame blanche sur case blanche d1 · Roi blanc sur case noire e1 · Fou blanc sur case blanche f1 · Cavalier blanc sur case noire g1 · Tour blanche sur case blanche h1 | Tour noire sur case blanche a8 · Cavalier noir sur case noire b8 · Fou noir sur case blanche c8 · Dame noire sur case noire d8 · Roi noir sur case blanche e8 · Fou noir sur case noire f8 · Cavalier noir sur case blanche g8 · Tour noire sur case noire h8 · Pion noir sur case noire a7 · Pion noir sur case blanche b7 · Pion noir sur case noire c7 · Pion noir sur case blanche d7 · Pion noir sur case noire e7 · Pion noir sur case blanche f7 · Pion noir sur case noire g7 · Pion noir sur case blanche h7 · cercle noir sur case blanche d5 · cercle noir sur case noire e5 · cercle noir sur case noire d4 · cercle noir sur case blanche e4 · Pion blanc sur case blanche a2 · Pion blanc sur case noire b2 · Pion blanc sur case blanche c2 · Pion blanc sur case noire d2 · Pion blanc sur case blanche e2 · Pion blanc sur case noire f2 · Pion blanc sur case blanche g2 · Pion blanc sur case noire h2 · Tour blanche sur case noire a1 · Cavalier blanc sur case blanche b1 · Fou blanc sur case noire c1 · Dame blanche sur case blanche d1 · Roi blanc sur case noire e1 · Fou blanc sur case blanche f1 · Cavalier blanc sur case noire g1 · Tour blanche sur case blanche h1 | Tour noire sur case blanche a8 · Cavalier noir sur case noire b8 · Fou noir sur case blanche c8 · Dame noire sur case noire d8 · Roi noir sur case blanche e8 · Fou noir sur case noire f8 · Cavalier noir sur case blanche g8 · Tour noire sur case noire h8 · Pion noir sur case noire a7 · Pion noir sur case blanche b7 · Pion noir sur case noire c7 · Pion noir sur case blanche d7 · Pion noir sur case noire e7 · Pion noir sur case blanche f7 · Pion noir sur case noire g7 · Pion noir sur case blanche h7 · cercle noir sur case blanche d5 · cercle noir sur case noire e5 · cercle noir sur case noire d4 · cercle noir sur case blanche e4 · Pion blanc sur case blanche a2 · Pion blanc sur case noire b2 · Pion blanc sur case blanche c2 · Pion blanc sur case noire d2 · Pion blanc sur case blanche e2 · Pion blanc sur case noire f2 · Pion blanc sur case blanche g2 · Pion blanc sur case noire h2 · Tour blanche sur case noire a1 · Cavalier blanc sur case blanche b1 · Fou blanc sur case noire c1 · Dame blanche sur case blanche d1 · Roi blanc sur case noire e1 · Fou blanc sur case blanche f1 · Cavalier blanc sur case noire g1 · Tour blanche sur case blanche h1 | Tour noire sur case blanche a8 · Cavalier noir sur case noire b8 · Fou noir sur case blanche c8 · Dame noire sur case noire d8 · Roi noir sur case blanche e8 · Fou noir sur case noire f8 · Cavalier noir sur case blanche g8 · Tour noire sur case noire h8 · Pion noir sur case noire a7 · Pion noir sur case blanche b7 · Pion noir sur case noire c7 · Pion noir sur case blanche d7 · Pion noir sur case noire e7 · Pion noir sur case blanche f7 · Pion noir sur case noire g7 · Pion noir sur case blanche h7 · cercle noir sur case blanche d5 · cercle noir sur case noire e5 · cercle noir sur case noire d4 · cercle noir sur case blanche e4 · Pion blanc sur case blanche a2 · Pion blanc sur case noire b2 · Pion blanc sur case blanche c2 · Pion blanc sur case noire d2 · Pion blanc sur case blanche e2 · Pion blanc sur case noire f2 · Pion blanc sur case blanche g2 · Pion blanc sur case noire h2 · Tour blanche sur case noire a1 · Cavalier blanc sur case blanche b1 · Fou blanc sur case noire c1 · Dame blanche sur case blanche d1 · Roi blanc sur case noire e1 · Fou blanc sur case blanche f1 · Cavalier blanc sur case noire g1 · Tour blanche sur case blanche h1 | 3 |
| 2 | Tour noire sur case blanche a8 · Cavalier noir sur case noire b8 · Fou noir sur case blanche c8 · Dame noire sur case noire d8 · Roi noir sur case blanche e8 · Fou noir sur case noire f8 · Cavalier noir sur case blanche g8 · Tour noire sur case noire h8 · Pion noir sur case noire a7 · Pion noir sur case blanche b7 · Pion noir sur case noire c7 · Pion noir sur case blanche d7 · Pion noir sur case noire e7 · Pion noir sur case blanche f7 · Pion noir sur case noire g7 · Pion noir sur case blanche h7 · cercle noir sur case blanche d5 · cercle noir sur case noire e5 · cercle noir sur case noire d4 · cercle noir sur case blanche e4 · Pion blanc sur case blanche a2 · Pion blanc sur case noire b2 · Pion blanc sur case blanche c2 · Pion blanc sur case noire d2 · Pion blanc sur case blanche e2 · Pion blanc sur case noire f2 · Pion blanc sur case blanche g2 · Pion blanc sur case noire h2 · Tour blanche sur case noire a1 · Cavalier blanc sur case blanche b1 · Fou blanc sur case noire c1 · Dame blanche sur case blanche d1 · Roi blanc sur case noire e1 · Fou blanc sur case blanche f1 · Cavalier blanc sur case noire g1 · Tour blanche sur case blanche h1 | Tour noire sur case blanche a8 · Cavalier noir sur case noire b8 · Fou noir sur case blanche c8 · Dame noire sur case noire d8 · Roi noir sur case blanche e8 · Fou noir sur case noire f8 · Cavalier noir sur case blanche g8 · Tour noire sur case noire h8 · Pion noir sur case noire a7 · Pion noir sur case blanche b7 · Pion noir sur case noire c7 · Pion noir sur case blanche d7 · Pion noir sur case noire e7 · Pion noir sur case blanche f7 · Pion noir sur case noire g7 · Pion noir sur case blanche h7 · cercle noir sur case blanche d5 · cercle noir sur case noire e5 · cercle noir sur case noire d4 · cercle noir sur case blanche e4 · Pion blanc sur case blanche a2 · Pion blanc sur case noire b2 · Pion blanc sur case blanche c2 · Pion blanc sur case noire d2 · Pion blanc sur case blanche e2 · Pion blanc sur case noire f2 · Pion blanc sur case blanche g2 · Pion blanc sur case noire h2 · Tour blanche sur case noire a1 · Cavalier blanc sur case blanche b1 · Fou blanc sur case noire c1 · Dame blanche sur case blanche d1 · Roi blanc sur case noire e1 · Fou blanc sur case blanche f1 · Cavalier blanc sur case noire g1 · Tour blanche sur case blanche h1 | Tour noire sur case blanche a8 · Cavalier noir sur case noire b8 · Fou noir sur case blanche c8 · Dame noire sur case noire d8 · Roi noir sur case blanche e8 · Fou noir sur case noire f8 · Cavalier noir sur case blanche g8 · Tour noire sur case noire h8 · Pion noir sur case noire a7 · Pion noir sur case blanche b7 · Pion noir sur case noire c7 · Pion noir sur case blanche d7 · Pion noir sur case noire e7 · Pion noir sur case blanche f7 · Pion noir sur case noire g7 · Pion noir sur case blanche h7 · cercle noir sur case blanche d5 · cercle noir sur case noire e5 · cercle noir sur case noire d4 · cercle noir sur case blanche e4 · Pion blanc sur case blanche a2 · Pion blanc sur case noire b2 · Pion blanc sur case blanche c2 · Pion blanc sur case noire d2 · Pion blanc sur case blanche e2 · Pion blanc sur case noire f2 · Pion blanc sur case blanche g2 · Pion blanc sur case noire h2 · Tour blanche sur case noire a1 · Cavalier blanc sur case blanche b1 · Fou blanc sur case noire c1 · Dame blanche sur case blanche d1 · Roi blanc sur case noire e1 · Fou blanc sur case blanche f1 · Cavalier blanc sur case noire g1 · Tour blanche sur case blanche h1 | Tour noire sur case blanche a8 · Cavalier noir sur case noire b8 · Fou noir sur case blanche c8 · Dame noire sur case noire d8 · Roi noir sur case blanche e8 · Fou noir sur case noire f8 · Cavalier noir sur case blanche g8 · Tour noire sur case noire h8 · Pion noir sur case noire a7 · Pion noir sur case blanche b7 · Pion noir sur case noire c7 · Pion noir sur case blanche d7 · Pion noir sur case noire e7 · Pion noir sur case blanche f7 · Pion noir sur case noire g7 · Pion noir sur case blanche h7 · cercle noir sur case blanche d5 · cercle noir sur case noire e5 · cercle noir sur case noire d4 · cercle noir sur case blanche e4 · Pion blanc sur case blanche a2 · Pion blanc sur case noire b2 · Pion blanc sur case blanche c2 · Pion blanc sur case noire d2 · Pion blanc sur case blanche e2 · Pion blanc sur case noire f2 · Pion blanc sur case blanche g2 · Pion blanc sur case noire h2 · Tour blanche sur case noire a1 · Cavalier blanc sur case blanche b1 · Fou blanc sur case noire c1 · Dame blanche sur case blanche d1 · Roi blanc sur case noire e1 · Fou blanc sur case blanche f1 · Cavalier blanc sur case noire g1 · Tour blanche sur case blanche h1 | Tour noire sur case blanche a8 · Cavalier noir sur case noire b8 · Fou noir sur case blanche c8 · Dame noire sur case noire d8 · Roi noir sur case blanche e8 · Fou noir sur case noire f8 · Cavalier noir sur case blanche g8 · Tour noire sur case noire h8 · Pion noir sur case noire a7 · Pion noir sur case blanche b7 · Pion noir sur case noire c7 · Pion noir sur case blanche d7 · Pion noir sur case noire e7 · Pion noir sur case blanche f7 · Pion noir sur case noire g7 · Pion noir sur case blanche h7 · cercle noir sur case blanche d5 · cercle noir sur case noire e5 · cercle noir sur case noire d4 · cercle noir sur case blanche e4 · Pion blanc sur case blanche a2 · Pion blanc sur case noire b2 · Pion blanc sur case blanche c2 · Pion blanc sur case noire d2 · Pion blanc sur case blanche e2 · Pion blanc sur case noire f2 · Pion blanc sur case blanche g2 · Pion blanc sur case noire h2 · Tour blanche sur case noire a1 · Cavalier blanc sur case blanche b1 · Fou blanc sur case noire c1 · Dame blanche sur case blanche d1 · Roi blanc sur case noire e1 · Fou blanc sur case blanche f1 · Cavalier blanc sur case noire g1 · Tour blanche sur case blanche h1 | Tour noire sur case blanche a8 · Cavalier noir sur case noire b8 · Fou noir sur case blanche c8 · Dame noire sur case noire d8 · Roi noir sur case blanche e8 · Fou noir sur case noire f8 · Cavalier noir sur case blanche g8 · Tour noire sur case noire h8 · Pion noir sur case noire a7 · Pion noir sur case blanche b7 · Pion noir sur case noire c7 · Pion noir sur case blanche d7 · Pion noir sur case noire e7 · Pion noir sur case blanche f7 · Pion noir sur case noire g7 · Pion noir sur case blanche h7 · cercle noir sur case blanche d5 · cercle noir sur case noire e5 · cercle noir sur case noire d4 · cercle noir sur case blanche e4 · Pion blanc sur case blanche a2 · Pion blanc sur case noire b2 · Pion blanc sur case blanche c2 · Pion blanc sur case noire d2 · Pion blanc sur case blanche e2 · Pion blanc sur case noire f2 · Pion blanc sur case blanche g2 · Pion blanc sur case noire h2 · Tour blanche sur case noire a1 · Cavalier blanc sur case blanche b1 · Fou blanc sur case noire c1 · Dame blanche sur case blanche d1 · Roi blanc sur case noire e1 · Fou blanc sur case blanche f1 · Cavalier blanc sur case noire g1 · Tour blanche sur case blanche h1 | Tour noire sur case blanche a8 · Cavalier noir sur case noire b8 · Fou noir sur case blanche c8 · Dame noire sur case noire d8 · Roi noir sur case blanche e8 · Fou noir sur case noire f8 · Cavalier noir sur case blanche g8 · Tour noire sur case noire h8 · Pion noir sur case noire a7 · Pion noir sur case blanche b7 · Pion noir sur case noire c7 · Pion noir sur case blanche d7 · Pion noir sur case noire e7 · Pion noir sur case blanche f7 · Pion noir sur case noire g7 · Pion noir sur case blanche h7 · cercle noir sur case blanche d5 · cercle noir sur case noire e5 · cercle noir sur case noire d4 · cercle noir sur case blanche e4 · Pion blanc sur case blanche a2 · Pion blanc sur case noire b2 · Pion blanc sur case blanche c2 · Pion blanc sur case noire d2 · Pion blanc sur case blanche e2 · Pion blanc sur case noire f2 · Pion blanc sur case blanche g2 · Pion blanc sur case noire h2 · Tour blanche sur case noire a1 · Cavalier blanc sur case blanche b1 · Fou blanc sur case noire c1 · Dame blanche sur case blanche d1 · Roi blanc sur case noire e1 · Fou blanc sur case blanche f1 · Cavalier blanc sur case noire g1 · Tour blanche sur case blanche h1 | Tour noire sur case blanche a8 · Cavalier noir sur case noire b8 · Fou noir sur case blanche c8 · Dame noire sur case noire d8 · Roi noir sur case blanche e8 · Fou noir sur case noire f8 · Cavalier noir sur case blanche g8 · Tour noire sur case noire h8 · Pion noir sur case noire a7 · Pion noir sur case blanche b7 · Pion noir sur case noire c7 · Pion noir sur case blanche d7 · Pion noir sur case noire e7 · Pion noir sur case blanche f7 · Pion noir sur case noire g7 · Pion noir sur case blanche h7 · cercle noir sur case blanche d5 · cercle noir sur case noire e5 · cercle noir sur case noire d4 · cercle noir sur case blanche e4 · Pion blanc sur case blanche a2 · Pion blanc sur case noire b2 · Pion blanc sur case blanche c2 · Pion blanc sur case noire d2 · Pion blanc sur case blanche e2 · Pion blanc sur case noire f2 · Pion blanc sur case blanche g2 · Pion blanc sur case noire h2 · Tour blanche sur case noire a1 · Cavalier blanc sur case blanche b1 · Fou blanc sur case noire c1 · Dame blanche sur case blanche d1 · Roi blanc sur case noire e1 · Fou blanc sur case blanche f1 · Cavalier blanc sur case noire g1 · Tour blanche sur case blanche h1 | 2 |
| 1 | Tour noire sur case blanche a8 · Cavalier noir sur case noire b8 · Fou noir sur case blanche c8 · Dame noire sur case noire d8 · Roi noir sur case blanche e8 · Fou noir sur case noire f8 · Cavalier noir sur case blanche g8 · Tour noire sur case noire h8 · Pion noir sur case noire a7 · Pion noir sur case blanche b7 · Pion noir sur case noire c7 · Pion noir sur case blanche d7 · Pion noir sur case noire e7 · Pion noir sur case blanche f7 · Pion noir sur case noire g7 · Pion noir sur case blanche h7 · cercle noir sur case blanche d5 · cercle noir sur case noire e5 · cercle noir sur case noire d4 · cercle noir sur case blanche e4 · Pion blanc sur case blanche a2 · Pion blanc sur case noire b2 · Pion blanc sur case blanche c2 · Pion blanc sur case noire d2 · Pion blanc sur case blanche e2 · Pion blanc sur case noire f2 · Pion blanc sur case blanche g2 · Pion blanc sur case noire h2 · Tour blanche sur case noire a1 · Cavalier blanc sur case blanche b1 · Fou blanc sur case noire c1 · Dame blanche sur case blanche d1 · Roi blanc sur case noire e1 · Fou blanc sur case blanche f1 · Cavalier blanc sur case noire g1 · Tour blanche sur case blanche h1 | Tour noire sur case blanche a8 · Cavalier noir sur case noire b8 · Fou noir sur case blanche c8 · Dame noire sur case noire d8 · Roi noir sur case blanche e8 · Fou noir sur case noire f8 · Cavalier noir sur case blanche g8 · Tour noire sur case noire h8 · Pion noir sur case noire a7 · Pion noir sur case blanche b7 · Pion noir sur case noire c7 · Pion noir sur case blanche d7 · Pion noir sur case noire e7 · Pion noir sur case blanche f7 · Pion noir sur case noire g7 · Pion noir sur case blanche h7 · cercle noir sur case blanche d5 · cercle noir sur case noire e5 · cercle noir sur case noire d4 · cercle noir sur case blanche e4 · Pion blanc sur case blanche a2 · Pion blanc sur case noire b2 · Pion blanc sur case blanche c2 · Pion blanc sur case noire d2 · Pion blanc sur case blanche e2 · Pion blanc sur case noire f2 · Pion blanc sur case blanche g2 · Pion blanc sur case noire h2 · Tour blanche sur case noire a1 · Cavalier blanc sur case blanche b1 · Fou blanc sur case noire c1 · Dame blanche sur case blanche d1 · Roi blanc sur case noire e1 · Fou blanc sur case blanche f1 · Cavalier blanc sur case noire g1 · Tour blanche sur case blanche h1 | Tour noire sur case blanche a8 · Cavalier noir sur case noire b8 · Fou noir sur case blanche c8 · Dame noire sur case noire d8 · Roi noir sur case blanche e8 · Fou noir sur case noire f8 · Cavalier noir sur case blanche g8 · Tour noire sur case noire h8 · Pion noir sur case noire a7 · Pion noir sur case blanche b7 · Pion noir sur case noire c7 · Pion noir sur case blanche d7 · Pion noir sur case noire e7 · Pion noir sur case blanche f7 · Pion noir sur case noire g7 · Pion noir sur case blanche h7 · cercle noir sur case blanche d5 · cercle noir sur case noire e5 · cercle noir sur case noire d4 · cercle noir sur case blanche e4 · Pion blanc sur case blanche a2 · Pion blanc sur case noire b2 · Pion blanc sur case blanche c2 · Pion blanc sur case noire d2 · Pion blanc sur case blanche e2 · Pion blanc sur case noire f2 · Pion blanc sur case blanche g2 · Pion blanc sur case noire h2 · Tour blanche sur case noire a1 · Cavalier blanc sur case blanche b1 · Fou blanc sur case noire c1 · Dame blanche sur case blanche d1 · Roi blanc sur case noire e1 · Fou blanc sur case blanche f1 · Cavalier blanc sur case noire g1 · Tour blanche sur case blanche h1 | Tour noire sur case blanche a8 · Cavalier noir sur case noire b8 · Fou noir sur case blanche c8 · Dame noire sur case noire d8 · Roi noir sur case blanche e8 · Fou noir sur case noire f8 · Cavalier noir sur case blanche g8 · Tour noire sur case noire h8 · Pion noir sur case noire a7 · Pion noir sur case blanche b7 · Pion noir sur case noire c7 · Pion noir sur case blanche d7 · Pion noir sur case noire e7 · Pion noir sur case blanche f7 · Pion noir sur case noire g7 · Pion noir sur case blanche h7 · cercle noir sur case blanche d5 · cercle noir sur case noire e5 · cercle noir sur case noire d4 · cercle noir sur case blanche e4 · Pion blanc sur case blanche a2 · Pion blanc sur case noire b2 · Pion blanc sur case blanche c2 · Pion blanc sur case noire d2 · Pion blanc sur case blanche e2 · Pion blanc sur case noire f2 · Pion blanc sur case blanche g2 · Pion blanc sur case noire h2 · Tour blanche sur case noire a1 · Cavalier blanc sur case blanche b1 · Fou blanc sur case noire c1 · Dame blanche sur case blanche d1 · Roi blanc sur case noire e1 · Fou blanc sur case blanche f1 · Cavalier blanc sur case noire g1 · Tour blanche sur case blanche h1 | Tour noire sur case blanche a8 · Cavalier noir sur case noire b8 · Fou noir sur case blanche c8 · Dame noire sur case noire d8 · Roi noir sur case blanche e8 · Fou noir sur case noire f8 · Cavalier noir sur case blanche g8 · Tour noire sur case noire h8 · Pion noir sur case noire a7 · Pion noir sur case blanche b7 · Pion noir sur case noire c7 · Pion noir sur case blanche d7 · Pion noir sur case noire e7 · Pion noir sur case blanche f7 · Pion noir sur case noire g7 · Pion noir sur case blanche h7 · cercle noir sur case blanche d5 · cercle noir sur case noire e5 · cercle noir sur case noire d4 · cercle noir sur case blanche e4 · Pion blanc sur case blanche a2 · Pion blanc sur case noire b2 · Pion blanc sur case blanche c2 · Pion blanc sur case noire d2 · Pion blanc sur case blanche e2 · Pion blanc sur case noire f2 · Pion blanc sur case blanche g2 · Pion blanc sur case noire h2 · Tour blanche sur case noire a1 · Cavalier blanc sur case blanche b1 · Fou blanc sur case noire c1 · Dame blanche sur case blanche d1 · Roi blanc sur case noire e1 · Fou blanc sur case blanche f1 · Cavalier blanc sur case noire g1 · Tour blanche sur case blanche h1 | Tour noire sur case blanche a8 · Cavalier noir sur case noire b8 · Fou noir sur case blanche c8 · Dame noire sur case noire d8 · Roi noir sur case blanche e8 · Fou noir sur case noire f8 · Cavalier noir sur case blanche g8 · Tour noire sur case noire h8 · Pion noir sur case noire a7 · Pion noir sur case blanche b7 · Pion noir sur case noire c7 · Pion noir sur case blanche d7 · Pion noir sur case noire e7 · Pion noir sur case blanche f7 · Pion noir sur case noire g7 · Pion noir sur case blanche h7 · cercle noir sur case blanche d5 · cercle noir sur case noire e5 · cercle noir sur case noire d4 · cercle noir sur case blanche e4 · Pion blanc sur case blanche a2 · Pion blanc sur case noire b2 · Pion blanc sur case blanche c2 · Pion blanc sur case noire d2 · Pion blanc sur case blanche e2 · Pion blanc sur case noire f2 · Pion blanc sur case blanche g2 · Pion blanc sur case noire h2 · Tour blanche sur case noire a1 · Cavalier blanc sur case blanche b1 · Fou blanc sur case noire c1 · Dame blanche sur case blanche d1 · Roi blanc sur case noire e1 · Fou blanc sur case blanche f1 · Cavalier blanc sur case noire g1 · Tour blanche sur case blanche h1 | Tour noire sur case blanche a8 · Cavalier noir sur case noire b8 · Fou noir sur case blanche c8 · Dame noire sur case noire d8 · Roi noir sur case blanche e8 · Fou noir sur case noire f8 · Cavalier noir sur case blanche g8 · Tour noire sur case noire h8 · Pion noir sur case noire a7 · Pion noir sur case blanche b7 · Pion noir sur case noire c7 · Pion noir sur case blanche d7 · Pion noir sur case noire e7 · Pion noir sur case blanche f7 · Pion noir sur case noire g7 · Pion noir sur case blanche h7 · cercle noir sur case blanche d5 · cercle noir sur case noire e5 · cercle noir sur case noire d4 · cercle noir sur case blanche e4 · Pion blanc sur case blanche a2 · Pion blanc sur case noire b2 · Pion blanc sur case blanche c2 · Pion blanc sur case noire d2 · Pion blanc sur case blanche e2 · Pion blanc sur case noire f2 · Pion blanc sur case blanche g2 · Pion blanc sur case noire h2 · Tour blanche sur case noire a1 · Cavalier blanc sur case blanche b1 · Fou blanc sur case noire c1 · Dame blanche sur case blanche d1 · Roi blanc sur case noire e1 · Fou blanc sur case blanche f1 · Cavalier blanc sur case noire g1 · Tour blanche sur case blanche h1 | Tour noire sur case blanche a8 · Cavalier noir sur case noire b8 · Fou noir sur case blanche c8 · Dame noire sur case noire d8 · Roi noir sur case blanche e8 · Fou noir sur case noire f8 · Cavalier noir sur case blanche g8 · Tour noire sur case noire h8 · Pion noir sur case noire a7 · Pion noir sur case blanche b7 · Pion noir sur case noire c7 · Pion noir sur case blanche d7 · Pion noir sur case noire e7 · Pion noir sur case blanche f7 · Pion noir sur case noire g7 · Pion noir sur case blanche h7 · cercle noir sur case blanche d5 · cercle noir sur case noire e5 · cercle noir sur case noire d4 · cercle noir sur case blanche e4 · Pion blanc sur case blanche a2 · Pion blanc sur case noire b2 · Pion blanc sur case blanche c2 · Pion blanc sur case noire d2 · Pion blanc sur case blanche e2 · Pion blanc sur case noire f2 · Pion blanc sur case blanche g2 · Pion blanc sur case noire h2 · Tour blanche sur case noire a1 · Cavalier blanc sur case blanche b1 · Fou blanc sur case noire c1 · Dame blanche sur case blanche d1 · Roi blanc sur case noire e1 · Fou blanc sur case blanche f1 · Cavalier blanc sur case noire g1 · Tour blanche sur case blanche h1 | 1 |
|   | a | b | c | d | e | f | g | h |   |

Centredésigne habituellement l'ensemble des cases « d4, d5, e4 » et « e5 ».
Chaîne de pionsensemble de pions reliés en diagonale, se protégeant ainsi les uns les autres, sauf celui de la base.
Championnat du monde d'échecsphase finale du tournoi ou du match qui va déterminer le nouveau champion du monde.
Chatrangancêtre du jeu d'échecs.
Chess960autre nom des échecs aléatoires Fischer.
Chevalnom populaire donné au cavalier.
Cinquante coups (règle des)la règle des 50 coups stipule que, quand 50 coups (50 coups blancs et 50 coups noirs) ont été joués sans prise de pièce ni poussée de pion, un joueur peut réclamer la partie nulle.
Classement Eloclassement des joueurs selon un indice numérique développé par Arpad Elo. Le classement Elo varie de 800 ou 1000 (niveau d'un joueur débutant ou peu expérimenté), à plus de 2800 (niveau des champions du monde actuels). Un joueur classé 1600 peut être considéré comme un joueur de compétition confirmé. Les grands maîtres internationaux ont quant à eux généralement un classement supérieur à 2500.
Clél’unique coup permettant de résoudre un problème dans le nombre de coups requis.
Clouageaction d'immobiliser une pièce adverse, car son déplacement serait interdit (il mettrait son propre roi en échec) ou bien aboutirait à une perte de matériel.
|   | a | b | c | d | e | f | g | h |   |
| 8 | cercle noir sur case blanche e8 · cercle noir sur case noire e7 · cercle noir sur case blanche e6 · cercle noir sur case noire e5 · cercle noir sur case blanche e4 · cercle noir sur case noire e3 · cercle noir sur case blanche e2 · cercle noir sur case noire e1 | cercle noir sur case blanche e8 · cercle noir sur case noire e7 · cercle noir sur case blanche e6 · cercle noir sur case noire e5 · cercle noir sur case blanche e4 · cercle noir sur case noire e3 · cercle noir sur case blanche e2 · cercle noir sur case noire e1 | cercle noir sur case blanche e8 · cercle noir sur case noire e7 · cercle noir sur case blanche e6 · cercle noir sur case noire e5 · cercle noir sur case blanche e4 · cercle noir sur case noire e3 · cercle noir sur case blanche e2 · cercle noir sur case noire e1 | cercle noir sur case blanche e8 · cercle noir sur case noire e7 · cercle noir sur case blanche e6 · cercle noir sur case noire e5 · cercle noir sur case blanche e4 · cercle noir sur case noire e3 · cercle noir sur case blanche e2 · cercle noir sur case noire e1 | cercle noir sur case blanche e8 · cercle noir sur case noire e7 · cercle noir sur case blanche e6 · cercle noir sur case noire e5 · cercle noir sur case blanche e4 · cercle noir sur case noire e3 · cercle noir sur case blanche e2 · cercle noir sur case noire e1 | cercle noir sur case blanche e8 · cercle noir sur case noire e7 · cercle noir sur case blanche e6 · cercle noir sur case noire e5 · cercle noir sur case blanche e4 · cercle noir sur case noire e3 · cercle noir sur case blanche e2 · cercle noir sur case noire e1 | cercle noir sur case blanche e8 · cercle noir sur case noire e7 · cercle noir sur case blanche e6 · cercle noir sur case noire e5 · cercle noir sur case blanche e4 · cercle noir sur case noire e3 · cercle noir sur case blanche e2 · cercle noir sur case noire e1 | cercle noir sur case blanche e8 · cercle noir sur case noire e7 · cercle noir sur case blanche e6 · cercle noir sur case noire e5 · cercle noir sur case blanche e4 · cercle noir sur case noire e3 · cercle noir sur case blanche e2 · cercle noir sur case noire e1 | 8 |
| 7 | cercle noir sur case blanche e8 · cercle noir sur case noire e7 · cercle noir sur case blanche e6 · cercle noir sur case noire e5 · cercle noir sur case blanche e4 · cercle noir sur case noire e3 · cercle noir sur case blanche e2 · cercle noir sur case noire e1 | cercle noir sur case blanche e8 · cercle noir sur case noire e7 · cercle noir sur case blanche e6 · cercle noir sur case noire e5 · cercle noir sur case blanche e4 · cercle noir sur case noire e3 · cercle noir sur case blanche e2 · cercle noir sur case noire e1 | cercle noir sur case blanche e8 · cercle noir sur case noire e7 · cercle noir sur case blanche e6 · cercle noir sur case noire e5 · cercle noir sur case blanche e4 · cercle noir sur case noire e3 · cercle noir sur case blanche e2 · cercle noir sur case noire e1 | cercle noir sur case blanche e8 · cercle noir sur case noire e7 · cercle noir sur case blanche e6 · cercle noir sur case noire e5 · cercle noir sur case blanche e4 · cercle noir sur case noire e3 · cercle noir sur case blanche e2 · cercle noir sur case noire e1 | cercle noir sur case blanche e8 · cercle noir sur case noire e7 · cercle noir sur case blanche e6 · cercle noir sur case noire e5 · cercle noir sur case blanche e4 · cercle noir sur case noire e3 · cercle noir sur case blanche e2 · cercle noir sur case noire e1 | cercle noir sur case blanche e8 · cercle noir sur case noire e7 · cercle noir sur case blanche e6 · cercle noir sur case noire e5 · cercle noir sur case blanche e4 · cercle noir sur case noire e3 · cercle noir sur case blanche e2 · cercle noir sur case noire e1 | cercle noir sur case blanche e8 · cercle noir sur case noire e7 · cercle noir sur case blanche e6 · cercle noir sur case noire e5 · cercle noir sur case blanche e4 · cercle noir sur case noire e3 · cercle noir sur case blanche e2 · cercle noir sur case noire e1 | cercle noir sur case blanche e8 · cercle noir sur case noire e7 · cercle noir sur case blanche e6 · cercle noir sur case noire e5 · cercle noir sur case blanche e4 · cercle noir sur case noire e3 · cercle noir sur case blanche e2 · cercle noir sur case noire e1 | 7 |
| 6 | cercle noir sur case blanche e8 · cercle noir sur case noire e7 · cercle noir sur case blanche e6 · cercle noir sur case noire e5 · cercle noir sur case blanche e4 · cercle noir sur case noire e3 · cercle noir sur case blanche e2 · cercle noir sur case noire e1 | cercle noir sur case blanche e8 · cercle noir sur case noire e7 · cercle noir sur case blanche e6 · cercle noir sur case noire e5 · cercle noir sur case blanche e4 · cercle noir sur case noire e3 · cercle noir sur case blanche e2 · cercle noir sur case noire e1 | cercle noir sur case blanche e8 · cercle noir sur case noire e7 · cercle noir sur case blanche e6 · cercle noir sur case noire e5 · cercle noir sur case blanche e4 · cercle noir sur case noire e3 · cercle noir sur case blanche e2 · cercle noir sur case noire e1 | cercle noir sur case blanche e8 · cercle noir sur case noire e7 · cercle noir sur case blanche e6 · cercle noir sur case noire e5 · cercle noir sur case blanche e4 · cercle noir sur case noire e3 · cercle noir sur case blanche e2 · cercle noir sur case noire e1 | cercle noir sur case blanche e8 · cercle noir sur case noire e7 · cercle noir sur case blanche e6 · cercle noir sur case noire e5 · cercle noir sur case blanche e4 · cercle noir sur case noire e3 · cercle noir sur case blanche e2 · cercle noir sur case noire e1 | cercle noir sur case blanche e8 · cercle noir sur case noire e7 · cercle noir sur case blanche e6 · cercle noir sur case noire e5 · cercle noir sur case blanche e4 · cercle noir sur case noire e3 · cercle noir sur case blanche e2 · cercle noir sur case noire e1 | cercle noir sur case blanche e8 · cercle noir sur case noire e7 · cercle noir sur case blanche e6 · cercle noir sur case noire e5 · cercle noir sur case blanche e4 · cercle noir sur case noire e3 · cercle noir sur case blanche e2 · cercle noir sur case noire e1 | cercle noir sur case blanche e8 · cercle noir sur case noire e7 · cercle noir sur case blanche e6 · cercle noir sur case noire e5 · cercle noir sur case blanche e4 · cercle noir sur case noire e3 · cercle noir sur case blanche e2 · cercle noir sur case noire e1 | 6 |
| 5 | cercle noir sur case blanche e8 · cercle noir sur case noire e7 · cercle noir sur case blanche e6 · cercle noir sur case noire e5 · cercle noir sur case blanche e4 · cercle noir sur case noire e3 · cercle noir sur case blanche e2 · cercle noir sur case noire e1 | cercle noir sur case blanche e8 · cercle noir sur case noire e7 · cercle noir sur case blanche e6 · cercle noir sur case noire e5 · cercle noir sur case blanche e4 · cercle noir sur case noire e3 · cercle noir sur case blanche e2 · cercle noir sur case noire e1 | cercle noir sur case blanche e8 · cercle noir sur case noire e7 · cercle noir sur case blanche e6 · cercle noir sur case noire e5 · cercle noir sur case blanche e4 · cercle noir sur case noire e3 · cercle noir sur case blanche e2 · cercle noir sur case noire e1 | cercle noir sur case blanche e8 · cercle noir sur case noire e7 · cercle noir sur case blanche e6 · cercle noir sur case noire e5 · cercle noir sur case blanche e4 · cercle noir sur case noire e3 · cercle noir sur case blanche e2 · cercle noir sur case noire e1 | cercle noir sur case blanche e8 · cercle noir sur case noire e7 · cercle noir sur case blanche e6 · cercle noir sur case noire e5 · cercle noir sur case blanche e4 · cercle noir sur case noire e3 · cercle noir sur case blanche e2 · cercle noir sur case noire e1 | cercle noir sur case blanche e8 · cercle noir sur case noire e7 · cercle noir sur case blanche e6 · cercle noir sur case noire e5 · cercle noir sur case blanche e4 · cercle noir sur case noire e3 · cercle noir sur case blanche e2 · cercle noir sur case noire e1 | cercle noir sur case blanche e8 · cercle noir sur case noire e7 · cercle noir sur case blanche e6 · cercle noir sur case noire e5 · cercle noir sur case blanche e4 · cercle noir sur case noire e3 · cercle noir sur case blanche e2 · cercle noir sur case noire e1 | cercle noir sur case blanche e8 · cercle noir sur case noire e7 · cercle noir sur case blanche e6 · cercle noir sur case noire e5 · cercle noir sur case blanche e4 · cercle noir sur case noire e3 · cercle noir sur case blanche e2 · cercle noir sur case noire e1 | 5 |
| 4 | cercle noir sur case blanche e8 · cercle noir sur case noire e7 · cercle noir sur case blanche e6 · cercle noir sur case noire e5 · cercle noir sur case blanche e4 · cercle noir sur case noire e3 · cercle noir sur case blanche e2 · cercle noir sur case noire e1 | cercle noir sur case blanche e8 · cercle noir sur case noire e7 · cercle noir sur case blanche e6 · cercle noir sur case noire e5 · cercle noir sur case blanche e4 · cercle noir sur case noire e3 · cercle noir sur case blanche e2 · cercle noir sur case noire e1 | cercle noir sur case blanche e8 · cercle noir sur case noire e7 · cercle noir sur case blanche e6 · cercle noir sur case noire e5 · cercle noir sur case blanche e4 · cercle noir sur case noire e3 · cercle noir sur case blanche e2 · cercle noir sur case noire e1 | cercle noir sur case blanche e8 · cercle noir sur case noire e7 · cercle noir sur case blanche e6 · cercle noir sur case noire e5 · cercle noir sur case blanche e4 · cercle noir sur case noire e3 · cercle noir sur case blanche e2 · cercle noir sur case noire e1 | cercle noir sur case blanche e8 · cercle noir sur case noire e7 · cercle noir sur case blanche e6 · cercle noir sur case noire e5 · cercle noir sur case blanche e4 · cercle noir sur case noire e3 · cercle noir sur case blanche e2 · cercle noir sur case noire e1 | cercle noir sur case blanche e8 · cercle noir sur case noire e7 · cercle noir sur case blanche e6 · cercle noir sur case noire e5 · cercle noir sur case blanche e4 · cercle noir sur case noire e3 · cercle noir sur case blanche e2 · cercle noir sur case noire e1 | cercle noir sur case blanche e8 · cercle noir sur case noire e7 · cercle noir sur case blanche e6 · cercle noir sur case noire e5 · cercle noir sur case blanche e4 · cercle noir sur case noire e3 · cercle noir sur case blanche e2 · cercle noir sur case noire e1 | cercle noir sur case blanche e8 · cercle noir sur case noire e7 · cercle noir sur case blanche e6 · cercle noir sur case noire e5 · cercle noir sur case blanche e4 · cercle noir sur case noire e3 · cercle noir sur case blanche e2 · cercle noir sur case noire e1 | 4 |
| 3 | cercle noir sur case blanche e8 · cercle noir sur case noire e7 · cercle noir sur case blanche e6 · cercle noir sur case noire e5 · cercle noir sur case blanche e4 · cercle noir sur case noire e3 · cercle noir sur case blanche e2 · cercle noir sur case noire e1 | cercle noir sur case blanche e8 · cercle noir sur case noire e7 · cercle noir sur case blanche e6 · cercle noir sur case noire e5 · cercle noir sur case blanche e4 · cercle noir sur case noire e3 · cercle noir sur case blanche e2 · cercle noir sur case noire e1 | cercle noir sur case blanche e8 · cercle noir sur case noire e7 · cercle noir sur case blanche e6 · cercle noir sur case noire e5 · cercle noir sur case blanche e4 · cercle noir sur case noire e3 · cercle noir sur case blanche e2 · cercle noir sur case noire e1 | cercle noir sur case blanche e8 · cercle noir sur case noire e7 · cercle noir sur case blanche e6 · cercle noir sur case noire e5 · cercle noir sur case blanche e4 · cercle noir sur case noire e3 · cercle noir sur case blanche e2 · cercle noir sur case noire e1 | cercle noir sur case blanche e8 · cercle noir sur case noire e7 · cercle noir sur case blanche e6 · cercle noir sur case noire e5 · cercle noir sur case blanche e4 · cercle noir sur case noire e3 · cercle noir sur case blanche e2 · cercle noir sur case noire e1 | cercle noir sur case blanche e8 · cercle noir sur case noire e7 · cercle noir sur case blanche e6 · cercle noir sur case noire e5 · cercle noir sur case blanche e4 · cercle noir sur case noire e3 · cercle noir sur case blanche e2 · cercle noir sur case noire e1 | cercle noir sur case blanche e8 · cercle noir sur case noire e7 · cercle noir sur case blanche e6 · cercle noir sur case noire e5 · cercle noir sur case blanche e4 · cercle noir sur case noire e3 · cercle noir sur case blanche e2 · cercle noir sur case noire e1 | cercle noir sur case blanche e8 · cercle noir sur case noire e7 · cercle noir sur case blanche e6 · cercle noir sur case noire e5 · cercle noir sur case blanche e4 · cercle noir sur case noire e3 · cercle noir sur case blanche e2 · cercle noir sur case noire e1 | 3 |
| 2 | cercle noir sur case blanche e8 · cercle noir sur case noire e7 · cercle noir sur case blanche e6 · cercle noir sur case noire e5 · cercle noir sur case blanche e4 · cercle noir sur case noire e3 · cercle noir sur case blanche e2 · cercle noir sur case noire e1 | cercle noir sur case blanche e8 · cercle noir sur case noire e7 · cercle noir sur case blanche e6 · cercle noir sur case noire e5 · cercle noir sur case blanche e4 · cercle noir sur case noire e3 · cercle noir sur case blanche e2 · cercle noir sur case noire e1 | cercle noir sur case blanche e8 · cercle noir sur case noire e7 · cercle noir sur case blanche e6 · cercle noir sur case noire e5 · cercle noir sur case blanche e4 · cercle noir sur case noire e3 · cercle noir sur case blanche e2 · cercle noir sur case noire e1 | cercle noir sur case blanche e8 · cercle noir sur case noire e7 · cercle noir sur case blanche e6 · cercle noir sur case noire e5 · cercle noir sur case blanche e4 · cercle noir sur case noire e3 · cercle noir sur case blanche e2 · cercle noir sur case noire e1 | cercle noir sur case blanche e8 · cercle noir sur case noire e7 · cercle noir sur case blanche e6 · cercle noir sur case noire e5 · cercle noir sur case blanche e4 · cercle noir sur case noire e3 · cercle noir sur case blanche e2 · cercle noir sur case noire e1 | cercle noir sur case blanche e8 · cercle noir sur case noire e7 · cercle noir sur case blanche e6 · cercle noir sur case noire e5 · cercle noir sur case blanche e4 · cercle noir sur case noire e3 · cercle noir sur case blanche e2 · cercle noir sur case noire e1 | cercle noir sur case blanche e8 · cercle noir sur case noire e7 · cercle noir sur case blanche e6 · cercle noir sur case noire e5 · cercle noir sur case blanche e4 · cercle noir sur case noire e3 · cercle noir sur case blanche e2 · cercle noir sur case noire e1 | cercle noir sur case blanche e8 · cercle noir sur case noire e7 · cercle noir sur case blanche e6 · cercle noir sur case noire e5 · cercle noir sur case blanche e4 · cercle noir sur case noire e3 · cercle noir sur case blanche e2 · cercle noir sur case noire e1 | 2 |
| 1 | cercle noir sur case blanche e8 · cercle noir sur case noire e7 · cercle noir sur case blanche e6 · cercle noir sur case noire e5 · cercle noir sur case blanche e4 · cercle noir sur case noire e3 · cercle noir sur case blanche e2 · cercle noir sur case noire e1 | cercle noir sur case blanche e8 · cercle noir sur case noire e7 · cercle noir sur case blanche e6 · cercle noir sur case noire e5 · cercle noir sur case blanche e4 · cercle noir sur case noire e3 · cercle noir sur case blanche e2 · cercle noir sur case noire e1 | cercle noir sur case blanche e8 · cercle noir sur case noire e7 · cercle noir sur case blanche e6 · cercle noir sur case noire e5 · cercle noir sur case blanche e4 · cercle noir sur case noire e3 · cercle noir sur case blanche e2 · cercle noir sur case noire e1 | cercle noir sur case blanche e8 · cercle noir sur case noire e7 · cercle noir sur case blanche e6 · cercle noir sur case noire e5 · cercle noir sur case blanche e4 · cercle noir sur case noire e3 · cercle noir sur case blanche e2 · cercle noir sur case noire e1 | cercle noir sur case blanche e8 · cercle noir sur case noire e7 · cercle noir sur case blanche e6 · cercle noir sur case noire e5 · cercle noir sur case blanche e4 · cercle noir sur case noire e3 · cercle noir sur case blanche e2 · cercle noir sur case noire e1 | cercle noir sur case blanche e8 · cercle noir sur case noire e7 · cercle noir sur case blanche e6 · cercle noir sur case noire e5 · cercle noir sur case blanche e4 · cercle noir sur case noire e3 · cercle noir sur case blanche e2 · cercle noir sur case noire e1 | cercle noir sur case blanche e8 · cercle noir sur case noire e7 · cercle noir sur case blanche e6 · cercle noir sur case noire e5 · cercle noir sur case blanche e4 · cercle noir sur case noire e3 · cercle noir sur case blanche e2 · cercle noir sur case noire e1 | cercle noir sur case blanche e8 · cercle noir sur case noire e7 · cercle noir sur case blanche e6 · cercle noir sur case noire e5 · cercle noir sur case blanche e4 · cercle noir sur case noire e3 · cercle noir sur case blanche e2 · cercle noir sur case noire e1 | 1 |
|   | a | b | c | d | e | f | g | h |   |

Colonnechacune des 8 lignes verticales, désignées par les lettres « a » à « h ».
Colonne ouvertecolonne où il n'y a pas de pion. C'est souvent un avantage quand un joueur l'occupe avec une de ses tours.
Colonne semi-ouvertecolonne où il y a au moins un pion d'une couleur, mais aucun de l'autre couleur.
Combinaison(pour le joueur qui l'effectue) suite de coups calculée avec précision et faisant un tout, en vue d'améliorer sa position, le plus souvent pour réaliser un gain matériel ou un avantage de position, voire un mat.
Compensationdans une situation de déséquilibre, un certain type d'avantage qui compense par ailleurs un désavantage causé ou subit. Par exemple, sacrifier une de ses pièces (ou la qualité) en vue d'obtenir l'initiative est une compensation acceptable.
Contre-jeujeu actif dont dispose un joueur dans une position inférieure.
Contrôle du tempspériode (nombre minimal de coups à jouer dans un certain temps) atteinte dans une partie d’échecs. Dans une cadence dite « 1 h 40/40 coups + 1 h KO », le premier contrôle du temps arrive à la fin du 40e coup des Noirs, passant dans la période 1 h KO (1 heure pour le reste de la partie).
Coup candidatun coup qui, après un examen rapide de la position, mérite une analyse plus approfondie.
Coup du bergermat en quatre coups entre joueurs débutants. Par ex. 1.e4 e5 2.Fc4 Cc6 3.Dh5 Cf6 4.Dxf7 mat.
Coup du textedans une analyse (qui détaille plusieurs coups ou variantes possibles d'une position donnée), désigne le coup réellement joué.
Coup légalse dit de tous les coups permis par les règles du jeu dans une position déterminée. On dit aussi « coup régulier ».
Coup sous enveloppele coup d'un joueur (au trait) lors d'un ajournement (coup non joué sur l'échiquier, mais placé dans une enveloppe scellée qui sera ouverte à la reprise du jeu). Voir « Ajournement ».
Coup théoriquecoup de l'ouverture généralement considéré comme un coup satisfaisant par des ouvrages de référence, comme l’Encyclopédie des ouvertures d'échecs.
Cray Blitzun superordinateur Cray doté d'un logiciel d'échecs développé par Robert Hyatt.

## D
- Haut – A
- B
- C
- D
- E
- F
- G
- H
- I
- J
- K
- L
- M
- N
- O
- P
- Q
- R
- S
- T
- U
- V
- W
- X
- Y
- Z

Dame la pièce à longue portée, la plus mobile du jeu. Vaut à peu près neuf pions.
Débutvoir ouverture.
Découverte (attaque à la)déplacement d'une pièce qui permet d'en découvrir une autre qui menace une pièce adverse. Très efficace en cas d'attaque double (voir « Attaque double »).

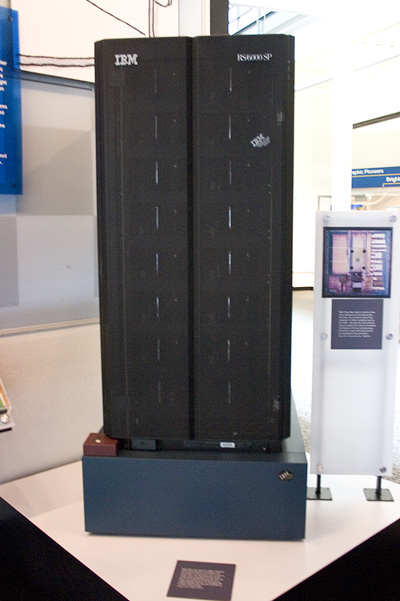
Un superordinateur IBM similaire à Deep Blue lors de son match de 1997 contre Kasparov.

Deep Blueun superordinateur développé par IBM, qui a notamment battu le champion du monde Garry Kasparov en 1997.
Défenseouverture choisie par les Noirs en début de partie, ou coup qui pare une attaque.
Déséquilibre dynamiquefait que chaque camp dispose d'atouts distincts, sans que l'un des deux ait pris l'avantage.
Desperadoune pièce qui se sacrifie de façon qu'il y a pat si elle est prise. Autre sens : une pièce qui est susceptible d'être prise et qui, avant cela, capture du matériel adverse.
Développementaction de déplacer une pièce de sa case initiale à une case où elle aura une influence plus importante sur le jeu. Le développement est primordial en vue d'obtenir l'avantage positionnel.
Déviation (ou attaque de déviation)détournement d'une pièce adverse de sa fonction défensive.
Diagonaleligne droite de cases de même couleur, se touchant par les angles. Par exemple, la « Grande diagonale » a1-h8 (ou a8-h1).
Diagrammeillustration qui représente une position sur un échiquier à un moment donné, généralement important ou décisif.
Doubler les toursmettre ses tours en connexion sur la même colonne ou rangée, l'une protégeant l'autre tout en combinant leur pouvoir d'attaque. C'est souvent un avantage.
Double rondeou tournoi à deux tours : système d'appariement dans un tournoi où tous les joueurs se rencontrent deux fois.
Drapeaudispositif d'une pendule d'échecs qui indique que le temps imparti est dépassé. On dit que le drapeau est « tombé » (sur les anciennes pendules d'échecs mécaniques, l’anguille faisait chuter un drapeau lorsqu’elle le dépassait à la fin du temps de réflexion global accordé au joueur).
Dualdans un problème d'échecs, une autre variante de la solution. En général évitée par le compositeur.

## E
- Haut – A
- B
- C
- D
- E
- F
- G
- H
- I
- J
- K
- L
- M
- N
- O
- P
- Q
- R
- S
- T
- U
- V
- W
- X
- Y
- Z

Échangecapture mutuelle de deux pièces de même valeur. On dit qu'on perd la « qualité » si on échange une pièce d'une valeur supérieure à celle de adversaire (par ex. si on échange une reine ou une tour contre un fou ou un cavalier adverse).
Échecaction de menacer le roi adverse (de le capturer au prochain coup) avec une pièce. On ne peut mettre son propre roi en échec. Pour parer un échec, on peut soit déplacer le roi attaqué, soit mettre une pièce entre lui et l'attaquant, ou capturer la pièce attaquante.
Échec à la découvertese dit quand le roi est exposé à une attaque d'une pièce adverse (dame, tour ou fou) dont la ligne d'action vient d'être dégagée par la pièce (de même couleur) qui vient d'être jouée.
Échec doublese dit quand un roi est attaqué par deux pièces adverses simultanément ; force un coup du roi. C'est une variante de l'échec à la découverte, où la pièce « découvrante » donne également échec.
|   | a | b | c | d | e | f | g | h |   |
| 8 | Tour sur case blanche c8 · droite sur case noire d8 · droite sur case blanche e8 · droite sur case noire f8 · Roi noir sur case blanche g8 · Pion noir sur case blanche f7 · Pion noir sur case noire g7 · Pion noir sur case blanche h7 · Pion blanc sur case blanche h3 · Tour noire sur case blanche a2 · Pion blanc sur case noire f2 · Pion blanc sur case blanche g2 · Roi blanc sur case noire g1 | Tour sur case blanche c8 · droite sur case noire d8 · droite sur case blanche e8 · droite sur case noire f8 · Roi noir sur case blanche g8 · Pion noir sur case blanche f7 · Pion noir sur case noire g7 · Pion noir sur case blanche h7 · Pion blanc sur case blanche h3 · Tour noire sur case blanche a2 · Pion blanc sur case noire f2 · Pion blanc sur case blanche g2 · Roi blanc sur case noire g1 | Tour sur case blanche c8 · droite sur case noire d8 · droite sur case blanche e8 · droite sur case noire f8 · Roi noir sur case blanche g8 · Pion noir sur case blanche f7 · Pion noir sur case noire g7 · Pion noir sur case blanche h7 · Pion blanc sur case blanche h3 · Tour noire sur case blanche a2 · Pion blanc sur case noire f2 · Pion blanc sur case blanche g2 · Roi blanc sur case noire g1 | Tour sur case blanche c8 · droite sur case noire d8 · droite sur case blanche e8 · droite sur case noire f8 · Roi noir sur case blanche g8 · Pion noir sur case blanche f7 · Pion noir sur case noire g7 · Pion noir sur case blanche h7 · Pion blanc sur case blanche h3 · Tour noire sur case blanche a2 · Pion blanc sur case noire f2 · Pion blanc sur case blanche g2 · Roi blanc sur case noire g1 | Tour sur case blanche c8 · droite sur case noire d8 · droite sur case blanche e8 · droite sur case noire f8 · Roi noir sur case blanche g8 · Pion noir sur case blanche f7 · Pion noir sur case noire g7 · Pion noir sur case blanche h7 · Pion blanc sur case blanche h3 · Tour noire sur case blanche a2 · Pion blanc sur case noire f2 · Pion blanc sur case blanche g2 · Roi blanc sur case noire g1 | Tour sur case blanche c8 · droite sur case noire d8 · droite sur case blanche e8 · droite sur case noire f8 · Roi noir sur case blanche g8 · Pion noir sur case blanche f7 · Pion noir sur case noire g7 · Pion noir sur case blanche h7 · Pion blanc sur case blanche h3 · Tour noire sur case blanche a2 · Pion blanc sur case noire f2 · Pion blanc sur case blanche g2 · Roi blanc sur case noire g1 | Tour sur case blanche c8 · droite sur case noire d8 · droite sur case blanche e8 · droite sur case noire f8 · Roi noir sur case blanche g8 · Pion noir sur case blanche f7 · Pion noir sur case noire g7 · Pion noir sur case blanche h7 · Pion blanc sur case blanche h3 · Tour noire sur case blanche a2 · Pion blanc sur case noire f2 · Pion blanc sur case blanche g2 · Roi blanc sur case noire g1 | Tour sur case blanche c8 · droite sur case noire d8 · droite sur case blanche e8 · droite sur case noire f8 · Roi noir sur case blanche g8 · Pion noir sur case blanche f7 · Pion noir sur case noire g7 · Pion noir sur case blanche h7 · Pion blanc sur case blanche h3 · Tour noire sur case blanche a2 · Pion blanc sur case noire f2 · Pion blanc sur case blanche g2 · Roi blanc sur case noire g1 | 8 |
| 7 | Tour sur case blanche c8 · droite sur case noire d8 · droite sur case blanche e8 · droite sur case noire f8 · Roi noir sur case blanche g8 · Pion noir sur case blanche f7 · Pion noir sur case noire g7 · Pion noir sur case blanche h7 · Pion blanc sur case blanche h3 · Tour noire sur case blanche a2 · Pion blanc sur case noire f2 · Pion blanc sur case blanche g2 · Roi blanc sur case noire g1 | Tour sur case blanche c8 · droite sur case noire d8 · droite sur case blanche e8 · droite sur case noire f8 · Roi noir sur case blanche g8 · Pion noir sur case blanche f7 · Pion noir sur case noire g7 · Pion noir sur case blanche h7 · Pion blanc sur case blanche h3 · Tour noire sur case blanche a2 · Pion blanc sur case noire f2 · Pion blanc sur case blanche g2 · Roi blanc sur case noire g1 | Tour sur case blanche c8 · droite sur case noire d8 · droite sur case blanche e8 · droite sur case noire f8 · Roi noir sur case blanche g8 · Pion noir sur case blanche f7 · Pion noir sur case noire g7 · Pion noir sur case blanche h7 · Pion blanc sur case blanche h3 · Tour noire sur case blanche a2 · Pion blanc sur case noire f2 · Pion blanc sur case blanche g2 · Roi blanc sur case noire g1 | Tour sur case blanche c8 · droite sur case noire d8 · droite sur case blanche e8 · droite sur case noire f8 · Roi noir sur case blanche g8 · Pion noir sur case blanche f7 · Pion noir sur case noire g7 · Pion noir sur case blanche h7 · Pion blanc sur case blanche h3 · Tour noire sur case blanche a2 · Pion blanc sur case noire f2 · Pion blanc sur case blanche g2 · Roi blanc sur case noire g1 | Tour sur case blanche c8 · droite sur case noire d8 · droite sur case blanche e8 · droite sur case noire f8 · Roi noir sur case blanche g8 · Pion noir sur case blanche f7 · Pion noir sur case noire g7 · Pion noir sur case blanche h7 · Pion blanc sur case blanche h3 · Tour noire sur case blanche a2 · Pion blanc sur case noire f2 · Pion blanc sur case blanche g2 · Roi blanc sur case noire g1 | Tour sur case blanche c8 · droite sur case noire d8 · droite sur case blanche e8 · droite sur case noire f8 · Roi noir sur case blanche g8 · Pion noir sur case blanche f7 · Pion noir sur case noire g7 · Pion noir sur case blanche h7 · Pion blanc sur case blanche h3 · Tour noire sur case blanche a2 · Pion blanc sur case noire f2 · Pion blanc sur case blanche g2 · Roi blanc sur case noire g1 | Tour sur case blanche c8 · droite sur case noire d8 · droite sur case blanche e8 · droite sur case noire f8 · Roi noir sur case blanche g8 · Pion noir sur case blanche f7 · Pion noir sur case noire g7 · Pion noir sur case blanche h7 · Pion blanc sur case blanche h3 · Tour noire sur case blanche a2 · Pion blanc sur case noire f2 · Pion blanc sur case blanche g2 · Roi blanc sur case noire g1 | Tour sur case blanche c8 · droite sur case noire d8 · droite sur case blanche e8 · droite sur case noire f8 · Roi noir sur case blanche g8 · Pion noir sur case blanche f7 · Pion noir sur case noire g7 · Pion noir sur case blanche h7 · Pion blanc sur case blanche h3 · Tour noire sur case blanche a2 · Pion blanc sur case noire f2 · Pion blanc sur case blanche g2 · Roi blanc sur case noire g1 | 7 |
| 6 | Tour sur case blanche c8 · droite sur case noire d8 · droite sur case blanche e8 · droite sur case noire f8 · Roi noir sur case blanche g8 · Pion noir sur case blanche f7 · Pion noir sur case noire g7 · Pion noir sur case blanche h7 · Pion blanc sur case blanche h3 · Tour noire sur case blanche a2 · Pion blanc sur case noire f2 · Pion blanc sur case blanche g2 · Roi blanc sur case noire g1 | Tour sur case blanche c8 · droite sur case noire d8 · droite sur case blanche e8 · droite sur case noire f8 · Roi noir sur case blanche g8 · Pion noir sur case blanche f7 · Pion noir sur case noire g7 · Pion noir sur case blanche h7 · Pion blanc sur case blanche h3 · Tour noire sur case blanche a2 · Pion blanc sur case noire f2 · Pion blanc sur case blanche g2 · Roi blanc sur case noire g1 | Tour sur case blanche c8 · droite sur case noire d8 · droite sur case blanche e8 · droite sur case noire f8 · Roi noir sur case blanche g8 · Pion noir sur case blanche f7 · Pion noir sur case noire g7 · Pion noir sur case blanche h7 · Pion blanc sur case blanche h3 · Tour noire sur case blanche a2 · Pion blanc sur case noire f2 · Pion blanc sur case blanche g2 · Roi blanc sur case noire g1 | Tour sur case blanche c8 · droite sur case noire d8 · droite sur case blanche e8 · droite sur case noire f8 · Roi noir sur case blanche g8 · Pion noir sur case blanche f7 · Pion noir sur case noire g7 · Pion noir sur case blanche h7 · Pion blanc sur case blanche h3 · Tour noire sur case blanche a2 · Pion blanc sur case noire f2 · Pion blanc sur case blanche g2 · Roi blanc sur case noire g1 | Tour sur case blanche c8 · droite sur case noire d8 · droite sur case blanche e8 · droite sur case noire f8 · Roi noir sur case blanche g8 · Pion noir sur case blanche f7 · Pion noir sur case noire g7 · Pion noir sur case blanche h7 · Pion blanc sur case blanche h3 · Tour noire sur case blanche a2 · Pion blanc sur case noire f2 · Pion blanc sur case blanche g2 · Roi blanc sur case noire g1 | Tour sur case blanche c8 · droite sur case noire d8 · droite sur case blanche e8 · droite sur case noire f8 · Roi noir sur case blanche g8 · Pion noir sur case blanche f7 · Pion noir sur case noire g7 · Pion noir sur case blanche h7 · Pion blanc sur case blanche h3 · Tour noire sur case blanche a2 · Pion blanc sur case noire f2 · Pion blanc sur case blanche g2 · Roi blanc sur case noire g1 | Tour sur case blanche c8 · droite sur case noire d8 · droite sur case blanche e8 · droite sur case noire f8 · Roi noir sur case blanche g8 · Pion noir sur case blanche f7 · Pion noir sur case noire g7 · Pion noir sur case blanche h7 · Pion blanc sur case blanche h3 · Tour noire sur case blanche a2 · Pion blanc sur case noire f2 · Pion blanc sur case blanche g2 · Roi blanc sur case noire g1 | Tour sur case blanche c8 · droite sur case noire d8 · droite sur case blanche e8 · droite sur case noire f8 · Roi noir sur case blanche g8 · Pion noir sur case blanche f7 · Pion noir sur case noire g7 · Pion noir sur case blanche h7 · Pion blanc sur case blanche h3 · Tour noire sur case blanche a2 · Pion blanc sur case noire f2 · Pion blanc sur case blanche g2 · Roi blanc sur case noire g1 | 6 |
| 5 | Tour sur case blanche c8 · droite sur case noire d8 · droite sur case blanche e8 · droite sur case noire f8 · Roi noir sur case blanche g8 · Pion noir sur case blanche f7 · Pion noir sur case noire g7 · Pion noir sur case blanche h7 · Pion blanc sur case blanche h3 · Tour noire sur case blanche a2 · Pion blanc sur case noire f2 · Pion blanc sur case blanche g2 · Roi blanc sur case noire g1 | Tour sur case blanche c8 · droite sur case noire d8 · droite sur case blanche e8 · droite sur case noire f8 · Roi noir sur case blanche g8 · Pion noir sur case blanche f7 · Pion noir sur case noire g7 · Pion noir sur case blanche h7 · Pion blanc sur case blanche h3 · Tour noire sur case blanche a2 · Pion blanc sur case noire f2 · Pion blanc sur case blanche g2 · Roi blanc sur case noire g1 | Tour sur case blanche c8 · droite sur case noire d8 · droite sur case blanche e8 · droite sur case noire f8 · Roi noir sur case blanche g8 · Pion noir sur case blanche f7 · Pion noir sur case noire g7 · Pion noir sur case blanche h7 · Pion blanc sur case blanche h3 · Tour noire sur case blanche a2 · Pion blanc sur case noire f2 · Pion blanc sur case blanche g2 · Roi blanc sur case noire g1 | Tour sur case blanche c8 · droite sur case noire d8 · droite sur case blanche e8 · droite sur case noire f8 · Roi noir sur case blanche g8 · Pion noir sur case blanche f7 · Pion noir sur case noire g7 · Pion noir sur case blanche h7 · Pion blanc sur case blanche h3 · Tour noire sur case blanche a2 · Pion blanc sur case noire f2 · Pion blanc sur case blanche g2 · Roi blanc sur case noire g1 | Tour sur case blanche c8 · droite sur case noire d8 · droite sur case blanche e8 · droite sur case noire f8 · Roi noir sur case blanche g8 · Pion noir sur case blanche f7 · Pion noir sur case noire g7 · Pion noir sur case blanche h7 · Pion blanc sur case blanche h3 · Tour noire sur case blanche a2 · Pion blanc sur case noire f2 · Pion blanc sur case blanche g2 · Roi blanc sur case noire g1 | Tour sur case blanche c8 · droite sur case noire d8 · droite sur case blanche e8 · droite sur case noire f8 · Roi noir sur case blanche g8 · Pion noir sur case blanche f7 · Pion noir sur case noire g7 · Pion noir sur case blanche h7 · Pion blanc sur case blanche h3 · Tour noire sur case blanche a2 · Pion blanc sur case noire f2 · Pion blanc sur case blanche g2 · Roi blanc sur case noire g1 | Tour sur case blanche c8 · droite sur case noire d8 · droite sur case blanche e8 · droite sur case noire f8 · Roi noir sur case blanche g8 · Pion noir sur case blanche f7 · Pion noir sur case noire g7 · Pion noir sur case blanche h7 · Pion blanc sur case blanche h3 · Tour noire sur case blanche a2 · Pion blanc sur case noire f2 · Pion blanc sur case blanche g2 · Roi blanc sur case noire g1 | Tour sur case blanche c8 · droite sur case noire d8 · droite sur case blanche e8 · droite sur case noire f8 · Roi noir sur case blanche g8 · Pion noir sur case blanche f7 · Pion noir sur case noire g7 · Pion noir sur case blanche h7 · Pion blanc sur case blanche h3 · Tour noire sur case blanche a2 · Pion blanc sur case noire f2 · Pion blanc sur case blanche g2 · Roi blanc sur case noire g1 | 5 |
| 4 | Tour sur case blanche c8 · droite sur case noire d8 · droite sur case blanche e8 · droite sur case noire f8 · Roi noir sur case blanche g8 · Pion noir sur case blanche f7 · Pion noir sur case noire g7 · Pion noir sur case blanche h7 · Pion blanc sur case blanche h3 · Tour noire sur case blanche a2 · Pion blanc sur case noire f2 · Pion blanc sur case blanche g2 · Roi blanc sur case noire g1 | Tour sur case blanche c8 · droite sur case noire d8 · droite sur case blanche e8 · droite sur case noire f8 · Roi noir sur case blanche g8 · Pion noir sur case blanche f7 · Pion noir sur case noire g7 · Pion noir sur case blanche h7 · Pion blanc sur case blanche h3 · Tour noire sur case blanche a2 · Pion blanc sur case noire f2 · Pion blanc sur case blanche g2 · Roi blanc sur case noire g1 | Tour sur case blanche c8 · droite sur case noire d8 · droite sur case blanche e8 · droite sur case noire f8 · Roi noir sur case blanche g8 · Pion noir sur case blanche f7 · Pion noir sur case noire g7 · Pion noir sur case blanche h7 · Pion blanc sur case blanche h3 · Tour noire sur case blanche a2 · Pion blanc sur case noire f2 · Pion blanc sur case blanche g2 · Roi blanc sur case noire g1 | Tour sur case blanche c8 · droite sur case noire d8 · droite sur case blanche e8 · droite sur case noire f8 · Roi noir sur case blanche g8 · Pion noir sur case blanche f7 · Pion noir sur case noire g7 · Pion noir sur case blanche h7 · Pion blanc sur case blanche h3 · Tour noire sur case blanche a2 · Pion blanc sur case noire f2 · Pion blanc sur case blanche g2 · Roi blanc sur case noire g1 | Tour sur case blanche c8 · droite sur case noire d8 · droite sur case blanche e8 · droite sur case noire f8 · Roi noir sur case blanche g8 · Pion noir sur case blanche f7 · Pion noir sur case noire g7 · Pion noir sur case blanche h7 · Pion blanc sur case blanche h3 · Tour noire sur case blanche a2 · Pion blanc sur case noire f2 · Pion blanc sur case blanche g2 · Roi blanc sur case noire g1 | Tour sur case blanche c8 · droite sur case noire d8 · droite sur case blanche e8 · droite sur case noire f8 · Roi noir sur case blanche g8 · Pion noir sur case blanche f7 · Pion noir sur case noire g7 · Pion noir sur case blanche h7 · Pion blanc sur case blanche h3 · Tour noire sur case blanche a2 · Pion blanc sur case noire f2 · Pion blanc sur case blanche g2 · Roi blanc sur case noire g1 | Tour sur case blanche c8 · droite sur case noire d8 · droite sur case blanche e8 · droite sur case noire f8 · Roi noir sur case blanche g8 · Pion noir sur case blanche f7 · Pion noir sur case noire g7 · Pion noir sur case blanche h7 · Pion blanc sur case blanche h3 · Tour noire sur case blanche a2 · Pion blanc sur case noire f2 · Pion blanc sur case blanche g2 · Roi blanc sur case noire g1 | Tour sur case blanche c8 · droite sur case noire d8 · droite sur case blanche e8 · droite sur case noire f8 · Roi noir sur case blanche g8 · Pion noir sur case blanche f7 · Pion noir sur case noire g7 · Pion noir sur case blanche h7 · Pion blanc sur case blanche h3 · Tour noire sur case blanche a2 · Pion blanc sur case noire f2 · Pion blanc sur case blanche g2 · Roi blanc sur case noire g1 | 4 |
| 3 | Tour sur case blanche c8 · droite sur case noire d8 · droite sur case blanche e8 · droite sur case noire f8 · Roi noir sur case blanche g8 · Pion noir sur case blanche f7 · Pion noir sur case noire g7 · Pion noir sur case blanche h7 · Pion blanc sur case blanche h3 · Tour noire sur case blanche a2 · Pion blanc sur case noire f2 · Pion blanc sur case blanche g2 · Roi blanc sur case noire g1 | Tour sur case blanche c8 · droite sur case noire d8 · droite sur case blanche e8 · droite sur case noire f8 · Roi noir sur case blanche g8 · Pion noir sur case blanche f7 · Pion noir sur case noire g7 · Pion noir sur case blanche h7 · Pion blanc sur case blanche h3 · Tour noire sur case blanche a2 · Pion blanc sur case noire f2 · Pion blanc sur case blanche g2 · Roi blanc sur case noire g1 | Tour sur case blanche c8 · droite sur case noire d8 · droite sur case blanche e8 · droite sur case noire f8 · Roi noir sur case blanche g8 · Pion noir sur case blanche f7 · Pion noir sur case noire g7 · Pion noir sur case blanche h7 · Pion blanc sur case blanche h3 · Tour noire sur case blanche a2 · Pion blanc sur case noire f2 · Pion blanc sur case blanche g2 · Roi blanc sur case noire g1 | Tour sur case blanche c8 · droite sur case noire d8 · droite sur case blanche e8 · droite sur case noire f8 · Roi noir sur case blanche g8 · Pion noir sur case blanche f7 · Pion noir sur case noire g7 · Pion noir sur case blanche h7 · Pion blanc sur case blanche h3 · Tour noire sur case blanche a2 · Pion blanc sur case noire f2 · Pion blanc sur case blanche g2 · Roi blanc sur case noire g1 | Tour sur case blanche c8 · droite sur case noire d8 · droite sur case blanche e8 · droite sur case noire f8 · Roi noir sur case blanche g8 · Pion noir sur case blanche f7 · Pion noir sur case noire g7 · Pion noir sur case blanche h7 · Pion blanc sur case blanche h3 · Tour noire sur case blanche a2 · Pion blanc sur case noire f2 · Pion blanc sur case blanche g2 · Roi blanc sur case noire g1 | Tour sur case blanche c8 · droite sur case noire d8 · droite sur case blanche e8 · droite sur case noire f8 · Roi noir sur case blanche g8 · Pion noir sur case blanche f7 · Pion noir sur case noire g7 · Pion noir sur case blanche h7 · Pion blanc sur case blanche h3 · Tour noire sur case blanche a2 · Pion blanc sur case noire f2 · Pion blanc sur case blanche g2 · Roi blanc sur case noire g1 | Tour sur case blanche c8 · droite sur case noire d8 · droite sur case blanche e8 · droite sur case noire f8 · Roi noir sur case blanche g8 · Pion noir sur case blanche f7 · Pion noir sur case noire g7 · Pion noir sur case blanche h7 · Pion blanc sur case blanche h3 · Tour noire sur case blanche a2 · Pion blanc sur case noire f2 · Pion blanc sur case blanche g2 · Roi blanc sur case noire g1 | Tour sur case blanche c8 · droite sur case noire d8 · droite sur case blanche e8 · droite sur case noire f8 · Roi noir sur case blanche g8 · Pion noir sur case blanche f7 · Pion noir sur case noire g7 · Pion noir sur case blanche h7 · Pion blanc sur case blanche h3 · Tour noire sur case blanche a2 · Pion blanc sur case noire f2 · Pion blanc sur case blanche g2 · Roi blanc sur case noire g1 | 3 |
| 2 | Tour sur case blanche c8 · droite sur case noire d8 · droite sur case blanche e8 · droite sur case noire f8 · Roi noir sur case blanche g8 · Pion noir sur case blanche f7 · Pion noir sur case noire g7 · Pion noir sur case blanche h7 · Pion blanc sur case blanche h3 · Tour noire sur case blanche a2 · Pion blanc sur case noire f2 · Pion blanc sur case blanche g2 · Roi blanc sur case noire g1 | Tour sur case blanche c8 · droite sur case noire d8 · droite sur case blanche e8 · droite sur case noire f8 · Roi noir sur case blanche g8 · Pion noir sur case blanche f7 · Pion noir sur case noire g7 · Pion noir sur case blanche h7 · Pion blanc sur case blanche h3 · Tour noire sur case blanche a2 · Pion blanc sur case noire f2 · Pion blanc sur case blanche g2 · Roi blanc sur case noire g1 | Tour sur case blanche c8 · droite sur case noire d8 · droite sur case blanche e8 · droite sur case noire f8 · Roi noir sur case blanche g8 · Pion noir sur case blanche f7 · Pion noir sur case noire g7 · Pion noir sur case blanche h7 · Pion blanc sur case blanche h3 · Tour noire sur case blanche a2 · Pion blanc sur case noire f2 · Pion blanc sur case blanche g2 · Roi blanc sur case noire g1 | Tour sur case blanche c8 · droite sur case noire d8 · droite sur case blanche e8 · droite sur case noire f8 · Roi noir sur case blanche g8 · Pion noir sur case blanche f7 · Pion noir sur case noire g7 · Pion noir sur case blanche h7 · Pion blanc sur case blanche h3 · Tour noire sur case blanche a2 · Pion blanc sur case noire f2 · Pion blanc sur case blanche g2 · Roi blanc sur case noire g1 | Tour sur case blanche c8 · droite sur case noire d8 · droite sur case blanche e8 · droite sur case noire f8 · Roi noir sur case blanche g8 · Pion noir sur case blanche f7 · Pion noir sur case noire g7 · Pion noir sur case blanche h7 · Pion blanc sur case blanche h3 · Tour noire sur case blanche a2 · Pion blanc sur case noire f2 · Pion blanc sur case blanche g2 · Roi blanc sur case noire g1 | Tour sur case blanche c8 · droite sur case noire d8 · droite sur case blanche e8 · droite sur case noire f8 · Roi noir sur case blanche g8 · Pion noir sur case blanche f7 · Pion noir sur case noire g7 · Pion noir sur case blanche h7 · Pion blanc sur case blanche h3 · Tour noire sur case blanche a2 · Pion blanc sur case noire f2 · Pion blanc sur case blanche g2 · Roi blanc sur case noire g1 | Tour sur case blanche c8 · droite sur case noire d8 · droite sur case blanche e8 · droite sur case noire f8 · Roi noir sur case blanche g8 · Pion noir sur case blanche f7 · Pion noir sur case noire g7 · Pion noir sur case blanche h7 · Pion blanc sur case blanche h3 · Tour noire sur case blanche a2 · Pion blanc sur case noire f2 · Pion blanc sur case blanche g2 · Roi blanc sur case noire g1 | Tour sur case blanche c8 · droite sur case noire d8 · droite sur case blanche e8 · droite sur case noire f8 · Roi noir sur case blanche g8 · Pion noir sur case blanche f7 · Pion noir sur case noire g7 · Pion noir sur case blanche h7 · Pion blanc sur case blanche h3 · Tour noire sur case blanche a2 · Pion blanc sur case noire f2 · Pion blanc sur case blanche g2 · Roi blanc sur case noire g1 | 2 |
| 1 | Tour sur case blanche c8 · droite sur case noire d8 · droite sur case blanche e8 · droite sur case noire f8 · Roi noir sur case blanche g8 · Pion noir sur case blanche f7 · Pion noir sur case noire g7 · Pion noir sur case blanche h7 · Pion blanc sur case blanche h3 · Tour noire sur case blanche a2 · Pion blanc sur case noire f2 · Pion blanc sur case blanche g2 · Roi blanc sur case noire g1 | Tour sur case blanche c8 · droite sur case noire d8 · droite sur case blanche e8 · droite sur case noire f8 · Roi noir sur case blanche g8 · Pion noir sur case blanche f7 · Pion noir sur case noire g7 · Pion noir sur case blanche h7 · Pion blanc sur case blanche h3 · Tour noire sur case blanche a2 · Pion blanc sur case noire f2 · Pion blanc sur case blanche g2 · Roi blanc sur case noire g1 | Tour sur case blanche c8 · droite sur case noire d8 · droite sur case blanche e8 · droite sur case noire f8 · Roi noir sur case blanche g8 · Pion noir sur case blanche f7 · Pion noir sur case noire g7 · Pion noir sur case blanche h7 · Pion blanc sur case blanche h3 · Tour noire sur case blanche a2 · Pion blanc sur case noire f2 · Pion blanc sur case blanche g2 · Roi blanc sur case noire g1 | Tour sur case blanche c8 · droite sur case noire d8 · droite sur case blanche e8 · droite sur case noire f8 · Roi noir sur case blanche g8 · Pion noir sur case blanche f7 · Pion noir sur case noire g7 · Pion noir sur case blanche h7 · Pion blanc sur case blanche h3 · Tour noire sur case blanche a2 · Pion blanc sur case noire f2 · Pion blanc sur case blanche g2 · Roi blanc sur case noire g1 | Tour sur case blanche c8 · droite sur case noire d8 · droite sur case blanche e8 · droite sur case noire f8 · Roi noir sur case blanche g8 · Pion noir sur case blanche f7 · Pion noir sur case noire g7 · Pion noir sur case blanche h7 · Pion blanc sur case blanche h3 · Tour noire sur case blanche a2 · Pion blanc sur case noire f2 · Pion blanc sur case blanche g2 · Roi blanc sur case noire g1 | Tour sur case blanche c8 · droite sur case noire d8 · droite sur case blanche e8 · droite sur case noire f8 · Roi noir sur case blanche g8 · Pion noir sur case blanche f7 · Pion noir sur case noire g7 · Pion noir sur case blanche h7 · Pion blanc sur case blanche h3 · Tour noire sur case blanche a2 · Pion blanc sur case noire f2 · Pion blanc sur case blanche g2 · Roi blanc sur case noire g1 | Tour sur case blanche c8 · droite sur case noire d8 · droite sur case blanche e8 · droite sur case noire f8 · Roi noir sur case blanche g8 · Pion noir sur case blanche f7 · Pion noir sur case noire g7 · Pion noir sur case blanche h7 · Pion blanc sur case blanche h3 · Tour noire sur case blanche a2 · Pion blanc sur case noire f2 · Pion blanc sur case blanche g2 · Roi blanc sur case noire g1 | Tour sur case blanche c8 · droite sur case noire d8 · droite sur case blanche e8 · droite sur case noire f8 · Roi noir sur case blanche g8 · Pion noir sur case blanche f7 · Pion noir sur case noire g7 · Pion noir sur case blanche h7 · Pion blanc sur case blanche h3 · Tour noire sur case blanche a2 · Pion blanc sur case noire f2 · Pion blanc sur case blanche g2 · Roi blanc sur case noire g1 | 1 |
|   | a | b | c | d | e | f | g | h |   |

Échec et matmenace contre le roi adverse telle qu'il n'est pas possible d'éviter la capture du roi au coup suivant. Met fin à la partie.
Échec perpétuelsituation dans laquelle un joueur peut donner une série illimitée d'échecs à son adversaire, sans que ce dernier ne puisse y échapper ; l'échec perpétuel est considéré comme un cas de nulle.
Échecs aléatoires Fischervariante du jeu d'échecs où la position initiale des pièces de la première rangée est déterminée aléatoirement au début de la partie. Aussi appelé « Échecs 960 » (Fischer Random Chess ou Chess960).
Échecs Capablancavariante du jeu d'échecs avec un échiquier plus grand et des pièces supplémentaires, inventée par l'ancien champion du monde José Raúl Capablanca.
Échecs féériquesvariante du jeu d'échecs dans laquelle les règles traditionnelles ne sont pas respectées ; ajoute de nouvelles pièces avec des déplacements spéciaux (par ex. voir « Cavalier de la nuit », « Impératrice » ou « Sauterelle »).
Échiquierplateau carré de 64 cases sur lequel se joue une partie d'échecs. Sur l'échiquier : se dit des parties jouées dans les conditions de tournoi classique, par opposition au jeu par correspondance, au jeu en ligne ou à l'analyse.
 Dans les compétitions par équipes (olympiade d'échecs par exemple), l'échiquier désigne la position d'un joueur  d'un équipelors d'un match : premier échiquier = joueur en première position, échiquier de réserve = joueur remplaçant.
ECO (code)code de classification des ouvertures de l’Encyclopédie des ouvertures d'échecs.
École hypermodernecourant de pensée élaboré au début du XXe siècle prônant un contrôle du centre de l'échiquier à distance, en vue de l'attaquer par les flancs plutôt que de l'occuper physiquement avec des pions (« contrôler » le centre mais ne pas l'« occuper »).
Égalisationle fait d'avoir obtenu une position égale. Soit lorsque l'avantage du trait initial des Blancs a disparu, soit lorsqu'un camp en infériorité a rétabli la situation avec une manœuvre tactique.
Elo (classement)nombre compris généralement entre 800 (débutant) et 3500 (meilleurs logiciels d'échecs) évaluant la force d'un joueur (humain ou cybernétique). Provient de Arpad Elo, l'inventeur de cette méthode de calcul ; ce n'est donc pas, comme beaucoup le croient, un acronyme.
|   | a | b | c | d | e | f | g | h |   |
| 8 | Dame blanche sur case blanche a8 · Fou sur case blanche b7 · Pion noir sur case blanche f7 · Roi noir sur case noire g7 · bas droite sur case blanche c6 · Pion noir sur case blanche e6 · Pion noir sur case blanche g6 · Tour noire sur case blanche d5 · Dame noire sur case blanche e4 · Pion blanc sur case noire a3 · Pion blanc sur case blanche b3 · Roi blanc sur case blanche a2 · Pion blanc sur case noire b2 | Dame blanche sur case blanche a8 · Fou sur case blanche b7 · Pion noir sur case blanche f7 · Roi noir sur case noire g7 · bas droite sur case blanche c6 · Pion noir sur case blanche e6 · Pion noir sur case blanche g6 · Tour noire sur case blanche d5 · Dame noire sur case blanche e4 · Pion blanc sur case noire a3 · Pion blanc sur case blanche b3 · Roi blanc sur case blanche a2 · Pion blanc sur case noire b2 | Dame blanche sur case blanche a8 · Fou sur case blanche b7 · Pion noir sur case blanche f7 · Roi noir sur case noire g7 · bas droite sur case blanche c6 · Pion noir sur case blanche e6 · Pion noir sur case blanche g6 · Tour noire sur case blanche d5 · Dame noire sur case blanche e4 · Pion blanc sur case noire a3 · Pion blanc sur case blanche b3 · Roi blanc sur case blanche a2 · Pion blanc sur case noire b2 | Dame blanche sur case blanche a8 · Fou sur case blanche b7 · Pion noir sur case blanche f7 · Roi noir sur case noire g7 · bas droite sur case blanche c6 · Pion noir sur case blanche e6 · Pion noir sur case blanche g6 · Tour noire sur case blanche d5 · Dame noire sur case blanche e4 · Pion blanc sur case noire a3 · Pion blanc sur case blanche b3 · Roi blanc sur case blanche a2 · Pion blanc sur case noire b2 | Dame blanche sur case blanche a8 · Fou sur case blanche b7 · Pion noir sur case blanche f7 · Roi noir sur case noire g7 · bas droite sur case blanche c6 · Pion noir sur case blanche e6 · Pion noir sur case blanche g6 · Tour noire sur case blanche d5 · Dame noire sur case blanche e4 · Pion blanc sur case noire a3 · Pion blanc sur case blanche b3 · Roi blanc sur case blanche a2 · Pion blanc sur case noire b2 | Dame blanche sur case blanche a8 · Fou sur case blanche b7 · Pion noir sur case blanche f7 · Roi noir sur case noire g7 · bas droite sur case blanche c6 · Pion noir sur case blanche e6 · Pion noir sur case blanche g6 · Tour noire sur case blanche d5 · Dame noire sur case blanche e4 · Pion blanc sur case noire a3 · Pion blanc sur case blanche b3 · Roi blanc sur case blanche a2 · Pion blanc sur case noire b2 | Dame blanche sur case blanche a8 · Fou sur case blanche b7 · Pion noir sur case blanche f7 · Roi noir sur case noire g7 · bas droite sur case blanche c6 · Pion noir sur case blanche e6 · Pion noir sur case blanche g6 · Tour noire sur case blanche d5 · Dame noire sur case blanche e4 · Pion blanc sur case noire a3 · Pion blanc sur case blanche b3 · Roi blanc sur case blanche a2 · Pion blanc sur case noire b2 | Dame blanche sur case blanche a8 · Fou sur case blanche b7 · Pion noir sur case blanche f7 · Roi noir sur case noire g7 · bas droite sur case blanche c6 · Pion noir sur case blanche e6 · Pion noir sur case blanche g6 · Tour noire sur case blanche d5 · Dame noire sur case blanche e4 · Pion blanc sur case noire a3 · Pion blanc sur case blanche b3 · Roi blanc sur case blanche a2 · Pion blanc sur case noire b2 | 8 |
| 7 | Dame blanche sur case blanche a8 · Fou sur case blanche b7 · Pion noir sur case blanche f7 · Roi noir sur case noire g7 · bas droite sur case blanche c6 · Pion noir sur case blanche e6 · Pion noir sur case blanche g6 · Tour noire sur case blanche d5 · Dame noire sur case blanche e4 · Pion blanc sur case noire a3 · Pion blanc sur case blanche b3 · Roi blanc sur case blanche a2 · Pion blanc sur case noire b2 | Dame blanche sur case blanche a8 · Fou sur case blanche b7 · Pion noir sur case blanche f7 · Roi noir sur case noire g7 · bas droite sur case blanche c6 · Pion noir sur case blanche e6 · Pion noir sur case blanche g6 · Tour noire sur case blanche d5 · Dame noire sur case blanche e4 · Pion blanc sur case noire a3 · Pion blanc sur case blanche b3 · Roi blanc sur case blanche a2 · Pion blanc sur case noire b2 | Dame blanche sur case blanche a8 · Fou sur case blanche b7 · Pion noir sur case blanche f7 · Roi noir sur case noire g7 · bas droite sur case blanche c6 · Pion noir sur case blanche e6 · Pion noir sur case blanche g6 · Tour noire sur case blanche d5 · Dame noire sur case blanche e4 · Pion blanc sur case noire a3 · Pion blanc sur case blanche b3 · Roi blanc sur case blanche a2 · Pion blanc sur case noire b2 | Dame blanche sur case blanche a8 · Fou sur case blanche b7 · Pion noir sur case blanche f7 · Roi noir sur case noire g7 · bas droite sur case blanche c6 · Pion noir sur case blanche e6 · Pion noir sur case blanche g6 · Tour noire sur case blanche d5 · Dame noire sur case blanche e4 · Pion blanc sur case noire a3 · Pion blanc sur case blanche b3 · Roi blanc sur case blanche a2 · Pion blanc sur case noire b2 | Dame blanche sur case blanche a8 · Fou sur case blanche b7 · Pion noir sur case blanche f7 · Roi noir sur case noire g7 · bas droite sur case blanche c6 · Pion noir sur case blanche e6 · Pion noir sur case blanche g6 · Tour noire sur case blanche d5 · Dame noire sur case blanche e4 · Pion blanc sur case noire a3 · Pion blanc sur case blanche b3 · Roi blanc sur case blanche a2 · Pion blanc sur case noire b2 | Dame blanche sur case blanche a8 · Fou sur case blanche b7 · Pion noir sur case blanche f7 · Roi noir sur case noire g7 · bas droite sur case blanche c6 · Pion noir sur case blanche e6 · Pion noir sur case blanche g6 · Tour noire sur case blanche d5 · Dame noire sur case blanche e4 · Pion blanc sur case noire a3 · Pion blanc sur case blanche b3 · Roi blanc sur case blanche a2 · Pion blanc sur case noire b2 | Dame blanche sur case blanche a8 · Fou sur case blanche b7 · Pion noir sur case blanche f7 · Roi noir sur case noire g7 · bas droite sur case blanche c6 · Pion noir sur case blanche e6 · Pion noir sur case blanche g6 · Tour noire sur case blanche d5 · Dame noire sur case blanche e4 · Pion blanc sur case noire a3 · Pion blanc sur case blanche b3 · Roi blanc sur case blanche a2 · Pion blanc sur case noire b2 | Dame blanche sur case blanche a8 · Fou sur case blanche b7 · Pion noir sur case blanche f7 · Roi noir sur case noire g7 · bas droite sur case blanche c6 · Pion noir sur case blanche e6 · Pion noir sur case blanche g6 · Tour noire sur case blanche d5 · Dame noire sur case blanche e4 · Pion blanc sur case noire a3 · Pion blanc sur case blanche b3 · Roi blanc sur case blanche a2 · Pion blanc sur case noire b2 | 7 |
| 6 | Dame blanche sur case blanche a8 · Fou sur case blanche b7 · Pion noir sur case blanche f7 · Roi noir sur case noire g7 · bas droite sur case blanche c6 · Pion noir sur case blanche e6 · Pion noir sur case blanche g6 · Tour noire sur case blanche d5 · Dame noire sur case blanche e4 · Pion blanc sur case noire a3 · Pion blanc sur case blanche b3 · Roi blanc sur case blanche a2 · Pion blanc sur case noire b2 | Dame blanche sur case blanche a8 · Fou sur case blanche b7 · Pion noir sur case blanche f7 · Roi noir sur case noire g7 · bas droite sur case blanche c6 · Pion noir sur case blanche e6 · Pion noir sur case blanche g6 · Tour noire sur case blanche d5 · Dame noire sur case blanche e4 · Pion blanc sur case noire a3 · Pion blanc sur case blanche b3 · Roi blanc sur case blanche a2 · Pion blanc sur case noire b2 | Dame blanche sur case blanche a8 · Fou sur case blanche b7 · Pion noir sur case blanche f7 · Roi noir sur case noire g7 · bas droite sur case blanche c6 · Pion noir sur case blanche e6 · Pion noir sur case blanche g6 · Tour noire sur case blanche d5 · Dame noire sur case blanche e4 · Pion blanc sur case noire a3 · Pion blanc sur case blanche b3 · Roi blanc sur case blanche a2 · Pion blanc sur case noire b2 | Dame blanche sur case blanche a8 · Fou sur case blanche b7 · Pion noir sur case blanche f7 · Roi noir sur case noire g7 · bas droite sur case blanche c6 · Pion noir sur case blanche e6 · Pion noir sur case blanche g6 · Tour noire sur case blanche d5 · Dame noire sur case blanche e4 · Pion blanc sur case noire a3 · Pion blanc sur case blanche b3 · Roi blanc sur case blanche a2 · Pion blanc sur case noire b2 | Dame blanche sur case blanche a8 · Fou sur case blanche b7 · Pion noir sur case blanche f7 · Roi noir sur case noire g7 · bas droite sur case blanche c6 · Pion noir sur case blanche e6 · Pion noir sur case blanche g6 · Tour noire sur case blanche d5 · Dame noire sur case blanche e4 · Pion blanc sur case noire a3 · Pion blanc sur case blanche b3 · Roi blanc sur case blanche a2 · Pion blanc sur case noire b2 | Dame blanche sur case blanche a8 · Fou sur case blanche b7 · Pion noir sur case blanche f7 · Roi noir sur case noire g7 · bas droite sur case blanche c6 · Pion noir sur case blanche e6 · Pion noir sur case blanche g6 · Tour noire sur case blanche d5 · Dame noire sur case blanche e4 · Pion blanc sur case noire a3 · Pion blanc sur case blanche b3 · Roi blanc sur case blanche a2 · Pion blanc sur case noire b2 | Dame blanche sur case blanche a8 · Fou sur case blanche b7 · Pion noir sur case blanche f7 · Roi noir sur case noire g7 · bas droite sur case blanche c6 · Pion noir sur case blanche e6 · Pion noir sur case blanche g6 · Tour noire sur case blanche d5 · Dame noire sur case blanche e4 · Pion blanc sur case noire a3 · Pion blanc sur case blanche b3 · Roi blanc sur case blanche a2 · Pion blanc sur case noire b2 | Dame blanche sur case blanche a8 · Fou sur case blanche b7 · Pion noir sur case blanche f7 · Roi noir sur case noire g7 · bas droite sur case blanche c6 · Pion noir sur case blanche e6 · Pion noir sur case blanche g6 · Tour noire sur case blanche d5 · Dame noire sur case blanche e4 · Pion blanc sur case noire a3 · Pion blanc sur case blanche b3 · Roi blanc sur case blanche a2 · Pion blanc sur case noire b2 | 6 |
| 5 | Dame blanche sur case blanche a8 · Fou sur case blanche b7 · Pion noir sur case blanche f7 · Roi noir sur case noire g7 · bas droite sur case blanche c6 · Pion noir sur case blanche e6 · Pion noir sur case blanche g6 · Tour noire sur case blanche d5 · Dame noire sur case blanche e4 · Pion blanc sur case noire a3 · Pion blanc sur case blanche b3 · Roi blanc sur case blanche a2 · Pion blanc sur case noire b2 | Dame blanche sur case blanche a8 · Fou sur case blanche b7 · Pion noir sur case blanche f7 · Roi noir sur case noire g7 · bas droite sur case blanche c6 · Pion noir sur case blanche e6 · Pion noir sur case blanche g6 · Tour noire sur case blanche d5 · Dame noire sur case blanche e4 · Pion blanc sur case noire a3 · Pion blanc sur case blanche b3 · Roi blanc sur case blanche a2 · Pion blanc sur case noire b2 | Dame blanche sur case blanche a8 · Fou sur case blanche b7 · Pion noir sur case blanche f7 · Roi noir sur case noire g7 · bas droite sur case blanche c6 · Pion noir sur case blanche e6 · Pion noir sur case blanche g6 · Tour noire sur case blanche d5 · Dame noire sur case blanche e4 · Pion blanc sur case noire a3 · Pion blanc sur case blanche b3 · Roi blanc sur case blanche a2 · Pion blanc sur case noire b2 | Dame blanche sur case blanche a8 · Fou sur case blanche b7 · Pion noir sur case blanche f7 · Roi noir sur case noire g7 · bas droite sur case blanche c6 · Pion noir sur case blanche e6 · Pion noir sur case blanche g6 · Tour noire sur case blanche d5 · Dame noire sur case blanche e4 · Pion blanc sur case noire a3 · Pion blanc sur case blanche b3 · Roi blanc sur case blanche a2 · Pion blanc sur case noire b2 | Dame blanche sur case blanche a8 · Fou sur case blanche b7 · Pion noir sur case blanche f7 · Roi noir sur case noire g7 · bas droite sur case blanche c6 · Pion noir sur case blanche e6 · Pion noir sur case blanche g6 · Tour noire sur case blanche d5 · Dame noire sur case blanche e4 · Pion blanc sur case noire a3 · Pion blanc sur case blanche b3 · Roi blanc sur case blanche a2 · Pion blanc sur case noire b2 | Dame blanche sur case blanche a8 · Fou sur case blanche b7 · Pion noir sur case blanche f7 · Roi noir sur case noire g7 · bas droite sur case blanche c6 · Pion noir sur case blanche e6 · Pion noir sur case blanche g6 · Tour noire sur case blanche d5 · Dame noire sur case blanche e4 · Pion blanc sur case noire a3 · Pion blanc sur case blanche b3 · Roi blanc sur case blanche a2 · Pion blanc sur case noire b2 | Dame blanche sur case blanche a8 · Fou sur case blanche b7 · Pion noir sur case blanche f7 · Roi noir sur case noire g7 · bas droite sur case blanche c6 · Pion noir sur case blanche e6 · Pion noir sur case blanche g6 · Tour noire sur case blanche d5 · Dame noire sur case blanche e4 · Pion blanc sur case noire a3 · Pion blanc sur case blanche b3 · Roi blanc sur case blanche a2 · Pion blanc sur case noire b2 | Dame blanche sur case blanche a8 · Fou sur case blanche b7 · Pion noir sur case blanche f7 · Roi noir sur case noire g7 · bas droite sur case blanche c6 · Pion noir sur case blanche e6 · Pion noir sur case blanche g6 · Tour noire sur case blanche d5 · Dame noire sur case blanche e4 · Pion blanc sur case noire a3 · Pion blanc sur case blanche b3 · Roi blanc sur case blanche a2 · Pion blanc sur case noire b2 | 5 |
| 4 | Dame blanche sur case blanche a8 · Fou sur case blanche b7 · Pion noir sur case blanche f7 · Roi noir sur case noire g7 · bas droite sur case blanche c6 · Pion noir sur case blanche e6 · Pion noir sur case blanche g6 · Tour noire sur case blanche d5 · Dame noire sur case blanche e4 · Pion blanc sur case noire a3 · Pion blanc sur case blanche b3 · Roi blanc sur case blanche a2 · Pion blanc sur case noire b2 | Dame blanche sur case blanche a8 · Fou sur case blanche b7 · Pion noir sur case blanche f7 · Roi noir sur case noire g7 · bas droite sur case blanche c6 · Pion noir sur case blanche e6 · Pion noir sur case blanche g6 · Tour noire sur case blanche d5 · Dame noire sur case blanche e4 · Pion blanc sur case noire a3 · Pion blanc sur case blanche b3 · Roi blanc sur case blanche a2 · Pion blanc sur case noire b2 | Dame blanche sur case blanche a8 · Fou sur case blanche b7 · Pion noir sur case blanche f7 · Roi noir sur case noire g7 · bas droite sur case blanche c6 · Pion noir sur case blanche e6 · Pion noir sur case blanche g6 · Tour noire sur case blanche d5 · Dame noire sur case blanche e4 · Pion blanc sur case noire a3 · Pion blanc sur case blanche b3 · Roi blanc sur case blanche a2 · Pion blanc sur case noire b2 | Dame blanche sur case blanche a8 · Fou sur case blanche b7 · Pion noir sur case blanche f7 · Roi noir sur case noire g7 · bas droite sur case blanche c6 · Pion noir sur case blanche e6 · Pion noir sur case blanche g6 · Tour noire sur case blanche d5 · Dame noire sur case blanche e4 · Pion blanc sur case noire a3 · Pion blanc sur case blanche b3 · Roi blanc sur case blanche a2 · Pion blanc sur case noire b2 | Dame blanche sur case blanche a8 · Fou sur case blanche b7 · Pion noir sur case blanche f7 · Roi noir sur case noire g7 · bas droite sur case blanche c6 · Pion noir sur case blanche e6 · Pion noir sur case blanche g6 · Tour noire sur case blanche d5 · Dame noire sur case blanche e4 · Pion blanc sur case noire a3 · Pion blanc sur case blanche b3 · Roi blanc sur case blanche a2 · Pion blanc sur case noire b2 | Dame blanche sur case blanche a8 · Fou sur case blanche b7 · Pion noir sur case blanche f7 · Roi noir sur case noire g7 · bas droite sur case blanche c6 · Pion noir sur case blanche e6 · Pion noir sur case blanche g6 · Tour noire sur case blanche d5 · Dame noire sur case blanche e4 · Pion blanc sur case noire a3 · Pion blanc sur case blanche b3 · Roi blanc sur case blanche a2 · Pion blanc sur case noire b2 | Dame blanche sur case blanche a8 · Fou sur case blanche b7 · Pion noir sur case blanche f7 · Roi noir sur case noire g7 · bas droite sur case blanche c6 · Pion noir sur case blanche e6 · Pion noir sur case blanche g6 · Tour noire sur case blanche d5 · Dame noire sur case blanche e4 · Pion blanc sur case noire a3 · Pion blanc sur case blanche b3 · Roi blanc sur case blanche a2 · Pion blanc sur case noire b2 | Dame blanche sur case blanche a8 · Fou sur case blanche b7 · Pion noir sur case blanche f7 · Roi noir sur case noire g7 · bas droite sur case blanche c6 · Pion noir sur case blanche e6 · Pion noir sur case blanche g6 · Tour noire sur case blanche d5 · Dame noire sur case blanche e4 · Pion blanc sur case noire a3 · Pion blanc sur case blanche b3 · Roi blanc sur case blanche a2 · Pion blanc sur case noire b2 | 4 |
| 3 | Dame blanche sur case blanche a8 · Fou sur case blanche b7 · Pion noir sur case blanche f7 · Roi noir sur case noire g7 · bas droite sur case blanche c6 · Pion noir sur case blanche e6 · Pion noir sur case blanche g6 · Tour noire sur case blanche d5 · Dame noire sur case blanche e4 · Pion blanc sur case noire a3 · Pion blanc sur case blanche b3 · Roi blanc sur case blanche a2 · Pion blanc sur case noire b2 | Dame blanche sur case blanche a8 · Fou sur case blanche b7 · Pion noir sur case blanche f7 · Roi noir sur case noire g7 · bas droite sur case blanche c6 · Pion noir sur case blanche e6 · Pion noir sur case blanche g6 · Tour noire sur case blanche d5 · Dame noire sur case blanche e4 · Pion blanc sur case noire a3 · Pion blanc sur case blanche b3 · Roi blanc sur case blanche a2 · Pion blanc sur case noire b2 | Dame blanche sur case blanche a8 · Fou sur case blanche b7 · Pion noir sur case blanche f7 · Roi noir sur case noire g7 · bas droite sur case blanche c6 · Pion noir sur case blanche e6 · Pion noir sur case blanche g6 · Tour noire sur case blanche d5 · Dame noire sur case blanche e4 · Pion blanc sur case noire a3 · Pion blanc sur case blanche b3 · Roi blanc sur case blanche a2 · Pion blanc sur case noire b2 | Dame blanche sur case blanche a8 · Fou sur case blanche b7 · Pion noir sur case blanche f7 · Roi noir sur case noire g7 · bas droite sur case blanche c6 · Pion noir sur case blanche e6 · Pion noir sur case blanche g6 · Tour noire sur case blanche d5 · Dame noire sur case blanche e4 · Pion blanc sur case noire a3 · Pion blanc sur case blanche b3 · Roi blanc sur case blanche a2 · Pion blanc sur case noire b2 | Dame blanche sur case blanche a8 · Fou sur case blanche b7 · Pion noir sur case blanche f7 · Roi noir sur case noire g7 · bas droite sur case blanche c6 · Pion noir sur case blanche e6 · Pion noir sur case blanche g6 · Tour noire sur case blanche d5 · Dame noire sur case blanche e4 · Pion blanc sur case noire a3 · Pion blanc sur case blanche b3 · Roi blanc sur case blanche a2 · Pion blanc sur case noire b2 | Dame blanche sur case blanche a8 · Fou sur case blanche b7 · Pion noir sur case blanche f7 · Roi noir sur case noire g7 · bas droite sur case blanche c6 · Pion noir sur case blanche e6 · Pion noir sur case blanche g6 · Tour noire sur case blanche d5 · Dame noire sur case blanche e4 · Pion blanc sur case noire a3 · Pion blanc sur case blanche b3 · Roi blanc sur case blanche a2 · Pion blanc sur case noire b2 | Dame blanche sur case blanche a8 · Fou sur case blanche b7 · Pion noir sur case blanche f7 · Roi noir sur case noire g7 · bas droite sur case blanche c6 · Pion noir sur case blanche e6 · Pion noir sur case blanche g6 · Tour noire sur case blanche d5 · Dame noire sur case blanche e4 · Pion blanc sur case noire a3 · Pion blanc sur case blanche b3 · Roi blanc sur case blanche a2 · Pion blanc sur case noire b2 | Dame blanche sur case blanche a8 · Fou sur case blanche b7 · Pion noir sur case blanche f7 · Roi noir sur case noire g7 · bas droite sur case blanche c6 · Pion noir sur case blanche e6 · Pion noir sur case blanche g6 · Tour noire sur case blanche d5 · Dame noire sur case blanche e4 · Pion blanc sur case noire a3 · Pion blanc sur case blanche b3 · Roi blanc sur case blanche a2 · Pion blanc sur case noire b2 | 3 |
| 2 | Dame blanche sur case blanche a8 · Fou sur case blanche b7 · Pion noir sur case blanche f7 · Roi noir sur case noire g7 · bas droite sur case blanche c6 · Pion noir sur case blanche e6 · Pion noir sur case blanche g6 · Tour noire sur case blanche d5 · Dame noire sur case blanche e4 · Pion blanc sur case noire a3 · Pion blanc sur case blanche b3 · Roi blanc sur case blanche a2 · Pion blanc sur case noire b2 | Dame blanche sur case blanche a8 · Fou sur case blanche b7 · Pion noir sur case blanche f7 · Roi noir sur case noire g7 · bas droite sur case blanche c6 · Pion noir sur case blanche e6 · Pion noir sur case blanche g6 · Tour noire sur case blanche d5 · Dame noire sur case blanche e4 · Pion blanc sur case noire a3 · Pion blanc sur case blanche b3 · Roi blanc sur case blanche a2 · Pion blanc sur case noire b2 | Dame blanche sur case blanche a8 · Fou sur case blanche b7 · Pion noir sur case blanche f7 · Roi noir sur case noire g7 · bas droite sur case blanche c6 · Pion noir sur case blanche e6 · Pion noir sur case blanche g6 · Tour noire sur case blanche d5 · Dame noire sur case blanche e4 · Pion blanc sur case noire a3 · Pion blanc sur case blanche b3 · Roi blanc sur case blanche a2 · Pion blanc sur case noire b2 | Dame blanche sur case blanche a8 · Fou sur case blanche b7 · Pion noir sur case blanche f7 · Roi noir sur case noire g7 · bas droite sur case blanche c6 · Pion noir sur case blanche e6 · Pion noir sur case blanche g6 · Tour noire sur case blanche d5 · Dame noire sur case blanche e4 · Pion blanc sur case noire a3 · Pion blanc sur case blanche b3 · Roi blanc sur case blanche a2 · Pion blanc sur case noire b2 | Dame blanche sur case blanche a8 · Fou sur case blanche b7 · Pion noir sur case blanche f7 · Roi noir sur case noire g7 · bas droite sur case blanche c6 · Pion noir sur case blanche e6 · Pion noir sur case blanche g6 · Tour noire sur case blanche d5 · Dame noire sur case blanche e4 · Pion blanc sur case noire a3 · Pion blanc sur case blanche b3 · Roi blanc sur case blanche a2 · Pion blanc sur case noire b2 | Dame blanche sur case blanche a8 · Fou sur case blanche b7 · Pion noir sur case blanche f7 · Roi noir sur case noire g7 · bas droite sur case blanche c6 · Pion noir sur case blanche e6 · Pion noir sur case blanche g6 · Tour noire sur case blanche d5 · Dame noire sur case blanche e4 · Pion blanc sur case noire a3 · Pion blanc sur case blanche b3 · Roi blanc sur case blanche a2 · Pion blanc sur case noire b2 | Dame blanche sur case blanche a8 · Fou sur case blanche b7 · Pion noir sur case blanche f7 · Roi noir sur case noire g7 · bas droite sur case blanche c6 · Pion noir sur case blanche e6 · Pion noir sur case blanche g6 · Tour noire sur case blanche d5 · Dame noire sur case blanche e4 · Pion blanc sur case noire a3 · Pion blanc sur case blanche b3 · Roi blanc sur case blanche a2 · Pion blanc sur case noire b2 | Dame blanche sur case blanche a8 · Fou sur case blanche b7 · Pion noir sur case blanche f7 · Roi noir sur case noire g7 · bas droite sur case blanche c6 · Pion noir sur case blanche e6 · Pion noir sur case blanche g6 · Tour noire sur case blanche d5 · Dame noire sur case blanche e4 · Pion blanc sur case noire a3 · Pion blanc sur case blanche b3 · Roi blanc sur case blanche a2 · Pion blanc sur case noire b2 | 2 |
| 1 | Dame blanche sur case blanche a8 · Fou sur case blanche b7 · Pion noir sur case blanche f7 · Roi noir sur case noire g7 · bas droite sur case blanche c6 · Pion noir sur case blanche e6 · Pion noir sur case blanche g6 · Tour noire sur case blanche d5 · Dame noire sur case blanche e4 · Pion blanc sur case noire a3 · Pion blanc sur case blanche b3 · Roi blanc sur case blanche a2 · Pion blanc sur case noire b2 | Dame blanche sur case blanche a8 · Fou sur case blanche b7 · Pion noir sur case blanche f7 · Roi noir sur case noire g7 · bas droite sur case blanche c6 · Pion noir sur case blanche e6 · Pion noir sur case blanche g6 · Tour noire sur case blanche d5 · Dame noire sur case blanche e4 · Pion blanc sur case noire a3 · Pion blanc sur case blanche b3 · Roi blanc sur case blanche a2 · Pion blanc sur case noire b2 | Dame blanche sur case blanche a8 · Fou sur case blanche b7 · Pion noir sur case blanche f7 · Roi noir sur case noire g7 · bas droite sur case blanche c6 · Pion noir sur case blanche e6 · Pion noir sur case blanche g6 · Tour noire sur case blanche d5 · Dame noire sur case blanche e4 · Pion blanc sur case noire a3 · Pion blanc sur case blanche b3 · Roi blanc sur case blanche a2 · Pion blanc sur case noire b2 | Dame blanche sur case blanche a8 · Fou sur case blanche b7 · Pion noir sur case blanche f7 · Roi noir sur case noire g7 · bas droite sur case blanche c6 · Pion noir sur case blanche e6 · Pion noir sur case blanche g6 · Tour noire sur case blanche d5 · Dame noire sur case blanche e4 · Pion blanc sur case noire a3 · Pion blanc sur case blanche b3 · Roi blanc sur case blanche a2 · Pion blanc sur case noire b2 | Dame blanche sur case blanche a8 · Fou sur case blanche b7 · Pion noir sur case blanche f7 · Roi noir sur case noire g7 · bas droite sur case blanche c6 · Pion noir sur case blanche e6 · Pion noir sur case blanche g6 · Tour noire sur case blanche d5 · Dame noire sur case blanche e4 · Pion blanc sur case noire a3 · Pion blanc sur case blanche b3 · Roi blanc sur case blanche a2 · Pion blanc sur case noire b2 | Dame blanche sur case blanche a8 · Fou sur case blanche b7 · Pion noir sur case blanche f7 · Roi noir sur case noire g7 · bas droite sur case blanche c6 · Pion noir sur case blanche e6 · Pion noir sur case blanche g6 · Tour noire sur case blanche d5 · Dame noire sur case blanche e4 · Pion blanc sur case noire a3 · Pion blanc sur case blanche b3 · Roi blanc sur case blanche a2 · Pion blanc sur case noire b2 | Dame blanche sur case blanche a8 · Fou sur case blanche b7 · Pion noir sur case blanche f7 · Roi noir sur case noire g7 · bas droite sur case blanche c6 · Pion noir sur case blanche e6 · Pion noir sur case blanche g6 · Tour noire sur case blanche d5 · Dame noire sur case blanche e4 · Pion blanc sur case noire a3 · Pion blanc sur case blanche b3 · Roi blanc sur case blanche a2 · Pion blanc sur case noire b2 | Dame blanche sur case blanche a8 · Fou sur case blanche b7 · Pion noir sur case blanche f7 · Roi noir sur case noire g7 · bas droite sur case blanche c6 · Pion noir sur case blanche e6 · Pion noir sur case blanche g6 · Tour noire sur case blanche d5 · Dame noire sur case blanche e4 · Pion blanc sur case noire a3 · Pion blanc sur case blanche b3 · Roi blanc sur case blanche a2 · Pion blanc sur case noire b2 | 1 |
|   | a | b | c | d | e | f | g | h |   |

Enfiladecoup qui attaque deux pièces alignées, de façon semblable à un clouage, sauf que la pièce ennemie de plus grande valeur fait l'objet de l'attaque directe. Après son déplacement, la pièce qui se trouve derrière elle peut être capturée.
En passantrègle qui permet à un pion d'en prendre un autre sur la case qu'il traverse lors de son premier coup.
En prisedésigne une pièce susceptible d'être capturée par l'adversaire au prochain coup.
Europe Échecsmagazine mensuel francophone sur le jeu d'échecs.

## F
- Haut – A
- B
- C
- D
- E
- F
- G
- H
- I
- J
- K
- L
- M
- N
- O
- P
- Q
- R
- S
- T
- U
- V
- W
- X
- Y
- Z

Fédération internationale des échecs (FIDE)(prononcé « fidé ») organisation internationale et officielle du jeu d’échecs ayant le pouvoir d'organiser des compétitions mondiales, continentales et d'éditer le classement Elo des joueurs. Ses membres sont les fédérations nationales (comme la FFE).

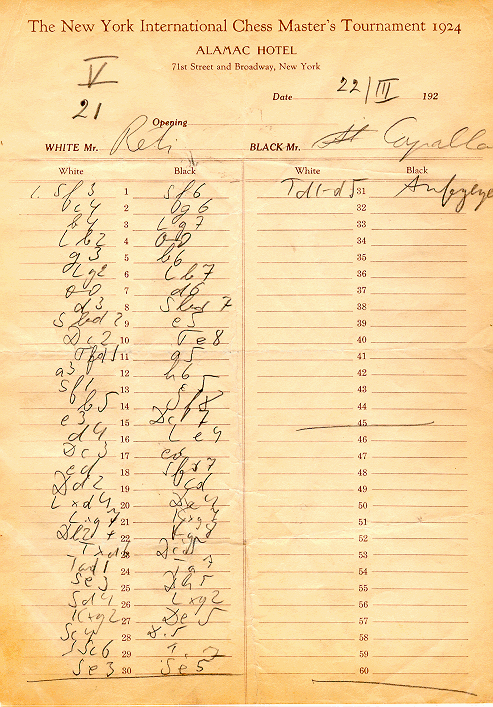
Feuille de partie (Réti vs Capablanca, 1924).

Feuille de partie ou de notationdocument où les joueurs sont tenus de noter leurs coups dans un tournoi (à cadence lente).
|   | a | b | c | d | e | f | g | h |   |
| 8 | Roi noir sur case blanche g8 · Pion noir sur case blanche f7 · Fou noir sur case noire g7 · Pion noir sur case blanche h7 · Pion noir sur case blanche g6 · Pion blanc sur case blanche b3 · Pion blanc sur case blanche a2 · Fou blanc sur case noire b2 · Pion blanc sur case blanche c2 · Roi blanc sur case blanche b1 | Roi noir sur case blanche g8 · Pion noir sur case blanche f7 · Fou noir sur case noire g7 · Pion noir sur case blanche h7 · Pion noir sur case blanche g6 · Pion blanc sur case blanche b3 · Pion blanc sur case blanche a2 · Fou blanc sur case noire b2 · Pion blanc sur case blanche c2 · Roi blanc sur case blanche b1 | Roi noir sur case blanche g8 · Pion noir sur case blanche f7 · Fou noir sur case noire g7 · Pion noir sur case blanche h7 · Pion noir sur case blanche g6 · Pion blanc sur case blanche b3 · Pion blanc sur case blanche a2 · Fou blanc sur case noire b2 · Pion blanc sur case blanche c2 · Roi blanc sur case blanche b1 | Roi noir sur case blanche g8 · Pion noir sur case blanche f7 · Fou noir sur case noire g7 · Pion noir sur case blanche h7 · Pion noir sur case blanche g6 · Pion blanc sur case blanche b3 · Pion blanc sur case blanche a2 · Fou blanc sur case noire b2 · Pion blanc sur case blanche c2 · Roi blanc sur case blanche b1 | Roi noir sur case blanche g8 · Pion noir sur case blanche f7 · Fou noir sur case noire g7 · Pion noir sur case blanche h7 · Pion noir sur case blanche g6 · Pion blanc sur case blanche b3 · Pion blanc sur case blanche a2 · Fou blanc sur case noire b2 · Pion blanc sur case blanche c2 · Roi blanc sur case blanche b1 | Roi noir sur case blanche g8 · Pion noir sur case blanche f7 · Fou noir sur case noire g7 · Pion noir sur case blanche h7 · Pion noir sur case blanche g6 · Pion blanc sur case blanche b3 · Pion blanc sur case blanche a2 · Fou blanc sur case noire b2 · Pion blanc sur case blanche c2 · Roi blanc sur case blanche b1 | Roi noir sur case blanche g8 · Pion noir sur case blanche f7 · Fou noir sur case noire g7 · Pion noir sur case blanche h7 · Pion noir sur case blanche g6 · Pion blanc sur case blanche b3 · Pion blanc sur case blanche a2 · Fou blanc sur case noire b2 · Pion blanc sur case blanche c2 · Roi blanc sur case blanche b1 | Roi noir sur case blanche g8 · Pion noir sur case blanche f7 · Fou noir sur case noire g7 · Pion noir sur case blanche h7 · Pion noir sur case blanche g6 · Pion blanc sur case blanche b3 · Pion blanc sur case blanche a2 · Fou blanc sur case noire b2 · Pion blanc sur case blanche c2 · Roi blanc sur case blanche b1 | 8 |
| 7 | Roi noir sur case blanche g8 · Pion noir sur case blanche f7 · Fou noir sur case noire g7 · Pion noir sur case blanche h7 · Pion noir sur case blanche g6 · Pion blanc sur case blanche b3 · Pion blanc sur case blanche a2 · Fou blanc sur case noire b2 · Pion blanc sur case blanche c2 · Roi blanc sur case blanche b1 | Roi noir sur case blanche g8 · Pion noir sur case blanche f7 · Fou noir sur case noire g7 · Pion noir sur case blanche h7 · Pion noir sur case blanche g6 · Pion blanc sur case blanche b3 · Pion blanc sur case blanche a2 · Fou blanc sur case noire b2 · Pion blanc sur case blanche c2 · Roi blanc sur case blanche b1 | Roi noir sur case blanche g8 · Pion noir sur case blanche f7 · Fou noir sur case noire g7 · Pion noir sur case blanche h7 · Pion noir sur case blanche g6 · Pion blanc sur case blanche b3 · Pion blanc sur case blanche a2 · Fou blanc sur case noire b2 · Pion blanc sur case blanche c2 · Roi blanc sur case blanche b1 | Roi noir sur case blanche g8 · Pion noir sur case blanche f7 · Fou noir sur case noire g7 · Pion noir sur case blanche h7 · Pion noir sur case blanche g6 · Pion blanc sur case blanche b3 · Pion blanc sur case blanche a2 · Fou blanc sur case noire b2 · Pion blanc sur case blanche c2 · Roi blanc sur case blanche b1 | Roi noir sur case blanche g8 · Pion noir sur case blanche f7 · Fou noir sur case noire g7 · Pion noir sur case blanche h7 · Pion noir sur case blanche g6 · Pion blanc sur case blanche b3 · Pion blanc sur case blanche a2 · Fou blanc sur case noire b2 · Pion blanc sur case blanche c2 · Roi blanc sur case blanche b1 | Roi noir sur case blanche g8 · Pion noir sur case blanche f7 · Fou noir sur case noire g7 · Pion noir sur case blanche h7 · Pion noir sur case blanche g6 · Pion blanc sur case blanche b3 · Pion blanc sur case blanche a2 · Fou blanc sur case noire b2 · Pion blanc sur case blanche c2 · Roi blanc sur case blanche b1 | Roi noir sur case blanche g8 · Pion noir sur case blanche f7 · Fou noir sur case noire g7 · Pion noir sur case blanche h7 · Pion noir sur case blanche g6 · Pion blanc sur case blanche b3 · Pion blanc sur case blanche a2 · Fou blanc sur case noire b2 · Pion blanc sur case blanche c2 · Roi blanc sur case blanche b1 | Roi noir sur case blanche g8 · Pion noir sur case blanche f7 · Fou noir sur case noire g7 · Pion noir sur case blanche h7 · Pion noir sur case blanche g6 · Pion blanc sur case blanche b3 · Pion blanc sur case blanche a2 · Fou blanc sur case noire b2 · Pion blanc sur case blanche c2 · Roi blanc sur case blanche b1 | 7 |
| 6 | Roi noir sur case blanche g8 · Pion noir sur case blanche f7 · Fou noir sur case noire g7 · Pion noir sur case blanche h7 · Pion noir sur case blanche g6 · Pion blanc sur case blanche b3 · Pion blanc sur case blanche a2 · Fou blanc sur case noire b2 · Pion blanc sur case blanche c2 · Roi blanc sur case blanche b1 | Roi noir sur case blanche g8 · Pion noir sur case blanche f7 · Fou noir sur case noire g7 · Pion noir sur case blanche h7 · Pion noir sur case blanche g6 · Pion blanc sur case blanche b3 · Pion blanc sur case blanche a2 · Fou blanc sur case noire b2 · Pion blanc sur case blanche c2 · Roi blanc sur case blanche b1 | Roi noir sur case blanche g8 · Pion noir sur case blanche f7 · Fou noir sur case noire g7 · Pion noir sur case blanche h7 · Pion noir sur case blanche g6 · Pion blanc sur case blanche b3 · Pion blanc sur case blanche a2 · Fou blanc sur case noire b2 · Pion blanc sur case blanche c2 · Roi blanc sur case blanche b1 | Roi noir sur case blanche g8 · Pion noir sur case blanche f7 · Fou noir sur case noire g7 · Pion noir sur case blanche h7 · Pion noir sur case blanche g6 · Pion blanc sur case blanche b3 · Pion blanc sur case blanche a2 · Fou blanc sur case noire b2 · Pion blanc sur case blanche c2 · Roi blanc sur case blanche b1 | Roi noir sur case blanche g8 · Pion noir sur case blanche f7 · Fou noir sur case noire g7 · Pion noir sur case blanche h7 · Pion noir sur case blanche g6 · Pion blanc sur case blanche b3 · Pion blanc sur case blanche a2 · Fou blanc sur case noire b2 · Pion blanc sur case blanche c2 · Roi blanc sur case blanche b1 | Roi noir sur case blanche g8 · Pion noir sur case blanche f7 · Fou noir sur case noire g7 · Pion noir sur case blanche h7 · Pion noir sur case blanche g6 · Pion blanc sur case blanche b3 · Pion blanc sur case blanche a2 · Fou blanc sur case noire b2 · Pion blanc sur case blanche c2 · Roi blanc sur case blanche b1 | Roi noir sur case blanche g8 · Pion noir sur case blanche f7 · Fou noir sur case noire g7 · Pion noir sur case blanche h7 · Pion noir sur case blanche g6 · Pion blanc sur case blanche b3 · Pion blanc sur case blanche a2 · Fou blanc sur case noire b2 · Pion blanc sur case blanche c2 · Roi blanc sur case blanche b1 | Roi noir sur case blanche g8 · Pion noir sur case blanche f7 · Fou noir sur case noire g7 · Pion noir sur case blanche h7 · Pion noir sur case blanche g6 · Pion blanc sur case blanche b3 · Pion blanc sur case blanche a2 · Fou blanc sur case noire b2 · Pion blanc sur case blanche c2 · Roi blanc sur case blanche b1 | 6 |
| 5 | Roi noir sur case blanche g8 · Pion noir sur case blanche f7 · Fou noir sur case noire g7 · Pion noir sur case blanche h7 · Pion noir sur case blanche g6 · Pion blanc sur case blanche b3 · Pion blanc sur case blanche a2 · Fou blanc sur case noire b2 · Pion blanc sur case blanche c2 · Roi blanc sur case blanche b1 | Roi noir sur case blanche g8 · Pion noir sur case blanche f7 · Fou noir sur case noire g7 · Pion noir sur case blanche h7 · Pion noir sur case blanche g6 · Pion blanc sur case blanche b3 · Pion blanc sur case blanche a2 · Fou blanc sur case noire b2 · Pion blanc sur case blanche c2 · Roi blanc sur case blanche b1 | Roi noir sur case blanche g8 · Pion noir sur case blanche f7 · Fou noir sur case noire g7 · Pion noir sur case blanche h7 · Pion noir sur case blanche g6 · Pion blanc sur case blanche b3 · Pion blanc sur case blanche a2 · Fou blanc sur case noire b2 · Pion blanc sur case blanche c2 · Roi blanc sur case blanche b1 | Roi noir sur case blanche g8 · Pion noir sur case blanche f7 · Fou noir sur case noire g7 · Pion noir sur case blanche h7 · Pion noir sur case blanche g6 · Pion blanc sur case blanche b3 · Pion blanc sur case blanche a2 · Fou blanc sur case noire b2 · Pion blanc sur case blanche c2 · Roi blanc sur case blanche b1 | Roi noir sur case blanche g8 · Pion noir sur case blanche f7 · Fou noir sur case noire g7 · Pion noir sur case blanche h7 · Pion noir sur case blanche g6 · Pion blanc sur case blanche b3 · Pion blanc sur case blanche a2 · Fou blanc sur case noire b2 · Pion blanc sur case blanche c2 · Roi blanc sur case blanche b1 | Roi noir sur case blanche g8 · Pion noir sur case blanche f7 · Fou noir sur case noire g7 · Pion noir sur case blanche h7 · Pion noir sur case blanche g6 · Pion blanc sur case blanche b3 · Pion blanc sur case blanche a2 · Fou blanc sur case noire b2 · Pion blanc sur case blanche c2 · Roi blanc sur case blanche b1 | Roi noir sur case blanche g8 · Pion noir sur case blanche f7 · Fou noir sur case noire g7 · Pion noir sur case blanche h7 · Pion noir sur case blanche g6 · Pion blanc sur case blanche b3 · Pion blanc sur case blanche a2 · Fou blanc sur case noire b2 · Pion blanc sur case blanche c2 · Roi blanc sur case blanche b1 | Roi noir sur case blanche g8 · Pion noir sur case blanche f7 · Fou noir sur case noire g7 · Pion noir sur case blanche h7 · Pion noir sur case blanche g6 · Pion blanc sur case blanche b3 · Pion blanc sur case blanche a2 · Fou blanc sur case noire b2 · Pion blanc sur case blanche c2 · Roi blanc sur case blanche b1 | 5 |
| 4 | Roi noir sur case blanche g8 · Pion noir sur case blanche f7 · Fou noir sur case noire g7 · Pion noir sur case blanche h7 · Pion noir sur case blanche g6 · Pion blanc sur case blanche b3 · Pion blanc sur case blanche a2 · Fou blanc sur case noire b2 · Pion blanc sur case blanche c2 · Roi blanc sur case blanche b1 | Roi noir sur case blanche g8 · Pion noir sur case blanche f7 · Fou noir sur case noire g7 · Pion noir sur case blanche h7 · Pion noir sur case blanche g6 · Pion blanc sur case blanche b3 · Pion blanc sur case blanche a2 · Fou blanc sur case noire b2 · Pion blanc sur case blanche c2 · Roi blanc sur case blanche b1 | Roi noir sur case blanche g8 · Pion noir sur case blanche f7 · Fou noir sur case noire g7 · Pion noir sur case blanche h7 · Pion noir sur case blanche g6 · Pion blanc sur case blanche b3 · Pion blanc sur case blanche a2 · Fou blanc sur case noire b2 · Pion blanc sur case blanche c2 · Roi blanc sur case blanche b1 | Roi noir sur case blanche g8 · Pion noir sur case blanche f7 · Fou noir sur case noire g7 · Pion noir sur case blanche h7 · Pion noir sur case blanche g6 · Pion blanc sur case blanche b3 · Pion blanc sur case blanche a2 · Fou blanc sur case noire b2 · Pion blanc sur case blanche c2 · Roi blanc sur case blanche b1 | Roi noir sur case blanche g8 · Pion noir sur case blanche f7 · Fou noir sur case noire g7 · Pion noir sur case blanche h7 · Pion noir sur case blanche g6 · Pion blanc sur case blanche b3 · Pion blanc sur case blanche a2 · Fou blanc sur case noire b2 · Pion blanc sur case blanche c2 · Roi blanc sur case blanche b1 | Roi noir sur case blanche g8 · Pion noir sur case blanche f7 · Fou noir sur case noire g7 · Pion noir sur case blanche h7 · Pion noir sur case blanche g6 · Pion blanc sur case blanche b3 · Pion blanc sur case blanche a2 · Fou blanc sur case noire b2 · Pion blanc sur case blanche c2 · Roi blanc sur case blanche b1 | Roi noir sur case blanche g8 · Pion noir sur case blanche f7 · Fou noir sur case noire g7 · Pion noir sur case blanche h7 · Pion noir sur case blanche g6 · Pion blanc sur case blanche b3 · Pion blanc sur case blanche a2 · Fou blanc sur case noire b2 · Pion blanc sur case blanche c2 · Roi blanc sur case blanche b1 | Roi noir sur case blanche g8 · Pion noir sur case blanche f7 · Fou noir sur case noire g7 · Pion noir sur case blanche h7 · Pion noir sur case blanche g6 · Pion blanc sur case blanche b3 · Pion blanc sur case blanche a2 · Fou blanc sur case noire b2 · Pion blanc sur case blanche c2 · Roi blanc sur case blanche b1 | 4 |
| 3 | Roi noir sur case blanche g8 · Pion noir sur case blanche f7 · Fou noir sur case noire g7 · Pion noir sur case blanche h7 · Pion noir sur case blanche g6 · Pion blanc sur case blanche b3 · Pion blanc sur case blanche a2 · Fou blanc sur case noire b2 · Pion blanc sur case blanche c2 · Roi blanc sur case blanche b1 | Roi noir sur case blanche g8 · Pion noir sur case blanche f7 · Fou noir sur case noire g7 · Pion noir sur case blanche h7 · Pion noir sur case blanche g6 · Pion blanc sur case blanche b3 · Pion blanc sur case blanche a2 · Fou blanc sur case noire b2 · Pion blanc sur case blanche c2 · Roi blanc sur case blanche b1 | Roi noir sur case blanche g8 · Pion noir sur case blanche f7 · Fou noir sur case noire g7 · Pion noir sur case blanche h7 · Pion noir sur case blanche g6 · Pion blanc sur case blanche b3 · Pion blanc sur case blanche a2 · Fou blanc sur case noire b2 · Pion blanc sur case blanche c2 · Roi blanc sur case blanche b1 | Roi noir sur case blanche g8 · Pion noir sur case blanche f7 · Fou noir sur case noire g7 · Pion noir sur case blanche h7 · Pion noir sur case blanche g6 · Pion blanc sur case blanche b3 · Pion blanc sur case blanche a2 · Fou blanc sur case noire b2 · Pion blanc sur case blanche c2 · Roi blanc sur case blanche b1 | Roi noir sur case blanche g8 · Pion noir sur case blanche f7 · Fou noir sur case noire g7 · Pion noir sur case blanche h7 · Pion noir sur case blanche g6 · Pion blanc sur case blanche b3 · Pion blanc sur case blanche a2 · Fou blanc sur case noire b2 · Pion blanc sur case blanche c2 · Roi blanc sur case blanche b1 | Roi noir sur case blanche g8 · Pion noir sur case blanche f7 · Fou noir sur case noire g7 · Pion noir sur case blanche h7 · Pion noir sur case blanche g6 · Pion blanc sur case blanche b3 · Pion blanc sur case blanche a2 · Fou blanc sur case noire b2 · Pion blanc sur case blanche c2 · Roi blanc sur case blanche b1 | Roi noir sur case blanche g8 · Pion noir sur case blanche f7 · Fou noir sur case noire g7 · Pion noir sur case blanche h7 · Pion noir sur case blanche g6 · Pion blanc sur case blanche b3 · Pion blanc sur case blanche a2 · Fou blanc sur case noire b2 · Pion blanc sur case blanche c2 · Roi blanc sur case blanche b1 | Roi noir sur case blanche g8 · Pion noir sur case blanche f7 · Fou noir sur case noire g7 · Pion noir sur case blanche h7 · Pion noir sur case blanche g6 · Pion blanc sur case blanche b3 · Pion blanc sur case blanche a2 · Fou blanc sur case noire b2 · Pion blanc sur case blanche c2 · Roi blanc sur case blanche b1 | 3 |
| 2 | Roi noir sur case blanche g8 · Pion noir sur case blanche f7 · Fou noir sur case noire g7 · Pion noir sur case blanche h7 · Pion noir sur case blanche g6 · Pion blanc sur case blanche b3 · Pion blanc sur case blanche a2 · Fou blanc sur case noire b2 · Pion blanc sur case blanche c2 · Roi blanc sur case blanche b1 | Roi noir sur case blanche g8 · Pion noir sur case blanche f7 · Fou noir sur case noire g7 · Pion noir sur case blanche h7 · Pion noir sur case blanche g6 · Pion blanc sur case blanche b3 · Pion blanc sur case blanche a2 · Fou blanc sur case noire b2 · Pion blanc sur case blanche c2 · Roi blanc sur case blanche b1 | Roi noir sur case blanche g8 · Pion noir sur case blanche f7 · Fou noir sur case noire g7 · Pion noir sur case blanche h7 · Pion noir sur case blanche g6 · Pion blanc sur case blanche b3 · Pion blanc sur case blanche a2 · Fou blanc sur case noire b2 · Pion blanc sur case blanche c2 · Roi blanc sur case blanche b1 | Roi noir sur case blanche g8 · Pion noir sur case blanche f7 · Fou noir sur case noire g7 · Pion noir sur case blanche h7 · Pion noir sur case blanche g6 · Pion blanc sur case blanche b3 · Pion blanc sur case blanche a2 · Fou blanc sur case noire b2 · Pion blanc sur case blanche c2 · Roi blanc sur case blanche b1 | Roi noir sur case blanche g8 · Pion noir sur case blanche f7 · Fou noir sur case noire g7 · Pion noir sur case blanche h7 · Pion noir sur case blanche g6 · Pion blanc sur case blanche b3 · Pion blanc sur case blanche a2 · Fou blanc sur case noire b2 · Pion blanc sur case blanche c2 · Roi blanc sur case blanche b1 | Roi noir sur case blanche g8 · Pion noir sur case blanche f7 · Fou noir sur case noire g7 · Pion noir sur case blanche h7 · Pion noir sur case blanche g6 · Pion blanc sur case blanche b3 · Pion blanc sur case blanche a2 · Fou blanc sur case noire b2 · Pion blanc sur case blanche c2 · Roi blanc sur case blanche b1 | Roi noir sur case blanche g8 · Pion noir sur case blanche f7 · Fou noir sur case noire g7 · Pion noir sur case blanche h7 · Pion noir sur case blanche g6 · Pion blanc sur case blanche b3 · Pion blanc sur case blanche a2 · Fou blanc sur case noire b2 · Pion blanc sur case blanche c2 · Roi blanc sur case blanche b1 | Roi noir sur case blanche g8 · Pion noir sur case blanche f7 · Fou noir sur case noire g7 · Pion noir sur case blanche h7 · Pion noir sur case blanche g6 · Pion blanc sur case blanche b3 · Pion blanc sur case blanche a2 · Fou blanc sur case noire b2 · Pion blanc sur case blanche c2 · Roi blanc sur case blanche b1 | 2 |
| 1 | Roi noir sur case blanche g8 · Pion noir sur case blanche f7 · Fou noir sur case noire g7 · Pion noir sur case blanche h7 · Pion noir sur case blanche g6 · Pion blanc sur case blanche b3 · Pion blanc sur case blanche a2 · Fou blanc sur case noire b2 · Pion blanc sur case blanche c2 · Roi blanc sur case blanche b1 | Roi noir sur case blanche g8 · Pion noir sur case blanche f7 · Fou noir sur case noire g7 · Pion noir sur case blanche h7 · Pion noir sur case blanche g6 · Pion blanc sur case blanche b3 · Pion blanc sur case blanche a2 · Fou blanc sur case noire b2 · Pion blanc sur case blanche c2 · Roi blanc sur case blanche b1 | Roi noir sur case blanche g8 · Pion noir sur case blanche f7 · Fou noir sur case noire g7 · Pion noir sur case blanche h7 · Pion noir sur case blanche g6 · Pion blanc sur case blanche b3 · Pion blanc sur case blanche a2 · Fou blanc sur case noire b2 · Pion blanc sur case blanche c2 · Roi blanc sur case blanche b1 | Roi noir sur case blanche g8 · Pion noir sur case blanche f7 · Fou noir sur case noire g7 · Pion noir sur case blanche h7 · Pion noir sur case blanche g6 · Pion blanc sur case blanche b3 · Pion blanc sur case blanche a2 · Fou blanc sur case noire b2 · Pion blanc sur case blanche c2 · Roi blanc sur case blanche b1 | Roi noir sur case blanche g8 · Pion noir sur case blanche f7 · Fou noir sur case noire g7 · Pion noir sur case blanche h7 · Pion noir sur case blanche g6 · Pion blanc sur case blanche b3 · Pion blanc sur case blanche a2 · Fou blanc sur case noire b2 · Pion blanc sur case blanche c2 · Roi blanc sur case blanche b1 | Roi noir sur case blanche g8 · Pion noir sur case blanche f7 · Fou noir sur case noire g7 · Pion noir sur case blanche h7 · Pion noir sur case blanche g6 · Pion blanc sur case blanche b3 · Pion blanc sur case blanche a2 · Fou blanc sur case noire b2 · Pion blanc sur case blanche c2 · Roi blanc sur case blanche b1 | Roi noir sur case blanche g8 · Pion noir sur case blanche f7 · Fou noir sur case noire g7 · Pion noir sur case blanche h7 · Pion noir sur case blanche g6 · Pion blanc sur case blanche b3 · Pion blanc sur case blanche a2 · Fou blanc sur case noire b2 · Pion blanc sur case blanche c2 · Roi blanc sur case blanche b1 | Roi noir sur case blanche g8 · Pion noir sur case blanche f7 · Fou noir sur case noire g7 · Pion noir sur case blanche h7 · Pion noir sur case blanche g6 · Pion blanc sur case blanche b3 · Pion blanc sur case blanche a2 · Fou blanc sur case noire b2 · Pion blanc sur case blanche c2 · Roi blanc sur case blanche b1 | 1 |
|   | a | b | c | d | e | f | g | h |   |

Fianchettoaction de placer le fou en g2 ou b2 (g7 ou b7 pour les noirs) pour le placer sur une grande diagonale (a1-h8 ou a8-h1).
Figures
les pièces qui ne sont pas des pions, à savoir roi, dame, tour, fou et cavalier.
Finalela phase de jeu qui suit le milieu de partie et qui se caractérise par le nombre réduit de pièces sur l'échiquier. Le roi y devient souvent une pièce déterminante, entrant alors en action après être resté à l'abri durant toute la partie.
Fischer random chess(ou Chess960) variante du jeu d'échecs, autre nom des échecs aléatoires Fischer.
Forfaitse dit d'un joueur qui ne s'est pas présenté devant l'échiquier à temps pour commencer la partie. Généralement sanctionné par la perte de la partie (et du point) pour le joueur forfait.
Forteressedisposition de pièces adoptée par un joueur quand sa position devient inférieure, de façon à empêcher toute progression du camp adverse. Son roi étant à l'abri derrière ces pièces restantes, il peut ainsi lutter pour obtenir la nulle.
Fou pièce à longue portée qui se déplace en diagonale. Vaut à peu près trois pions.
Fourchettemenace simultanée de deux pièces adverses, en général à l'aide d'un cavalier ou d'un pion.
Fous de couleurs opposéesse dit d'une situation où les deux camps ont un fou qui évolue sur des cases de couleur différente. Aboutit à la nulle dans certaines finales.

## G
- Haut – A
- B
- C
- D
- E
- F
- G
- H
- I
- J
- K
- L
- M
- N
- O
- P
- Q
- R
- S
- T
- U
- V
- W
- X
- Y
- Z

Gaffeétourderie, erreur de calcul, souvent une grave erreur menant à la perte de la partie.
Gain théoriqueposition de finale connue pour mener à la victoire avec le meilleur jeu.
Gambitsacrifice d'un pion dans l'ouverture en vue d'obtenir un avantage positionnel : avantage spatial (développement) ou temporel (l'initiative).
|   | a | b | c | d | e | f | g | h |   |
| 8 | cercle noir sur case noire h8 · cercle noir sur case noire g7 · cercle noir sur case noire f6 · cercle noir sur case noire e5 · cercle noir sur case noire d4 · cercle noir sur case noire c3 · cercle noir sur case noire b2 · cercle noir sur case noire a1 | cercle noir sur case noire h8 · cercle noir sur case noire g7 · cercle noir sur case noire f6 · cercle noir sur case noire e5 · cercle noir sur case noire d4 · cercle noir sur case noire c3 · cercle noir sur case noire b2 · cercle noir sur case noire a1 | cercle noir sur case noire h8 · cercle noir sur case noire g7 · cercle noir sur case noire f6 · cercle noir sur case noire e5 · cercle noir sur case noire d4 · cercle noir sur case noire c3 · cercle noir sur case noire b2 · cercle noir sur case noire a1 | cercle noir sur case noire h8 · cercle noir sur case noire g7 · cercle noir sur case noire f6 · cercle noir sur case noire e5 · cercle noir sur case noire d4 · cercle noir sur case noire c3 · cercle noir sur case noire b2 · cercle noir sur case noire a1 | cercle noir sur case noire h8 · cercle noir sur case noire g7 · cercle noir sur case noire f6 · cercle noir sur case noire e5 · cercle noir sur case noire d4 · cercle noir sur case noire c3 · cercle noir sur case noire b2 · cercle noir sur case noire a1 | cercle noir sur case noire h8 · cercle noir sur case noire g7 · cercle noir sur case noire f6 · cercle noir sur case noire e5 · cercle noir sur case noire d4 · cercle noir sur case noire c3 · cercle noir sur case noire b2 · cercle noir sur case noire a1 | cercle noir sur case noire h8 · cercle noir sur case noire g7 · cercle noir sur case noire f6 · cercle noir sur case noire e5 · cercle noir sur case noire d4 · cercle noir sur case noire c3 · cercle noir sur case noire b2 · cercle noir sur case noire a1 | cercle noir sur case noire h8 · cercle noir sur case noire g7 · cercle noir sur case noire f6 · cercle noir sur case noire e5 · cercle noir sur case noire d4 · cercle noir sur case noire c3 · cercle noir sur case noire b2 · cercle noir sur case noire a1 | 8 |
| 7 | cercle noir sur case noire h8 · cercle noir sur case noire g7 · cercle noir sur case noire f6 · cercle noir sur case noire e5 · cercle noir sur case noire d4 · cercle noir sur case noire c3 · cercle noir sur case noire b2 · cercle noir sur case noire a1 | cercle noir sur case noire h8 · cercle noir sur case noire g7 · cercle noir sur case noire f6 · cercle noir sur case noire e5 · cercle noir sur case noire d4 · cercle noir sur case noire c3 · cercle noir sur case noire b2 · cercle noir sur case noire a1 | cercle noir sur case noire h8 · cercle noir sur case noire g7 · cercle noir sur case noire f6 · cercle noir sur case noire e5 · cercle noir sur case noire d4 · cercle noir sur case noire c3 · cercle noir sur case noire b2 · cercle noir sur case noire a1 | cercle noir sur case noire h8 · cercle noir sur case noire g7 · cercle noir sur case noire f6 · cercle noir sur case noire e5 · cercle noir sur case noire d4 · cercle noir sur case noire c3 · cercle noir sur case noire b2 · cercle noir sur case noire a1 | cercle noir sur case noire h8 · cercle noir sur case noire g7 · cercle noir sur case noire f6 · cercle noir sur case noire e5 · cercle noir sur case noire d4 · cercle noir sur case noire c3 · cercle noir sur case noire b2 · cercle noir sur case noire a1 | cercle noir sur case noire h8 · cercle noir sur case noire g7 · cercle noir sur case noire f6 · cercle noir sur case noire e5 · cercle noir sur case noire d4 · cercle noir sur case noire c3 · cercle noir sur case noire b2 · cercle noir sur case noire a1 | cercle noir sur case noire h8 · cercle noir sur case noire g7 · cercle noir sur case noire f6 · cercle noir sur case noire e5 · cercle noir sur case noire d4 · cercle noir sur case noire c3 · cercle noir sur case noire b2 · cercle noir sur case noire a1 | cercle noir sur case noire h8 · cercle noir sur case noire g7 · cercle noir sur case noire f6 · cercle noir sur case noire e5 · cercle noir sur case noire d4 · cercle noir sur case noire c3 · cercle noir sur case noire b2 · cercle noir sur case noire a1 | 7 |
| 6 | cercle noir sur case noire h8 · cercle noir sur case noire g7 · cercle noir sur case noire f6 · cercle noir sur case noire e5 · cercle noir sur case noire d4 · cercle noir sur case noire c3 · cercle noir sur case noire b2 · cercle noir sur case noire a1 | cercle noir sur case noire h8 · cercle noir sur case noire g7 · cercle noir sur case noire f6 · cercle noir sur case noire e5 · cercle noir sur case noire d4 · cercle noir sur case noire c3 · cercle noir sur case noire b2 · cercle noir sur case noire a1 | cercle noir sur case noire h8 · cercle noir sur case noire g7 · cercle noir sur case noire f6 · cercle noir sur case noire e5 · cercle noir sur case noire d4 · cercle noir sur case noire c3 · cercle noir sur case noire b2 · cercle noir sur case noire a1 | cercle noir sur case noire h8 · cercle noir sur case noire g7 · cercle noir sur case noire f6 · cercle noir sur case noire e5 · cercle noir sur case noire d4 · cercle noir sur case noire c3 · cercle noir sur case noire b2 · cercle noir sur case noire a1 | cercle noir sur case noire h8 · cercle noir sur case noire g7 · cercle noir sur case noire f6 · cercle noir sur case noire e5 · cercle noir sur case noire d4 · cercle noir sur case noire c3 · cercle noir sur case noire b2 · cercle noir sur case noire a1 | cercle noir sur case noire h8 · cercle noir sur case noire g7 · cercle noir sur case noire f6 · cercle noir sur case noire e5 · cercle noir sur case noire d4 · cercle noir sur case noire c3 · cercle noir sur case noire b2 · cercle noir sur case noire a1 | cercle noir sur case noire h8 · cercle noir sur case noire g7 · cercle noir sur case noire f6 · cercle noir sur case noire e5 · cercle noir sur case noire d4 · cercle noir sur case noire c3 · cercle noir sur case noire b2 · cercle noir sur case noire a1 | cercle noir sur case noire h8 · cercle noir sur case noire g7 · cercle noir sur case noire f6 · cercle noir sur case noire e5 · cercle noir sur case noire d4 · cercle noir sur case noire c3 · cercle noir sur case noire b2 · cercle noir sur case noire a1 | 6 |
| 5 | cercle noir sur case noire h8 · cercle noir sur case noire g7 · cercle noir sur case noire f6 · cercle noir sur case noire e5 · cercle noir sur case noire d4 · cercle noir sur case noire c3 · cercle noir sur case noire b2 · cercle noir sur case noire a1 | cercle noir sur case noire h8 · cercle noir sur case noire g7 · cercle noir sur case noire f6 · cercle noir sur case noire e5 · cercle noir sur case noire d4 · cercle noir sur case noire c3 · cercle noir sur case noire b2 · cercle noir sur case noire a1 | cercle noir sur case noire h8 · cercle noir sur case noire g7 · cercle noir sur case noire f6 · cercle noir sur case noire e5 · cercle noir sur case noire d4 · cercle noir sur case noire c3 · cercle noir sur case noire b2 · cercle noir sur case noire a1 | cercle noir sur case noire h8 · cercle noir sur case noire g7 · cercle noir sur case noire f6 · cercle noir sur case noire e5 · cercle noir sur case noire d4 · cercle noir sur case noire c3 · cercle noir sur case noire b2 · cercle noir sur case noire a1 | cercle noir sur case noire h8 · cercle noir sur case noire g7 · cercle noir sur case noire f6 · cercle noir sur case noire e5 · cercle noir sur case noire d4 · cercle noir sur case noire c3 · cercle noir sur case noire b2 · cercle noir sur case noire a1 | cercle noir sur case noire h8 · cercle noir sur case noire g7 · cercle noir sur case noire f6 · cercle noir sur case noire e5 · cercle noir sur case noire d4 · cercle noir sur case noire c3 · cercle noir sur case noire b2 · cercle noir sur case noire a1 | cercle noir sur case noire h8 · cercle noir sur case noire g7 · cercle noir sur case noire f6 · cercle noir sur case noire e5 · cercle noir sur case noire d4 · cercle noir sur case noire c3 · cercle noir sur case noire b2 · cercle noir sur case noire a1 | cercle noir sur case noire h8 · cercle noir sur case noire g7 · cercle noir sur case noire f6 · cercle noir sur case noire e5 · cercle noir sur case noire d4 · cercle noir sur case noire c3 · cercle noir sur case noire b2 · cercle noir sur case noire a1 | 5 |
| 4 | cercle noir sur case noire h8 · cercle noir sur case noire g7 · cercle noir sur case noire f6 · cercle noir sur case noire e5 · cercle noir sur case noire d4 · cercle noir sur case noire c3 · cercle noir sur case noire b2 · cercle noir sur case noire a1 | cercle noir sur case noire h8 · cercle noir sur case noire g7 · cercle noir sur case noire f6 · cercle noir sur case noire e5 · cercle noir sur case noire d4 · cercle noir sur case noire c3 · cercle noir sur case noire b2 · cercle noir sur case noire a1 | cercle noir sur case noire h8 · cercle noir sur case noire g7 · cercle noir sur case noire f6 · cercle noir sur case noire e5 · cercle noir sur case noire d4 · cercle noir sur case noire c3 · cercle noir sur case noire b2 · cercle noir sur case noire a1 | cercle noir sur case noire h8 · cercle noir sur case noire g7 · cercle noir sur case noire f6 · cercle noir sur case noire e5 · cercle noir sur case noire d4 · cercle noir sur case noire c3 · cercle noir sur case noire b2 · cercle noir sur case noire a1 | cercle noir sur case noire h8 · cercle noir sur case noire g7 · cercle noir sur case noire f6 · cercle noir sur case noire e5 · cercle noir sur case noire d4 · cercle noir sur case noire c3 · cercle noir sur case noire b2 · cercle noir sur case noire a1 | cercle noir sur case noire h8 · cercle noir sur case noire g7 · cercle noir sur case noire f6 · cercle noir sur case noire e5 · cercle noir sur case noire d4 · cercle noir sur case noire c3 · cercle noir sur case noire b2 · cercle noir sur case noire a1 | cercle noir sur case noire h8 · cercle noir sur case noire g7 · cercle noir sur case noire f6 · cercle noir sur case noire e5 · cercle noir sur case noire d4 · cercle noir sur case noire c3 · cercle noir sur case noire b2 · cercle noir sur case noire a1 | cercle noir sur case noire h8 · cercle noir sur case noire g7 · cercle noir sur case noire f6 · cercle noir sur case noire e5 · cercle noir sur case noire d4 · cercle noir sur case noire c3 · cercle noir sur case noire b2 · cercle noir sur case noire a1 | 4 |
| 3 | cercle noir sur case noire h8 · cercle noir sur case noire g7 · cercle noir sur case noire f6 · cercle noir sur case noire e5 · cercle noir sur case noire d4 · cercle noir sur case noire c3 · cercle noir sur case noire b2 · cercle noir sur case noire a1 | cercle noir sur case noire h8 · cercle noir sur case noire g7 · cercle noir sur case noire f6 · cercle noir sur case noire e5 · cercle noir sur case noire d4 · cercle noir sur case noire c3 · cercle noir sur case noire b2 · cercle noir sur case noire a1 | cercle noir sur case noire h8 · cercle noir sur case noire g7 · cercle noir sur case noire f6 · cercle noir sur case noire e5 · cercle noir sur case noire d4 · cercle noir sur case noire c3 · cercle noir sur case noire b2 · cercle noir sur case noire a1 | cercle noir sur case noire h8 · cercle noir sur case noire g7 · cercle noir sur case noire f6 · cercle noir sur case noire e5 · cercle noir sur case noire d4 · cercle noir sur case noire c3 · cercle noir sur case noire b2 · cercle noir sur case noire a1 | cercle noir sur case noire h8 · cercle noir sur case noire g7 · cercle noir sur case noire f6 · cercle noir sur case noire e5 · cercle noir sur case noire d4 · cercle noir sur case noire c3 · cercle noir sur case noire b2 · cercle noir sur case noire a1 | cercle noir sur case noire h8 · cercle noir sur case noire g7 · cercle noir sur case noire f6 · cercle noir sur case noire e5 · cercle noir sur case noire d4 · cercle noir sur case noire c3 · cercle noir sur case noire b2 · cercle noir sur case noire a1 | cercle noir sur case noire h8 · cercle noir sur case noire g7 · cercle noir sur case noire f6 · cercle noir sur case noire e5 · cercle noir sur case noire d4 · cercle noir sur case noire c3 · cercle noir sur case noire b2 · cercle noir sur case noire a1 | cercle noir sur case noire h8 · cercle noir sur case noire g7 · cercle noir sur case noire f6 · cercle noir sur case noire e5 · cercle noir sur case noire d4 · cercle noir sur case noire c3 · cercle noir sur case noire b2 · cercle noir sur case noire a1 | 3 |
| 2 | cercle noir sur case noire h8 · cercle noir sur case noire g7 · cercle noir sur case noire f6 · cercle noir sur case noire e5 · cercle noir sur case noire d4 · cercle noir sur case noire c3 · cercle noir sur case noire b2 · cercle noir sur case noire a1 | cercle noir sur case noire h8 · cercle noir sur case noire g7 · cercle noir sur case noire f6 · cercle noir sur case noire e5 · cercle noir sur case noire d4 · cercle noir sur case noire c3 · cercle noir sur case noire b2 · cercle noir sur case noire a1 | cercle noir sur case noire h8 · cercle noir sur case noire g7 · cercle noir sur case noire f6 · cercle noir sur case noire e5 · cercle noir sur case noire d4 · cercle noir sur case noire c3 · cercle noir sur case noire b2 · cercle noir sur case noire a1 | cercle noir sur case noire h8 · cercle noir sur case noire g7 · cercle noir sur case noire f6 · cercle noir sur case noire e5 · cercle noir sur case noire d4 · cercle noir sur case noire c3 · cercle noir sur case noire b2 · cercle noir sur case noire a1 | cercle noir sur case noire h8 · cercle noir sur case noire g7 · cercle noir sur case noire f6 · cercle noir sur case noire e5 · cercle noir sur case noire d4 · cercle noir sur case noire c3 · cercle noir sur case noire b2 · cercle noir sur case noire a1 | cercle noir sur case noire h8 · cercle noir sur case noire g7 · cercle noir sur case noire f6 · cercle noir sur case noire e5 · cercle noir sur case noire d4 · cercle noir sur case noire c3 · cercle noir sur case noire b2 · cercle noir sur case noire a1 | cercle noir sur case noire h8 · cercle noir sur case noire g7 · cercle noir sur case noire f6 · cercle noir sur case noire e5 · cercle noir sur case noire d4 · cercle noir sur case noire c3 · cercle noir sur case noire b2 · cercle noir sur case noire a1 | cercle noir sur case noire h8 · cercle noir sur case noire g7 · cercle noir sur case noire f6 · cercle noir sur case noire e5 · cercle noir sur case noire d4 · cercle noir sur case noire c3 · cercle noir sur case noire b2 · cercle noir sur case noire a1 | 2 |
| 1 | cercle noir sur case noire h8 · cercle noir sur case noire g7 · cercle noir sur case noire f6 · cercle noir sur case noire e5 · cercle noir sur case noire d4 · cercle noir sur case noire c3 · cercle noir sur case noire b2 · cercle noir sur case noire a1 | cercle noir sur case noire h8 · cercle noir sur case noire g7 · cercle noir sur case noire f6 · cercle noir sur case noire e5 · cercle noir sur case noire d4 · cercle noir sur case noire c3 · cercle noir sur case noire b2 · cercle noir sur case noire a1 | cercle noir sur case noire h8 · cercle noir sur case noire g7 · cercle noir sur case noire f6 · cercle noir sur case noire e5 · cercle noir sur case noire d4 · cercle noir sur case noire c3 · cercle noir sur case noire b2 · cercle noir sur case noire a1 | cercle noir sur case noire h8 · cercle noir sur case noire g7 · cercle noir sur case noire f6 · cercle noir sur case noire e5 · cercle noir sur case noire d4 · cercle noir sur case noire c3 · cercle noir sur case noire b2 · cercle noir sur case noire a1 | cercle noir sur case noire h8 · cercle noir sur case noire g7 · cercle noir sur case noire f6 · cercle noir sur case noire e5 · cercle noir sur case noire d4 · cercle noir sur case noire c3 · cercle noir sur case noire b2 · cercle noir sur case noire a1 | cercle noir sur case noire h8 · cercle noir sur case noire g7 · cercle noir sur case noire f6 · cercle noir sur case noire e5 · cercle noir sur case noire d4 · cercle noir sur case noire c3 · cercle noir sur case noire b2 · cercle noir sur case noire a1 | cercle noir sur case noire h8 · cercle noir sur case noire g7 · cercle noir sur case noire f6 · cercle noir sur case noire e5 · cercle noir sur case noire d4 · cercle noir sur case noire c3 · cercle noir sur case noire b2 · cercle noir sur case noire a1 | cercle noir sur case noire h8 · cercle noir sur case noire g7 · cercle noir sur case noire f6 · cercle noir sur case noire e5 · cercle noir sur case noire d4 · cercle noir sur case noire c3 · cercle noir sur case noire b2 · cercle noir sur case noire a1 | 1 |
|   | a | b | c | d | e | f | g | h |   |

Grand maître international (GMI)après le titre de champion du monde, le plus haut titre décerné aux joueurs par la Fédération internationale des échecs. Nécessite d'accomplir des normes en tournoi.
Grande diagonalediagonale « a1-h8 » ou « a8-h1 ».

## H
- Haut – A
- B
- C
- D
- E
- F
- G
- H
- I
- J
- K
- L
- M
- N
- O
- P
- Q
- R
- S
- T
- U
- V
- W
- X
- Y
- Z

HiTechun superordinateur d'échecs.
Hydra (programme d'échecs)un superordinateur d'échecs.

## I
- Haut – A
- B
- C
- D
- E
- F
- G
- H
- I
- J
- K
- L
- M
- N
- O
- P
- Q
- R
- S
- T
- U
- V
- W
- X
- Y
- Z

Impératricepièce des échecs féériques que l'on rencontre dans certaines variantes du jeu d'échecs.
Informateur d'échecsrevue technique sur les échecs publiée par la maison d'édition Šahovski Informator, qui publie les parties des joueurs de haut niveau depuis 1966 à raison de deux ou trois (depuis 1991) numéros par an.
Initiative (avoir l')prééminence d'un joueur (souvent accompli par un gain de temps, une combinaison ou un sacrifice) qui crée des menaces telles que son adversaire doit les parer, sous peine de voir sa position se détériorer. C'est souvent un avantage si l'initiative se concrétise en attaque coordonnée.
Internet Chess Club ou ICCnom d'un serveur d'échecs en ligne commercial très connu.
Interzonaltournoi officiel organisé autrefois par la Fédération internationale des échecs pour déterminer les participants aux tournois des candidats, dans le but de déterminer le challenger du champion du monde en titre.
isolani(latin) désigne le pion dame isolé de certaines ouvertures. C'est souvent une faiblesse en finale, car il est difficile à défendre.

## J
- Haut – A
- B
- C
- D
- E
- F
- G
- H
- I
- J
- K
- L
- M
- N
- O
- P
- Q
- R
- S
- T
- U
- V
- W
- X
- Y
- Z

JumeauxDans le domaine du problème, on appelle « jumeaux » deux (ou plusieurs) problèmes qui diffèrent d'un seul élément et généralement présentés dans un unique diagramme avec l'indication de la différence.

## K
- Haut – A
- B
- C
- D
- E
- F
- G
- H
- I
- J
- K
- L
- M
- N
- O
- P
- Q
- R
- S
- T
- U
- V
- W
- X
- Y
- Z

« 2 K »expression emblématique désignant Anatoli Karpov et Garry Kasparov, champions longtemps restés au sommet de la hiérarchie mondiale à partir des années 1980.
« 3 K »expression emblématique désignant Vladimir Kramnik, Anatoli Karpov et Garry Kasparov.
Kibitz (ou « kibitze(u)r »)spectateur d'une partie. Un « kibitz » est aussi le commentaire d'un spectateur pendant une partie, souvent indésirable s'il est audible par les joueurs car pouvant perturber la partie.

## L
- Haut – A
- B
- C
- D
- E
- F
- G
- H
- I
- J
- K
- L
- M
- N
- O
- P
- Q
- R
- S
- T
- U
- V
- W
- X
- Y
- Z

Lier les toursgrâce au roque notamment, mettre ses tours en connexion sur la même rangée, l'une protégeant l'autre et leur pouvoir de défense étant combiné. C'est souvent un avantage. Voir aussi « Doubler les tours ».
Liquidation (ou simplification)suite d'échanges de plusieurs pièces en milieu de partie permettant de supprimer tout contre-jeu ennemi. Une liquidation permet souvent de réduire les tensions et d'aplanir une position complexe ou d'effectuer une transition dans une finale nulle ou gagnante. Permet aussi, grâce à la position devenue plus simple, d'analyser plus facilement de longues variantes.
Louvoiement (manœuvre de)manœuvre positionnelle où l'on utilise successivement différentes menaces tactiques sur la position adverse.

## M
- Haut – A
- B
- C
- D
- E
- F
- G
- H
- I
- J
- K
- L
- M
- N
- O
- P
- Q
- R
- S
- T
- U
- V
- W
- X
- Y
- Z

Maître FIDE (MF)titre décerné par la Fédération internationale des échecs à tout joueur qui dépasse le classement Elo international de 2300 et qui en fait la demande. Ne nécessite pas d'accomplir de normes pour l'obtenir.
Maître international (MI)titre décerné par la Fédération internationale des échecs, situé entre maître FIDE et grand maître international. Nécessite d'accomplir des normes en tournoi.
Majorité de pionsfait de disposer de plus de pions que l'adversaire sur un flanc ou au centre.
Marée de pionsavancée de plusieurs pions qui avancent vers le territoire adverse. C'est souvent un avantage si les pions sont liés les uns aux autres.
Marseillaise ou échecs marseillaisvariante du jeu d'échecs où chaque joueur joue deux coups à la suite. Aboutit généralement à des parties très rapides.
Matdiminutif d'« échec et mat ».
Matérielensemble des pions et figures (pièces) d'un joueur. Un « avantage matériel » désigne un joueur qui a une valeur de pièces globale supérieure à celle de son adversaire. Un « gain matériel » est une augmentation de l'avantage matériel.
Matériel insuffisant (ou « mat impossible »)cas de nulle où aucun des deux camps n'a le matériel suffisant pour mater, ou encore si la position ne peut aboutir à aucun mat.
|   | a | b | c | d | e | f | g | h |   |
| 8 | Fou noir sur case noire d8 · Roi noir sur case blanche g8 · Pion noir sur case noire a5 · Pion noir sur case noire c5 · Pion noir sur case noire e5 · Pion noir sur case noire g5 · Pion blanc sur case blanche a4 · Pion blanc sur case blanche c4 · Pion blanc sur case blanche e4 · Pion blanc sur case blanche g4 · Fou blanc sur case blanche e2 · Roi blanc sur case noire g1 | Fou noir sur case noire d8 · Roi noir sur case blanche g8 · Pion noir sur case noire a5 · Pion noir sur case noire c5 · Pion noir sur case noire e5 · Pion noir sur case noire g5 · Pion blanc sur case blanche a4 · Pion blanc sur case blanche c4 · Pion blanc sur case blanche e4 · Pion blanc sur case blanche g4 · Fou blanc sur case blanche e2 · Roi blanc sur case noire g1 | Fou noir sur case noire d8 · Roi noir sur case blanche g8 · Pion noir sur case noire a5 · Pion noir sur case noire c5 · Pion noir sur case noire e5 · Pion noir sur case noire g5 · Pion blanc sur case blanche a4 · Pion blanc sur case blanche c4 · Pion blanc sur case blanche e4 · Pion blanc sur case blanche g4 · Fou blanc sur case blanche e2 · Roi blanc sur case noire g1 | Fou noir sur case noire d8 · Roi noir sur case blanche g8 · Pion noir sur case noire a5 · Pion noir sur case noire c5 · Pion noir sur case noire e5 · Pion noir sur case noire g5 · Pion blanc sur case blanche a4 · Pion blanc sur case blanche c4 · Pion blanc sur case blanche e4 · Pion blanc sur case blanche g4 · Fou blanc sur case blanche e2 · Roi blanc sur case noire g1 | Fou noir sur case noire d8 · Roi noir sur case blanche g8 · Pion noir sur case noire a5 · Pion noir sur case noire c5 · Pion noir sur case noire e5 · Pion noir sur case noire g5 · Pion blanc sur case blanche a4 · Pion blanc sur case blanche c4 · Pion blanc sur case blanche e4 · Pion blanc sur case blanche g4 · Fou blanc sur case blanche e2 · Roi blanc sur case noire g1 | Fou noir sur case noire d8 · Roi noir sur case blanche g8 · Pion noir sur case noire a5 · Pion noir sur case noire c5 · Pion noir sur case noire e5 · Pion noir sur case noire g5 · Pion blanc sur case blanche a4 · Pion blanc sur case blanche c4 · Pion blanc sur case blanche e4 · Pion blanc sur case blanche g4 · Fou blanc sur case blanche e2 · Roi blanc sur case noire g1 | Fou noir sur case noire d8 · Roi noir sur case blanche g8 · Pion noir sur case noire a5 · Pion noir sur case noire c5 · Pion noir sur case noire e5 · Pion noir sur case noire g5 · Pion blanc sur case blanche a4 · Pion blanc sur case blanche c4 · Pion blanc sur case blanche e4 · Pion blanc sur case blanche g4 · Fou blanc sur case blanche e2 · Roi blanc sur case noire g1 | Fou noir sur case noire d8 · Roi noir sur case blanche g8 · Pion noir sur case noire a5 · Pion noir sur case noire c5 · Pion noir sur case noire e5 · Pion noir sur case noire g5 · Pion blanc sur case blanche a4 · Pion blanc sur case blanche c4 · Pion blanc sur case blanche e4 · Pion blanc sur case blanche g4 · Fou blanc sur case blanche e2 · Roi blanc sur case noire g1 | 8 |
| 7 | Fou noir sur case noire d8 · Roi noir sur case blanche g8 · Pion noir sur case noire a5 · Pion noir sur case noire c5 · Pion noir sur case noire e5 · Pion noir sur case noire g5 · Pion blanc sur case blanche a4 · Pion blanc sur case blanche c4 · Pion blanc sur case blanche e4 · Pion blanc sur case blanche g4 · Fou blanc sur case blanche e2 · Roi blanc sur case noire g1 | Fou noir sur case noire d8 · Roi noir sur case blanche g8 · Pion noir sur case noire a5 · Pion noir sur case noire c5 · Pion noir sur case noire e5 · Pion noir sur case noire g5 · Pion blanc sur case blanche a4 · Pion blanc sur case blanche c4 · Pion blanc sur case blanche e4 · Pion blanc sur case blanche g4 · Fou blanc sur case blanche e2 · Roi blanc sur case noire g1 | Fou noir sur case noire d8 · Roi noir sur case blanche g8 · Pion noir sur case noire a5 · Pion noir sur case noire c5 · Pion noir sur case noire e5 · Pion noir sur case noire g5 · Pion blanc sur case blanche a4 · Pion blanc sur case blanche c4 · Pion blanc sur case blanche e4 · Pion blanc sur case blanche g4 · Fou blanc sur case blanche e2 · Roi blanc sur case noire g1 | Fou noir sur case noire d8 · Roi noir sur case blanche g8 · Pion noir sur case noire a5 · Pion noir sur case noire c5 · Pion noir sur case noire e5 · Pion noir sur case noire g5 · Pion blanc sur case blanche a4 · Pion blanc sur case blanche c4 · Pion blanc sur case blanche e4 · Pion blanc sur case blanche g4 · Fou blanc sur case blanche e2 · Roi blanc sur case noire g1 | Fou noir sur case noire d8 · Roi noir sur case blanche g8 · Pion noir sur case noire a5 · Pion noir sur case noire c5 · Pion noir sur case noire e5 · Pion noir sur case noire g5 · Pion blanc sur case blanche a4 · Pion blanc sur case blanche c4 · Pion blanc sur case blanche e4 · Pion blanc sur case blanche g4 · Fou blanc sur case blanche e2 · Roi blanc sur case noire g1 | Fou noir sur case noire d8 · Roi noir sur case blanche g8 · Pion noir sur case noire a5 · Pion noir sur case noire c5 · Pion noir sur case noire e5 · Pion noir sur case noire g5 · Pion blanc sur case blanche a4 · Pion blanc sur case blanche c4 · Pion blanc sur case blanche e4 · Pion blanc sur case blanche g4 · Fou blanc sur case blanche e2 · Roi blanc sur case noire g1 | Fou noir sur case noire d8 · Roi noir sur case blanche g8 · Pion noir sur case noire a5 · Pion noir sur case noire c5 · Pion noir sur case noire e5 · Pion noir sur case noire g5 · Pion blanc sur case blanche a4 · Pion blanc sur case blanche c4 · Pion blanc sur case blanche e4 · Pion blanc sur case blanche g4 · Fou blanc sur case blanche e2 · Roi blanc sur case noire g1 | Fou noir sur case noire d8 · Roi noir sur case blanche g8 · Pion noir sur case noire a5 · Pion noir sur case noire c5 · Pion noir sur case noire e5 · Pion noir sur case noire g5 · Pion blanc sur case blanche a4 · Pion blanc sur case blanche c4 · Pion blanc sur case blanche e4 · Pion blanc sur case blanche g4 · Fou blanc sur case blanche e2 · Roi blanc sur case noire g1 | 7 |
| 6 | Fou noir sur case noire d8 · Roi noir sur case blanche g8 · Pion noir sur case noire a5 · Pion noir sur case noire c5 · Pion noir sur case noire e5 · Pion noir sur case noire g5 · Pion blanc sur case blanche a4 · Pion blanc sur case blanche c4 · Pion blanc sur case blanche e4 · Pion blanc sur case blanche g4 · Fou blanc sur case blanche e2 · Roi blanc sur case noire g1 | Fou noir sur case noire d8 · Roi noir sur case blanche g8 · Pion noir sur case noire a5 · Pion noir sur case noire c5 · Pion noir sur case noire e5 · Pion noir sur case noire g5 · Pion blanc sur case blanche a4 · Pion blanc sur case blanche c4 · Pion blanc sur case blanche e4 · Pion blanc sur case blanche g4 · Fou blanc sur case blanche e2 · Roi blanc sur case noire g1 | Fou noir sur case noire d8 · Roi noir sur case blanche g8 · Pion noir sur case noire a5 · Pion noir sur case noire c5 · Pion noir sur case noire e5 · Pion noir sur case noire g5 · Pion blanc sur case blanche a4 · Pion blanc sur case blanche c4 · Pion blanc sur case blanche e4 · Pion blanc sur case blanche g4 · Fou blanc sur case blanche e2 · Roi blanc sur case noire g1 | Fou noir sur case noire d8 · Roi noir sur case blanche g8 · Pion noir sur case noire a5 · Pion noir sur case noire c5 · Pion noir sur case noire e5 · Pion noir sur case noire g5 · Pion blanc sur case blanche a4 · Pion blanc sur case blanche c4 · Pion blanc sur case blanche e4 · Pion blanc sur case blanche g4 · Fou blanc sur case blanche e2 · Roi blanc sur case noire g1 | Fou noir sur case noire d8 · Roi noir sur case blanche g8 · Pion noir sur case noire a5 · Pion noir sur case noire c5 · Pion noir sur case noire e5 · Pion noir sur case noire g5 · Pion blanc sur case blanche a4 · Pion blanc sur case blanche c4 · Pion blanc sur case blanche e4 · Pion blanc sur case blanche g4 · Fou blanc sur case blanche e2 · Roi blanc sur case noire g1 | Fou noir sur case noire d8 · Roi noir sur case blanche g8 · Pion noir sur case noire a5 · Pion noir sur case noire c5 · Pion noir sur case noire e5 · Pion noir sur case noire g5 · Pion blanc sur case blanche a4 · Pion blanc sur case blanche c4 · Pion blanc sur case blanche e4 · Pion blanc sur case blanche g4 · Fou blanc sur case blanche e2 · Roi blanc sur case noire g1 | Fou noir sur case noire d8 · Roi noir sur case blanche g8 · Pion noir sur case noire a5 · Pion noir sur case noire c5 · Pion noir sur case noire e5 · Pion noir sur case noire g5 · Pion blanc sur case blanche a4 · Pion blanc sur case blanche c4 · Pion blanc sur case blanche e4 · Pion blanc sur case blanche g4 · Fou blanc sur case blanche e2 · Roi blanc sur case noire g1 | Fou noir sur case noire d8 · Roi noir sur case blanche g8 · Pion noir sur case noire a5 · Pion noir sur case noire c5 · Pion noir sur case noire e5 · Pion noir sur case noire g5 · Pion blanc sur case blanche a4 · Pion blanc sur case blanche c4 · Pion blanc sur case blanche e4 · Pion blanc sur case blanche g4 · Fou blanc sur case blanche e2 · Roi blanc sur case noire g1 | 6 |
| 5 | Fou noir sur case noire d8 · Roi noir sur case blanche g8 · Pion noir sur case noire a5 · Pion noir sur case noire c5 · Pion noir sur case noire e5 · Pion noir sur case noire g5 · Pion blanc sur case blanche a4 · Pion blanc sur case blanche c4 · Pion blanc sur case blanche e4 · Pion blanc sur case blanche g4 · Fou blanc sur case blanche e2 · Roi blanc sur case noire g1 | Fou noir sur case noire d8 · Roi noir sur case blanche g8 · Pion noir sur case noire a5 · Pion noir sur case noire c5 · Pion noir sur case noire e5 · Pion noir sur case noire g5 · Pion blanc sur case blanche a4 · Pion blanc sur case blanche c4 · Pion blanc sur case blanche e4 · Pion blanc sur case blanche g4 · Fou blanc sur case blanche e2 · Roi blanc sur case noire g1 | Fou noir sur case noire d8 · Roi noir sur case blanche g8 · Pion noir sur case noire a5 · Pion noir sur case noire c5 · Pion noir sur case noire e5 · Pion noir sur case noire g5 · Pion blanc sur case blanche a4 · Pion blanc sur case blanche c4 · Pion blanc sur case blanche e4 · Pion blanc sur case blanche g4 · Fou blanc sur case blanche e2 · Roi blanc sur case noire g1 | Fou noir sur case noire d8 · Roi noir sur case blanche g8 · Pion noir sur case noire a5 · Pion noir sur case noire c5 · Pion noir sur case noire e5 · Pion noir sur case noire g5 · Pion blanc sur case blanche a4 · Pion blanc sur case blanche c4 · Pion blanc sur case blanche e4 · Pion blanc sur case blanche g4 · Fou blanc sur case blanche e2 · Roi blanc sur case noire g1 | Fou noir sur case noire d8 · Roi noir sur case blanche g8 · Pion noir sur case noire a5 · Pion noir sur case noire c5 · Pion noir sur case noire e5 · Pion noir sur case noire g5 · Pion blanc sur case blanche a4 · Pion blanc sur case blanche c4 · Pion blanc sur case blanche e4 · Pion blanc sur case blanche g4 · Fou blanc sur case blanche e2 · Roi blanc sur case noire g1 | Fou noir sur case noire d8 · Roi noir sur case blanche g8 · Pion noir sur case noire a5 · Pion noir sur case noire c5 · Pion noir sur case noire e5 · Pion noir sur case noire g5 · Pion blanc sur case blanche a4 · Pion blanc sur case blanche c4 · Pion blanc sur case blanche e4 · Pion blanc sur case blanche g4 · Fou blanc sur case blanche e2 · Roi blanc sur case noire g1 | Fou noir sur case noire d8 · Roi noir sur case blanche g8 · Pion noir sur case noire a5 · Pion noir sur case noire c5 · Pion noir sur case noire e5 · Pion noir sur case noire g5 · Pion blanc sur case blanche a4 · Pion blanc sur case blanche c4 · Pion blanc sur case blanche e4 · Pion blanc sur case blanche g4 · Fou blanc sur case blanche e2 · Roi blanc sur case noire g1 | Fou noir sur case noire d8 · Roi noir sur case blanche g8 · Pion noir sur case noire a5 · Pion noir sur case noire c5 · Pion noir sur case noire e5 · Pion noir sur case noire g5 · Pion blanc sur case blanche a4 · Pion blanc sur case blanche c4 · Pion blanc sur case blanche e4 · Pion blanc sur case blanche g4 · Fou blanc sur case blanche e2 · Roi blanc sur case noire g1 | 5 |
| 4 | Fou noir sur case noire d8 · Roi noir sur case blanche g8 · Pion noir sur case noire a5 · Pion noir sur case noire c5 · Pion noir sur case noire e5 · Pion noir sur case noire g5 · Pion blanc sur case blanche a4 · Pion blanc sur case blanche c4 · Pion blanc sur case blanche e4 · Pion blanc sur case blanche g4 · Fou blanc sur case blanche e2 · Roi blanc sur case noire g1 | Fou noir sur case noire d8 · Roi noir sur case blanche g8 · Pion noir sur case noire a5 · Pion noir sur case noire c5 · Pion noir sur case noire e5 · Pion noir sur case noire g5 · Pion blanc sur case blanche a4 · Pion blanc sur case blanche c4 · Pion blanc sur case blanche e4 · Pion blanc sur case blanche g4 · Fou blanc sur case blanche e2 · Roi blanc sur case noire g1 | Fou noir sur case noire d8 · Roi noir sur case blanche g8 · Pion noir sur case noire a5 · Pion noir sur case noire c5 · Pion noir sur case noire e5 · Pion noir sur case noire g5 · Pion blanc sur case blanche a4 · Pion blanc sur case blanche c4 · Pion blanc sur case blanche e4 · Pion blanc sur case blanche g4 · Fou blanc sur case blanche e2 · Roi blanc sur case noire g1 | Fou noir sur case noire d8 · Roi noir sur case blanche g8 · Pion noir sur case noire a5 · Pion noir sur case noire c5 · Pion noir sur case noire e5 · Pion noir sur case noire g5 · Pion blanc sur case blanche a4 · Pion blanc sur case blanche c4 · Pion blanc sur case blanche e4 · Pion blanc sur case blanche g4 · Fou blanc sur case blanche e2 · Roi blanc sur case noire g1 | Fou noir sur case noire d8 · Roi noir sur case blanche g8 · Pion noir sur case noire a5 · Pion noir sur case noire c5 · Pion noir sur case noire e5 · Pion noir sur case noire g5 · Pion blanc sur case blanche a4 · Pion blanc sur case blanche c4 · Pion blanc sur case blanche e4 · Pion blanc sur case blanche g4 · Fou blanc sur case blanche e2 · Roi blanc sur case noire g1 | Fou noir sur case noire d8 · Roi noir sur case blanche g8 · Pion noir sur case noire a5 · Pion noir sur case noire c5 · Pion noir sur case noire e5 · Pion noir sur case noire g5 · Pion blanc sur case blanche a4 · Pion blanc sur case blanche c4 · Pion blanc sur case blanche e4 · Pion blanc sur case blanche g4 · Fou blanc sur case blanche e2 · Roi blanc sur case noire g1 | Fou noir sur case noire d8 · Roi noir sur case blanche g8 · Pion noir sur case noire a5 · Pion noir sur case noire c5 · Pion noir sur case noire e5 · Pion noir sur case noire g5 · Pion blanc sur case blanche a4 · Pion blanc sur case blanche c4 · Pion blanc sur case blanche e4 · Pion blanc sur case blanche g4 · Fou blanc sur case blanche e2 · Roi blanc sur case noire g1 | Fou noir sur case noire d8 · Roi noir sur case blanche g8 · Pion noir sur case noire a5 · Pion noir sur case noire c5 · Pion noir sur case noire e5 · Pion noir sur case noire g5 · Pion blanc sur case blanche a4 · Pion blanc sur case blanche c4 · Pion blanc sur case blanche e4 · Pion blanc sur case blanche g4 · Fou blanc sur case blanche e2 · Roi blanc sur case noire g1 | 4 |
| 3 | Fou noir sur case noire d8 · Roi noir sur case blanche g8 · Pion noir sur case noire a5 · Pion noir sur case noire c5 · Pion noir sur case noire e5 · Pion noir sur case noire g5 · Pion blanc sur case blanche a4 · Pion blanc sur case blanche c4 · Pion blanc sur case blanche e4 · Pion blanc sur case blanche g4 · Fou blanc sur case blanche e2 · Roi blanc sur case noire g1 | Fou noir sur case noire d8 · Roi noir sur case blanche g8 · Pion noir sur case noire a5 · Pion noir sur case noire c5 · Pion noir sur case noire e5 · Pion noir sur case noire g5 · Pion blanc sur case blanche a4 · Pion blanc sur case blanche c4 · Pion blanc sur case blanche e4 · Pion blanc sur case blanche g4 · Fou blanc sur case blanche e2 · Roi blanc sur case noire g1 | Fou noir sur case noire d8 · Roi noir sur case blanche g8 · Pion noir sur case noire a5 · Pion noir sur case noire c5 · Pion noir sur case noire e5 · Pion noir sur case noire g5 · Pion blanc sur case blanche a4 · Pion blanc sur case blanche c4 · Pion blanc sur case blanche e4 · Pion blanc sur case blanche g4 · Fou blanc sur case blanche e2 · Roi blanc sur case noire g1 | Fou noir sur case noire d8 · Roi noir sur case blanche g8 · Pion noir sur case noire a5 · Pion noir sur case noire c5 · Pion noir sur case noire e5 · Pion noir sur case noire g5 · Pion blanc sur case blanche a4 · Pion blanc sur case blanche c4 · Pion blanc sur case blanche e4 · Pion blanc sur case blanche g4 · Fou blanc sur case blanche e2 · Roi blanc sur case noire g1 | Fou noir sur case noire d8 · Roi noir sur case blanche g8 · Pion noir sur case noire a5 · Pion noir sur case noire c5 · Pion noir sur case noire e5 · Pion noir sur case noire g5 · Pion blanc sur case blanche a4 · Pion blanc sur case blanche c4 · Pion blanc sur case blanche e4 · Pion blanc sur case blanche g4 · Fou blanc sur case blanche e2 · Roi blanc sur case noire g1 | Fou noir sur case noire d8 · Roi noir sur case blanche g8 · Pion noir sur case noire a5 · Pion noir sur case noire c5 · Pion noir sur case noire e5 · Pion noir sur case noire g5 · Pion blanc sur case blanche a4 · Pion blanc sur case blanche c4 · Pion blanc sur case blanche e4 · Pion blanc sur case blanche g4 · Fou blanc sur case blanche e2 · Roi blanc sur case noire g1 | Fou noir sur case noire d8 · Roi noir sur case blanche g8 · Pion noir sur case noire a5 · Pion noir sur case noire c5 · Pion noir sur case noire e5 · Pion noir sur case noire g5 · Pion blanc sur case blanche a4 · Pion blanc sur case blanche c4 · Pion blanc sur case blanche e4 · Pion blanc sur case blanche g4 · Fou blanc sur case blanche e2 · Roi blanc sur case noire g1 | Fou noir sur case noire d8 · Roi noir sur case blanche g8 · Pion noir sur case noire a5 · Pion noir sur case noire c5 · Pion noir sur case noire e5 · Pion noir sur case noire g5 · Pion blanc sur case blanche a4 · Pion blanc sur case blanche c4 · Pion blanc sur case blanche e4 · Pion blanc sur case blanche g4 · Fou blanc sur case blanche e2 · Roi blanc sur case noire g1 | 3 |
| 2 | Fou noir sur case noire d8 · Roi noir sur case blanche g8 · Pion noir sur case noire a5 · Pion noir sur case noire c5 · Pion noir sur case noire e5 · Pion noir sur case noire g5 · Pion blanc sur case blanche a4 · Pion blanc sur case blanche c4 · Pion blanc sur case blanche e4 · Pion blanc sur case blanche g4 · Fou blanc sur case blanche e2 · Roi blanc sur case noire g1 | Fou noir sur case noire d8 · Roi noir sur case blanche g8 · Pion noir sur case noire a5 · Pion noir sur case noire c5 · Pion noir sur case noire e5 · Pion noir sur case noire g5 · Pion blanc sur case blanche a4 · Pion blanc sur case blanche c4 · Pion blanc sur case blanche e4 · Pion blanc sur case blanche g4 · Fou blanc sur case blanche e2 · Roi blanc sur case noire g1 | Fou noir sur case noire d8 · Roi noir sur case blanche g8 · Pion noir sur case noire a5 · Pion noir sur case noire c5 · Pion noir sur case noire e5 · Pion noir sur case noire g5 · Pion blanc sur case blanche a4 · Pion blanc sur case blanche c4 · Pion blanc sur case blanche e4 · Pion blanc sur case blanche g4 · Fou blanc sur case blanche e2 · Roi blanc sur case noire g1 | Fou noir sur case noire d8 · Roi noir sur case blanche g8 · Pion noir sur case noire a5 · Pion noir sur case noire c5 · Pion noir sur case noire e5 · Pion noir sur case noire g5 · Pion blanc sur case blanche a4 · Pion blanc sur case blanche c4 · Pion blanc sur case blanche e4 · Pion blanc sur case blanche g4 · Fou blanc sur case blanche e2 · Roi blanc sur case noire g1 | Fou noir sur case noire d8 · Roi noir sur case blanche g8 · Pion noir sur case noire a5 · Pion noir sur case noire c5 · Pion noir sur case noire e5 · Pion noir sur case noire g5 · Pion blanc sur case blanche a4 · Pion blanc sur case blanche c4 · Pion blanc sur case blanche e4 · Pion blanc sur case blanche g4 · Fou blanc sur case blanche e2 · Roi blanc sur case noire g1 | Fou noir sur case noire d8 · Roi noir sur case blanche g8 · Pion noir sur case noire a5 · Pion noir sur case noire c5 · Pion noir sur case noire e5 · Pion noir sur case noire g5 · Pion blanc sur case blanche a4 · Pion blanc sur case blanche c4 · Pion blanc sur case blanche e4 · Pion blanc sur case blanche g4 · Fou blanc sur case blanche e2 · Roi blanc sur case noire g1 | Fou noir sur case noire d8 · Roi noir sur case blanche g8 · Pion noir sur case noire a5 · Pion noir sur case noire c5 · Pion noir sur case noire e5 · Pion noir sur case noire g5 · Pion blanc sur case blanche a4 · Pion blanc sur case blanche c4 · Pion blanc sur case blanche e4 · Pion blanc sur case blanche g4 · Fou blanc sur case blanche e2 · Roi blanc sur case noire g1 | Fou noir sur case noire d8 · Roi noir sur case blanche g8 · Pion noir sur case noire a5 · Pion noir sur case noire c5 · Pion noir sur case noire e5 · Pion noir sur case noire g5 · Pion blanc sur case blanche a4 · Pion blanc sur case blanche c4 · Pion blanc sur case blanche e4 · Pion blanc sur case blanche g4 · Fou blanc sur case blanche e2 · Roi blanc sur case noire g1 | 2 |
| 1 | Fou noir sur case noire d8 · Roi noir sur case blanche g8 · Pion noir sur case noire a5 · Pion noir sur case noire c5 · Pion noir sur case noire e5 · Pion noir sur case noire g5 · Pion blanc sur case blanche a4 · Pion blanc sur case blanche c4 · Pion blanc sur case blanche e4 · Pion blanc sur case blanche g4 · Fou blanc sur case blanche e2 · Roi blanc sur case noire g1 | Fou noir sur case noire d8 · Roi noir sur case blanche g8 · Pion noir sur case noire a5 · Pion noir sur case noire c5 · Pion noir sur case noire e5 · Pion noir sur case noire g5 · Pion blanc sur case blanche a4 · Pion blanc sur case blanche c4 · Pion blanc sur case blanche e4 · Pion blanc sur case blanche g4 · Fou blanc sur case blanche e2 · Roi blanc sur case noire g1 | Fou noir sur case noire d8 · Roi noir sur case blanche g8 · Pion noir sur case noire a5 · Pion noir sur case noire c5 · Pion noir sur case noire e5 · Pion noir sur case noire g5 · Pion blanc sur case blanche a4 · Pion blanc sur case blanche c4 · Pion blanc sur case blanche e4 · Pion blanc sur case blanche g4 · Fou blanc sur case blanche e2 · Roi blanc sur case noire g1 | Fou noir sur case noire d8 · Roi noir sur case blanche g8 · Pion noir sur case noire a5 · Pion noir sur case noire c5 · Pion noir sur case noire e5 · Pion noir sur case noire g5 · Pion blanc sur case blanche a4 · Pion blanc sur case blanche c4 · Pion blanc sur case blanche e4 · Pion blanc sur case blanche g4 · Fou blanc sur case blanche e2 · Roi blanc sur case noire g1 | Fou noir sur case noire d8 · Roi noir sur case blanche g8 · Pion noir sur case noire a5 · Pion noir sur case noire c5 · Pion noir sur case noire e5 · Pion noir sur case noire g5 · Pion blanc sur case blanche a4 · Pion blanc sur case blanche c4 · Pion blanc sur case blanche e4 · Pion blanc sur case blanche g4 · Fou blanc sur case blanche e2 · Roi blanc sur case noire g1 | Fou noir sur case noire d8 · Roi noir sur case blanche g8 · Pion noir sur case noire a5 · Pion noir sur case noire c5 · Pion noir sur case noire e5 · Pion noir sur case noire g5 · Pion blanc sur case blanche a4 · Pion blanc sur case blanche c4 · Pion blanc sur case blanche e4 · Pion blanc sur case blanche g4 · Fou blanc sur case blanche e2 · Roi blanc sur case noire g1 | Fou noir sur case noire d8 · Roi noir sur case blanche g8 · Pion noir sur case noire a5 · Pion noir sur case noire c5 · Pion noir sur case noire e5 · Pion noir sur case noire g5 · Pion blanc sur case blanche a4 · Pion blanc sur case blanche c4 · Pion blanc sur case blanche e4 · Pion blanc sur case blanche g4 · Fou blanc sur case blanche e2 · Roi blanc sur case noire g1 | Fou noir sur case noire d8 · Roi noir sur case blanche g8 · Pion noir sur case noire a5 · Pion noir sur case noire c5 · Pion noir sur case noire e5 · Pion noir sur case noire g5 · Pion blanc sur case blanche a4 · Pion blanc sur case blanche c4 · Pion blanc sur case blanche e4 · Pion blanc sur case blanche g4 · Fou blanc sur case blanche e2 · Roi blanc sur case noire g1 | 1 |
|   | a | b | c | d | e | f | g | h |   |

|   | a | b | c | d | e | f | g | h |   |
| 8 | Fou noir sur case noire e7 · Pion noir sur case blanche f7 · Pion noir sur case noire g7 · bas gauche sur case noire d6 · Pion noir sur case blanche e6 · bas droite sur case noire f6 · haut droite sur case noire h6 · Pion noir sur case blanche b5 · Pion noir sur case blanche d5 · bas droite sur case noire g5 · Pion noir sur case blanche h5 · Pion blanc sur case noire b4 · Pion blanc sur case noire d4 · bas droite sur case noire h4 · Fou blanc sur case noire c3 · Pion blanc sur case noire e3 · Pion blanc sur case blanche h3 · Pion blanc sur case noire f2 · Pion blanc sur case blanche g2 | Fou noir sur case noire e7 · Pion noir sur case blanche f7 · Pion noir sur case noire g7 · bas gauche sur case noire d6 · Pion noir sur case blanche e6 · bas droite sur case noire f6 · haut droite sur case noire h6 · Pion noir sur case blanche b5 · Pion noir sur case blanche d5 · bas droite sur case noire g5 · Pion noir sur case blanche h5 · Pion blanc sur case noire b4 · Pion blanc sur case noire d4 · bas droite sur case noire h4 · Fou blanc sur case noire c3 · Pion blanc sur case noire e3 · Pion blanc sur case blanche h3 · Pion blanc sur case noire f2 · Pion blanc sur case blanche g2 | Fou noir sur case noire e7 · Pion noir sur case blanche f7 · Pion noir sur case noire g7 · bas gauche sur case noire d6 · Pion noir sur case blanche e6 · bas droite sur case noire f6 · haut droite sur case noire h6 · Pion noir sur case blanche b5 · Pion noir sur case blanche d5 · bas droite sur case noire g5 · Pion noir sur case blanche h5 · Pion blanc sur case noire b4 · Pion blanc sur case noire d4 · bas droite sur case noire h4 · Fou blanc sur case noire c3 · Pion blanc sur case noire e3 · Pion blanc sur case blanche h3 · Pion blanc sur case noire f2 · Pion blanc sur case blanche g2 | Fou noir sur case noire e7 · Pion noir sur case blanche f7 · Pion noir sur case noire g7 · bas gauche sur case noire d6 · Pion noir sur case blanche e6 · bas droite sur case noire f6 · haut droite sur case noire h6 · Pion noir sur case blanche b5 · Pion noir sur case blanche d5 · bas droite sur case noire g5 · Pion noir sur case blanche h5 · Pion blanc sur case noire b4 · Pion blanc sur case noire d4 · bas droite sur case noire h4 · Fou blanc sur case noire c3 · Pion blanc sur case noire e3 · Pion blanc sur case blanche h3 · Pion blanc sur case noire f2 · Pion blanc sur case blanche g2 | Fou noir sur case noire e7 · Pion noir sur case blanche f7 · Pion noir sur case noire g7 · bas gauche sur case noire d6 · Pion noir sur case blanche e6 · bas droite sur case noire f6 · haut droite sur case noire h6 · Pion noir sur case blanche b5 · Pion noir sur case blanche d5 · bas droite sur case noire g5 · Pion noir sur case blanche h5 · Pion blanc sur case noire b4 · Pion blanc sur case noire d4 · bas droite sur case noire h4 · Fou blanc sur case noire c3 · Pion blanc sur case noire e3 · Pion blanc sur case blanche h3 · Pion blanc sur case noire f2 · Pion blanc sur case blanche g2 | Fou noir sur case noire e7 · Pion noir sur case blanche f7 · Pion noir sur case noire g7 · bas gauche sur case noire d6 · Pion noir sur case blanche e6 · bas droite sur case noire f6 · haut droite sur case noire h6 · Pion noir sur case blanche b5 · Pion noir sur case blanche d5 · bas droite sur case noire g5 · Pion noir sur case blanche h5 · Pion blanc sur case noire b4 · Pion blanc sur case noire d4 · bas droite sur case noire h4 · Fou blanc sur case noire c3 · Pion blanc sur case noire e3 · Pion blanc sur case blanche h3 · Pion blanc sur case noire f2 · Pion blanc sur case blanche g2 | Fou noir sur case noire e7 · Pion noir sur case blanche f7 · Pion noir sur case noire g7 · bas gauche sur case noire d6 · Pion noir sur case blanche e6 · bas droite sur case noire f6 · haut droite sur case noire h6 · Pion noir sur case blanche b5 · Pion noir sur case blanche d5 · bas droite sur case noire g5 · Pion noir sur case blanche h5 · Pion blanc sur case noire b4 · Pion blanc sur case noire d4 · bas droite sur case noire h4 · Fou blanc sur case noire c3 · Pion blanc sur case noire e3 · Pion blanc sur case blanche h3 · Pion blanc sur case noire f2 · Pion blanc sur case blanche g2 | Fou noir sur case noire e7 · Pion noir sur case blanche f7 · Pion noir sur case noire g7 · bas gauche sur case noire d6 · Pion noir sur case blanche e6 · bas droite sur case noire f6 · haut droite sur case noire h6 · Pion noir sur case blanche b5 · Pion noir sur case blanche d5 · bas droite sur case noire g5 · Pion noir sur case blanche h5 · Pion blanc sur case noire b4 · Pion blanc sur case noire d4 · bas droite sur case noire h4 · Fou blanc sur case noire c3 · Pion blanc sur case noire e3 · Pion blanc sur case blanche h3 · Pion blanc sur case noire f2 · Pion blanc sur case blanche g2 | 8 |
| 7 | Fou noir sur case noire e7 · Pion noir sur case blanche f7 · Pion noir sur case noire g7 · bas gauche sur case noire d6 · Pion noir sur case blanche e6 · bas droite sur case noire f6 · haut droite sur case noire h6 · Pion noir sur case blanche b5 · Pion noir sur case blanche d5 · bas droite sur case noire g5 · Pion noir sur case blanche h5 · Pion blanc sur case noire b4 · Pion blanc sur case noire d4 · bas droite sur case noire h4 · Fou blanc sur case noire c3 · Pion blanc sur case noire e3 · Pion blanc sur case blanche h3 · Pion blanc sur case noire f2 · Pion blanc sur case blanche g2 | Fou noir sur case noire e7 · Pion noir sur case blanche f7 · Pion noir sur case noire g7 · bas gauche sur case noire d6 · Pion noir sur case blanche e6 · bas droite sur case noire f6 · haut droite sur case noire h6 · Pion noir sur case blanche b5 · Pion noir sur case blanche d5 · bas droite sur case noire g5 · Pion noir sur case blanche h5 · Pion blanc sur case noire b4 · Pion blanc sur case noire d4 · bas droite sur case noire h4 · Fou blanc sur case noire c3 · Pion blanc sur case noire e3 · Pion blanc sur case blanche h3 · Pion blanc sur case noire f2 · Pion blanc sur case blanche g2 | Fou noir sur case noire e7 · Pion noir sur case blanche f7 · Pion noir sur case noire g7 · bas gauche sur case noire d6 · Pion noir sur case blanche e6 · bas droite sur case noire f6 · haut droite sur case noire h6 · Pion noir sur case blanche b5 · Pion noir sur case blanche d5 · bas droite sur case noire g5 · Pion noir sur case blanche h5 · Pion blanc sur case noire b4 · Pion blanc sur case noire d4 · bas droite sur case noire h4 · Fou blanc sur case noire c3 · Pion blanc sur case noire e3 · Pion blanc sur case blanche h3 · Pion blanc sur case noire f2 · Pion blanc sur case blanche g2 | Fou noir sur case noire e7 · Pion noir sur case blanche f7 · Pion noir sur case noire g7 · bas gauche sur case noire d6 · Pion noir sur case blanche e6 · bas droite sur case noire f6 · haut droite sur case noire h6 · Pion noir sur case blanche b5 · Pion noir sur case blanche d5 · bas droite sur case noire g5 · Pion noir sur case blanche h5 · Pion blanc sur case noire b4 · Pion blanc sur case noire d4 · bas droite sur case noire h4 · Fou blanc sur case noire c3 · Pion blanc sur case noire e3 · Pion blanc sur case blanche h3 · Pion blanc sur case noire f2 · Pion blanc sur case blanche g2 | Fou noir sur case noire e7 · Pion noir sur case blanche f7 · Pion noir sur case noire g7 · bas gauche sur case noire d6 · Pion noir sur case blanche e6 · bas droite sur case noire f6 · haut droite sur case noire h6 · Pion noir sur case blanche b5 · Pion noir sur case blanche d5 · bas droite sur case noire g5 · Pion noir sur case blanche h5 · Pion blanc sur case noire b4 · Pion blanc sur case noire d4 · bas droite sur case noire h4 · Fou blanc sur case noire c3 · Pion blanc sur case noire e3 · Pion blanc sur case blanche h3 · Pion blanc sur case noire f2 · Pion blanc sur case blanche g2 | Fou noir sur case noire e7 · Pion noir sur case blanche f7 · Pion noir sur case noire g7 · bas gauche sur case noire d6 · Pion noir sur case blanche e6 · bas droite sur case noire f6 · haut droite sur case noire h6 · Pion noir sur case blanche b5 · Pion noir sur case blanche d5 · bas droite sur case noire g5 · Pion noir sur case blanche h5 · Pion blanc sur case noire b4 · Pion blanc sur case noire d4 · bas droite sur case noire h4 · Fou blanc sur case noire c3 · Pion blanc sur case noire e3 · Pion blanc sur case blanche h3 · Pion blanc sur case noire f2 · Pion blanc sur case blanche g2 | Fou noir sur case noire e7 · Pion noir sur case blanche f7 · Pion noir sur case noire g7 · bas gauche sur case noire d6 · Pion noir sur case blanche e6 · bas droite sur case noire f6 · haut droite sur case noire h6 · Pion noir sur case blanche b5 · Pion noir sur case blanche d5 · bas droite sur case noire g5 · Pion noir sur case blanche h5 · Pion blanc sur case noire b4 · Pion blanc sur case noire d4 · bas droite sur case noire h4 · Fou blanc sur case noire c3 · Pion blanc sur case noire e3 · Pion blanc sur case blanche h3 · Pion blanc sur case noire f2 · Pion blanc sur case blanche g2 | Fou noir sur case noire e7 · Pion noir sur case blanche f7 · Pion noir sur case noire g7 · bas gauche sur case noire d6 · Pion noir sur case blanche e6 · bas droite sur case noire f6 · haut droite sur case noire h6 · Pion noir sur case blanche b5 · Pion noir sur case blanche d5 · bas droite sur case noire g5 · Pion noir sur case blanche h5 · Pion blanc sur case noire b4 · Pion blanc sur case noire d4 · bas droite sur case noire h4 · Fou blanc sur case noire c3 · Pion blanc sur case noire e3 · Pion blanc sur case blanche h3 · Pion blanc sur case noire f2 · Pion blanc sur case blanche g2 | 7 |
| 6 | Fou noir sur case noire e7 · Pion noir sur case blanche f7 · Pion noir sur case noire g7 · bas gauche sur case noire d6 · Pion noir sur case blanche e6 · bas droite sur case noire f6 · haut droite sur case noire h6 · Pion noir sur case blanche b5 · Pion noir sur case blanche d5 · bas droite sur case noire g5 · Pion noir sur case blanche h5 · Pion blanc sur case noire b4 · Pion blanc sur case noire d4 · bas droite sur case noire h4 · Fou blanc sur case noire c3 · Pion blanc sur case noire e3 · Pion blanc sur case blanche h3 · Pion blanc sur case noire f2 · Pion blanc sur case blanche g2 | Fou noir sur case noire e7 · Pion noir sur case blanche f7 · Pion noir sur case noire g7 · bas gauche sur case noire d6 · Pion noir sur case blanche e6 · bas droite sur case noire f6 · haut droite sur case noire h6 · Pion noir sur case blanche b5 · Pion noir sur case blanche d5 · bas droite sur case noire g5 · Pion noir sur case blanche h5 · Pion blanc sur case noire b4 · Pion blanc sur case noire d4 · bas droite sur case noire h4 · Fou blanc sur case noire c3 · Pion blanc sur case noire e3 · Pion blanc sur case blanche h3 · Pion blanc sur case noire f2 · Pion blanc sur case blanche g2 | Fou noir sur case noire e7 · Pion noir sur case blanche f7 · Pion noir sur case noire g7 · bas gauche sur case noire d6 · Pion noir sur case blanche e6 · bas droite sur case noire f6 · haut droite sur case noire h6 · Pion noir sur case blanche b5 · Pion noir sur case blanche d5 · bas droite sur case noire g5 · Pion noir sur case blanche h5 · Pion blanc sur case noire b4 · Pion blanc sur case noire d4 · bas droite sur case noire h4 · Fou blanc sur case noire c3 · Pion blanc sur case noire e3 · Pion blanc sur case blanche h3 · Pion blanc sur case noire f2 · Pion blanc sur case blanche g2 | Fou noir sur case noire e7 · Pion noir sur case blanche f7 · Pion noir sur case noire g7 · bas gauche sur case noire d6 · Pion noir sur case blanche e6 · bas droite sur case noire f6 · haut droite sur case noire h6 · Pion noir sur case blanche b5 · Pion noir sur case blanche d5 · bas droite sur case noire g5 · Pion noir sur case blanche h5 · Pion blanc sur case noire b4 · Pion blanc sur case noire d4 · bas droite sur case noire h4 · Fou blanc sur case noire c3 · Pion blanc sur case noire e3 · Pion blanc sur case blanche h3 · Pion blanc sur case noire f2 · Pion blanc sur case blanche g2 | Fou noir sur case noire e7 · Pion noir sur case blanche f7 · Pion noir sur case noire g7 · bas gauche sur case noire d6 · Pion noir sur case blanche e6 · bas droite sur case noire f6 · haut droite sur case noire h6 · Pion noir sur case blanche b5 · Pion noir sur case blanche d5 · bas droite sur case noire g5 · Pion noir sur case blanche h5 · Pion blanc sur case noire b4 · Pion blanc sur case noire d4 · bas droite sur case noire h4 · Fou blanc sur case noire c3 · Pion blanc sur case noire e3 · Pion blanc sur case blanche h3 · Pion blanc sur case noire f2 · Pion blanc sur case blanche g2 | Fou noir sur case noire e7 · Pion noir sur case blanche f7 · Pion noir sur case noire g7 · bas gauche sur case noire d6 · Pion noir sur case blanche e6 · bas droite sur case noire f6 · haut droite sur case noire h6 · Pion noir sur case blanche b5 · Pion noir sur case blanche d5 · bas droite sur case noire g5 · Pion noir sur case blanche h5 · Pion blanc sur case noire b4 · Pion blanc sur case noire d4 · bas droite sur case noire h4 · Fou blanc sur case noire c3 · Pion blanc sur case noire e3 · Pion blanc sur case blanche h3 · Pion blanc sur case noire f2 · Pion blanc sur case blanche g2 | Fou noir sur case noire e7 · Pion noir sur case blanche f7 · Pion noir sur case noire g7 · bas gauche sur case noire d6 · Pion noir sur case blanche e6 · bas droite sur case noire f6 · haut droite sur case noire h6 · Pion noir sur case blanche b5 · Pion noir sur case blanche d5 · bas droite sur case noire g5 · Pion noir sur case blanche h5 · Pion blanc sur case noire b4 · Pion blanc sur case noire d4 · bas droite sur case noire h4 · Fou blanc sur case noire c3 · Pion blanc sur case noire e3 · Pion blanc sur case blanche h3 · Pion blanc sur case noire f2 · Pion blanc sur case blanche g2 | Fou noir sur case noire e7 · Pion noir sur case blanche f7 · Pion noir sur case noire g7 · bas gauche sur case noire d6 · Pion noir sur case blanche e6 · bas droite sur case noire f6 · haut droite sur case noire h6 · Pion noir sur case blanche b5 · Pion noir sur case blanche d5 · bas droite sur case noire g5 · Pion noir sur case blanche h5 · Pion blanc sur case noire b4 · Pion blanc sur case noire d4 · bas droite sur case noire h4 · Fou blanc sur case noire c3 · Pion blanc sur case noire e3 · Pion blanc sur case blanche h3 · Pion blanc sur case noire f2 · Pion blanc sur case blanche g2 | 6 |
| 5 | Fou noir sur case noire e7 · Pion noir sur case blanche f7 · Pion noir sur case noire g7 · bas gauche sur case noire d6 · Pion noir sur case blanche e6 · bas droite sur case noire f6 · haut droite sur case noire h6 · Pion noir sur case blanche b5 · Pion noir sur case blanche d5 · bas droite sur case noire g5 · Pion noir sur case blanche h5 · Pion blanc sur case noire b4 · Pion blanc sur case noire d4 · bas droite sur case noire h4 · Fou blanc sur case noire c3 · Pion blanc sur case noire e3 · Pion blanc sur case blanche h3 · Pion blanc sur case noire f2 · Pion blanc sur case blanche g2 | Fou noir sur case noire e7 · Pion noir sur case blanche f7 · Pion noir sur case noire g7 · bas gauche sur case noire d6 · Pion noir sur case blanche e6 · bas droite sur case noire f6 · haut droite sur case noire h6 · Pion noir sur case blanche b5 · Pion noir sur case blanche d5 · bas droite sur case noire g5 · Pion noir sur case blanche h5 · Pion blanc sur case noire b4 · Pion blanc sur case noire d4 · bas droite sur case noire h4 · Fou blanc sur case noire c3 · Pion blanc sur case noire e3 · Pion blanc sur case blanche h3 · Pion blanc sur case noire f2 · Pion blanc sur case blanche g2 | Fou noir sur case noire e7 · Pion noir sur case blanche f7 · Pion noir sur case noire g7 · bas gauche sur case noire d6 · Pion noir sur case blanche e6 · bas droite sur case noire f6 · haut droite sur case noire h6 · Pion noir sur case blanche b5 · Pion noir sur case blanche d5 · bas droite sur case noire g5 · Pion noir sur case blanche h5 · Pion blanc sur case noire b4 · Pion blanc sur case noire d4 · bas droite sur case noire h4 · Fou blanc sur case noire c3 · Pion blanc sur case noire e3 · Pion blanc sur case blanche h3 · Pion blanc sur case noire f2 · Pion blanc sur case blanche g2 | Fou noir sur case noire e7 · Pion noir sur case blanche f7 · Pion noir sur case noire g7 · bas gauche sur case noire d6 · Pion noir sur case blanche e6 · bas droite sur case noire f6 · haut droite sur case noire h6 · Pion noir sur case blanche b5 · Pion noir sur case blanche d5 · bas droite sur case noire g5 · Pion noir sur case blanche h5 · Pion blanc sur case noire b4 · Pion blanc sur case noire d4 · bas droite sur case noire h4 · Fou blanc sur case noire c3 · Pion blanc sur case noire e3 · Pion blanc sur case blanche h3 · Pion blanc sur case noire f2 · Pion blanc sur case blanche g2 | Fou noir sur case noire e7 · Pion noir sur case blanche f7 · Pion noir sur case noire g7 · bas gauche sur case noire d6 · Pion noir sur case blanche e6 · bas droite sur case noire f6 · haut droite sur case noire h6 · Pion noir sur case blanche b5 · Pion noir sur case blanche d5 · bas droite sur case noire g5 · Pion noir sur case blanche h5 · Pion blanc sur case noire b4 · Pion blanc sur case noire d4 · bas droite sur case noire h4 · Fou blanc sur case noire c3 · Pion blanc sur case noire e3 · Pion blanc sur case blanche h3 · Pion blanc sur case noire f2 · Pion blanc sur case blanche g2 | Fou noir sur case noire e7 · Pion noir sur case blanche f7 · Pion noir sur case noire g7 · bas gauche sur case noire d6 · Pion noir sur case blanche e6 · bas droite sur case noire f6 · haut droite sur case noire h6 · Pion noir sur case blanche b5 · Pion noir sur case blanche d5 · bas droite sur case noire g5 · Pion noir sur case blanche h5 · Pion blanc sur case noire b4 · Pion blanc sur case noire d4 · bas droite sur case noire h4 · Fou blanc sur case noire c3 · Pion blanc sur case noire e3 · Pion blanc sur case blanche h3 · Pion blanc sur case noire f2 · Pion blanc sur case blanche g2 | Fou noir sur case noire e7 · Pion noir sur case blanche f7 · Pion noir sur case noire g7 · bas gauche sur case noire d6 · Pion noir sur case blanche e6 · bas droite sur case noire f6 · haut droite sur case noire h6 · Pion noir sur case blanche b5 · Pion noir sur case blanche d5 · bas droite sur case noire g5 · Pion noir sur case blanche h5 · Pion blanc sur case noire b4 · Pion blanc sur case noire d4 · bas droite sur case noire h4 · Fou blanc sur case noire c3 · Pion blanc sur case noire e3 · Pion blanc sur case blanche h3 · Pion blanc sur case noire f2 · Pion blanc sur case blanche g2 | Fou noir sur case noire e7 · Pion noir sur case blanche f7 · Pion noir sur case noire g7 · bas gauche sur case noire d6 · Pion noir sur case blanche e6 · bas droite sur case noire f6 · haut droite sur case noire h6 · Pion noir sur case blanche b5 · Pion noir sur case blanche d5 · bas droite sur case noire g5 · Pion noir sur case blanche h5 · Pion blanc sur case noire b4 · Pion blanc sur case noire d4 · bas droite sur case noire h4 · Fou blanc sur case noire c3 · Pion blanc sur case noire e3 · Pion blanc sur case blanche h3 · Pion blanc sur case noire f2 · Pion blanc sur case blanche g2 | 5 |
| 4 | Fou noir sur case noire e7 · Pion noir sur case blanche f7 · Pion noir sur case noire g7 · bas gauche sur case noire d6 · Pion noir sur case blanche e6 · bas droite sur case noire f6 · haut droite sur case noire h6 · Pion noir sur case blanche b5 · Pion noir sur case blanche d5 · bas droite sur case noire g5 · Pion noir sur case blanche h5 · Pion blanc sur case noire b4 · Pion blanc sur case noire d4 · bas droite sur case noire h4 · Fou blanc sur case noire c3 · Pion blanc sur case noire e3 · Pion blanc sur case blanche h3 · Pion blanc sur case noire f2 · Pion blanc sur case blanche g2 | Fou noir sur case noire e7 · Pion noir sur case blanche f7 · Pion noir sur case noire g7 · bas gauche sur case noire d6 · Pion noir sur case blanche e6 · bas droite sur case noire f6 · haut droite sur case noire h6 · Pion noir sur case blanche b5 · Pion noir sur case blanche d5 · bas droite sur case noire g5 · Pion noir sur case blanche h5 · Pion blanc sur case noire b4 · Pion blanc sur case noire d4 · bas droite sur case noire h4 · Fou blanc sur case noire c3 · Pion blanc sur case noire e3 · Pion blanc sur case blanche h3 · Pion blanc sur case noire f2 · Pion blanc sur case blanche g2 | Fou noir sur case noire e7 · Pion noir sur case blanche f7 · Pion noir sur case noire g7 · bas gauche sur case noire d6 · Pion noir sur case blanche e6 · bas droite sur case noire f6 · haut droite sur case noire h6 · Pion noir sur case blanche b5 · Pion noir sur case blanche d5 · bas droite sur case noire g5 · Pion noir sur case blanche h5 · Pion blanc sur case noire b4 · Pion blanc sur case noire d4 · bas droite sur case noire h4 · Fou blanc sur case noire c3 · Pion blanc sur case noire e3 · Pion blanc sur case blanche h3 · Pion blanc sur case noire f2 · Pion blanc sur case blanche g2 | Fou noir sur case noire e7 · Pion noir sur case blanche f7 · Pion noir sur case noire g7 · bas gauche sur case noire d6 · Pion noir sur case blanche e6 · bas droite sur case noire f6 · haut droite sur case noire h6 · Pion noir sur case blanche b5 · Pion noir sur case blanche d5 · bas droite sur case noire g5 · Pion noir sur case blanche h5 · Pion blanc sur case noire b4 · Pion blanc sur case noire d4 · bas droite sur case noire h4 · Fou blanc sur case noire c3 · Pion blanc sur case noire e3 · Pion blanc sur case blanche h3 · Pion blanc sur case noire f2 · Pion blanc sur case blanche g2 | Fou noir sur case noire e7 · Pion noir sur case blanche f7 · Pion noir sur case noire g7 · bas gauche sur case noire d6 · Pion noir sur case blanche e6 · bas droite sur case noire f6 · haut droite sur case noire h6 · Pion noir sur case blanche b5 · Pion noir sur case blanche d5 · bas droite sur case noire g5 · Pion noir sur case blanche h5 · Pion blanc sur case noire b4 · Pion blanc sur case noire d4 · bas droite sur case noire h4 · Fou blanc sur case noire c3 · Pion blanc sur case noire e3 · Pion blanc sur case blanche h3 · Pion blanc sur case noire f2 · Pion blanc sur case blanche g2 | Fou noir sur case noire e7 · Pion noir sur case blanche f7 · Pion noir sur case noire g7 · bas gauche sur case noire d6 · Pion noir sur case blanche e6 · bas droite sur case noire f6 · haut droite sur case noire h6 · Pion noir sur case blanche b5 · Pion noir sur case blanche d5 · bas droite sur case noire g5 · Pion noir sur case blanche h5 · Pion blanc sur case noire b4 · Pion blanc sur case noire d4 · bas droite sur case noire h4 · Fou blanc sur case noire c3 · Pion blanc sur case noire e3 · Pion blanc sur case blanche h3 · Pion blanc sur case noire f2 · Pion blanc sur case blanche g2 | Fou noir sur case noire e7 · Pion noir sur case blanche f7 · Pion noir sur case noire g7 · bas gauche sur case noire d6 · Pion noir sur case blanche e6 · bas droite sur case noire f6 · haut droite sur case noire h6 · Pion noir sur case blanche b5 · Pion noir sur case blanche d5 · bas droite sur case noire g5 · Pion noir sur case blanche h5 · Pion blanc sur case noire b4 · Pion blanc sur case noire d4 · bas droite sur case noire h4 · Fou blanc sur case noire c3 · Pion blanc sur case noire e3 · Pion blanc sur case blanche h3 · Pion blanc sur case noire f2 · Pion blanc sur case blanche g2 | Fou noir sur case noire e7 · Pion noir sur case blanche f7 · Pion noir sur case noire g7 · bas gauche sur case noire d6 · Pion noir sur case blanche e6 · bas droite sur case noire f6 · haut droite sur case noire h6 · Pion noir sur case blanche b5 · Pion noir sur case blanche d5 · bas droite sur case noire g5 · Pion noir sur case blanche h5 · Pion blanc sur case noire b4 · Pion blanc sur case noire d4 · bas droite sur case noire h4 · Fou blanc sur case noire c3 · Pion blanc sur case noire e3 · Pion blanc sur case blanche h3 · Pion blanc sur case noire f2 · Pion blanc sur case blanche g2 | 4 |
| 3 | Fou noir sur case noire e7 · Pion noir sur case blanche f7 · Pion noir sur case noire g7 · bas gauche sur case noire d6 · Pion noir sur case blanche e6 · bas droite sur case noire f6 · haut droite sur case noire h6 · Pion noir sur case blanche b5 · Pion noir sur case blanche d5 · bas droite sur case noire g5 · Pion noir sur case blanche h5 · Pion blanc sur case noire b4 · Pion blanc sur case noire d4 · bas droite sur case noire h4 · Fou blanc sur case noire c3 · Pion blanc sur case noire e3 · Pion blanc sur case blanche h3 · Pion blanc sur case noire f2 · Pion blanc sur case blanche g2 | Fou noir sur case noire e7 · Pion noir sur case blanche f7 · Pion noir sur case noire g7 · bas gauche sur case noire d6 · Pion noir sur case blanche e6 · bas droite sur case noire f6 · haut droite sur case noire h6 · Pion noir sur case blanche b5 · Pion noir sur case blanche d5 · bas droite sur case noire g5 · Pion noir sur case blanche h5 · Pion blanc sur case noire b4 · Pion blanc sur case noire d4 · bas droite sur case noire h4 · Fou blanc sur case noire c3 · Pion blanc sur case noire e3 · Pion blanc sur case blanche h3 · Pion blanc sur case noire f2 · Pion blanc sur case blanche g2 | Fou noir sur case noire e7 · Pion noir sur case blanche f7 · Pion noir sur case noire g7 · bas gauche sur case noire d6 · Pion noir sur case blanche e6 · bas droite sur case noire f6 · haut droite sur case noire h6 · Pion noir sur case blanche b5 · Pion noir sur case blanche d5 · bas droite sur case noire g5 · Pion noir sur case blanche h5 · Pion blanc sur case noire b4 · Pion blanc sur case noire d4 · bas droite sur case noire h4 · Fou blanc sur case noire c3 · Pion blanc sur case noire e3 · Pion blanc sur case blanche h3 · Pion blanc sur case noire f2 · Pion blanc sur case blanche g2 | Fou noir sur case noire e7 · Pion noir sur case blanche f7 · Pion noir sur case noire g7 · bas gauche sur case noire d6 · Pion noir sur case blanche e6 · bas droite sur case noire f6 · haut droite sur case noire h6 · Pion noir sur case blanche b5 · Pion noir sur case blanche d5 · bas droite sur case noire g5 · Pion noir sur case blanche h5 · Pion blanc sur case noire b4 · Pion blanc sur case noire d4 · bas droite sur case noire h4 · Fou blanc sur case noire c3 · Pion blanc sur case noire e3 · Pion blanc sur case blanche h3 · Pion blanc sur case noire f2 · Pion blanc sur case blanche g2 | Fou noir sur case noire e7 · Pion noir sur case blanche f7 · Pion noir sur case noire g7 · bas gauche sur case noire d6 · Pion noir sur case blanche e6 · bas droite sur case noire f6 · haut droite sur case noire h6 · Pion noir sur case blanche b5 · Pion noir sur case blanche d5 · bas droite sur case noire g5 · Pion noir sur case blanche h5 · Pion blanc sur case noire b4 · Pion blanc sur case noire d4 · bas droite sur case noire h4 · Fou blanc sur case noire c3 · Pion blanc sur case noire e3 · Pion blanc sur case blanche h3 · Pion blanc sur case noire f2 · Pion blanc sur case blanche g2 | Fou noir sur case noire e7 · Pion noir sur case blanche f7 · Pion noir sur case noire g7 · bas gauche sur case noire d6 · Pion noir sur case blanche e6 · bas droite sur case noire f6 · haut droite sur case noire h6 · Pion noir sur case blanche b5 · Pion noir sur case blanche d5 · bas droite sur case noire g5 · Pion noir sur case blanche h5 · Pion blanc sur case noire b4 · Pion blanc sur case noire d4 · bas droite sur case noire h4 · Fou blanc sur case noire c3 · Pion blanc sur case noire e3 · Pion blanc sur case blanche h3 · Pion blanc sur case noire f2 · Pion blanc sur case blanche g2 | Fou noir sur case noire e7 · Pion noir sur case blanche f7 · Pion noir sur case noire g7 · bas gauche sur case noire d6 · Pion noir sur case blanche e6 · bas droite sur case noire f6 · haut droite sur case noire h6 · Pion noir sur case blanche b5 · Pion noir sur case blanche d5 · bas droite sur case noire g5 · Pion noir sur case blanche h5 · Pion blanc sur case noire b4 · Pion blanc sur case noire d4 · bas droite sur case noire h4 · Fou blanc sur case noire c3 · Pion blanc sur case noire e3 · Pion blanc sur case blanche h3 · Pion blanc sur case noire f2 · Pion blanc sur case blanche g2 | Fou noir sur case noire e7 · Pion noir sur case blanche f7 · Pion noir sur case noire g7 · bas gauche sur case noire d6 · Pion noir sur case blanche e6 · bas droite sur case noire f6 · haut droite sur case noire h6 · Pion noir sur case blanche b5 · Pion noir sur case blanche d5 · bas droite sur case noire g5 · Pion noir sur case blanche h5 · Pion blanc sur case noire b4 · Pion blanc sur case noire d4 · bas droite sur case noire h4 · Fou blanc sur case noire c3 · Pion blanc sur case noire e3 · Pion blanc sur case blanche h3 · Pion blanc sur case noire f2 · Pion blanc sur case blanche g2 | 3 |
| 2 | Fou noir sur case noire e7 · Pion noir sur case blanche f7 · Pion noir sur case noire g7 · bas gauche sur case noire d6 · Pion noir sur case blanche e6 · bas droite sur case noire f6 · haut droite sur case noire h6 · Pion noir sur case blanche b5 · Pion noir sur case blanche d5 · bas droite sur case noire g5 · Pion noir sur case blanche h5 · Pion blanc sur case noire b4 · Pion blanc sur case noire d4 · bas droite sur case noire h4 · Fou blanc sur case noire c3 · Pion blanc sur case noire e3 · Pion blanc sur case blanche h3 · Pion blanc sur case noire f2 · Pion blanc sur case blanche g2 | Fou noir sur case noire e7 · Pion noir sur case blanche f7 · Pion noir sur case noire g7 · bas gauche sur case noire d6 · Pion noir sur case blanche e6 · bas droite sur case noire f6 · haut droite sur case noire h6 · Pion noir sur case blanche b5 · Pion noir sur case blanche d5 · bas droite sur case noire g5 · Pion noir sur case blanche h5 · Pion blanc sur case noire b4 · Pion blanc sur case noire d4 · bas droite sur case noire h4 · Fou blanc sur case noire c3 · Pion blanc sur case noire e3 · Pion blanc sur case blanche h3 · Pion blanc sur case noire f2 · Pion blanc sur case blanche g2 | Fou noir sur case noire e7 · Pion noir sur case blanche f7 · Pion noir sur case noire g7 · bas gauche sur case noire d6 · Pion noir sur case blanche e6 · bas droite sur case noire f6 · haut droite sur case noire h6 · Pion noir sur case blanche b5 · Pion noir sur case blanche d5 · bas droite sur case noire g5 · Pion noir sur case blanche h5 · Pion blanc sur case noire b4 · Pion blanc sur case noire d4 · bas droite sur case noire h4 · Fou blanc sur case noire c3 · Pion blanc sur case noire e3 · Pion blanc sur case blanche h3 · Pion blanc sur case noire f2 · Pion blanc sur case blanche g2 | Fou noir sur case noire e7 · Pion noir sur case blanche f7 · Pion noir sur case noire g7 · bas gauche sur case noire d6 · Pion noir sur case blanche e6 · bas droite sur case noire f6 · haut droite sur case noire h6 · Pion noir sur case blanche b5 · Pion noir sur case blanche d5 · bas droite sur case noire g5 · Pion noir sur case blanche h5 · Pion blanc sur case noire b4 · Pion blanc sur case noire d4 · bas droite sur case noire h4 · Fou blanc sur case noire c3 · Pion blanc sur case noire e3 · Pion blanc sur case blanche h3 · Pion blanc sur case noire f2 · Pion blanc sur case blanche g2 | Fou noir sur case noire e7 · Pion noir sur case blanche f7 · Pion noir sur case noire g7 · bas gauche sur case noire d6 · Pion noir sur case blanche e6 · bas droite sur case noire f6 · haut droite sur case noire h6 · Pion noir sur case blanche b5 · Pion noir sur case blanche d5 · bas droite sur case noire g5 · Pion noir sur case blanche h5 · Pion blanc sur case noire b4 · Pion blanc sur case noire d4 · bas droite sur case noire h4 · Fou blanc sur case noire c3 · Pion blanc sur case noire e3 · Pion blanc sur case blanche h3 · Pion blanc sur case noire f2 · Pion blanc sur case blanche g2 | Fou noir sur case noire e7 · Pion noir sur case blanche f7 · Pion noir sur case noire g7 · bas gauche sur case noire d6 · Pion noir sur case blanche e6 · bas droite sur case noire f6 · haut droite sur case noire h6 · Pion noir sur case blanche b5 · Pion noir sur case blanche d5 · bas droite sur case noire g5 · Pion noir sur case blanche h5 · Pion blanc sur case noire b4 · Pion blanc sur case noire d4 · bas droite sur case noire h4 · Fou blanc sur case noire c3 · Pion blanc sur case noire e3 · Pion blanc sur case blanche h3 · Pion blanc sur case noire f2 · Pion blanc sur case blanche g2 | Fou noir sur case noire e7 · Pion noir sur case blanche f7 · Pion noir sur case noire g7 · bas gauche sur case noire d6 · Pion noir sur case blanche e6 · bas droite sur case noire f6 · haut droite sur case noire h6 · Pion noir sur case blanche b5 · Pion noir sur case blanche d5 · bas droite sur case noire g5 · Pion noir sur case blanche h5 · Pion blanc sur case noire b4 · Pion blanc sur case noire d4 · bas droite sur case noire h4 · Fou blanc sur case noire c3 · Pion blanc sur case noire e3 · Pion blanc sur case blanche h3 · Pion blanc sur case noire f2 · Pion blanc sur case blanche g2 | Fou noir sur case noire e7 · Pion noir sur case blanche f7 · Pion noir sur case noire g7 · bas gauche sur case noire d6 · Pion noir sur case blanche e6 · bas droite sur case noire f6 · haut droite sur case noire h6 · Pion noir sur case blanche b5 · Pion noir sur case blanche d5 · bas droite sur case noire g5 · Pion noir sur case blanche h5 · Pion blanc sur case noire b4 · Pion blanc sur case noire d4 · bas droite sur case noire h4 · Fou blanc sur case noire c3 · Pion blanc sur case noire e3 · Pion blanc sur case blanche h3 · Pion blanc sur case noire f2 · Pion blanc sur case blanche g2 | 2 |
| 1 | Fou noir sur case noire e7 · Pion noir sur case blanche f7 · Pion noir sur case noire g7 · bas gauche sur case noire d6 · Pion noir sur case blanche e6 · bas droite sur case noire f6 · haut droite sur case noire h6 · Pion noir sur case blanche b5 · Pion noir sur case blanche d5 · bas droite sur case noire g5 · Pion noir sur case blanche h5 · Pion blanc sur case noire b4 · Pion blanc sur case noire d4 · bas droite sur case noire h4 · Fou blanc sur case noire c3 · Pion blanc sur case noire e3 · Pion blanc sur case blanche h3 · Pion blanc sur case noire f2 · Pion blanc sur case blanche g2 | Fou noir sur case noire e7 · Pion noir sur case blanche f7 · Pion noir sur case noire g7 · bas gauche sur case noire d6 · Pion noir sur case blanche e6 · bas droite sur case noire f6 · haut droite sur case noire h6 · Pion noir sur case blanche b5 · Pion noir sur case blanche d5 · bas droite sur case noire g5 · Pion noir sur case blanche h5 · Pion blanc sur case noire b4 · Pion blanc sur case noire d4 · bas droite sur case noire h4 · Fou blanc sur case noire c3 · Pion blanc sur case noire e3 · Pion blanc sur case blanche h3 · Pion blanc sur case noire f2 · Pion blanc sur case blanche g2 | Fou noir sur case noire e7 · Pion noir sur case blanche f7 · Pion noir sur case noire g7 · bas gauche sur case noire d6 · Pion noir sur case blanche e6 · bas droite sur case noire f6 · haut droite sur case noire h6 · Pion noir sur case blanche b5 · Pion noir sur case blanche d5 · bas droite sur case noire g5 · Pion noir sur case blanche h5 · Pion blanc sur case noire b4 · Pion blanc sur case noire d4 · bas droite sur case noire h4 · Fou blanc sur case noire c3 · Pion blanc sur case noire e3 · Pion blanc sur case blanche h3 · Pion blanc sur case noire f2 · Pion blanc sur case blanche g2 | Fou noir sur case noire e7 · Pion noir sur case blanche f7 · Pion noir sur case noire g7 · bas gauche sur case noire d6 · Pion noir sur case blanche e6 · bas droite sur case noire f6 · haut droite sur case noire h6 · Pion noir sur case blanche b5 · Pion noir sur case blanche d5 · bas droite sur case noire g5 · Pion noir sur case blanche h5 · Pion blanc sur case noire b4 · Pion blanc sur case noire d4 · bas droite sur case noire h4 · Fou blanc sur case noire c3 · Pion blanc sur case noire e3 · Pion blanc sur case blanche h3 · Pion blanc sur case noire f2 · Pion blanc sur case blanche g2 | Fou noir sur case noire e7 · Pion noir sur case blanche f7 · Pion noir sur case noire g7 · bas gauche sur case noire d6 · Pion noir sur case blanche e6 · bas droite sur case noire f6 · haut droite sur case noire h6 · Pion noir sur case blanche b5 · Pion noir sur case blanche d5 · bas droite sur case noire g5 · Pion noir sur case blanche h5 · Pion blanc sur case noire b4 · Pion blanc sur case noire d4 · bas droite sur case noire h4 · Fou blanc sur case noire c3 · Pion blanc sur case noire e3 · Pion blanc sur case blanche h3 · Pion blanc sur case noire f2 · Pion blanc sur case blanche g2 | Fou noir sur case noire e7 · Pion noir sur case blanche f7 · Pion noir sur case noire g7 · bas gauche sur case noire d6 · Pion noir sur case blanche e6 · bas droite sur case noire f6 · haut droite sur case noire h6 · Pion noir sur case blanche b5 · Pion noir sur case blanche d5 · bas droite sur case noire g5 · Pion noir sur case blanche h5 · Pion blanc sur case noire b4 · Pion blanc sur case noire d4 · bas droite sur case noire h4 · Fou blanc sur case noire c3 · Pion blanc sur case noire e3 · Pion blanc sur case blanche h3 · Pion blanc sur case noire f2 · Pion blanc sur case blanche g2 | Fou noir sur case noire e7 · Pion noir sur case blanche f7 · Pion noir sur case noire g7 · bas gauche sur case noire d6 · Pion noir sur case blanche e6 · bas droite sur case noire f6 · haut droite sur case noire h6 · Pion noir sur case blanche b5 · Pion noir sur case blanche d5 · bas droite sur case noire g5 · Pion noir sur case blanche h5 · Pion blanc sur case noire b4 · Pion blanc sur case noire d4 · bas droite sur case noire h4 · Fou blanc sur case noire c3 · Pion blanc sur case noire e3 · Pion blanc sur case blanche h3 · Pion blanc sur case noire f2 · Pion blanc sur case blanche g2 | Fou noir sur case noire e7 · Pion noir sur case blanche f7 · Pion noir sur case noire g7 · bas gauche sur case noire d6 · Pion noir sur case blanche e6 · bas droite sur case noire f6 · haut droite sur case noire h6 · Pion noir sur case blanche b5 · Pion noir sur case blanche d5 · bas droite sur case noire g5 · Pion noir sur case blanche h5 · Pion blanc sur case noire b4 · Pion blanc sur case noire d4 · bas droite sur case noire h4 · Fou blanc sur case noire c3 · Pion blanc sur case noire e3 · Pion blanc sur case blanche h3 · Pion blanc sur case noire f2 · Pion blanc sur case blanche g2 | 1 |
|   | a | b | c | d | e | f | g | h |   |

Mauvais foufou dont les mouvements sont entravés, qui est sur la même couleur que ses chaînes de pions.
Mazettejoueur d'un faible niveau ; on parle aussi de « pousseur de bois ».
Milieu de partiela phase de jeu située après l'ouverture et avant la finale.
Miniaturepartie où un camp gagne en très peu de coups (20 coups au maximum).
Minoritéfait de disposer de moins de pions que l'adversaire sur un flanc.
Mobilitécapacité d'une pièce ou d'un ensemble de pièces de se déplacer sur l'échiquier, mesurée en général au nombre de cases accessibles par les pièces en question.
Mort subite ou Armageddonméthode de départage final entre deux joueurs en tournoi ou en match, consistant en une seule partie de blitz où les Blancs disposent d'une minute de réflexion supplémentaire par rapport aux Noirs, mais sont dans l'obligation de gagner, les Noirs pouvant se contenter de la nulle. En effet, en cas de partie nulle, la victoire revient aux noirs.
Moulinetmanœuvre tactique fondée sur l'échec à la découverte à répétition. Imparable (mais pas imbattable).

## N

Notation algébrique des cases.

- Haut – A
- B
- C
- D
- E
- F
- G
- H
- I
- J
- K
- L
- M
- N
- O
- P
- Q
- R
- S
- T
- U
- V
- W
- X
- Y
- Z

New in Chesspériodique international en anglais qui paraît huit fois l'an.
NNnomen nescio (« je ne connais pas le nom »), indique qu'on ignore le nom d'un joueur, ou qu'on ne veut pas le mentionner.
Noctambulepièce des échecs féériques de certaines variantes du jeu d'échecs, aussi appelée Cavalier de la nuit.
Noirnom donné au joueur qui ne commence pas la partie et qui a les pièces noires ; l'autre joueur étant « Blanc ». Par métonymie, on désigne par « les noirs » les pièces noires ou ce joueur et « les blancs » son adversaire ou les pièces blanches.
Normerésultat dans un tournoi officiel qui permet à un joueur de progresser vers le titre de maître international ou de grand maître international. On dit que le joueur accomplit une « norme ».
Notation algébriquesystème d'écriture des coups utilisé en tournoi (dans sa forme abrégée) et que la FIDE impose dans ses tournois et matchs. La notation algébrique abrégée ne mentionne que la case d’arrivée d'une pièce (par ex. : 1. e4 au lieu de 1. e2-e4).
Notation descriptivenotation des coups (aujourd’hui désuète) utilisée dans les pays anglophones et hispanophones jusqu'aux années 1980. Depuis remplacée par la notation algébrique.
Nouveauté théoriqueun coup d'ouverture joué pour la première fois en compétition officielle, intéressant et inédit à haut niveau, menant à de nouveaux chemins. Mène a des « batailles théoriques » pour en vérifier la justesse.
Nullerésultat d'une partie qui ne se termine pas par la victoire d'un des deux camps, aucun des joueurs n'ayant réussi à prendre le dessus sur son adversaire ; le partage du point vaut 0,5 point aux deux camps.
Nulle de salonnulle conclue rapidement par consentement mutuel des joueurs, parfois arrangé avant la partie. Mal considérée à haut niveau (absence de combativité), la nulle de salon peut parfois s'expliquer par la longueur et la difficulté des tournois. Bobby Fischer s'en est souvent plaint contre ses adversaires soviétiques lors des grandes compétitions internationales qui, selon lui, faisaient parfois des nulles de salon entre eux afin de garder leurs forces face à lui.
Nulle théoriqueposition de finale qui est connue pour n'aboutir qu'à la nulle avec le meilleur jeu possible.
Nulle par répétitionsituation où une position sur l'échiquier s'est produite trois fois, avec les mêmes possibilités dynamiques (prendre en passant, roquer). Cela entraîne la partie nulle à la demande d'un des joueurs à l'arbitre. On dit alors que la partie est « nulle par répétition de coups ».

## O
- Haut – A
- B
- C
- D
- E
- F
- G
- H
- I
- J
- K
- L
- M
- N
- O
- P
- Q
- R
- S
- T
- U
- V
- W
- X
- Y
- Z

O-Onotation du petit roque (parfois aussi noté OO, 0-0 ou 00).
O-O-Onotation du grand roque (parfois aussi noté OOO, 0-0-0 ou 000).
Olympiade d'échecscompétition mondiale mixte par équipes nationales, organisée tous les deux ans, par année paire. C'est souvent l'occasion pour les joueurs des « petits pays » d'affronter les équipes du top mondial et ainsi se confronter à de forts joueurs.
Opentournoi ouvert à tous les joueurs.
Opposition (gagner l')terme de finale qui désigne le plus souvent une position où les rois sont côte à côte (séparés par une seule case), s'empêchant mutuellement d'avancer l'un vers l'autre. Celui qui « gagne » l'opposition obtient un avantage, souvent décisif en finale car il empêche le roi adverse d'agir.
Ouverturepremière phase du jeu, durant laquelle chaque camp active (ou « développe ») ses pièces. De nombreuses ouvertures (systèmes de développement) existent (partie espagnole, ouverture du pion dame, etc.), qui ont été décortiquées sur de nombreux coups par les théoriciens. On parle généralement d'« ouverture » ou de « partie » pour les Blancs et de « défense » pour les Noirs (défense sicilienne, défense est indienne, etc.).

## P

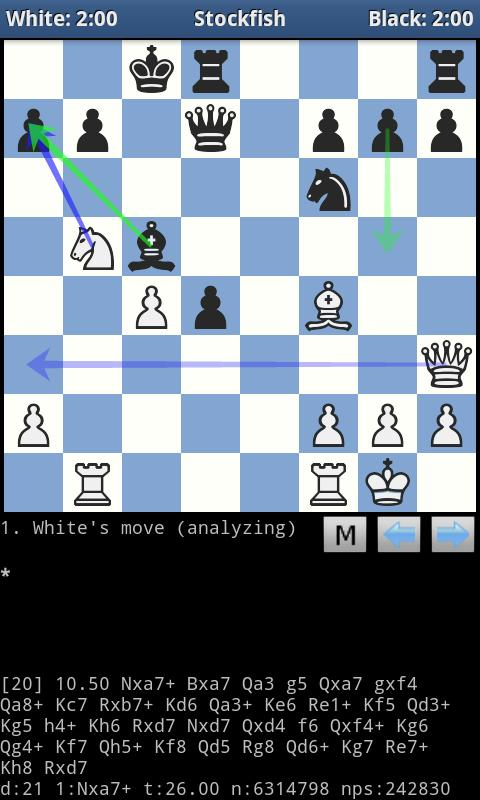
DroidFish, un programme d'échecs libre pour Android issu de Stockfish.

- Haut – A
- B
- C
- D
- E
- F
- G
- H
- I
- J
- K
- L
- M
- N
- O
- P
- Q
- R
- S
- T
- U
- V
- W
- X
- Y
- Z

Paire de fousles deux fous d'un même camp se complètent (un sur chaque couleur), formant donc une paire. On considère généralement qu'elle confère un avantage stratégique contre l'ensemble fou + cavalier ou contre la paire de cavaliers.
Partie à l'aveuglepartie où un des joueurs (en principe le plus fort) ne regarde pas l'échiquier (échiquier caché ou yeux bandés). Tous les coups sont annoncés à voix haute.
Partie en consultationpartie qui oppose plusieurs joueurs à un ou plusieurs adversaires sur un seul échiquier.
Partie à handicappartie où le joueur le plus fort rend à son adversaire un avantage (du matériel ou du temps de réflexion).
Partie majoritairepartie où un fort joueur affronte un groupe de joueurs qui décident à la majorité du coup à jouer.
Partie rapidepartie jouée entre plus de 10 (autrefois 15) et moins de 60 minutes. Si un incrément de temps est ajouté, la partie doit se jouer dans le même intervalle de temps en incluant 60 fois le temps de l'incrément (c'est-à-dire équivalent au temps d'incrément obtenus pour 60 coups joués).
Partie simultanéeévénement (souvent une exhibition) où un fort joueur affronte plusieurs adversaires amateurs (souvent disposés en demi-cercle autour de lui) chacun sur un échiquier distinct. Chaque adversaire doit jouer son coup au moment où le maître est devant lui. Encore aujourd'hui, ce type d'évènement (simultanée d'un maître contre des amateurs) est populaire et apprécié, notamment pour son côté ludique, facilitant la vulgarisation du jeu d'échecs auprès des néophytes.
Dans le passé, certains grands maîtres ont joué des parties « simultanées à l'aveugle », mais ce type d'événement semble aujourd'hui passé de mode.
|   | a | b | c | d | e | f | g | h |   |
| 8 | Roi blanc sur case blanche b3 · Dame blanche sur case noire e3 · bas droite sur case blanche c2 · bas gauche sur case noire d2 · bas sur case blanche e2 · bas gauche sur case noire c1 · Roi noir sur case blanche d1 · bas sur case noire e1 | Roi blanc sur case blanche b3 · Dame blanche sur case noire e3 · bas droite sur case blanche c2 · bas gauche sur case noire d2 · bas sur case blanche e2 · bas gauche sur case noire c1 · Roi noir sur case blanche d1 · bas sur case noire e1 | Roi blanc sur case blanche b3 · Dame blanche sur case noire e3 · bas droite sur case blanche c2 · bas gauche sur case noire d2 · bas sur case blanche e2 · bas gauche sur case noire c1 · Roi noir sur case blanche d1 · bas sur case noire e1 | Roi blanc sur case blanche b3 · Dame blanche sur case noire e3 · bas droite sur case blanche c2 · bas gauche sur case noire d2 · bas sur case blanche e2 · bas gauche sur case noire c1 · Roi noir sur case blanche d1 · bas sur case noire e1 | Roi blanc sur case blanche b3 · Dame blanche sur case noire e3 · bas droite sur case blanche c2 · bas gauche sur case noire d2 · bas sur case blanche e2 · bas gauche sur case noire c1 · Roi noir sur case blanche d1 · bas sur case noire e1 | Roi blanc sur case blanche b3 · Dame blanche sur case noire e3 · bas droite sur case blanche c2 · bas gauche sur case noire d2 · bas sur case blanche e2 · bas gauche sur case noire c1 · Roi noir sur case blanche d1 · bas sur case noire e1 | Roi blanc sur case blanche b3 · Dame blanche sur case noire e3 · bas droite sur case blanche c2 · bas gauche sur case noire d2 · bas sur case blanche e2 · bas gauche sur case noire c1 · Roi noir sur case blanche d1 · bas sur case noire e1 | Roi blanc sur case blanche b3 · Dame blanche sur case noire e3 · bas droite sur case blanche c2 · bas gauche sur case noire d2 · bas sur case blanche e2 · bas gauche sur case noire c1 · Roi noir sur case blanche d1 · bas sur case noire e1 | 8 |
| 7 | Roi blanc sur case blanche b3 · Dame blanche sur case noire e3 · bas droite sur case blanche c2 · bas gauche sur case noire d2 · bas sur case blanche e2 · bas gauche sur case noire c1 · Roi noir sur case blanche d1 · bas sur case noire e1 | Roi blanc sur case blanche b3 · Dame blanche sur case noire e3 · bas droite sur case blanche c2 · bas gauche sur case noire d2 · bas sur case blanche e2 · bas gauche sur case noire c1 · Roi noir sur case blanche d1 · bas sur case noire e1 | Roi blanc sur case blanche b3 · Dame blanche sur case noire e3 · bas droite sur case blanche c2 · bas gauche sur case noire d2 · bas sur case blanche e2 · bas gauche sur case noire c1 · Roi noir sur case blanche d1 · bas sur case noire e1 | Roi blanc sur case blanche b3 · Dame blanche sur case noire e3 · bas droite sur case blanche c2 · bas gauche sur case noire d2 · bas sur case blanche e2 · bas gauche sur case noire c1 · Roi noir sur case blanche d1 · bas sur case noire e1 | Roi blanc sur case blanche b3 · Dame blanche sur case noire e3 · bas droite sur case blanche c2 · bas gauche sur case noire d2 · bas sur case blanche e2 · bas gauche sur case noire c1 · Roi noir sur case blanche d1 · bas sur case noire e1 | Roi blanc sur case blanche b3 · Dame blanche sur case noire e3 · bas droite sur case blanche c2 · bas gauche sur case noire d2 · bas sur case blanche e2 · bas gauche sur case noire c1 · Roi noir sur case blanche d1 · bas sur case noire e1 | Roi blanc sur case blanche b3 · Dame blanche sur case noire e3 · bas droite sur case blanche c2 · bas gauche sur case noire d2 · bas sur case blanche e2 · bas gauche sur case noire c1 · Roi noir sur case blanche d1 · bas sur case noire e1 | Roi blanc sur case blanche b3 · Dame blanche sur case noire e3 · bas droite sur case blanche c2 · bas gauche sur case noire d2 · bas sur case blanche e2 · bas gauche sur case noire c1 · Roi noir sur case blanche d1 · bas sur case noire e1 | 7 |
| 6 | Roi blanc sur case blanche b3 · Dame blanche sur case noire e3 · bas droite sur case blanche c2 · bas gauche sur case noire d2 · bas sur case blanche e2 · bas gauche sur case noire c1 · Roi noir sur case blanche d1 · bas sur case noire e1 | Roi blanc sur case blanche b3 · Dame blanche sur case noire e3 · bas droite sur case blanche c2 · bas gauche sur case noire d2 · bas sur case blanche e2 · bas gauche sur case noire c1 · Roi noir sur case blanche d1 · bas sur case noire e1 | Roi blanc sur case blanche b3 · Dame blanche sur case noire e3 · bas droite sur case blanche c2 · bas gauche sur case noire d2 · bas sur case blanche e2 · bas gauche sur case noire c1 · Roi noir sur case blanche d1 · bas sur case noire e1 | Roi blanc sur case blanche b3 · Dame blanche sur case noire e3 · bas droite sur case blanche c2 · bas gauche sur case noire d2 · bas sur case blanche e2 · bas gauche sur case noire c1 · Roi noir sur case blanche d1 · bas sur case noire e1 | Roi blanc sur case blanche b3 · Dame blanche sur case noire e3 · bas droite sur case blanche c2 · bas gauche sur case noire d2 · bas sur case blanche e2 · bas gauche sur case noire c1 · Roi noir sur case blanche d1 · bas sur case noire e1 | Roi blanc sur case blanche b3 · Dame blanche sur case noire e3 · bas droite sur case blanche c2 · bas gauche sur case noire d2 · bas sur case blanche e2 · bas gauche sur case noire c1 · Roi noir sur case blanche d1 · bas sur case noire e1 | Roi blanc sur case blanche b3 · Dame blanche sur case noire e3 · bas droite sur case blanche c2 · bas gauche sur case noire d2 · bas sur case blanche e2 · bas gauche sur case noire c1 · Roi noir sur case blanche d1 · bas sur case noire e1 | Roi blanc sur case blanche b3 · Dame blanche sur case noire e3 · bas droite sur case blanche c2 · bas gauche sur case noire d2 · bas sur case blanche e2 · bas gauche sur case noire c1 · Roi noir sur case blanche d1 · bas sur case noire e1 | 6 |
| 5 | Roi blanc sur case blanche b3 · Dame blanche sur case noire e3 · bas droite sur case blanche c2 · bas gauche sur case noire d2 · bas sur case blanche e2 · bas gauche sur case noire c1 · Roi noir sur case blanche d1 · bas sur case noire e1 | Roi blanc sur case blanche b3 · Dame blanche sur case noire e3 · bas droite sur case blanche c2 · bas gauche sur case noire d2 · bas sur case blanche e2 · bas gauche sur case noire c1 · Roi noir sur case blanche d1 · bas sur case noire e1 | Roi blanc sur case blanche b3 · Dame blanche sur case noire e3 · bas droite sur case blanche c2 · bas gauche sur case noire d2 · bas sur case blanche e2 · bas gauche sur case noire c1 · Roi noir sur case blanche d1 · bas sur case noire e1 | Roi blanc sur case blanche b3 · Dame blanche sur case noire e3 · bas droite sur case blanche c2 · bas gauche sur case noire d2 · bas sur case blanche e2 · bas gauche sur case noire c1 · Roi noir sur case blanche d1 · bas sur case noire e1 | Roi blanc sur case blanche b3 · Dame blanche sur case noire e3 · bas droite sur case blanche c2 · bas gauche sur case noire d2 · bas sur case blanche e2 · bas gauche sur case noire c1 · Roi noir sur case blanche d1 · bas sur case noire e1 | Roi blanc sur case blanche b3 · Dame blanche sur case noire e3 · bas droite sur case blanche c2 · bas gauche sur case noire d2 · bas sur case blanche e2 · bas gauche sur case noire c1 · Roi noir sur case blanche d1 · bas sur case noire e1 | Roi blanc sur case blanche b3 · Dame blanche sur case noire e3 · bas droite sur case blanche c2 · bas gauche sur case noire d2 · bas sur case blanche e2 · bas gauche sur case noire c1 · Roi noir sur case blanche d1 · bas sur case noire e1 | Roi blanc sur case blanche b3 · Dame blanche sur case noire e3 · bas droite sur case blanche c2 · bas gauche sur case noire d2 · bas sur case blanche e2 · bas gauche sur case noire c1 · Roi noir sur case blanche d1 · bas sur case noire e1 | 5 |
| 4 | Roi blanc sur case blanche b3 · Dame blanche sur case noire e3 · bas droite sur case blanche c2 · bas gauche sur case noire d2 · bas sur case blanche e2 · bas gauche sur case noire c1 · Roi noir sur case blanche d1 · bas sur case noire e1 | Roi blanc sur case blanche b3 · Dame blanche sur case noire e3 · bas droite sur case blanche c2 · bas gauche sur case noire d2 · bas sur case blanche e2 · bas gauche sur case noire c1 · Roi noir sur case blanche d1 · bas sur case noire e1 | Roi blanc sur case blanche b3 · Dame blanche sur case noire e3 · bas droite sur case blanche c2 · bas gauche sur case noire d2 · bas sur case blanche e2 · bas gauche sur case noire c1 · Roi noir sur case blanche d1 · bas sur case noire e1 | Roi blanc sur case blanche b3 · Dame blanche sur case noire e3 · bas droite sur case blanche c2 · bas gauche sur case noire d2 · bas sur case blanche e2 · bas gauche sur case noire c1 · Roi noir sur case blanche d1 · bas sur case noire e1 | Roi blanc sur case blanche b3 · Dame blanche sur case noire e3 · bas droite sur case blanche c2 · bas gauche sur case noire d2 · bas sur case blanche e2 · bas gauche sur case noire c1 · Roi noir sur case blanche d1 · bas sur case noire e1 | Roi blanc sur case blanche b3 · Dame blanche sur case noire e3 · bas droite sur case blanche c2 · bas gauche sur case noire d2 · bas sur case blanche e2 · bas gauche sur case noire c1 · Roi noir sur case blanche d1 · bas sur case noire e1 | Roi blanc sur case blanche b3 · Dame blanche sur case noire e3 · bas droite sur case blanche c2 · bas gauche sur case noire d2 · bas sur case blanche e2 · bas gauche sur case noire c1 · Roi noir sur case blanche d1 · bas sur case noire e1 | Roi blanc sur case blanche b3 · Dame blanche sur case noire e3 · bas droite sur case blanche c2 · bas gauche sur case noire d2 · bas sur case blanche e2 · bas gauche sur case noire c1 · Roi noir sur case blanche d1 · bas sur case noire e1 | 4 |
| 3 | Roi blanc sur case blanche b3 · Dame blanche sur case noire e3 · bas droite sur case blanche c2 · bas gauche sur case noire d2 · bas sur case blanche e2 · bas gauche sur case noire c1 · Roi noir sur case blanche d1 · bas sur case noire e1 | Roi blanc sur case blanche b3 · Dame blanche sur case noire e3 · bas droite sur case blanche c2 · bas gauche sur case noire d2 · bas sur case blanche e2 · bas gauche sur case noire c1 · Roi noir sur case blanche d1 · bas sur case noire e1 | Roi blanc sur case blanche b3 · Dame blanche sur case noire e3 · bas droite sur case blanche c2 · bas gauche sur case noire d2 · bas sur case blanche e2 · bas gauche sur case noire c1 · Roi noir sur case blanche d1 · bas sur case noire e1 | Roi blanc sur case blanche b3 · Dame blanche sur case noire e3 · bas droite sur case blanche c2 · bas gauche sur case noire d2 · bas sur case blanche e2 · bas gauche sur case noire c1 · Roi noir sur case blanche d1 · bas sur case noire e1 | Roi blanc sur case blanche b3 · Dame blanche sur case noire e3 · bas droite sur case blanche c2 · bas gauche sur case noire d2 · bas sur case blanche e2 · bas gauche sur case noire c1 · Roi noir sur case blanche d1 · bas sur case noire e1 | Roi blanc sur case blanche b3 · Dame blanche sur case noire e3 · bas droite sur case blanche c2 · bas gauche sur case noire d2 · bas sur case blanche e2 · bas gauche sur case noire c1 · Roi noir sur case blanche d1 · bas sur case noire e1 | Roi blanc sur case blanche b3 · Dame blanche sur case noire e3 · bas droite sur case blanche c2 · bas gauche sur case noire d2 · bas sur case blanche e2 · bas gauche sur case noire c1 · Roi noir sur case blanche d1 · bas sur case noire e1 | Roi blanc sur case blanche b3 · Dame blanche sur case noire e3 · bas droite sur case blanche c2 · bas gauche sur case noire d2 · bas sur case blanche e2 · bas gauche sur case noire c1 · Roi noir sur case blanche d1 · bas sur case noire e1 | 3 |
| 2 | Roi blanc sur case blanche b3 · Dame blanche sur case noire e3 · bas droite sur case blanche c2 · bas gauche sur case noire d2 · bas sur case blanche e2 · bas gauche sur case noire c1 · Roi noir sur case blanche d1 · bas sur case noire e1 | Roi blanc sur case blanche b3 · Dame blanche sur case noire e3 · bas droite sur case blanche c2 · bas gauche sur case noire d2 · bas sur case blanche e2 · bas gauche sur case noire c1 · Roi noir sur case blanche d1 · bas sur case noire e1 | Roi blanc sur case blanche b3 · Dame blanche sur case noire e3 · bas droite sur case blanche c2 · bas gauche sur case noire d2 · bas sur case blanche e2 · bas gauche sur case noire c1 · Roi noir sur case blanche d1 · bas sur case noire e1 | Roi blanc sur case blanche b3 · Dame blanche sur case noire e3 · bas droite sur case blanche c2 · bas gauche sur case noire d2 · bas sur case blanche e2 · bas gauche sur case noire c1 · Roi noir sur case blanche d1 · bas sur case noire e1 | Roi blanc sur case blanche b3 · Dame blanche sur case noire e3 · bas droite sur case blanche c2 · bas gauche sur case noire d2 · bas sur case blanche e2 · bas gauche sur case noire c1 · Roi noir sur case blanche d1 · bas sur case noire e1 | Roi blanc sur case blanche b3 · Dame blanche sur case noire e3 · bas droite sur case blanche c2 · bas gauche sur case noire d2 · bas sur case blanche e2 · bas gauche sur case noire c1 · Roi noir sur case blanche d1 · bas sur case noire e1 | Roi blanc sur case blanche b3 · Dame blanche sur case noire e3 · bas droite sur case blanche c2 · bas gauche sur case noire d2 · bas sur case blanche e2 · bas gauche sur case noire c1 · Roi noir sur case blanche d1 · bas sur case noire e1 | Roi blanc sur case blanche b3 · Dame blanche sur case noire e3 · bas droite sur case blanche c2 · bas gauche sur case noire d2 · bas sur case blanche e2 · bas gauche sur case noire c1 · Roi noir sur case blanche d1 · bas sur case noire e1 | 2 |
| 1 | Roi blanc sur case blanche b3 · Dame blanche sur case noire e3 · bas droite sur case blanche c2 · bas gauche sur case noire d2 · bas sur case blanche e2 · bas gauche sur case noire c1 · Roi noir sur case blanche d1 · bas sur case noire e1 | Roi blanc sur case blanche b3 · Dame blanche sur case noire e3 · bas droite sur case blanche c2 · bas gauche sur case noire d2 · bas sur case blanche e2 · bas gauche sur case noire c1 · Roi noir sur case blanche d1 · bas sur case noire e1 | Roi blanc sur case blanche b3 · Dame blanche sur case noire e3 · bas droite sur case blanche c2 · bas gauche sur case noire d2 · bas sur case blanche e2 · bas gauche sur case noire c1 · Roi noir sur case blanche d1 · bas sur case noire e1 | Roi blanc sur case blanche b3 · Dame blanche sur case noire e3 · bas droite sur case blanche c2 · bas gauche sur case noire d2 · bas sur case blanche e2 · bas gauche sur case noire c1 · Roi noir sur case blanche d1 · bas sur case noire e1 | Roi blanc sur case blanche b3 · Dame blanche sur case noire e3 · bas droite sur case blanche c2 · bas gauche sur case noire d2 · bas sur case blanche e2 · bas gauche sur case noire c1 · Roi noir sur case blanche d1 · bas sur case noire e1 | Roi blanc sur case blanche b3 · Dame blanche sur case noire e3 · bas droite sur case blanche c2 · bas gauche sur case noire d2 · bas sur case blanche e2 · bas gauche sur case noire c1 · Roi noir sur case blanche d1 · bas sur case noire e1 | Roi blanc sur case blanche b3 · Dame blanche sur case noire e3 · bas droite sur case blanche c2 · bas gauche sur case noire d2 · bas sur case blanche e2 · bas gauche sur case noire c1 · Roi noir sur case blanche d1 · bas sur case noire e1 | Roi blanc sur case blanche b3 · Dame blanche sur case noire e3 · bas droite sur case blanche c2 · bas gauche sur case noire d2 · bas sur case blanche e2 · bas gauche sur case noire c1 · Roi noir sur case blanche d1 · bas sur case noire e1 | 1 |
|   | a | b | c | d | e | f | g | h |   |

Patsituation où un joueur au trait (il doit jouer), et n'étant pas en échec, n'a plus de coup légal à sa disposition ; c'est un cas de partie nulle.
Pendule d'échecsdouble pendule dans un boîtier ; dispositif servant à comptabiliser le temps de réflexion de chaque joueur, celui-ci étant compris dans un temps de réflexion global pour toute la partie. En cadence classique, on parle de 2 heures pour 40 coups. Depuis l'utilisation des pendules électroniques à incrément de temps, on utilise souvent en tournoi la cadence 1 h 40/40 coups + 1 h KO (1 heure pour le reste de la partie après le 40e coup).

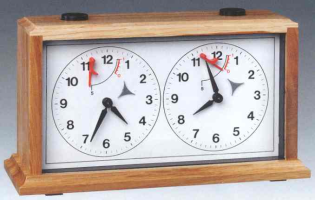
Une pendule d'échecs mécanique.
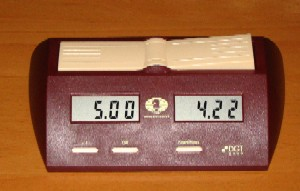
Une pendule d'échecs électronique.

Percéeavance de pion ou échange de pièces qui aboutit à l'ouverture d'une position bloquée.
Performance Eloestimation de la force d'un joueur dans un tournoi officiel, calculé en fonction de la moyenne des classements des joueurs adverses et du résultat auquel le joueur est attendu de réaliser contre eux.
Piècetoute unité combative est une pièce : les pions et les figures (roi, dame, tour, fou, cavalier).
Pièce mineuredésigne le cavalier ou le fou. On parle aussi parfois de « pièce légère ».
Pièce majeuredésigne la tour ou la dame. On parle aussi parfois de « pièce lourde ».
« Pièce touchée, pièce jouée »expression symbolisant la règle qui stipule que si un joueur au trait touche une de ses pièces, il a pour obligation de la jouer (si c'est possible) ; s'il l'a déposée et lâchée sur une case, le coup est considéré comme joué ; s'il touche une pièce adverse, il doit la prendre (si c'est possible).
Comme le roque est un coup du roi, une conséquence de cette règle est que pour roquer il faut toucher le roi avant la tour. Le joueur qui, par erreur, ferait l'inverse doit jouer seulement un coup de cette tour, au lieu de roquer.
Pion la pièce du jeu la plus nombreuse et de moindre valeur. Le pion peut cependant être promu (transformé) en une figure (habituellement la dame, mais jamais un second roi) s'il atteint la dernière rangée de sa colonne ; chaque joueur peut, par exemple, avoir plusieurs dames. C'est souvent un fort avantage.
Pion arriéréun pion moins avancé que les pions amis des colonnes adjacentes, et dont la case située devant lui est inoccupée ou contrôlée par un pion adverse. C'est souvent une faiblesse positionnelle.
Pion avancéun pion qui a passé la quatrième rangée de son camp. Il peut être faible s'il est difficile à défendre, ou fort s'il crée un avantage d'espace, voire s'il menace de parvenir à sa case de promotion.
Pions doubléspions d'un camp se trouvant sur la même colonne. Les pions peuvent aussi être triplés, etc. C'est souvent (mais pas toujours) une faiblesse.
Pion isolépion n'ayant plus de pions de son camp sur les colonnes voisines pour l'aider. C'est souvent une faiblesse, car ce pion doit être protégé par une pièce amie (tour, fou, etc.).
Pions liéspions amis situés côte à côte et se protégeant l'un l'autre dans leur avancée. C'est souvent un avantage, notamment en finale.
Pion passépion qui n'est plus gêné dans son avance par des pions adverses de la même colonne ni sur une colonne adjacente. C'est souvent un avantage en finale, si une pièce amie peut soutenir son avance vers la promotion.
Pions pendantspions centraux côte à côte sur la même rangée, sans pion adverse sur leur colonne et sans pion ami sur les colonnes adjacentes. Leur force réside dans leur contrôle des cases situées devant eux, leur faiblesse dans leur manque de mobilité.
Planobjectif stratégique à long terme d'un joueur d'échecs. Comme le dit un diction populaire du monde des échecs : « Mieux vaut un mauvais plan que pas de plan du tout ».
Pointecoup décisif dans une série de plusieurs coups (variante), qui aboutit à un résultat (attaque ou défense).
Portable Game Notationune notation informatique standardisée des parties d'échecs.
Positionsituation des pièces sur l'échiquier à un moment donné.
Post-morteml'analyse post-mortem est une analyse que font les deux joueurs après la fin de la partie ; ils reprennent les coups joués au cours de la partie, revoient les moments-clés et proposent des variantes, variations et améliorations pour certains coups. Cette analyse, souvent réalisée après des parties longues entre bons joueurs, permet d'apprendre de ses erreurs, de progresser et de comprendre l'intégralité de la partie (Pourquoi mon adversaire a joué ce coup ? S'il avait joué cela, qu'aurais-je pu faire ?).
Pousséeavancée d'un pion. Souvent le prélude à une attaque.
« Pousseur de bois »qualifie un joueur de faible niveau. Expression péjorative, tout comme mazette.
Programme d'échecsprogramme informatique dédié au jeu d'échecs.
Promotion (case de)remplacement d'un pion, arrivé sur la dernière case de sa colonne, par une figure plus puissante : dame, tour, cavalier ou fou. La promotion en une autre pièce que la dame est appelée « sous-promotion ». Il n'est pas possible de promouvoir un pion en roi.
Prophylaxieméthode de défense au moyen de mesures préventives contre d'éventuelles menaces de l'adversaire. On parle aussi de « coup prophylactique » (ou de « pécher en eaux troubles ») lorsqu'un joueur effectue un coup qui n'amène pas de menaces immédiates, mais qui sert un but à long terme.
Pseudo-sacrificeune offre de matériel qui semble, à première vue, favorable à l'adversaire, ce dernier tombant dans un piège s'il l'accepte ce « don troyen », lui occasionnant une perte subséquente de matériel, voire une combinaison de mat. Le pseudo-sacrifice est différent du « vrai » sacrifice (plus spéculatif), qui vise lui à obtenir des compensations stratégiques ou tactiques à long terme en donnant gratuitement une pièce à l'adversaire, ce qui sur le coup lui donne un avantage réel.

## Q
- Haut – A
- B
- C
- D
- E
- F
- G
- H
- I
- J
- K
- L
- M
- N
- O
- P
- Q
- R
- S
- T
- U
- V
- W
- X
- Y
- Z

Qualitédifférence de valeur entre une pièce et une autre. Par exemple, une tour (équivalente à environ 5 pions) vaut plus qu'un cavalier ou un fou (équivalents à environ 3 pions) ; la « qualité » est généralement estimée à 2 pions.
« Perdre la qualité » signifie que l'on a fait un échange de pièce défavorable à première vue (une tour contre un fou, une dame contre une tour) dans un but tactique ou stratégique. Ce n'est pas nécessairement une faiblesse, surtout quand elle est exécutée par de forts joueurs, certains (comme Tigran Petrosian) ayant une prédilection pour celle-ci. Dans cette optique, la perte de qualité est une sorte de pseudo-sacrifice, le joueur en attendant une compensation sur le long terme, ou bien dans le but d'éviter une attaque dangereuse que l'adversaire est sur le point de faire.
Voir aussi « Sacrifice ».

## R
- Haut – A
- B
- C
- D
- E
- F
- G
- H
- I
- J
- K
- L
- M
- N
- O
- P
- Q
- R
- S
- T
- U
- V
- W
- X
- Y
- Z

|   | a | b | c | d | e | f | g | h |   |
| 8 | cercle noir sur case noire a7 · cercle noir sur case blanche b7 · cercle noir sur case noire c7 · cercle noir sur case blanche d7 · cercle noir sur case noire e7 · cercle noir sur case blanche f7 · cercle noir sur case noire g7 · cercle noir sur case blanche h7 | cercle noir sur case noire a7 · cercle noir sur case blanche b7 · cercle noir sur case noire c7 · cercle noir sur case blanche d7 · cercle noir sur case noire e7 · cercle noir sur case blanche f7 · cercle noir sur case noire g7 · cercle noir sur case blanche h7 | cercle noir sur case noire a7 · cercle noir sur case blanche b7 · cercle noir sur case noire c7 · cercle noir sur case blanche d7 · cercle noir sur case noire e7 · cercle noir sur case blanche f7 · cercle noir sur case noire g7 · cercle noir sur case blanche h7 | cercle noir sur case noire a7 · cercle noir sur case blanche b7 · cercle noir sur case noire c7 · cercle noir sur case blanche d7 · cercle noir sur case noire e7 · cercle noir sur case blanche f7 · cercle noir sur case noire g7 · cercle noir sur case blanche h7 | cercle noir sur case noire a7 · cercle noir sur case blanche b7 · cercle noir sur case noire c7 · cercle noir sur case blanche d7 · cercle noir sur case noire e7 · cercle noir sur case blanche f7 · cercle noir sur case noire g7 · cercle noir sur case blanche h7 | cercle noir sur case noire a7 · cercle noir sur case blanche b7 · cercle noir sur case noire c7 · cercle noir sur case blanche d7 · cercle noir sur case noire e7 · cercle noir sur case blanche f7 · cercle noir sur case noire g7 · cercle noir sur case blanche h7 | cercle noir sur case noire a7 · cercle noir sur case blanche b7 · cercle noir sur case noire c7 · cercle noir sur case blanche d7 · cercle noir sur case noire e7 · cercle noir sur case blanche f7 · cercle noir sur case noire g7 · cercle noir sur case blanche h7 | cercle noir sur case noire a7 · cercle noir sur case blanche b7 · cercle noir sur case noire c7 · cercle noir sur case blanche d7 · cercle noir sur case noire e7 · cercle noir sur case blanche f7 · cercle noir sur case noire g7 · cercle noir sur case blanche h7 | 8 |
| 7 | cercle noir sur case noire a7 · cercle noir sur case blanche b7 · cercle noir sur case noire c7 · cercle noir sur case blanche d7 · cercle noir sur case noire e7 · cercle noir sur case blanche f7 · cercle noir sur case noire g7 · cercle noir sur case blanche h7 | cercle noir sur case noire a7 · cercle noir sur case blanche b7 · cercle noir sur case noire c7 · cercle noir sur case blanche d7 · cercle noir sur case noire e7 · cercle noir sur case blanche f7 · cercle noir sur case noire g7 · cercle noir sur case blanche h7 | cercle noir sur case noire a7 · cercle noir sur case blanche b7 · cercle noir sur case noire c7 · cercle noir sur case blanche d7 · cercle noir sur case noire e7 · cercle noir sur case blanche f7 · cercle noir sur case noire g7 · cercle noir sur case blanche h7 | cercle noir sur case noire a7 · cercle noir sur case blanche b7 · cercle noir sur case noire c7 · cercle noir sur case blanche d7 · cercle noir sur case noire e7 · cercle noir sur case blanche f7 · cercle noir sur case noire g7 · cercle noir sur case blanche h7 | cercle noir sur case noire a7 · cercle noir sur case blanche b7 · cercle noir sur case noire c7 · cercle noir sur case blanche d7 · cercle noir sur case noire e7 · cercle noir sur case blanche f7 · cercle noir sur case noire g7 · cercle noir sur case blanche h7 | cercle noir sur case noire a7 · cercle noir sur case blanche b7 · cercle noir sur case noire c7 · cercle noir sur case blanche d7 · cercle noir sur case noire e7 · cercle noir sur case blanche f7 · cercle noir sur case noire g7 · cercle noir sur case blanche h7 | cercle noir sur case noire a7 · cercle noir sur case blanche b7 · cercle noir sur case noire c7 · cercle noir sur case blanche d7 · cercle noir sur case noire e7 · cercle noir sur case blanche f7 · cercle noir sur case noire g7 · cercle noir sur case blanche h7 | cercle noir sur case noire a7 · cercle noir sur case blanche b7 · cercle noir sur case noire c7 · cercle noir sur case blanche d7 · cercle noir sur case noire e7 · cercle noir sur case blanche f7 · cercle noir sur case noire g7 · cercle noir sur case blanche h7 | 7 |
| 6 | cercle noir sur case noire a7 · cercle noir sur case blanche b7 · cercle noir sur case noire c7 · cercle noir sur case blanche d7 · cercle noir sur case noire e7 · cercle noir sur case blanche f7 · cercle noir sur case noire g7 · cercle noir sur case blanche h7 | cercle noir sur case noire a7 · cercle noir sur case blanche b7 · cercle noir sur case noire c7 · cercle noir sur case blanche d7 · cercle noir sur case noire e7 · cercle noir sur case blanche f7 · cercle noir sur case noire g7 · cercle noir sur case blanche h7 | cercle noir sur case noire a7 · cercle noir sur case blanche b7 · cercle noir sur case noire c7 · cercle noir sur case blanche d7 · cercle noir sur case noire e7 · cercle noir sur case blanche f7 · cercle noir sur case noire g7 · cercle noir sur case blanche h7 | cercle noir sur case noire a7 · cercle noir sur case blanche b7 · cercle noir sur case noire c7 · cercle noir sur case blanche d7 · cercle noir sur case noire e7 · cercle noir sur case blanche f7 · cercle noir sur case noire g7 · cercle noir sur case blanche h7 | cercle noir sur case noire a7 · cercle noir sur case blanche b7 · cercle noir sur case noire c7 · cercle noir sur case blanche d7 · cercle noir sur case noire e7 · cercle noir sur case blanche f7 · cercle noir sur case noire g7 · cercle noir sur case blanche h7 | cercle noir sur case noire a7 · cercle noir sur case blanche b7 · cercle noir sur case noire c7 · cercle noir sur case blanche d7 · cercle noir sur case noire e7 · cercle noir sur case blanche f7 · cercle noir sur case noire g7 · cercle noir sur case blanche h7 | cercle noir sur case noire a7 · cercle noir sur case blanche b7 · cercle noir sur case noire c7 · cercle noir sur case blanche d7 · cercle noir sur case noire e7 · cercle noir sur case blanche f7 · cercle noir sur case noire g7 · cercle noir sur case blanche h7 | cercle noir sur case noire a7 · cercle noir sur case blanche b7 · cercle noir sur case noire c7 · cercle noir sur case blanche d7 · cercle noir sur case noire e7 · cercle noir sur case blanche f7 · cercle noir sur case noire g7 · cercle noir sur case blanche h7 | 6 |
| 5 | cercle noir sur case noire a7 · cercle noir sur case blanche b7 · cercle noir sur case noire c7 · cercle noir sur case blanche d7 · cercle noir sur case noire e7 · cercle noir sur case blanche f7 · cercle noir sur case noire g7 · cercle noir sur case blanche h7 | cercle noir sur case noire a7 · cercle noir sur case blanche b7 · cercle noir sur case noire c7 · cercle noir sur case blanche d7 · cercle noir sur case noire e7 · cercle noir sur case blanche f7 · cercle noir sur case noire g7 · cercle noir sur case blanche h7 | cercle noir sur case noire a7 · cercle noir sur case blanche b7 · cercle noir sur case noire c7 · cercle noir sur case blanche d7 · cercle noir sur case noire e7 · cercle noir sur case blanche f7 · cercle noir sur case noire g7 · cercle noir sur case blanche h7 | cercle noir sur case noire a7 · cercle noir sur case blanche b7 · cercle noir sur case noire c7 · cercle noir sur case blanche d7 · cercle noir sur case noire e7 · cercle noir sur case blanche f7 · cercle noir sur case noire g7 · cercle noir sur case blanche h7 | cercle noir sur case noire a7 · cercle noir sur case blanche b7 · cercle noir sur case noire c7 · cercle noir sur case blanche d7 · cercle noir sur case noire e7 · cercle noir sur case blanche f7 · cercle noir sur case noire g7 · cercle noir sur case blanche h7 | cercle noir sur case noire a7 · cercle noir sur case blanche b7 · cercle noir sur case noire c7 · cercle noir sur case blanche d7 · cercle noir sur case noire e7 · cercle noir sur case blanche f7 · cercle noir sur case noire g7 · cercle noir sur case blanche h7 | cercle noir sur case noire a7 · cercle noir sur case blanche b7 · cercle noir sur case noire c7 · cercle noir sur case blanche d7 · cercle noir sur case noire e7 · cercle noir sur case blanche f7 · cercle noir sur case noire g7 · cercle noir sur case blanche h7 | cercle noir sur case noire a7 · cercle noir sur case blanche b7 · cercle noir sur case noire c7 · cercle noir sur case blanche d7 · cercle noir sur case noire e7 · cercle noir sur case blanche f7 · cercle noir sur case noire g7 · cercle noir sur case blanche h7 | 5 |
| 4 | cercle noir sur case noire a7 · cercle noir sur case blanche b7 · cercle noir sur case noire c7 · cercle noir sur case blanche d7 · cercle noir sur case noire e7 · cercle noir sur case blanche f7 · cercle noir sur case noire g7 · cercle noir sur case blanche h7 | cercle noir sur case noire a7 · cercle noir sur case blanche b7 · cercle noir sur case noire c7 · cercle noir sur case blanche d7 · cercle noir sur case noire e7 · cercle noir sur case blanche f7 · cercle noir sur case noire g7 · cercle noir sur case blanche h7 | cercle noir sur case noire a7 · cercle noir sur case blanche b7 · cercle noir sur case noire c7 · cercle noir sur case blanche d7 · cercle noir sur case noire e7 · cercle noir sur case blanche f7 · cercle noir sur case noire g7 · cercle noir sur case blanche h7 | cercle noir sur case noire a7 · cercle noir sur case blanche b7 · cercle noir sur case noire c7 · cercle noir sur case blanche d7 · cercle noir sur case noire e7 · cercle noir sur case blanche f7 · cercle noir sur case noire g7 · cercle noir sur case blanche h7 | cercle noir sur case noire a7 · cercle noir sur case blanche b7 · cercle noir sur case noire c7 · cercle noir sur case blanche d7 · cercle noir sur case noire e7 · cercle noir sur case blanche f7 · cercle noir sur case noire g7 · cercle noir sur case blanche h7 | cercle noir sur case noire a7 · cercle noir sur case blanche b7 · cercle noir sur case noire c7 · cercle noir sur case blanche d7 · cercle noir sur case noire e7 · cercle noir sur case blanche f7 · cercle noir sur case noire g7 · cercle noir sur case blanche h7 | cercle noir sur case noire a7 · cercle noir sur case blanche b7 · cercle noir sur case noire c7 · cercle noir sur case blanche d7 · cercle noir sur case noire e7 · cercle noir sur case blanche f7 · cercle noir sur case noire g7 · cercle noir sur case blanche h7 | cercle noir sur case noire a7 · cercle noir sur case blanche b7 · cercle noir sur case noire c7 · cercle noir sur case blanche d7 · cercle noir sur case noire e7 · cercle noir sur case blanche f7 · cercle noir sur case noire g7 · cercle noir sur case blanche h7 | 4 |
| 3 | cercle noir sur case noire a7 · cercle noir sur case blanche b7 · cercle noir sur case noire c7 · cercle noir sur case blanche d7 · cercle noir sur case noire e7 · cercle noir sur case blanche f7 · cercle noir sur case noire g7 · cercle noir sur case blanche h7 | cercle noir sur case noire a7 · cercle noir sur case blanche b7 · cercle noir sur case noire c7 · cercle noir sur case blanche d7 · cercle noir sur case noire e7 · cercle noir sur case blanche f7 · cercle noir sur case noire g7 · cercle noir sur case blanche h7 | cercle noir sur case noire a7 · cercle noir sur case blanche b7 · cercle noir sur case noire c7 · cercle noir sur case blanche d7 · cercle noir sur case noire e7 · cercle noir sur case blanche f7 · cercle noir sur case noire g7 · cercle noir sur case blanche h7 | cercle noir sur case noire a7 · cercle noir sur case blanche b7 · cercle noir sur case noire c7 · cercle noir sur case blanche d7 · cercle noir sur case noire e7 · cercle noir sur case blanche f7 · cercle noir sur case noire g7 · cercle noir sur case blanche h7 | cercle noir sur case noire a7 · cercle noir sur case blanche b7 · cercle noir sur case noire c7 · cercle noir sur case blanche d7 · cercle noir sur case noire e7 · cercle noir sur case blanche f7 · cercle noir sur case noire g7 · cercle noir sur case blanche h7 | cercle noir sur case noire a7 · cercle noir sur case blanche b7 · cercle noir sur case noire c7 · cercle noir sur case blanche d7 · cercle noir sur case noire e7 · cercle noir sur case blanche f7 · cercle noir sur case noire g7 · cercle noir sur case blanche h7 | cercle noir sur case noire a7 · cercle noir sur case blanche b7 · cercle noir sur case noire c7 · cercle noir sur case blanche d7 · cercle noir sur case noire e7 · cercle noir sur case blanche f7 · cercle noir sur case noire g7 · cercle noir sur case blanche h7 | cercle noir sur case noire a7 · cercle noir sur case blanche b7 · cercle noir sur case noire c7 · cercle noir sur case blanche d7 · cercle noir sur case noire e7 · cercle noir sur case blanche f7 · cercle noir sur case noire g7 · cercle noir sur case blanche h7 | 3 |
| 2 | cercle noir sur case noire a7 · cercle noir sur case blanche b7 · cercle noir sur case noire c7 · cercle noir sur case blanche d7 · cercle noir sur case noire e7 · cercle noir sur case blanche f7 · cercle noir sur case noire g7 · cercle noir sur case blanche h7 | cercle noir sur case noire a7 · cercle noir sur case blanche b7 · cercle noir sur case noire c7 · cercle noir sur case blanche d7 · cercle noir sur case noire e7 · cercle noir sur case blanche f7 · cercle noir sur case noire g7 · cercle noir sur case blanche h7 | cercle noir sur case noire a7 · cercle noir sur case blanche b7 · cercle noir sur case noire c7 · cercle noir sur case blanche d7 · cercle noir sur case noire e7 · cercle noir sur case blanche f7 · cercle noir sur case noire g7 · cercle noir sur case blanche h7 | cercle noir sur case noire a7 · cercle noir sur case blanche b7 · cercle noir sur case noire c7 · cercle noir sur case blanche d7 · cercle noir sur case noire e7 · cercle noir sur case blanche f7 · cercle noir sur case noire g7 · cercle noir sur case blanche h7 | cercle noir sur case noire a7 · cercle noir sur case blanche b7 · cercle noir sur case noire c7 · cercle noir sur case blanche d7 · cercle noir sur case noire e7 · cercle noir sur case blanche f7 · cercle noir sur case noire g7 · cercle noir sur case blanche h7 | cercle noir sur case noire a7 · cercle noir sur case blanche b7 · cercle noir sur case noire c7 · cercle noir sur case blanche d7 · cercle noir sur case noire e7 · cercle noir sur case blanche f7 · cercle noir sur case noire g7 · cercle noir sur case blanche h7 | cercle noir sur case noire a7 · cercle noir sur case blanche b7 · cercle noir sur case noire c7 · cercle noir sur case blanche d7 · cercle noir sur case noire e7 · cercle noir sur case blanche f7 · cercle noir sur case noire g7 · cercle noir sur case blanche h7 | cercle noir sur case noire a7 · cercle noir sur case blanche b7 · cercle noir sur case noire c7 · cercle noir sur case blanche d7 · cercle noir sur case noire e7 · cercle noir sur case blanche f7 · cercle noir sur case noire g7 · cercle noir sur case blanche h7 | 2 |
| 1 | cercle noir sur case noire a7 · cercle noir sur case blanche b7 · cercle noir sur case noire c7 · cercle noir sur case blanche d7 · cercle noir sur case noire e7 · cercle noir sur case blanche f7 · cercle noir sur case noire g7 · cercle noir sur case blanche h7 | cercle noir sur case noire a7 · cercle noir sur case blanche b7 · cercle noir sur case noire c7 · cercle noir sur case blanche d7 · cercle noir sur case noire e7 · cercle noir sur case blanche f7 · cercle noir sur case noire g7 · cercle noir sur case blanche h7 | cercle noir sur case noire a7 · cercle noir sur case blanche b7 · cercle noir sur case noire c7 · cercle noir sur case blanche d7 · cercle noir sur case noire e7 · cercle noir sur case blanche f7 · cercle noir sur case noire g7 · cercle noir sur case blanche h7 | cercle noir sur case noire a7 · cercle noir sur case blanche b7 · cercle noir sur case noire c7 · cercle noir sur case blanche d7 · cercle noir sur case noire e7 · cercle noir sur case blanche f7 · cercle noir sur case noire g7 · cercle noir sur case blanche h7 | cercle noir sur case noire a7 · cercle noir sur case blanche b7 · cercle noir sur case noire c7 · cercle noir sur case blanche d7 · cercle noir sur case noire e7 · cercle noir sur case blanche f7 · cercle noir sur case noire g7 · cercle noir sur case blanche h7 | cercle noir sur case noire a7 · cercle noir sur case blanche b7 · cercle noir sur case noire c7 · cercle noir sur case blanche d7 · cercle noir sur case noire e7 · cercle noir sur case blanche f7 · cercle noir sur case noire g7 · cercle noir sur case blanche h7 | cercle noir sur case noire a7 · cercle noir sur case blanche b7 · cercle noir sur case noire c7 · cercle noir sur case blanche d7 · cercle noir sur case noire e7 · cercle noir sur case blanche f7 · cercle noir sur case noire g7 · cercle noir sur case blanche h7 | cercle noir sur case noire a7 · cercle noir sur case blanche b7 · cercle noir sur case noire c7 · cercle noir sur case blanche d7 · cercle noir sur case noire e7 · cercle noir sur case blanche f7 · cercle noir sur case noire g7 · cercle noir sur case blanche h7 | 1 |
|   | a | b | c | d | e | f | g | h |   |

Rangéeune des huit lignes horizontales, désignées par un chiffre de 1 à 8.
Rayons Xmouvement tactique par lequel une pièce contrôle indirectement une case de l’autre côté d’une pièce intermédiaire.
Réfutationcoup, suite de coups ou analyse démontrant la faiblesse d'un coup, d'une analyse ou d'un plan antérieur. La réfutation d'un coup mène parfois à la réfutation d'une ouverture entière (par ex. la Défense Damiano et certaines variantes du « contre gambit Greco » ou Gambit letton).
Règles du jeu d'échecsensemble de règles appliquées en tournoi, tant au sujet de la marche des pièces que du comportement des joueurs et du rôle de l'arbitre. La FIDE en est la seule détentrice et exécutrice.
Reineautre nom populaire de la dame.
Réseau de matdisposition des pièces sur l’échiquier à un moment précis de la partie (en général en finale), qui fait supposer la possibilité de réaliser un mat avec un haut degré de succès. Dans un réseau de mat, plusieurs mat sont possibles (avec différentes pièces ou dispositions). Voir aussi « Tableau de mat ».
Roi la pièce la plus importante du jeu, le but étant de mater le roi de l'adversaire et ainsi remporter la victoire. Pièce faible en début de jeu, le roi acquiert plus de force vers la fin de jeu, devenant très actif en finale du fait de la raréfaction des pièces.
Roi dépouilléle roi seul, dernière unité de son camp encore en vie. Une des seules chances de ne pas perdre pour le joueur ainsi « dépouillé » reste la nulle par répétition ou le pat (voire le gain au temps en blitz).
Rondepartie ou manche d'un tournoi d'échecs. Dans les tournois standard en cadence classique, une ronde est jouée chaque jour. En blitz, plusieurs rondes peuvent se succéder dans la journée, les tournois de blitz ne durant généralement qu'une seule journée.
Roquemanœuvre particulière du roi avec l'une de ses tours pour se mettre à l'abri et activer la tour dans le même temps. Le roi ne peut pas roquer s'il a déjà bougé pendant la partie (on dit alors qu'il est « déroqué ») ou si sa ligne de roque (ligne qui le sépare de sa tour) est coupée par la trajectoire d'une pièce ennemie (un fou par exemple).
Roque artificielmanœuvre consistant, quand roquer n'est pas (ou plus) possible, à déplacer le roi hors de sa position initiale au centre pour l'amener derrière ses pions, comme s'il avait mis plusieurs coups pour roquer. Cette manœuvre prend plus temps que le roque traditionnel, mais est souvent nécessaire pour protéger au mieux son roi qui, sinon, finirait dans les « courants d'air » (à la merci des pièces de l'adversaire au centre de l'échiquier).
« Roque acrobatique »un coup de roque « fictionnel » (coup non légal dans le jeu d'échecs traditionnel) présent sur une carte du jeu Tempête sur l'échiquier (un jeu de cartes qui promeut une variante du jeu d'échecs, améliorée avec des cartes à jouer) : le joueur qui utilise cette carte peut roquer si sa tour et son roi sont sur une même rangée ou colonne (qu'importe le nombre de cases), du moment que les cases entre les deux pièces sont libres. Le terme est un jeu de mots faisant référence au rock acrobatique.
Round-robintournoi où chaque joueur rencontre tous les participants au fil des rondes. Voir tournoi toutes rondes.

## S

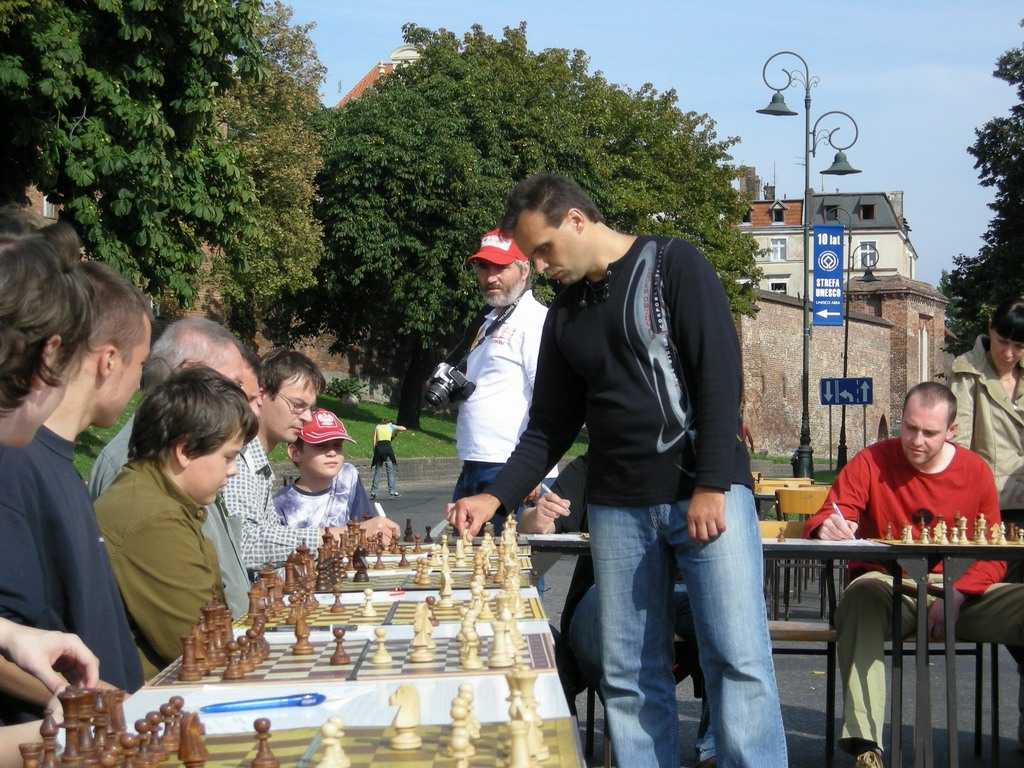
Le grand maître Andriï Maksimenko effectuant une simultanée face à des joueurs amateurs.

- Haut – A
- B
- C
- D
- E
- F
- G
- H
- I
- J
- K
- L
- M
- N
- O
- P
- Q
- R
- S
- T
- U
- V
- W
- X
- Y
- Z

Sacrifice (de la qualité)sacrifice d'une pièce lourde (dame ou tour) en échange d'une ou plusieurs pièces légères (fou ou cavalier, ou couple avec une tour dans le cas d'une reine sacrifiée), en espérant obtenir une compensation sur le long terme ou pour parer une menace imminente. Voir « Qualité ».
Sauterellepièce des échecs féériques que l'on rencontre dans certaines variantes du jeu d'échecs.
Secondantdans un match de haut niveau, assistant (souvent un fort joueur lui-même) qui contribue aux analyses et à la préparation du joueur, notamment en analysant le jeu de ses adversaires pour en trouver les failles.
Septième rangée (ou traverse)rangée des pions noirs avant de commencer la partie. Voie d'invasion privilégiée des tours blanches. Cette rangée est la deuxième des Noirs.
Simplificationéchange de pièces qui réduit la complexité tactique, fait perdre de la force à une attaque ou permet le passage en finale. Voir « Liquidation ».
Simultanéerencontre dans laquelle un fort joueur affronte de nombreux adversaires, jouant un coup avant de passer à l'échiquier suivant. C'est souvent le cadre d'une exhibition ludique afin de vulgariser le jeu d'échecs chez les néophytes.
Sous-promotionvoir « Promotion ».
Spectateurpersonne présente et qui n'est pas un des deux joueurs de la partie ni l'arbitre. Les spectateurs n'ont pas le droit d'intervenir dans le jeu. Un indésirable qui donnerait son avis est appelé kibitzer.
Stratégie échiquéenneensemble des considérations permettant d'obtenir un avantage à long terme.
Structure de pionsarrangement des pions les uns vis-à-vis des autres, et qui influence fortement la stratégie.
Surchargeune pièce est dite en « surcharge » lorsqu'elle doit remplir plusieurs tâches importantes à la fois, ce qui fragilise la position du camp en question.
Swindlevoir « Arnaque ».
Syndrome de Kotovattitude décrite par Alexandre Kotov qui consiste à ne pas trouver de bon plan dans une position donnée, en dépit d'une longue réflexion et ensuite, pressé par le temps, de jouer un coup faible qui n'a été analysé que superficiellement.
Système Hortméthode habituelle de partage des prix en espèces entre les ex æquo d'un tournoi, due à Vlastimil Hort.
Système Buchholzsystème de départage des joueurs ex æquo à l'issue d'un tournoi.
Système suissesystème d'appariement habituel dans un tournoi où le nombre de joueurs est nettement plus élevé que le nombre de rondes.
Système Sonneborn-Bergersystème de départage des joueurs ex æquo à l'issue d'un tournoi.

## T
- Haut – A
- B
- C
- D
- E
- F
- G
- H
- I
- J
- K
- L
- M
- N
- O
- P
- Q
- R
- S
- T
- U
- V
- W
- X
- Y
- Z

Table de Bergertable d'appariement standardisée dans un tournoi toutes rondes où tous les joueurs se rencontrent.
Tableau de matposition synthétique où se produit un échec et mat. Seules figurent dans cette position les pièces qui participent au mat, toutes les pièces inutiles à sa réalisation étant omises. Voir aussi « Réseau de mat ».
Tables de finalesdésigne une base de données spécialisée qui détermine le meilleur coup possible dans une position déterminée. Il existe actuellement des tables de finales jusqu'à 5 pièces (toutes les finales de 5 pièces sont résolues) et quelques-unes de 6 pièces.
Tactique échiquéenneensemble des considérations permettant d'obtenir un avantage à court terme. Suite de coups contraignants pour l'adversaire et qui vise à obtenir un gain, matériel ou positionnel.
Tempo (au pluriel tempos ou tempi)(latin) coup gagné ou perdu dans un développement ou une attaque.
Théorie Elothéorie mathématique développée par Arpad Elo en vue de classer les joueurs d'échecs. Voir « Classement Elo ».
Tour pièce à longue portée qui se déplace verticalement ou horizontalement. Acquiert toute sa force lorsqu’elle se conjugue avec sa sœur jumelle. Vaut à peu près cinq pions.
Tournoirencontre de plusieurs joueurs dans une compétition organisée (officielle ou non).
Tournoi thématiquetournoi dans lequel le début est imposé.
Traitle joueur qui « a le trait » ou qui « est au trait » est celui qui doit jouer le coup suivant.
Transpositionposition identique obtenue après les mêmes coups joués dans un ordre différent. Plusieurs ouvertures sont transposables dans d'autres ouvertures, au prix d'un coût en temps. Par exemple, certaines variantes de la défense française et de la défense sicilienne (et vice versa).
Traversesynonyme de « rangée ».
Triple répétitionvoir « Nulle par répétition ».
|   | a | b | c | d | e | f | g | h |   |
| 8 | Roi noir sur case noire b8 · Pion noir sur case noire a7 · Pion noir sur case noire c7 · cercle noir sur case blanche a6 · Pion noir sur case noire b6 · cercle noir sur case blanche c6 · Pion blanc sur case noire d4 · cercle blanc sur case blanche e4 · Pion blanc sur case noire f4 · Pion blanc sur case noire c3 · cercle blanc sur case blanche d3 · Pion blanc sur case noire e3 · Pion blanc sur case blanche a2 · Pion blanc sur case noire b2 · Pion blanc sur case blanche g2 · Pion blanc sur case noire h2 · Roi blanc sur case noire g1 | Roi noir sur case noire b8 · Pion noir sur case noire a7 · Pion noir sur case noire c7 · cercle noir sur case blanche a6 · Pion noir sur case noire b6 · cercle noir sur case blanche c6 · Pion blanc sur case noire d4 · cercle blanc sur case blanche e4 · Pion blanc sur case noire f4 · Pion blanc sur case noire c3 · cercle blanc sur case blanche d3 · Pion blanc sur case noire e3 · Pion blanc sur case blanche a2 · Pion blanc sur case noire b2 · Pion blanc sur case blanche g2 · Pion blanc sur case noire h2 · Roi blanc sur case noire g1 | Roi noir sur case noire b8 · Pion noir sur case noire a7 · Pion noir sur case noire c7 · cercle noir sur case blanche a6 · Pion noir sur case noire b6 · cercle noir sur case blanche c6 · Pion blanc sur case noire d4 · cercle blanc sur case blanche e4 · Pion blanc sur case noire f4 · Pion blanc sur case noire c3 · cercle blanc sur case blanche d3 · Pion blanc sur case noire e3 · Pion blanc sur case blanche a2 · Pion blanc sur case noire b2 · Pion blanc sur case blanche g2 · Pion blanc sur case noire h2 · Roi blanc sur case noire g1 | Roi noir sur case noire b8 · Pion noir sur case noire a7 · Pion noir sur case noire c7 · cercle noir sur case blanche a6 · Pion noir sur case noire b6 · cercle noir sur case blanche c6 · Pion blanc sur case noire d4 · cercle blanc sur case blanche e4 · Pion blanc sur case noire f4 · Pion blanc sur case noire c3 · cercle blanc sur case blanche d3 · Pion blanc sur case noire e3 · Pion blanc sur case blanche a2 · Pion blanc sur case noire b2 · Pion blanc sur case blanche g2 · Pion blanc sur case noire h2 · Roi blanc sur case noire g1 | Roi noir sur case noire b8 · Pion noir sur case noire a7 · Pion noir sur case noire c7 · cercle noir sur case blanche a6 · Pion noir sur case noire b6 · cercle noir sur case blanche c6 · Pion blanc sur case noire d4 · cercle blanc sur case blanche e4 · Pion blanc sur case noire f4 · Pion blanc sur case noire c3 · cercle blanc sur case blanche d3 · Pion blanc sur case noire e3 · Pion blanc sur case blanche a2 · Pion blanc sur case noire b2 · Pion blanc sur case blanche g2 · Pion blanc sur case noire h2 · Roi blanc sur case noire g1 | Roi noir sur case noire b8 · Pion noir sur case noire a7 · Pion noir sur case noire c7 · cercle noir sur case blanche a6 · Pion noir sur case noire b6 · cercle noir sur case blanche c6 · Pion blanc sur case noire d4 · cercle blanc sur case blanche e4 · Pion blanc sur case noire f4 · Pion blanc sur case noire c3 · cercle blanc sur case blanche d3 · Pion blanc sur case noire e3 · Pion blanc sur case blanche a2 · Pion blanc sur case noire b2 · Pion blanc sur case blanche g2 · Pion blanc sur case noire h2 · Roi blanc sur case noire g1 | Roi noir sur case noire b8 · Pion noir sur case noire a7 · Pion noir sur case noire c7 · cercle noir sur case blanche a6 · Pion noir sur case noire b6 · cercle noir sur case blanche c6 · Pion blanc sur case noire d4 · cercle blanc sur case blanche e4 · Pion blanc sur case noire f4 · Pion blanc sur case noire c3 · cercle blanc sur case blanche d3 · Pion blanc sur case noire e3 · Pion blanc sur case blanche a2 · Pion blanc sur case noire b2 · Pion blanc sur case blanche g2 · Pion blanc sur case noire h2 · Roi blanc sur case noire g1 | Roi noir sur case noire b8 · Pion noir sur case noire a7 · Pion noir sur case noire c7 · cercle noir sur case blanche a6 · Pion noir sur case noire b6 · cercle noir sur case blanche c6 · Pion blanc sur case noire d4 · cercle blanc sur case blanche e4 · Pion blanc sur case noire f4 · Pion blanc sur case noire c3 · cercle blanc sur case blanche d3 · Pion blanc sur case noire e3 · Pion blanc sur case blanche a2 · Pion blanc sur case noire b2 · Pion blanc sur case blanche g2 · Pion blanc sur case noire h2 · Roi blanc sur case noire g1 | 8 |
| 7 | Roi noir sur case noire b8 · Pion noir sur case noire a7 · Pion noir sur case noire c7 · cercle noir sur case blanche a6 · Pion noir sur case noire b6 · cercle noir sur case blanche c6 · Pion blanc sur case noire d4 · cercle blanc sur case blanche e4 · Pion blanc sur case noire f4 · Pion blanc sur case noire c3 · cercle blanc sur case blanche d3 · Pion blanc sur case noire e3 · Pion blanc sur case blanche a2 · Pion blanc sur case noire b2 · Pion blanc sur case blanche g2 · Pion blanc sur case noire h2 · Roi blanc sur case noire g1 | Roi noir sur case noire b8 · Pion noir sur case noire a7 · Pion noir sur case noire c7 · cercle noir sur case blanche a6 · Pion noir sur case noire b6 · cercle noir sur case blanche c6 · Pion blanc sur case noire d4 · cercle blanc sur case blanche e4 · Pion blanc sur case noire f4 · Pion blanc sur case noire c3 · cercle blanc sur case blanche d3 · Pion blanc sur case noire e3 · Pion blanc sur case blanche a2 · Pion blanc sur case noire b2 · Pion blanc sur case blanche g2 · Pion blanc sur case noire h2 · Roi blanc sur case noire g1 | Roi noir sur case noire b8 · Pion noir sur case noire a7 · Pion noir sur case noire c7 · cercle noir sur case blanche a6 · Pion noir sur case noire b6 · cercle noir sur case blanche c6 · Pion blanc sur case noire d4 · cercle blanc sur case blanche e4 · Pion blanc sur case noire f4 · Pion blanc sur case noire c3 · cercle blanc sur case blanche d3 · Pion blanc sur case noire e3 · Pion blanc sur case blanche a2 · Pion blanc sur case noire b2 · Pion blanc sur case blanche g2 · Pion blanc sur case noire h2 · Roi blanc sur case noire g1 | Roi noir sur case noire b8 · Pion noir sur case noire a7 · Pion noir sur case noire c7 · cercle noir sur case blanche a6 · Pion noir sur case noire b6 · cercle noir sur case blanche c6 · Pion blanc sur case noire d4 · cercle blanc sur case blanche e4 · Pion blanc sur case noire f4 · Pion blanc sur case noire c3 · cercle blanc sur case blanche d3 · Pion blanc sur case noire e3 · Pion blanc sur case blanche a2 · Pion blanc sur case noire b2 · Pion blanc sur case blanche g2 · Pion blanc sur case noire h2 · Roi blanc sur case noire g1 | Roi noir sur case noire b8 · Pion noir sur case noire a7 · Pion noir sur case noire c7 · cercle noir sur case blanche a6 · Pion noir sur case noire b6 · cercle noir sur case blanche c6 · Pion blanc sur case noire d4 · cercle blanc sur case blanche e4 · Pion blanc sur case noire f4 · Pion blanc sur case noire c3 · cercle blanc sur case blanche d3 · Pion blanc sur case noire e3 · Pion blanc sur case blanche a2 · Pion blanc sur case noire b2 · Pion blanc sur case blanche g2 · Pion blanc sur case noire h2 · Roi blanc sur case noire g1 | Roi noir sur case noire b8 · Pion noir sur case noire a7 · Pion noir sur case noire c7 · cercle noir sur case blanche a6 · Pion noir sur case noire b6 · cercle noir sur case blanche c6 · Pion blanc sur case noire d4 · cercle blanc sur case blanche e4 · Pion blanc sur case noire f4 · Pion blanc sur case noire c3 · cercle blanc sur case blanche d3 · Pion blanc sur case noire e3 · Pion blanc sur case blanche a2 · Pion blanc sur case noire b2 · Pion blanc sur case blanche g2 · Pion blanc sur case noire h2 · Roi blanc sur case noire g1 | Roi noir sur case noire b8 · Pion noir sur case noire a7 · Pion noir sur case noire c7 · cercle noir sur case blanche a6 · Pion noir sur case noire b6 · cercle noir sur case blanche c6 · Pion blanc sur case noire d4 · cercle blanc sur case blanche e4 · Pion blanc sur case noire f4 · Pion blanc sur case noire c3 · cercle blanc sur case blanche d3 · Pion blanc sur case noire e3 · Pion blanc sur case blanche a2 · Pion blanc sur case noire b2 · Pion blanc sur case blanche g2 · Pion blanc sur case noire h2 · Roi blanc sur case noire g1 | Roi noir sur case noire b8 · Pion noir sur case noire a7 · Pion noir sur case noire c7 · cercle noir sur case blanche a6 · Pion noir sur case noire b6 · cercle noir sur case blanche c6 · Pion blanc sur case noire d4 · cercle blanc sur case blanche e4 · Pion blanc sur case noire f4 · Pion blanc sur case noire c3 · cercle blanc sur case blanche d3 · Pion blanc sur case noire e3 · Pion blanc sur case blanche a2 · Pion blanc sur case noire b2 · Pion blanc sur case blanche g2 · Pion blanc sur case noire h2 · Roi blanc sur case noire g1 | 7 |
| 6 | Roi noir sur case noire b8 · Pion noir sur case noire a7 · Pion noir sur case noire c7 · cercle noir sur case blanche a6 · Pion noir sur case noire b6 · cercle noir sur case blanche c6 · Pion blanc sur case noire d4 · cercle blanc sur case blanche e4 · Pion blanc sur case noire f4 · Pion blanc sur case noire c3 · cercle blanc sur case blanche d3 · Pion blanc sur case noire e3 · Pion blanc sur case blanche a2 · Pion blanc sur case noire b2 · Pion blanc sur case blanche g2 · Pion blanc sur case noire h2 · Roi blanc sur case noire g1 | Roi noir sur case noire b8 · Pion noir sur case noire a7 · Pion noir sur case noire c7 · cercle noir sur case blanche a6 · Pion noir sur case noire b6 · cercle noir sur case blanche c6 · Pion blanc sur case noire d4 · cercle blanc sur case blanche e4 · Pion blanc sur case noire f4 · Pion blanc sur case noire c3 · cercle blanc sur case blanche d3 · Pion blanc sur case noire e3 · Pion blanc sur case blanche a2 · Pion blanc sur case noire b2 · Pion blanc sur case blanche g2 · Pion blanc sur case noire h2 · Roi blanc sur case noire g1 | Roi noir sur case noire b8 · Pion noir sur case noire a7 · Pion noir sur case noire c7 · cercle noir sur case blanche a6 · Pion noir sur case noire b6 · cercle noir sur case blanche c6 · Pion blanc sur case noire d4 · cercle blanc sur case blanche e4 · Pion blanc sur case noire f4 · Pion blanc sur case noire c3 · cercle blanc sur case blanche d3 · Pion blanc sur case noire e3 · Pion blanc sur case blanche a2 · Pion blanc sur case noire b2 · Pion blanc sur case blanche g2 · Pion blanc sur case noire h2 · Roi blanc sur case noire g1 | Roi noir sur case noire b8 · Pion noir sur case noire a7 · Pion noir sur case noire c7 · cercle noir sur case blanche a6 · Pion noir sur case noire b6 · cercle noir sur case blanche c6 · Pion blanc sur case noire d4 · cercle blanc sur case blanche e4 · Pion blanc sur case noire f4 · Pion blanc sur case noire c3 · cercle blanc sur case blanche d3 · Pion blanc sur case noire e3 · Pion blanc sur case blanche a2 · Pion blanc sur case noire b2 · Pion blanc sur case blanche g2 · Pion blanc sur case noire h2 · Roi blanc sur case noire g1 | Roi noir sur case noire b8 · Pion noir sur case noire a7 · Pion noir sur case noire c7 · cercle noir sur case blanche a6 · Pion noir sur case noire b6 · cercle noir sur case blanche c6 · Pion blanc sur case noire d4 · cercle blanc sur case blanche e4 · Pion blanc sur case noire f4 · Pion blanc sur case noire c3 · cercle blanc sur case blanche d3 · Pion blanc sur case noire e3 · Pion blanc sur case blanche a2 · Pion blanc sur case noire b2 · Pion blanc sur case blanche g2 · Pion blanc sur case noire h2 · Roi blanc sur case noire g1 | Roi noir sur case noire b8 · Pion noir sur case noire a7 · Pion noir sur case noire c7 · cercle noir sur case blanche a6 · Pion noir sur case noire b6 · cercle noir sur case blanche c6 · Pion blanc sur case noire d4 · cercle blanc sur case blanche e4 · Pion blanc sur case noire f4 · Pion blanc sur case noire c3 · cercle blanc sur case blanche d3 · Pion blanc sur case noire e3 · Pion blanc sur case blanche a2 · Pion blanc sur case noire b2 · Pion blanc sur case blanche g2 · Pion blanc sur case noire h2 · Roi blanc sur case noire g1 | Roi noir sur case noire b8 · Pion noir sur case noire a7 · Pion noir sur case noire c7 · cercle noir sur case blanche a6 · Pion noir sur case noire b6 · cercle noir sur case blanche c6 · Pion blanc sur case noire d4 · cercle blanc sur case blanche e4 · Pion blanc sur case noire f4 · Pion blanc sur case noire c3 · cercle blanc sur case blanche d3 · Pion blanc sur case noire e3 · Pion blanc sur case blanche a2 · Pion blanc sur case noire b2 · Pion blanc sur case blanche g2 · Pion blanc sur case noire h2 · Roi blanc sur case noire g1 | Roi noir sur case noire b8 · Pion noir sur case noire a7 · Pion noir sur case noire c7 · cercle noir sur case blanche a6 · Pion noir sur case noire b6 · cercle noir sur case blanche c6 · Pion blanc sur case noire d4 · cercle blanc sur case blanche e4 · Pion blanc sur case noire f4 · Pion blanc sur case noire c3 · cercle blanc sur case blanche d3 · Pion blanc sur case noire e3 · Pion blanc sur case blanche a2 · Pion blanc sur case noire b2 · Pion blanc sur case blanche g2 · Pion blanc sur case noire h2 · Roi blanc sur case noire g1 | 6 |
| 5 | Roi noir sur case noire b8 · Pion noir sur case noire a7 · Pion noir sur case noire c7 · cercle noir sur case blanche a6 · Pion noir sur case noire b6 · cercle noir sur case blanche c6 · Pion blanc sur case noire d4 · cercle blanc sur case blanche e4 · Pion blanc sur case noire f4 · Pion blanc sur case noire c3 · cercle blanc sur case blanche d3 · Pion blanc sur case noire e3 · Pion blanc sur case blanche a2 · Pion blanc sur case noire b2 · Pion blanc sur case blanche g2 · Pion blanc sur case noire h2 · Roi blanc sur case noire g1 | Roi noir sur case noire b8 · Pion noir sur case noire a7 · Pion noir sur case noire c7 · cercle noir sur case blanche a6 · Pion noir sur case noire b6 · cercle noir sur case blanche c6 · Pion blanc sur case noire d4 · cercle blanc sur case blanche e4 · Pion blanc sur case noire f4 · Pion blanc sur case noire c3 · cercle blanc sur case blanche d3 · Pion blanc sur case noire e3 · Pion blanc sur case blanche a2 · Pion blanc sur case noire b2 · Pion blanc sur case blanche g2 · Pion blanc sur case noire h2 · Roi blanc sur case noire g1 | Roi noir sur case noire b8 · Pion noir sur case noire a7 · Pion noir sur case noire c7 · cercle noir sur case blanche a6 · Pion noir sur case noire b6 · cercle noir sur case blanche c6 · Pion blanc sur case noire d4 · cercle blanc sur case blanche e4 · Pion blanc sur case noire f4 · Pion blanc sur case noire c3 · cercle blanc sur case blanche d3 · Pion blanc sur case noire e3 · Pion blanc sur case blanche a2 · Pion blanc sur case noire b2 · Pion blanc sur case blanche g2 · Pion blanc sur case noire h2 · Roi blanc sur case noire g1 | Roi noir sur case noire b8 · Pion noir sur case noire a7 · Pion noir sur case noire c7 · cercle noir sur case blanche a6 · Pion noir sur case noire b6 · cercle noir sur case blanche c6 · Pion blanc sur case noire d4 · cercle blanc sur case blanche e4 · Pion blanc sur case noire f4 · Pion blanc sur case noire c3 · cercle blanc sur case blanche d3 · Pion blanc sur case noire e3 · Pion blanc sur case blanche a2 · Pion blanc sur case noire b2 · Pion blanc sur case blanche g2 · Pion blanc sur case noire h2 · Roi blanc sur case noire g1 | Roi noir sur case noire b8 · Pion noir sur case noire a7 · Pion noir sur case noire c7 · cercle noir sur case blanche a6 · Pion noir sur case noire b6 · cercle noir sur case blanche c6 · Pion blanc sur case noire d4 · cercle blanc sur case blanche e4 · Pion blanc sur case noire f4 · Pion blanc sur case noire c3 · cercle blanc sur case blanche d3 · Pion blanc sur case noire e3 · Pion blanc sur case blanche a2 · Pion blanc sur case noire b2 · Pion blanc sur case blanche g2 · Pion blanc sur case noire h2 · Roi blanc sur case noire g1 | Roi noir sur case noire b8 · Pion noir sur case noire a7 · Pion noir sur case noire c7 · cercle noir sur case blanche a6 · Pion noir sur case noire b6 · cercle noir sur case blanche c6 · Pion blanc sur case noire d4 · cercle blanc sur case blanche e4 · Pion blanc sur case noire f4 · Pion blanc sur case noire c3 · cercle blanc sur case blanche d3 · Pion blanc sur case noire e3 · Pion blanc sur case blanche a2 · Pion blanc sur case noire b2 · Pion blanc sur case blanche g2 · Pion blanc sur case noire h2 · Roi blanc sur case noire g1 | Roi noir sur case noire b8 · Pion noir sur case noire a7 · Pion noir sur case noire c7 · cercle noir sur case blanche a6 · Pion noir sur case noire b6 · cercle noir sur case blanche c6 · Pion blanc sur case noire d4 · cercle blanc sur case blanche e4 · Pion blanc sur case noire f4 · Pion blanc sur case noire c3 · cercle blanc sur case blanche d3 · Pion blanc sur case noire e3 · Pion blanc sur case blanche a2 · Pion blanc sur case noire b2 · Pion blanc sur case blanche g2 · Pion blanc sur case noire h2 · Roi blanc sur case noire g1 | Roi noir sur case noire b8 · Pion noir sur case noire a7 · Pion noir sur case noire c7 · cercle noir sur case blanche a6 · Pion noir sur case noire b6 · cercle noir sur case blanche c6 · Pion blanc sur case noire d4 · cercle blanc sur case blanche e4 · Pion blanc sur case noire f4 · Pion blanc sur case noire c3 · cercle blanc sur case blanche d3 · Pion blanc sur case noire e3 · Pion blanc sur case blanche a2 · Pion blanc sur case noire b2 · Pion blanc sur case blanche g2 · Pion blanc sur case noire h2 · Roi blanc sur case noire g1 | 5 |
| 4 | Roi noir sur case noire b8 · Pion noir sur case noire a7 · Pion noir sur case noire c7 · cercle noir sur case blanche a6 · Pion noir sur case noire b6 · cercle noir sur case blanche c6 · Pion blanc sur case noire d4 · cercle blanc sur case blanche e4 · Pion blanc sur case noire f4 · Pion blanc sur case noire c3 · cercle blanc sur case blanche d3 · Pion blanc sur case noire e3 · Pion blanc sur case blanche a2 · Pion blanc sur case noire b2 · Pion blanc sur case blanche g2 · Pion blanc sur case noire h2 · Roi blanc sur case noire g1 | Roi noir sur case noire b8 · Pion noir sur case noire a7 · Pion noir sur case noire c7 · cercle noir sur case blanche a6 · Pion noir sur case noire b6 · cercle noir sur case blanche c6 · Pion blanc sur case noire d4 · cercle blanc sur case blanche e4 · Pion blanc sur case noire f4 · Pion blanc sur case noire c3 · cercle blanc sur case blanche d3 · Pion blanc sur case noire e3 · Pion blanc sur case blanche a2 · Pion blanc sur case noire b2 · Pion blanc sur case blanche g2 · Pion blanc sur case noire h2 · Roi blanc sur case noire g1 | Roi noir sur case noire b8 · Pion noir sur case noire a7 · Pion noir sur case noire c7 · cercle noir sur case blanche a6 · Pion noir sur case noire b6 · cercle noir sur case blanche c6 · Pion blanc sur case noire d4 · cercle blanc sur case blanche e4 · Pion blanc sur case noire f4 · Pion blanc sur case noire c3 · cercle blanc sur case blanche d3 · Pion blanc sur case noire e3 · Pion blanc sur case blanche a2 · Pion blanc sur case noire b2 · Pion blanc sur case blanche g2 · Pion blanc sur case noire h2 · Roi blanc sur case noire g1 | Roi noir sur case noire b8 · Pion noir sur case noire a7 · Pion noir sur case noire c7 · cercle noir sur case blanche a6 · Pion noir sur case noire b6 · cercle noir sur case blanche c6 · Pion blanc sur case noire d4 · cercle blanc sur case blanche e4 · Pion blanc sur case noire f4 · Pion blanc sur case noire c3 · cercle blanc sur case blanche d3 · Pion blanc sur case noire e3 · Pion blanc sur case blanche a2 · Pion blanc sur case noire b2 · Pion blanc sur case blanche g2 · Pion blanc sur case noire h2 · Roi blanc sur case noire g1 | Roi noir sur case noire b8 · Pion noir sur case noire a7 · Pion noir sur case noire c7 · cercle noir sur case blanche a6 · Pion noir sur case noire b6 · cercle noir sur case blanche c6 · Pion blanc sur case noire d4 · cercle blanc sur case blanche e4 · Pion blanc sur case noire f4 · Pion blanc sur case noire c3 · cercle blanc sur case blanche d3 · Pion blanc sur case noire e3 · Pion blanc sur case blanche a2 · Pion blanc sur case noire b2 · Pion blanc sur case blanche g2 · Pion blanc sur case noire h2 · Roi blanc sur case noire g1 | Roi noir sur case noire b8 · Pion noir sur case noire a7 · Pion noir sur case noire c7 · cercle noir sur case blanche a6 · Pion noir sur case noire b6 · cercle noir sur case blanche c6 · Pion blanc sur case noire d4 · cercle blanc sur case blanche e4 · Pion blanc sur case noire f4 · Pion blanc sur case noire c3 · cercle blanc sur case blanche d3 · Pion blanc sur case noire e3 · Pion blanc sur case blanche a2 · Pion blanc sur case noire b2 · Pion blanc sur case blanche g2 · Pion blanc sur case noire h2 · Roi blanc sur case noire g1 | Roi noir sur case noire b8 · Pion noir sur case noire a7 · Pion noir sur case noire c7 · cercle noir sur case blanche a6 · Pion noir sur case noire b6 · cercle noir sur case blanche c6 · Pion blanc sur case noire d4 · cercle blanc sur case blanche e4 · Pion blanc sur case noire f4 · Pion blanc sur case noire c3 · cercle blanc sur case blanche d3 · Pion blanc sur case noire e3 · Pion blanc sur case blanche a2 · Pion blanc sur case noire b2 · Pion blanc sur case blanche g2 · Pion blanc sur case noire h2 · Roi blanc sur case noire g1 | Roi noir sur case noire b8 · Pion noir sur case noire a7 · Pion noir sur case noire c7 · cercle noir sur case blanche a6 · Pion noir sur case noire b6 · cercle noir sur case blanche c6 · Pion blanc sur case noire d4 · cercle blanc sur case blanche e4 · Pion blanc sur case noire f4 · Pion blanc sur case noire c3 · cercle blanc sur case blanche d3 · Pion blanc sur case noire e3 · Pion blanc sur case blanche a2 · Pion blanc sur case noire b2 · Pion blanc sur case blanche g2 · Pion blanc sur case noire h2 · Roi blanc sur case noire g1 | 4 |
| 3 | Roi noir sur case noire b8 · Pion noir sur case noire a7 · Pion noir sur case noire c7 · cercle noir sur case blanche a6 · Pion noir sur case noire b6 · cercle noir sur case blanche c6 · Pion blanc sur case noire d4 · cercle blanc sur case blanche e4 · Pion blanc sur case noire f4 · Pion blanc sur case noire c3 · cercle blanc sur case blanche d3 · Pion blanc sur case noire e3 · Pion blanc sur case blanche a2 · Pion blanc sur case noire b2 · Pion blanc sur case blanche g2 · Pion blanc sur case noire h2 · Roi blanc sur case noire g1 | Roi noir sur case noire b8 · Pion noir sur case noire a7 · Pion noir sur case noire c7 · cercle noir sur case blanche a6 · Pion noir sur case noire b6 · cercle noir sur case blanche c6 · Pion blanc sur case noire d4 · cercle blanc sur case blanche e4 · Pion blanc sur case noire f4 · Pion blanc sur case noire c3 · cercle blanc sur case blanche d3 · Pion blanc sur case noire e3 · Pion blanc sur case blanche a2 · Pion blanc sur case noire b2 · Pion blanc sur case blanche g2 · Pion blanc sur case noire h2 · Roi blanc sur case noire g1 | Roi noir sur case noire b8 · Pion noir sur case noire a7 · Pion noir sur case noire c7 · cercle noir sur case blanche a6 · Pion noir sur case noire b6 · cercle noir sur case blanche c6 · Pion blanc sur case noire d4 · cercle blanc sur case blanche e4 · Pion blanc sur case noire f4 · Pion blanc sur case noire c3 · cercle blanc sur case blanche d3 · Pion blanc sur case noire e3 · Pion blanc sur case blanche a2 · Pion blanc sur case noire b2 · Pion blanc sur case blanche g2 · Pion blanc sur case noire h2 · Roi blanc sur case noire g1 | Roi noir sur case noire b8 · Pion noir sur case noire a7 · Pion noir sur case noire c7 · cercle noir sur case blanche a6 · Pion noir sur case noire b6 · cercle noir sur case blanche c6 · Pion blanc sur case noire d4 · cercle blanc sur case blanche e4 · Pion blanc sur case noire f4 · Pion blanc sur case noire c3 · cercle blanc sur case blanche d3 · Pion blanc sur case noire e3 · Pion blanc sur case blanche a2 · Pion blanc sur case noire b2 · Pion blanc sur case blanche g2 · Pion blanc sur case noire h2 · Roi blanc sur case noire g1 | Roi noir sur case noire b8 · Pion noir sur case noire a7 · Pion noir sur case noire c7 · cercle noir sur case blanche a6 · Pion noir sur case noire b6 · cercle noir sur case blanche c6 · Pion blanc sur case noire d4 · cercle blanc sur case blanche e4 · Pion blanc sur case noire f4 · Pion blanc sur case noire c3 · cercle blanc sur case blanche d3 · Pion blanc sur case noire e3 · Pion blanc sur case blanche a2 · Pion blanc sur case noire b2 · Pion blanc sur case blanche g2 · Pion blanc sur case noire h2 · Roi blanc sur case noire g1 | Roi noir sur case noire b8 · Pion noir sur case noire a7 · Pion noir sur case noire c7 · cercle noir sur case blanche a6 · Pion noir sur case noire b6 · cercle noir sur case blanche c6 · Pion blanc sur case noire d4 · cercle blanc sur case blanche e4 · Pion blanc sur case noire f4 · Pion blanc sur case noire c3 · cercle blanc sur case blanche d3 · Pion blanc sur case noire e3 · Pion blanc sur case blanche a2 · Pion blanc sur case noire b2 · Pion blanc sur case blanche g2 · Pion blanc sur case noire h2 · Roi blanc sur case noire g1 | Roi noir sur case noire b8 · Pion noir sur case noire a7 · Pion noir sur case noire c7 · cercle noir sur case blanche a6 · Pion noir sur case noire b6 · cercle noir sur case blanche c6 · Pion blanc sur case noire d4 · cercle blanc sur case blanche e4 · Pion blanc sur case noire f4 · Pion blanc sur case noire c3 · cercle blanc sur case blanche d3 · Pion blanc sur case noire e3 · Pion blanc sur case blanche a2 · Pion blanc sur case noire b2 · Pion blanc sur case blanche g2 · Pion blanc sur case noire h2 · Roi blanc sur case noire g1 | Roi noir sur case noire b8 · Pion noir sur case noire a7 · Pion noir sur case noire c7 · cercle noir sur case blanche a6 · Pion noir sur case noire b6 · cercle noir sur case blanche c6 · Pion blanc sur case noire d4 · cercle blanc sur case blanche e4 · Pion blanc sur case noire f4 · Pion blanc sur case noire c3 · cercle blanc sur case blanche d3 · Pion blanc sur case noire e3 · Pion blanc sur case blanche a2 · Pion blanc sur case noire b2 · Pion blanc sur case blanche g2 · Pion blanc sur case noire h2 · Roi blanc sur case noire g1 | 3 |
| 2 | Roi noir sur case noire b8 · Pion noir sur case noire a7 · Pion noir sur case noire c7 · cercle noir sur case blanche a6 · Pion noir sur case noire b6 · cercle noir sur case blanche c6 · Pion blanc sur case noire d4 · cercle blanc sur case blanche e4 · Pion blanc sur case noire f4 · Pion blanc sur case noire c3 · cercle blanc sur case blanche d3 · Pion blanc sur case noire e3 · Pion blanc sur case blanche a2 · Pion blanc sur case noire b2 · Pion blanc sur case blanche g2 · Pion blanc sur case noire h2 · Roi blanc sur case noire g1 | Roi noir sur case noire b8 · Pion noir sur case noire a7 · Pion noir sur case noire c7 · cercle noir sur case blanche a6 · Pion noir sur case noire b6 · cercle noir sur case blanche c6 · Pion blanc sur case noire d4 · cercle blanc sur case blanche e4 · Pion blanc sur case noire f4 · Pion blanc sur case noire c3 · cercle blanc sur case blanche d3 · Pion blanc sur case noire e3 · Pion blanc sur case blanche a2 · Pion blanc sur case noire b2 · Pion blanc sur case blanche g2 · Pion blanc sur case noire h2 · Roi blanc sur case noire g1 | Roi noir sur case noire b8 · Pion noir sur case noire a7 · Pion noir sur case noire c7 · cercle noir sur case blanche a6 · Pion noir sur case noire b6 · cercle noir sur case blanche c6 · Pion blanc sur case noire d4 · cercle blanc sur case blanche e4 · Pion blanc sur case noire f4 · Pion blanc sur case noire c3 · cercle blanc sur case blanche d3 · Pion blanc sur case noire e3 · Pion blanc sur case blanche a2 · Pion blanc sur case noire b2 · Pion blanc sur case blanche g2 · Pion blanc sur case noire h2 · Roi blanc sur case noire g1 | Roi noir sur case noire b8 · Pion noir sur case noire a7 · Pion noir sur case noire c7 · cercle noir sur case blanche a6 · Pion noir sur case noire b6 · cercle noir sur case blanche c6 · Pion blanc sur case noire d4 · cercle blanc sur case blanche e4 · Pion blanc sur case noire f4 · Pion blanc sur case noire c3 · cercle blanc sur case blanche d3 · Pion blanc sur case noire e3 · Pion blanc sur case blanche a2 · Pion blanc sur case noire b2 · Pion blanc sur case blanche g2 · Pion blanc sur case noire h2 · Roi blanc sur case noire g1 | Roi noir sur case noire b8 · Pion noir sur case noire a7 · Pion noir sur case noire c7 · cercle noir sur case blanche a6 · Pion noir sur case noire b6 · cercle noir sur case blanche c6 · Pion blanc sur case noire d4 · cercle blanc sur case blanche e4 · Pion blanc sur case noire f4 · Pion blanc sur case noire c3 · cercle blanc sur case blanche d3 · Pion blanc sur case noire e3 · Pion blanc sur case blanche a2 · Pion blanc sur case noire b2 · Pion blanc sur case blanche g2 · Pion blanc sur case noire h2 · Roi blanc sur case noire g1 | Roi noir sur case noire b8 · Pion noir sur case noire a7 · Pion noir sur case noire c7 · cercle noir sur case blanche a6 · Pion noir sur case noire b6 · cercle noir sur case blanche c6 · Pion blanc sur case noire d4 · cercle blanc sur case blanche e4 · Pion blanc sur case noire f4 · Pion blanc sur case noire c3 · cercle blanc sur case blanche d3 · Pion blanc sur case noire e3 · Pion blanc sur case blanche a2 · Pion blanc sur case noire b2 · Pion blanc sur case blanche g2 · Pion blanc sur case noire h2 · Roi blanc sur case noire g1 | Roi noir sur case noire b8 · Pion noir sur case noire a7 · Pion noir sur case noire c7 · cercle noir sur case blanche a6 · Pion noir sur case noire b6 · cercle noir sur case blanche c6 · Pion blanc sur case noire d4 · cercle blanc sur case blanche e4 · Pion blanc sur case noire f4 · Pion blanc sur case noire c3 · cercle blanc sur case blanche d3 · Pion blanc sur case noire e3 · Pion blanc sur case blanche a2 · Pion blanc sur case noire b2 · Pion blanc sur case blanche g2 · Pion blanc sur case noire h2 · Roi blanc sur case noire g1 | Roi noir sur case noire b8 · Pion noir sur case noire a7 · Pion noir sur case noire c7 · cercle noir sur case blanche a6 · Pion noir sur case noire b6 · cercle noir sur case blanche c6 · Pion blanc sur case noire d4 · cercle blanc sur case blanche e4 · Pion blanc sur case noire f4 · Pion blanc sur case noire c3 · cercle blanc sur case blanche d3 · Pion blanc sur case noire e3 · Pion blanc sur case blanche a2 · Pion blanc sur case noire b2 · Pion blanc sur case blanche g2 · Pion blanc sur case noire h2 · Roi blanc sur case noire g1 | 2 |
| 1 | Roi noir sur case noire b8 · Pion noir sur case noire a7 · Pion noir sur case noire c7 · cercle noir sur case blanche a6 · Pion noir sur case noire b6 · cercle noir sur case blanche c6 · Pion blanc sur case noire d4 · cercle blanc sur case blanche e4 · Pion blanc sur case noire f4 · Pion blanc sur case noire c3 · cercle blanc sur case blanche d3 · Pion blanc sur case noire e3 · Pion blanc sur case blanche a2 · Pion blanc sur case noire b2 · Pion blanc sur case blanche g2 · Pion blanc sur case noire h2 · Roi blanc sur case noire g1 | Roi noir sur case noire b8 · Pion noir sur case noire a7 · Pion noir sur case noire c7 · cercle noir sur case blanche a6 · Pion noir sur case noire b6 · cercle noir sur case blanche c6 · Pion blanc sur case noire d4 · cercle blanc sur case blanche e4 · Pion blanc sur case noire f4 · Pion blanc sur case noire c3 · cercle blanc sur case blanche d3 · Pion blanc sur case noire e3 · Pion blanc sur case blanche a2 · Pion blanc sur case noire b2 · Pion blanc sur case blanche g2 · Pion blanc sur case noire h2 · Roi blanc sur case noire g1 | Roi noir sur case noire b8 · Pion noir sur case noire a7 · Pion noir sur case noire c7 · cercle noir sur case blanche a6 · Pion noir sur case noire b6 · cercle noir sur case blanche c6 · Pion blanc sur case noire d4 · cercle blanc sur case blanche e4 · Pion blanc sur case noire f4 · Pion blanc sur case noire c3 · cercle blanc sur case blanche d3 · Pion blanc sur case noire e3 · Pion blanc sur case blanche a2 · Pion blanc sur case noire b2 · Pion blanc sur case blanche g2 · Pion blanc sur case noire h2 · Roi blanc sur case noire g1 | Roi noir sur case noire b8 · Pion noir sur case noire a7 · Pion noir sur case noire c7 · cercle noir sur case blanche a6 · Pion noir sur case noire b6 · cercle noir sur case blanche c6 · Pion blanc sur case noire d4 · cercle blanc sur case blanche e4 · Pion blanc sur case noire f4 · Pion blanc sur case noire c3 · cercle blanc sur case blanche d3 · Pion blanc sur case noire e3 · Pion blanc sur case blanche a2 · Pion blanc sur case noire b2 · Pion blanc sur case blanche g2 · Pion blanc sur case noire h2 · Roi blanc sur case noire g1 | Roi noir sur case noire b8 · Pion noir sur case noire a7 · Pion noir sur case noire c7 · cercle noir sur case blanche a6 · Pion noir sur case noire b6 · cercle noir sur case blanche c6 · Pion blanc sur case noire d4 · cercle blanc sur case blanche e4 · Pion blanc sur case noire f4 · Pion blanc sur case noire c3 · cercle blanc sur case blanche d3 · Pion blanc sur case noire e3 · Pion blanc sur case blanche a2 · Pion blanc sur case noire b2 · Pion blanc sur case blanche g2 · Pion blanc sur case noire h2 · Roi blanc sur case noire g1 | Roi noir sur case noire b8 · Pion noir sur case noire a7 · Pion noir sur case noire c7 · cercle noir sur case blanche a6 · Pion noir sur case noire b6 · cercle noir sur case blanche c6 · Pion blanc sur case noire d4 · cercle blanc sur case blanche e4 · Pion blanc sur case noire f4 · Pion blanc sur case noire c3 · cercle blanc sur case blanche d3 · Pion blanc sur case noire e3 · Pion blanc sur case blanche a2 · Pion blanc sur case noire b2 · Pion blanc sur case blanche g2 · Pion blanc sur case noire h2 · Roi blanc sur case noire g1 | Roi noir sur case noire b8 · Pion noir sur case noire a7 · Pion noir sur case noire c7 · cercle noir sur case blanche a6 · Pion noir sur case noire b6 · cercle noir sur case blanche c6 · Pion blanc sur case noire d4 · cercle blanc sur case blanche e4 · Pion blanc sur case noire f4 · Pion blanc sur case noire c3 · cercle blanc sur case blanche d3 · Pion blanc sur case noire e3 · Pion blanc sur case blanche a2 · Pion blanc sur case noire b2 · Pion blanc sur case blanche g2 · Pion blanc sur case noire h2 · Roi blanc sur case noire g1 | Roi noir sur case noire b8 · Pion noir sur case noire a7 · Pion noir sur case noire c7 · cercle noir sur case blanche a6 · Pion noir sur case noire b6 · cercle noir sur case blanche c6 · Pion blanc sur case noire d4 · cercle blanc sur case blanche e4 · Pion blanc sur case noire f4 · Pion blanc sur case noire c3 · cercle blanc sur case blanche d3 · Pion blanc sur case noire e3 · Pion blanc sur case blanche a2 · Pion blanc sur case noire b2 · Pion blanc sur case blanche g2 · Pion blanc sur case noire h2 · Roi blanc sur case noire g1 | 1 |
|   | a | b | c | d | e | f | g | h |   |

Trouune case située à l'intérieur ou à proximité du territoire d'un joueur et qui ne peut pas être contrôlée par un pion. C’est un trou dans la configuration de pions du joueur, particulièrement dangereux lorsque le trou est proche du centre ou du roi. Un cavalier qui occupe un trou peut faire partie d'une attaque. Un exemple de trou est e4 dans l'attaque Stonewall.

## U
- Haut – A
- B
- C
- D
- E
- F
- G
- H
- I
- J
- K
- L
- M
- N
- O
- P
- Q
- R
- S
- T
- U
- V
- W
- X
- Y
- Z

Unitéentité mobile évoluant sur l'échiquier (un pion ou une pièce).

## V
- Haut – A
- B
- C
- D
- E
- F
- G
- H
- I
- J
- K
- L
- M
- N
- O
- P
- Q
- R
- S
- T
- U
- V
- W
- X
- Y
- Z

Variantesuite de coups alternative. Dans les ouvertures, on parle souvent de « variante(s) principale(s) » (la ou les variantes les plus utilisées à un moment donné) et de « sous-variantes » ou « sous-systèmes » (variations moins populaires ou passées de mode de cette ouverture).
Variante du jeu d'échecsjeu similaire au jeu d'échecs mais qui s'en distingue par des règles ou une position de départ différentes. Par exemple, les Échecs aléatoires Fischer (Fisher random Chess ou Chess 960) ou les échecs marseillais (voir « Marseillaise »).

## W
- Haut – A
- B
- C
- D
- E
- F
- G
- H
- I
- J
- K
- L
- M
- N
- O
- P
- Q
- R
- S
- T
- U
- V
- W
- X
- Y
- Z

World Chess Councilorganisation éphémère qui eut en charge l'organisation des championnats du monde classique en 1998.

## X
- Haut – A
- B
- C
- D
- E
- F
- G
- H
- I
- J
- K
- L
- M
- N
- O
- P
- Q
- R
- S
- T
- U
- V
- W
- X
- Y
- Z

Attaque « rayons X »attaque indirecte d'une pièce qui se trouve derrière une autre pièce, directement menacée. Voir « Enfilade ».
Xiangqiautre nom des échecs chinois.

## Z
- Haut – A
- B
- C
- D
- E
- F
- G
- H
- I
- J
- K
- L
- M
- N
- O
- P
- Q
- R
- S
- T
- U
- V
- W
- X
- Y
- Z

Zeitnot« pénurie/détresse de temps » ; manque de temps à l'approche du contrôle de temps. Prélude aux gaffes (voir plus haut).
Zugzwang« coup contraint » ; cas où l'obligation de jouer pénalise le joueur qui a le trait. Le joueur est obligé de jouer, tout en sachant pertinemment qu'il va détériorer sa position.
Zwischenzug« coup intermédiaire » en réponse à une menace de l'adversaire, qui crée une contre menace.